# Babylone (civilisation)
Pour les articles homonymes, voir Babylone (homonymie).
La civilisation babylonienne s'épanouit en Mésopotamie du Sud du début du IIe millénaire av. J.-C. jusqu'au début de notre ère. Elle prit corps à partir de l'héritage des civilisations du Sud mésopotamien plus anciennes (Sumer et Akkad) dont elle est historiquement la prolongation. Elle prend corps avec l'affirmation politique de Babylone, État qui fut à partir du XVIIIe siècle av. J.-C. l'entité politique dominant le Sud mésopotamien, et ce pendant plus d'un millénaire.
L’État de Babylone devint un royaume puissant dans le courant du XVIIIe siècle av. J.-C., sous l'impulsion du plus grand roi de sa première dynastie, Hammurabi. Après sa prise par les Hittites en 1595 av. J.-C., Babylone passa sous l'autorité d'une dynastie d'origine kassite qui stabilisa le royaume pendant environ quatre siècles. Cette période vit le début de la rivalité avec le royaume voisin situé au nord, l'Assyrie, qui marqua les siècles suivants. Après une longue période d'instabilité entre 1100 et 800 av. J.-C., la Babylonie passa sous la coupe de l'Assyrie pendant plus d'un siècle (728-626 av. J.-C.), avant d'initier une réaction qui aboutit à la destruction de l'Assyrie et à la formation de l'Empire néo-babylonien (626-539 av. J.-C.) par les rois Nabopolassar et Nabuchodonosor II. Cette dernière phase de l'histoire du royaume de Babylone fut brève, s'achevant en 539 av. J.-C. par sa conquête par le roi perse Cyrus II. Dès lors, Babylone ne fut plus dominée par une dynastie d'origine autochtone : aux Perses Achéménides (539-331 av. J.-C.) succédèrent les Grecs Séleucides (311-141 av. J.-C.), puis les Parthes Arsacides (141 av. J.-C.-224). La Babylonie conserva néanmoins sa prospérité jusqu'aux débuts de notre ère, tandis que sa culture millénaire s'éteignit lentement.
À partir du moment où il mit la main sur les vieilles cités du Sud mésopotamien héritières des civilisations de Sumer et d'Akkad, le royaume de Babylone devint le dépositaire de leurs anciennes traditions, et un centre culturel et religieux rayonnant dans tout le Moyen-Orient et même au-delà. Son prestige fut immense pendant la période antique, et s'est transmis jusqu'à nos jours par le biais de la tradition biblique et de celle des auteurs de la Grèce antique.
L'exploitation des milliers de tablettes cunéiformes découvertes sur les différents sites de Babylonie (Babylone, Ur, Uruk, Nippur, Sippar, etc.) a permis de connaître une civilisation urbaine reposant sur une agriculture irriguée potentiellement très productive. La société et l'économie mésopotamienne étaient chapeautées par des institutions, en premier lieu les temples qui étaient de grands propriétaires terriens en plus d'être des centres religieux et intellectuels, mais le pouvoir royal dominait la société, du moins durant les périodes de stabilité. Une notabilité urbaine dynamique s'affirma également au cours des siècles, dans l'orbite du palais royal et des temples.

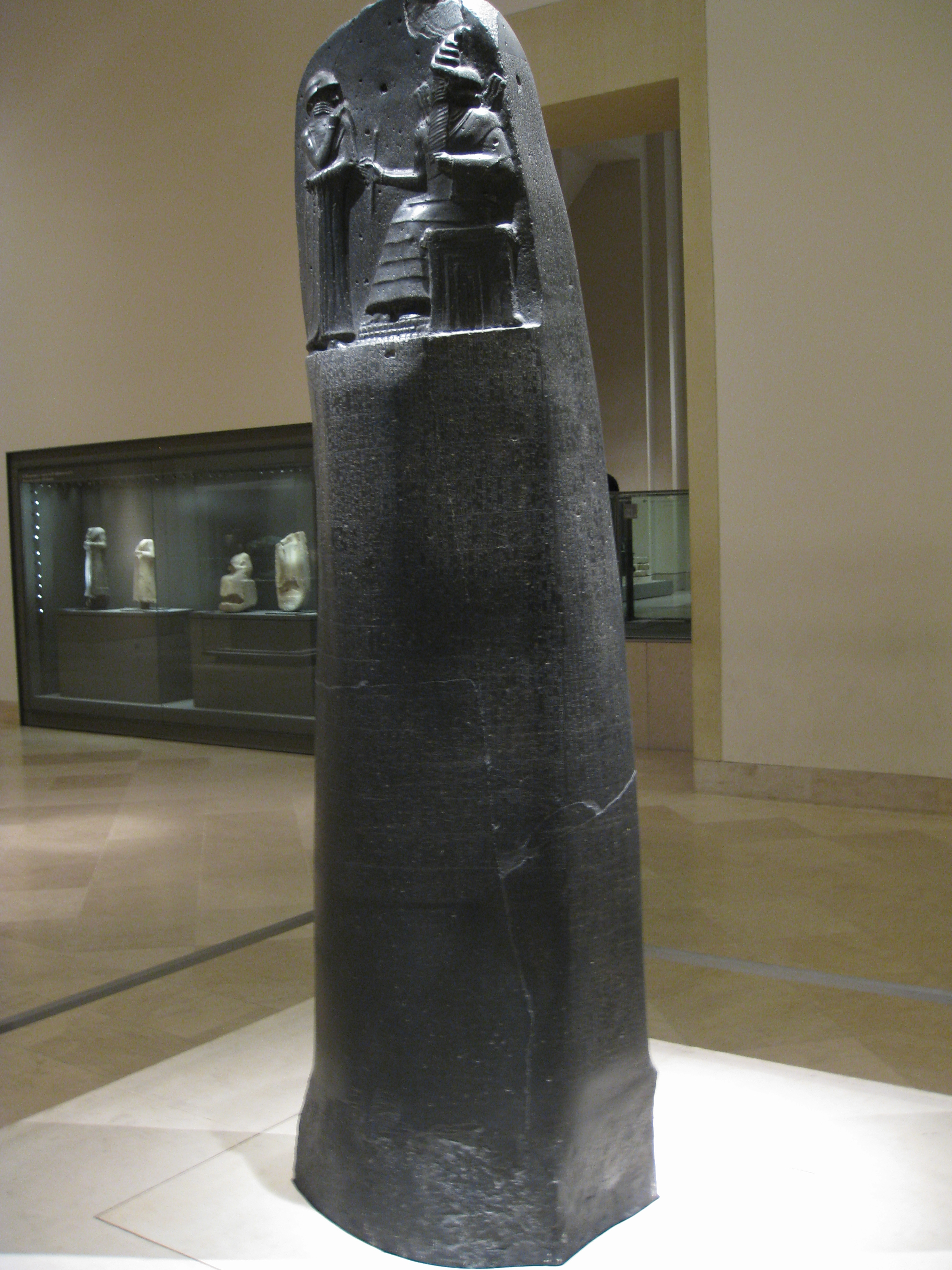
Stèle du Code de Hammurabi au musée du Louvre.

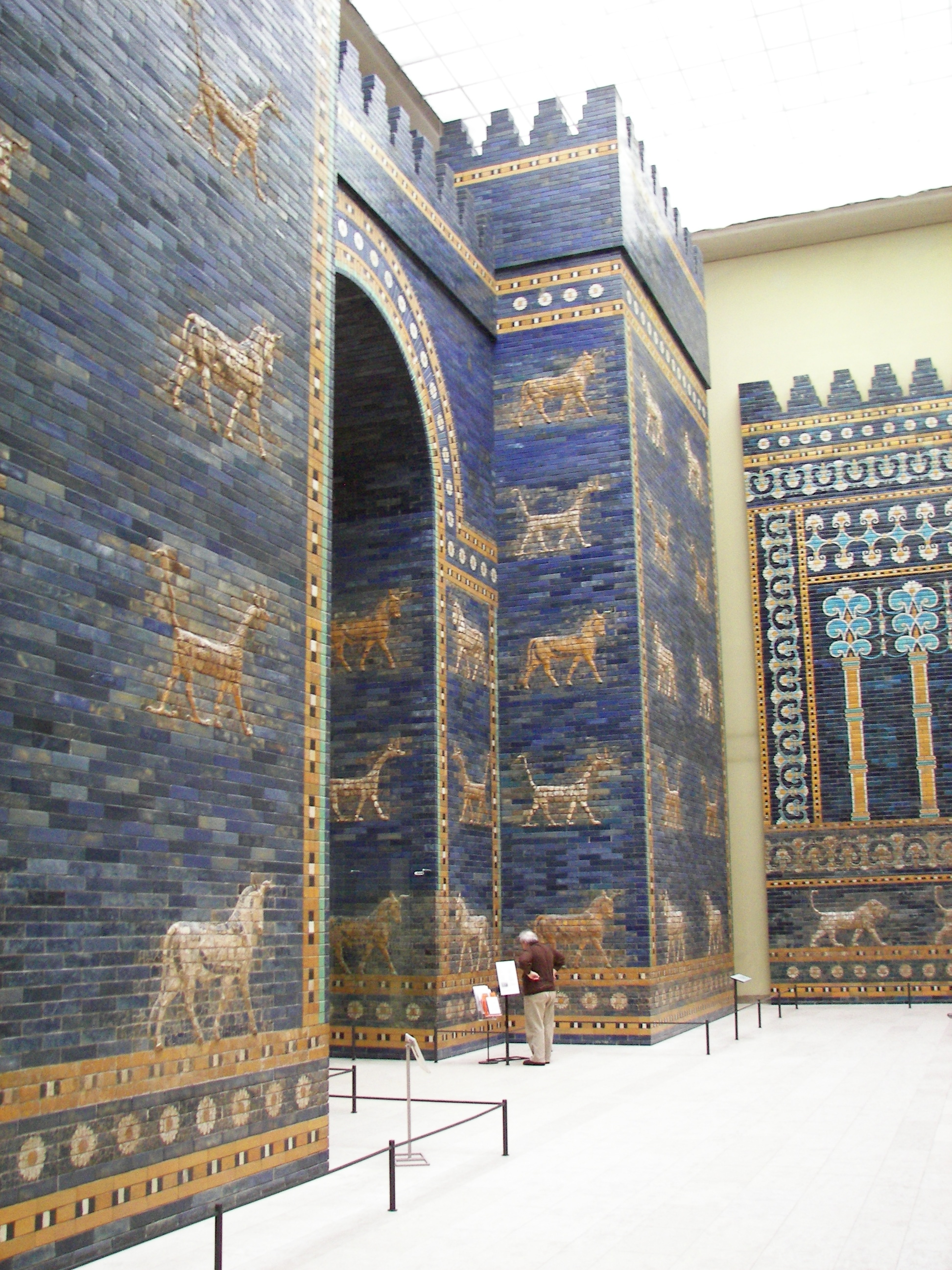
Les murs de la Voie processionnelle et la porte d'Ishtar reconstruits au Pergamon Museum de Berlin.

## La redécouverte de la civilisation babylonienne

### Le souvenir de Babylone

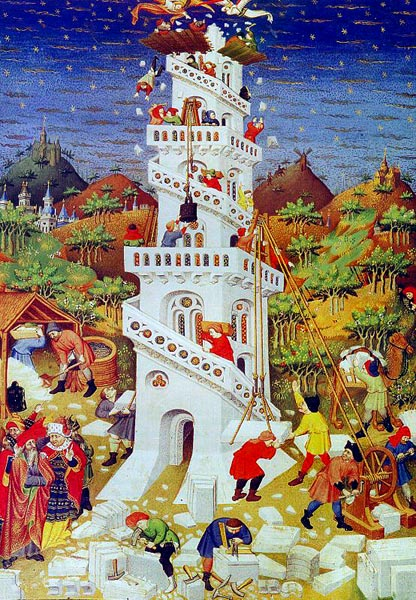
Nemrod supervisant la construction de la tour de Babel dans les Heures du duc de Bedford, par le « Maître de Bedford », XVe siècle.

Le nom de Babylone est resté bien vivant durant les siècles qui ont suivi sa chute grâce à la trace que la ville et son royaume ont laissé dans plusieurs écrits qui en parlaient, rédigés du temps où ils étaient encore prestigieux.
C'est essentiellement par le biais de la tradition juive que son souvenir survit dans le monde savant entre sa disparition et l'essor des études la concernant à la période contemporaine : la Bible hébraïque s'inspire de cette ville pour le mythe de la tour de Babel qui connut un grand succès, et mentionne ce royaume et la Babylonie où ont été déportés des habitants du royaume de Juda au début du VIe siècle av. J.-C. Le Talmud de Babylone fournit également quelques informations sur la Babylonie et s'inspire en partie de ses savoirs, même s'il est une source à manier avec précaution.
À l'époque de la domination perse (Ve – IVe siècle av. J.-C.), Babylone fut également décrite par plusieurs auteurs grecs dont Hérodote et Ctésias, qui mentionnèrent la grandeur de la ville et quelques éléments de son histoire, non sans quelques approximations, notamment la confusion entre l'Assyrie et Babylone sur certains événements.
La tradition juive fut le principal vecteur par lequel le souvenir de Babylone se transmit durant le Moyen Âge, chez les peuples chrétiens qui firent de la plupart des livres de la Bible hébraïque leur Ancien Testament et chez qui Babylone eut souvent une image négative, mais aussi chez les peuples qui occupent le sol de l'ancienne Mésopotamie, les Arabes, ainsi que leurs voisins Iraniens, dont les lettrés et savants (notamment astronomes) mentionnèrent encore « Bâbil ».

### La redécouverte de Babylone par les explorateurs et les archéologues

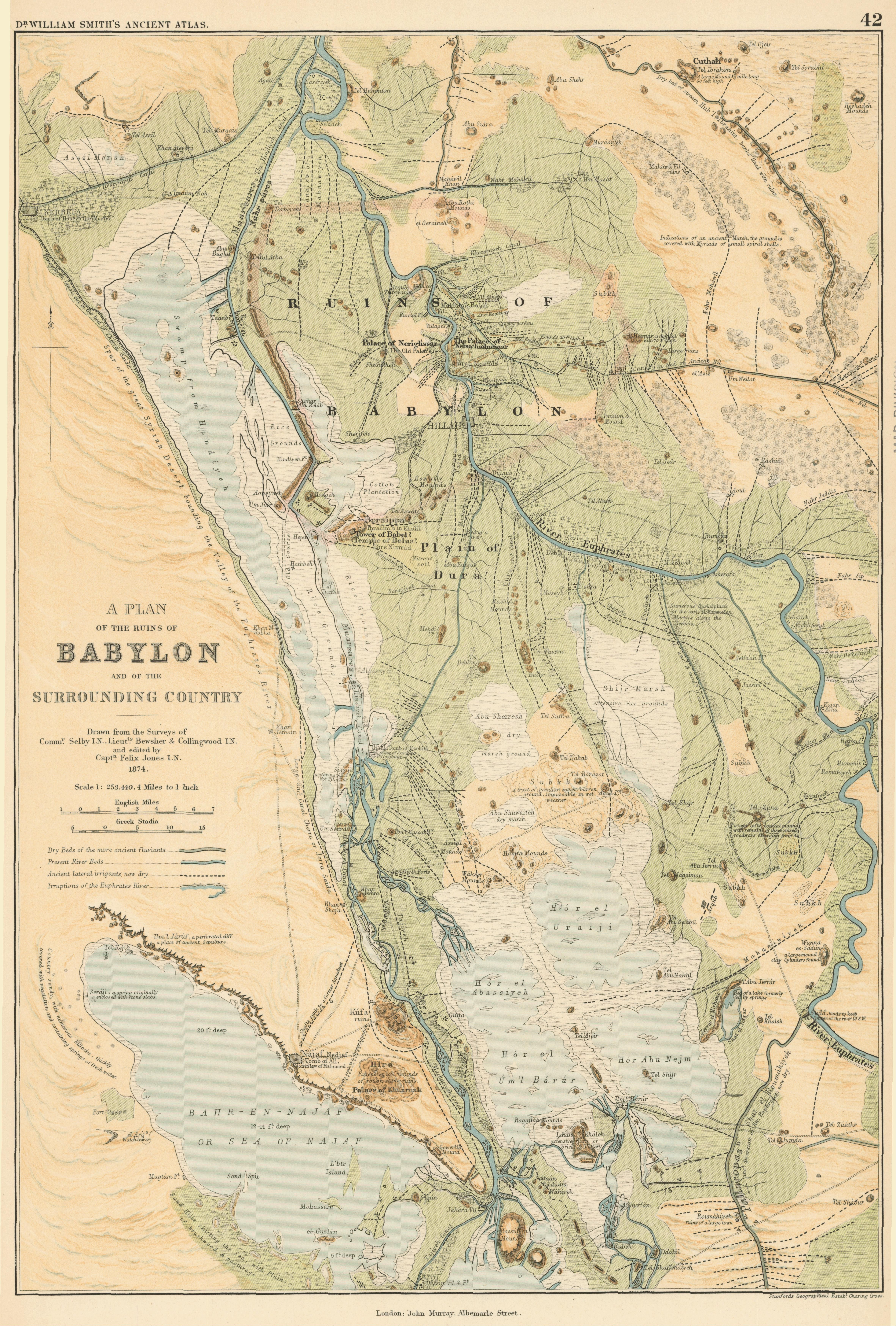
Plan de la région de Babylone vers le milieu du XIX, avec divers sites babyloniens : Babylone (Babil, Hilla), Borsippa (Birs Nimrud), Kutha (Tell Ibrahim). W. Smith, Atlas of ancient geography, biblical and classical, 1874.

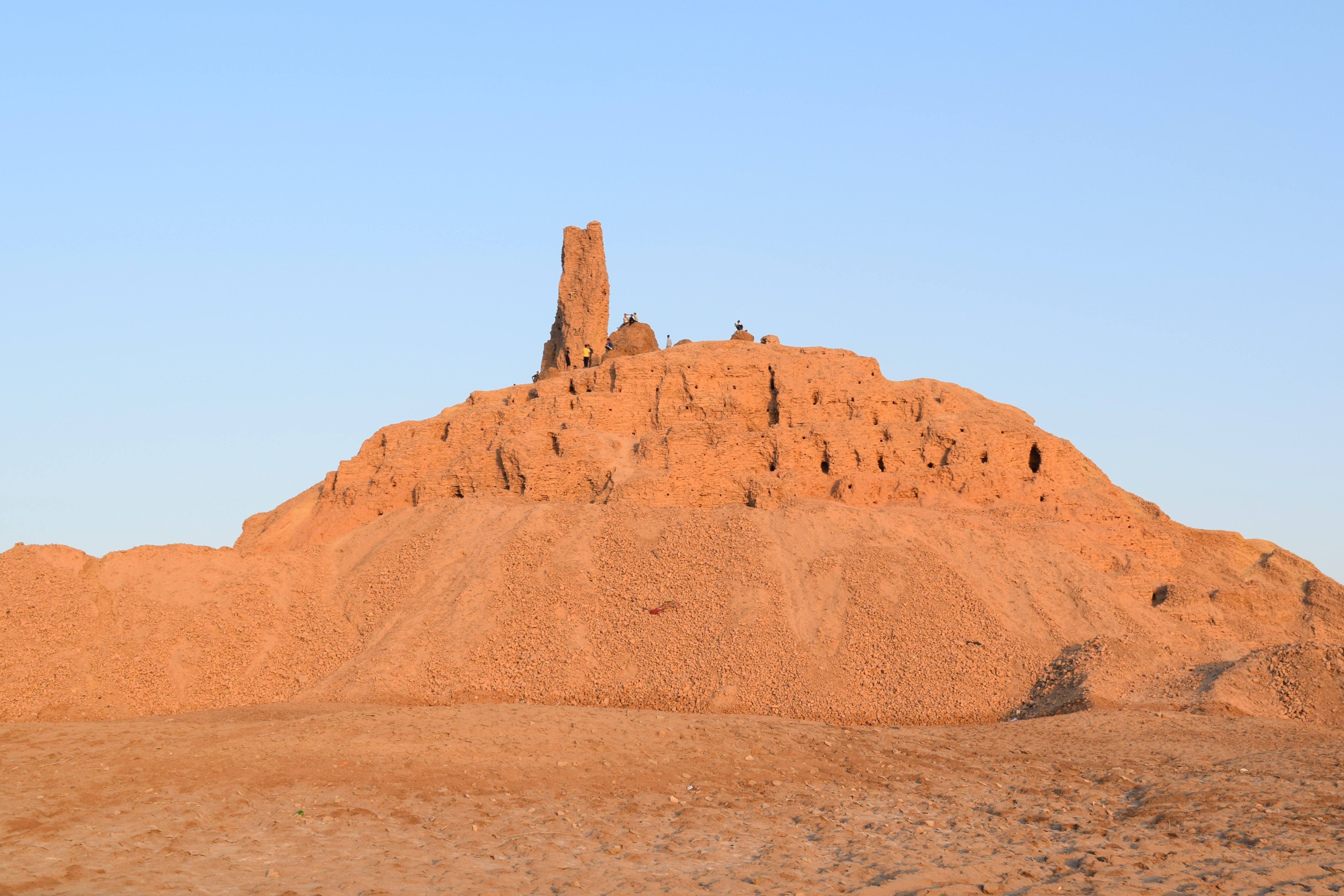
Ruines de la ziggurat de Borsippa.

Les premiers voyageurs occidentaux qui parcoururent la Basse Mésopotamie au Moyen Âge et à l'époque moderne ne s'accordèrent pas sur la localisation à donner à Babylone, dont les ruines n'étaient pas aussi évocatrices que celles de sites voisins comme Birs Nimrud (l'ancienne Borsippa) ou Aqar Quf (l'ancienne Dur-Kurigalzu). Mais les premières fouilles du XIXe siècle eurent bien lieu sur le bon site, celui qui avait préservé son nom antique. La redécouverte des capitales assyriennes au milieu du XIXe siècle suscita un intérêt croissant pour la redécouverte de l'ancienne Mésopotamie. C'est de cette période que date la naissance de la discipline appelée assyriologie, d'après le premier peuple mésopotamien à être redécouvert, et qui repose sur l'étude des tablettes cunéiformes exhumées sur les sites fouillés que l'on parvient à déchiffrer au milieu du XIXe siècle.
Les fouilles en Mésopotamie méridionale démarrèrent plus tardivement, d'abord sur des sites d'époque archaïque, puis à partir des années 1880 des sites plus récents furent fouillés : Sippar et Borsippa brièvement, et surtout Nippur, qui livra des milliers de tablettes permettant de mieux connaître la société et la culture de la Babylonie. Babylone fit à son tour l'objet de fouilles régulières au début du XXe siècle, menées par une équipe allemande dirigée par Robert Koldewey qui mit au jour ses principaux monuments, emportant une partie de ses découvertes à Berlin,. Les autres grands sites de Basse Mésopotamie, comportant des niveaux datés des phases babyloniennes, furent redécouverts progressivement : Uruk dans les mêmes années, Ur dans les années 1920 – 1930, de même que Kish, puis après 1945 et jusqu'à la première guerre du Golfe, d'autres sites furent mis au jour ou fouillés à nouveau (Uruk, Nippur, Larsa, Sippar, etc.) permettant d'exhumer de nombreux documents provenant des périodes durant lesquelles ils étaient contrôlés par les rois babyloniens. Depuis le début de la guerre du Golfe en 1991, la situation politique de l'Irak a empêché les fouilles régulières durables dans l'ancienne Babylonie, et entraîné des destructions dans les musées irakiens et sites de la Babylonie antique (notamment en raison de fouilles clandestines).

### Les sources disponibles pour l'étude de la Babylonie antique
Les fouilles archéologiques ont mis au jour une quantité importante de bâtiments et d'objets, sur de nombreux sites de cette région. Elles ont avant tout concerné des bâtiments publics majeurs, les secteurs des temples et des palais, et parfois des quartiers d'habitation. Des prospections au sol ont également été menées dans plusieurs secteurs de la Basse Mésopotamie. Les objets d'art mis au jour sur les sites fournissent une quantité importante d'images à analyser (surtout religieuses), notamment les sceaux-cylindres et leurs impressions, les sculptures sur stèles et les objets en terre cuite moulés. Concernant les sources écrites, se trouvent certes parmi elles les divers témoignages indirects provenant de l'Antiquité récente (Hérodote, Bible hébraïque), mais le plus important est constitué par les dizaines de milliers de tablettes et inscriptions en cunéiforme exhumées par les archéologues sur les sites de l'ancienne Mésopotamie. Ces sources écrites peuvent être classées en différentes catégories. Les plus nombreux sont les documents issus d'archives d'institutions (palais ou temples) ou de familles, qui sont souvent des textes administratifs (enregistrement de la circulation de produits, cadastres), ou des textes juridiques (contrats de vente, location, prêt, mariage, etc.), et peuvent parfois être rapportés sur des stèles (comme les kudurrus) ; des textes de correspondance relèvent également de ces archives. Les textes de nature « littéraire », « religieuse » ou « scientifique » sont souvent des textes scolaires qui sont produits par des apprentis scribes, souvent incomplets ou fautifs. Se trouvent également quelques fonds de tablettes qui peuvent être considérés comme des sortes de bibliothèques, issus d'institutions religieuses ou de maisons de prêtres. Enfin sont connus des textes commémoratifs provenant des scribes royaux, qui servent à préserver le souvenir des hauts faits des rois, comme les inscriptions glorifiant la construction ou la restauration d'un édifice, des batailles victorieuses, leur sens de la justice d'un roi (comme le Code de Hammurabi) ou bien des hymnes à leur gloire, ainsi que des chroniques historiques.

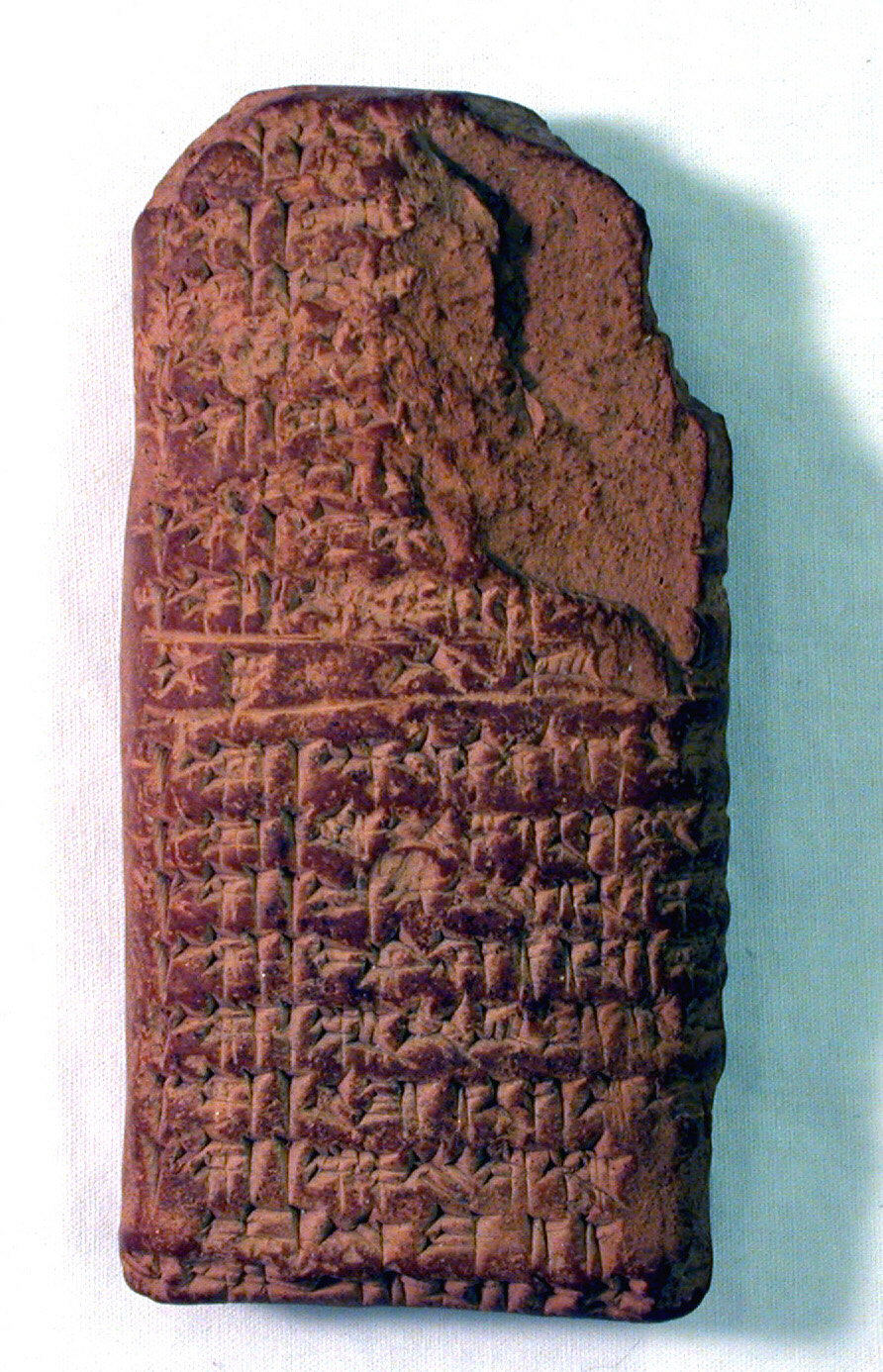
Tablette administrative : comptabilisation de moutons destinés aux offrandes divines, archives de l'Ebabbar de Sippar, début du VIe siècle av. J.-C. Metropolitan Museum of Art.
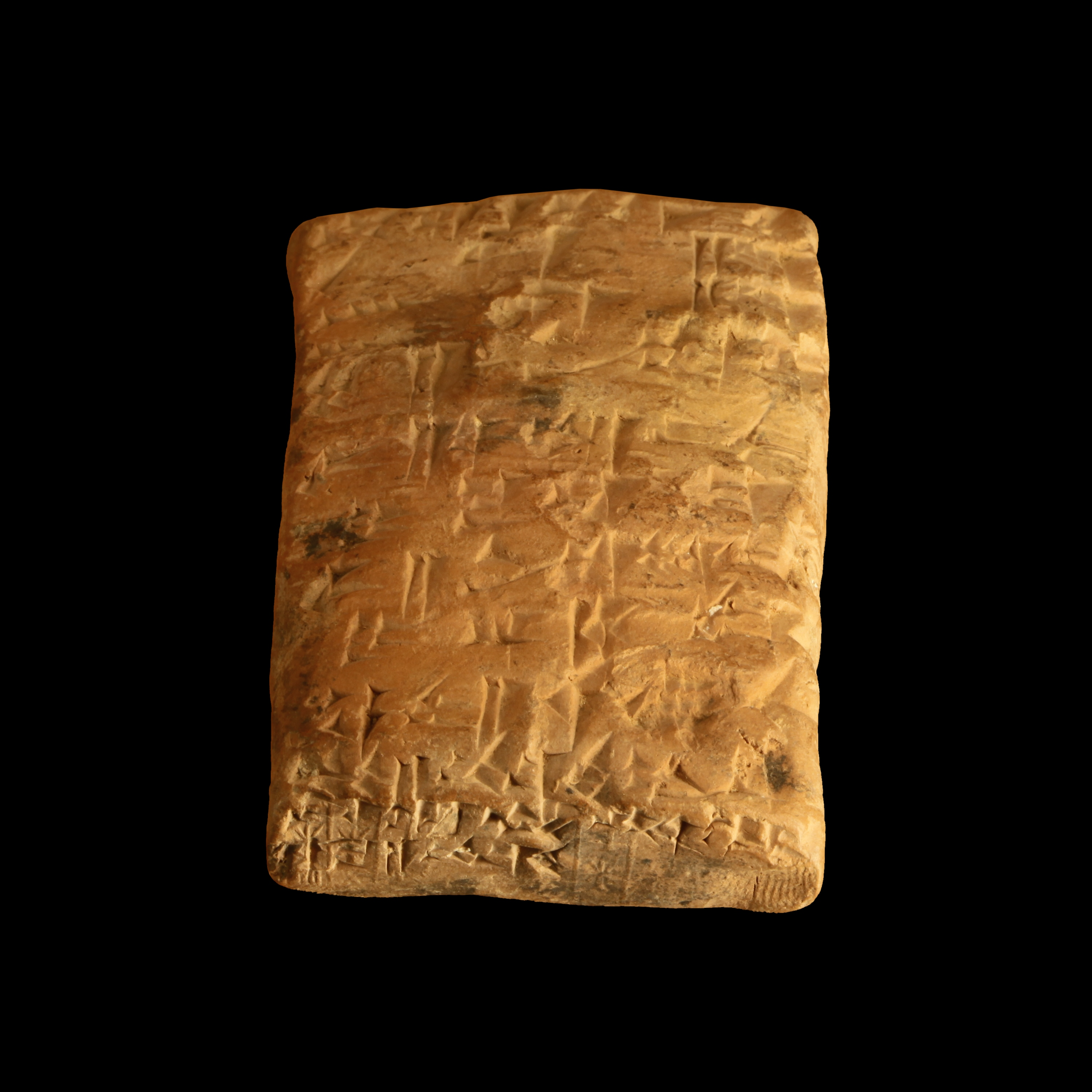
Contrat de location d'un champ inscrit sur tablette d'argile, règne d'Abi-eshuh (1711–1684 av. J.-C.), musée des beaux-arts de Lyon.
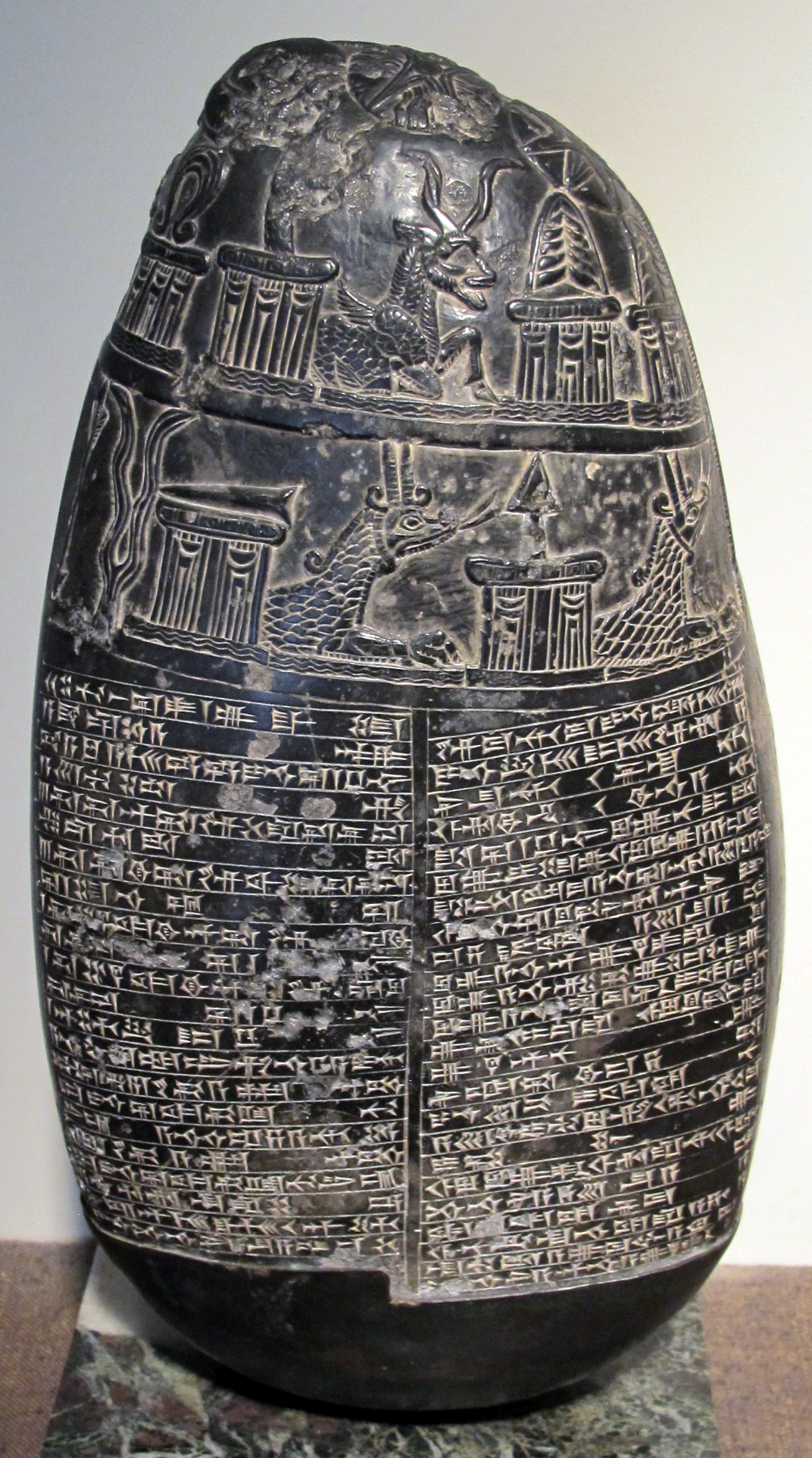
« Caillou Michaux », stèle (kudurru) avec texte de donation du XIe siècle av. J.-C. Cabinet des médailles de la Bibliothèque nationale de France.
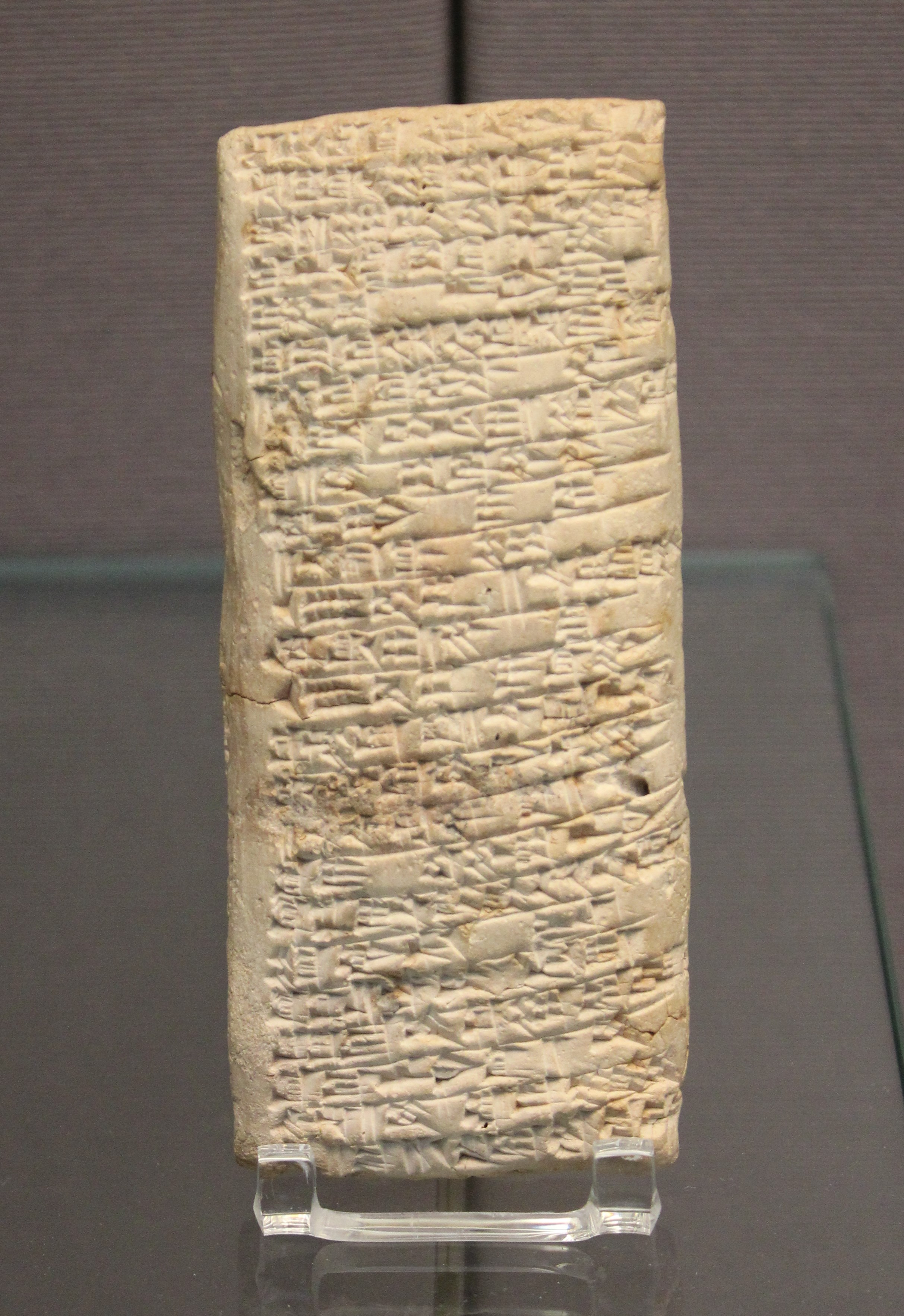
Lettre de plainte entre marchands, Ur, v. 1750 av. J.-C. British Museum.
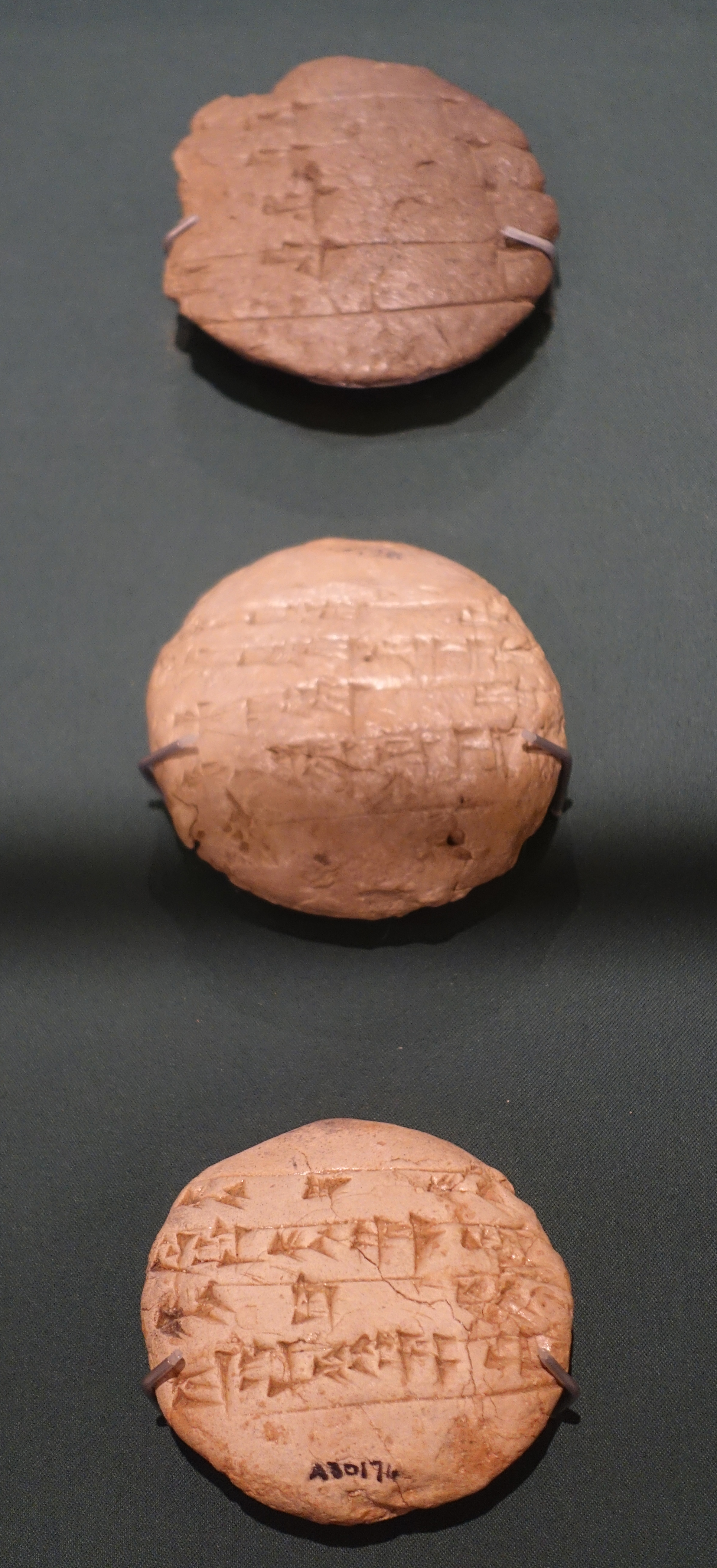
Tablettes d'exercices d'élèves scribes de Nippur, période paléo-babylonienne. Musée de l'Institut oriental de Chicago.
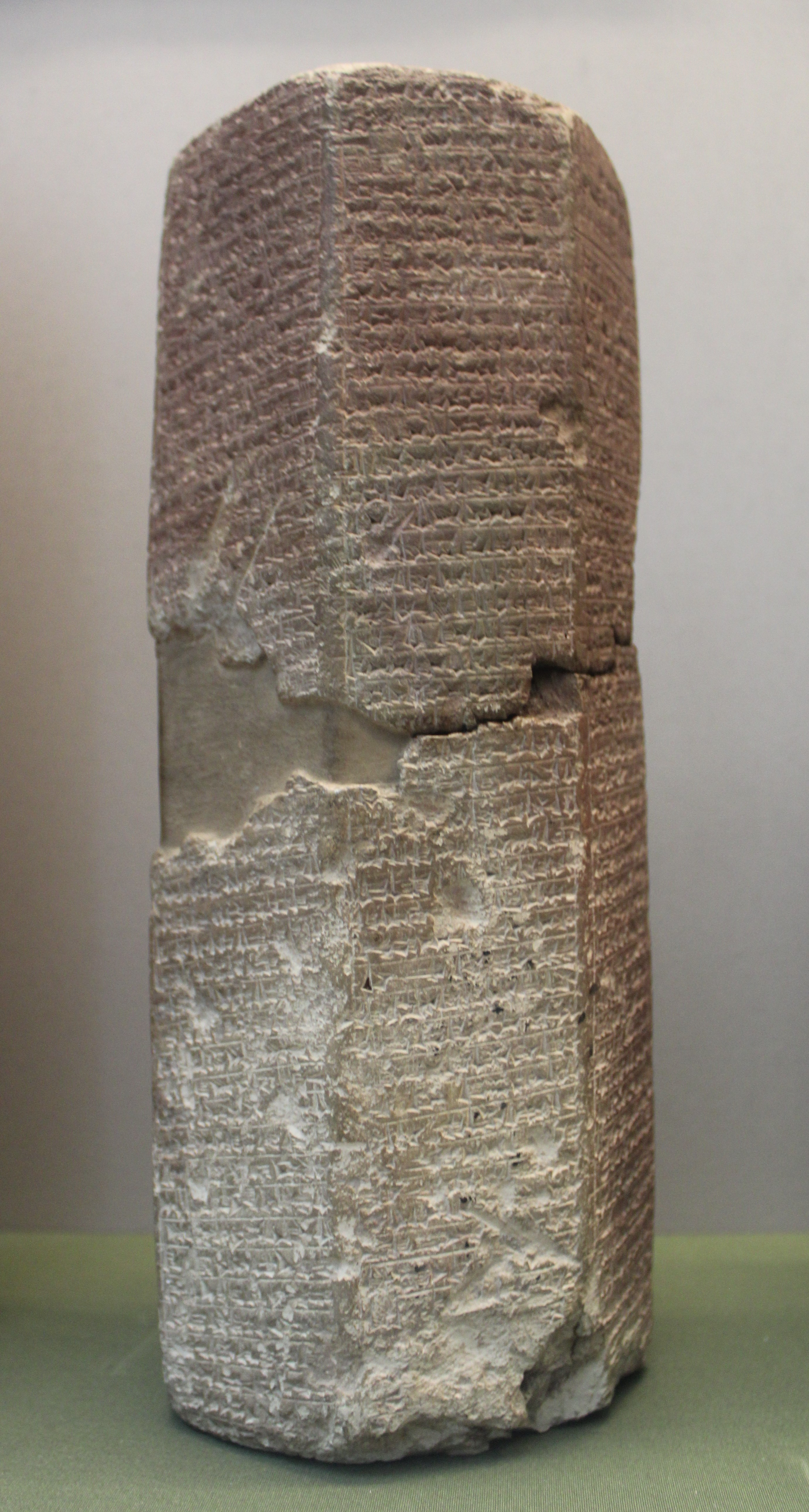
Prisme en argile comportant une inscription commémorant la restauration de Babylone par le roi assyrien Assarhaddon, v. 670 av. J.-C. British Museum.
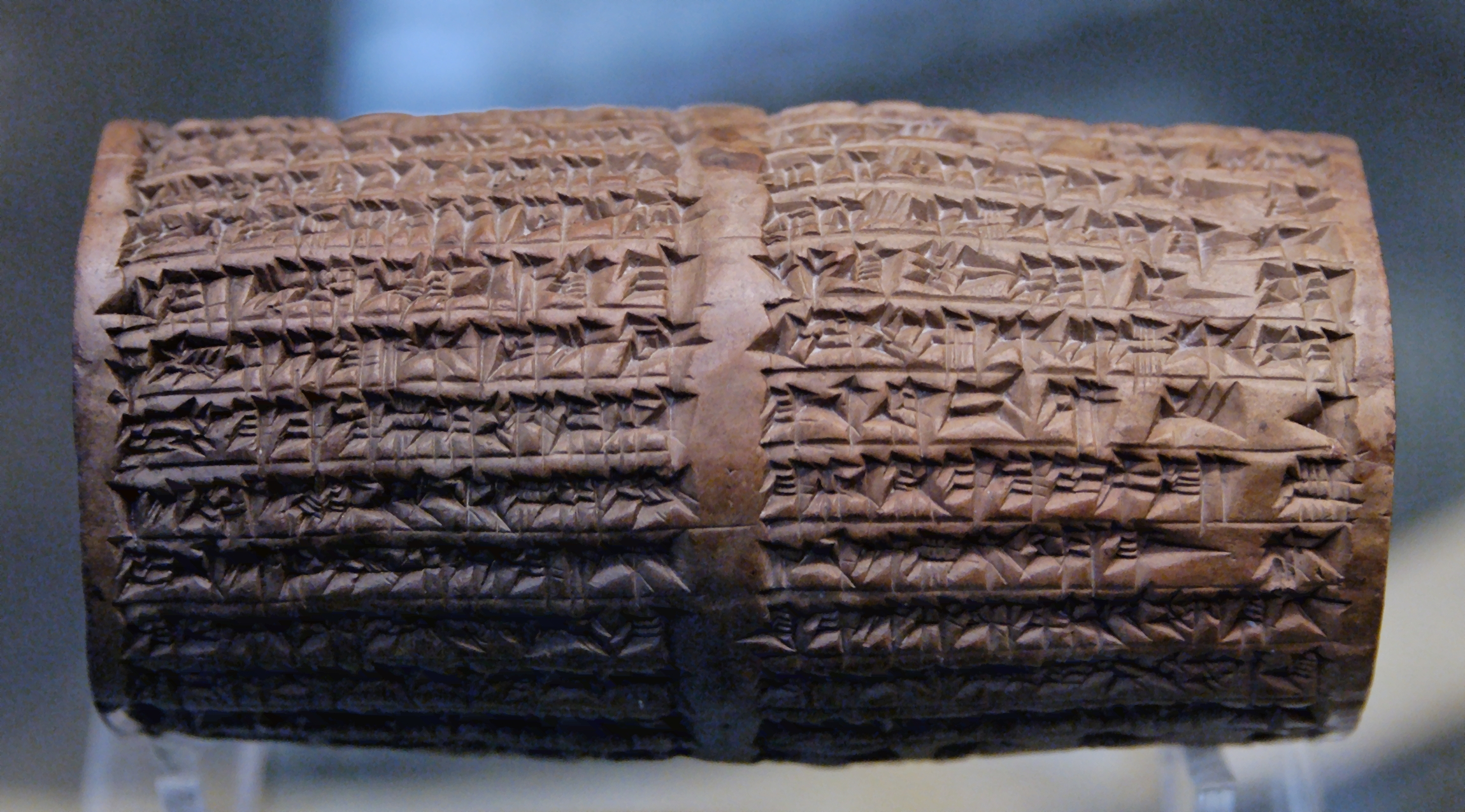
Cylindre décrivant des travaux réalisés au temple du dieu-lune Sîn, à Ur, par le roi Nabonide (555-539 av. J.-C.). British Museum.

## Cadre géographique et culturel

Carte de la Mésopotamie antique, dans les frontières actuelles.

### Géographie de la Basse Mésopotamie
Géographiquement, le cœur du royaume de Babylone correspond à la Basse Mésopotamie, vaste plaine alluviale terminant en delta, constituée par l'Euphrate qui coule à l'ouest et le Tigre qui coule à l'est, les deux se divisant en plusieurs bras secondaires avant de se jeter dans le golfe Persique, qui remontait dans l'Antiquité plus au nord que de nos jours. La pente y est très faible, et les fleuves charrient une grande quantité d'alluvions, ce qui fait que le niveau de leur cours est rehaussé par rapport à la plaine. On note de plus un déplacement progressif de leur tracé, entraînant l'abandon à certaines époques de villes qu'ils irriguaient autrefois, à la création de bras isolés des cours d'eau et la présence de nombreuses zones marécageuses, en particulier vers le littoral. Le climat aride et la pauvreté des sols font par ailleurs que les espaces éloignés des cours d'eau sont des steppes, puis plus loin des déserts, très étendus en direction de l'ouest (le désert d'Arabie). La bordure orientale de la Basse Mésopotamie conduit vers les montagnes iraniennes (le Zagros). Vers le nord s'étend la Haute Mésopotamie (ou Djézireh), région de plateaux marquée par un climat moins aride que le Sud, surtout sur ses parties nord et nord-est qui reçoivent plus de précipitations.

### Les antécédents: Sumer et Akkad
Cette césure géographique entre les moitiés nord et sud de la Mésopotamie (correspondant en gros au territoire de l'Irak actuel) coïncidait avec une coupure culturelle qui fut toujours vérifiée depuis les temps protohistoriques. Le Nord était au IIIe millénaire av. J.-C. un territoire dominé par des populations parlant des langues sémitiques, et aussi le hourrite. Le Sud était partagé entre : un groupe parlant une langue sémitique (ou plutôt plusieurs de ses variantes), l'akkadien, surtout dans sa moitié nord, le pays d'Akkad, qui correspondait à l'espace où devait se développer Babylone au millénaire suivant ; et une population parlant un isolat linguistique, le sumérien, majoritaire dans la partie méridionale, le pays de Sumer, autour de plusieurs cités majeures (Uruk, Ur, Nippur, etc.), dont la langue était dominante dans le milieu intellectuel (et sans doute historiquement la première langue à avoir été écrite, avec l'ancien égyptien). La Basse Mésopotamie était en fait une région plutôt culturellement homogène, car ses peuples avaient cohabité sur une longue période, et elle était souvent désignée dans les textes cunéiformes comme le « pays de Sumer et d'Akkad », désignation qui perdura par la suite dans les inscriptions officielles.

### La Babylonie
La disparition du sumérien en tant que langue vernaculaire au plus tard aux alentours de 2000 av. J.-C. (mais il resta pratiqué dans les cercles lettrés) aboutit à l'homogénéisation linguistique de cette région, renforcée par son unification politique sous la coupe des rois de Babylone à partir du XVIIIe siècle av. J.-C. La langue dominante était une variante de l'akkadien, que les spécialistes désignent comme le babylonien. La Basse Mésopotamie fut souvent présentée à partir de la seconde moitié du IIe millénaire av. J.-C. sous la dynastie kassite comme un seul ensemble, le pays de Karduniaš. Les auteurs grecs classiques devaient la désigner comme la « Chaldée », d'après un groupe de population qui s'y installa au début du Ier millénaire av. J.-C., tandis que les spécialistes modernes emploient souvent le terme de « Babylonie ».
À partir de la seconde moitié du IIe millénaire av. J.-C. le Nord mésopotamien connut un même phénomène d'unification politique et culturelle durable, autour du royaume d'Assur, l'Assyrie, autre pays de langue akkadienne, qui devint le pendant septentrional de la Babylonie et son rival, situé à la croisée des influences du Sud mésopotamien et de l'espace syro-anatolien.
Du point de vue linguistique, le Ier millénaire av. J.-C. vit l'affirmation de l'araméen dans toute la Mésopotamie, qui devint la principale langue vernaculaire de la Babylonie au moins à partir du milieu de ce millénaire, pour finalement supplanter l'akkadien écrit.

## Aperçu historique
Le royaume de Babylone s'épanouit en Mésopotamie du Sud du début du IIe millénaire av. J.-C. jusqu'en 539 av. J.-C., date de la prise de sa capitale par le roi Cyrus II de Perse. Durant sa longue histoire, il connut des périodes fastes et d'autres plus difficiles, et plusieurs dynasties se succédèrent à sa tête, autour desquelles se définit le découpage chronologique :
- La première dynastie de Babylone, d'origine amorrite (v. 1880-1595 av. J.-C.) qui est la phase de formation du royaume babylonien et son premier âge de gloire avec le règne de Hammurabi ;
- La dynastie kassite de Babylone (v. 1595-1155 av. J.-C.), la plus longue, qui ancre dans la durée le principe d'un royaume territorial construit autour de Babylone ;
- La période « post-kassite », qui débute avec la Seconde dynastie d'Isin (v. 1154-1027 av. J.-C.) puis est un temps de troubles marqué par l'instabilité dynastique (v. 1154-727 av. J.-C.), et le siècle de domination assyrienne (v. 727-626 av. J.-C.) qui prolonge l'éclipse politique babylonienne ;
- L'Empire néo-babylonien (626-539 av. J.-C.), dominé par la figure de Nabuchodonosor II, l'apogée territorial mais aussi la dernière période d'indépendance de Babylone.

La dernière phase (jusqu'aux débuts de notre ère) est celle durant laquelle la Babylonie fut dominée par des dynasties étrangères (Perses Achéménides, Grecs, Parthes puis Perses Sassanides), et l'antique civilisation mésopotamienne disparut.
Un découpage plus large, établi à partir des phases de la langue babylonienne (et de l'écriture cunéiforme), est aussi employé : période paléo-babylonienne (v. 2000-1595/1500 av. J.-C.), période médio-babylonienne (v. 1595/1500-1000 av. J.-C.), période néo-babylonienne (v. 1000-600/539 av. J.-C.) et période babylonienne tardive/récente (v. 600/539 av. J.-C.-100 ap. J.-C.).

### D'Ur à Babylone
La ville de Babylone apparaît dans des textes de la période de l'empire d'Akkad et de l'empire de la troisième dynastie d'Ur, en tant que petit centre provincial. Après la chute de la troisième dynastie d'Ur en 2004 av. J.-C., la Basse Mésopotamie se fragmente politiquement, et ses cités passent sous le contrôle de dynasties d'origine amorrite. Vers 1894 av. J.-C., une d'entre elles s'implante à Babylone, qui devient alors la capitale d'un royaume d'importance secondaire, dans une région dominée par les puissantes cités d'Isin et de Larsa qui cherchent à capter l'héritage des rois d'Ur. Durant plus d'un siècle et malgré plusieurs revers, les premiers rois de Babylone réussirent à progressivement étendre leur territoire, jusqu'à devenir un royaume en mesure d'égaler ses rivaux.

### La première dynastie

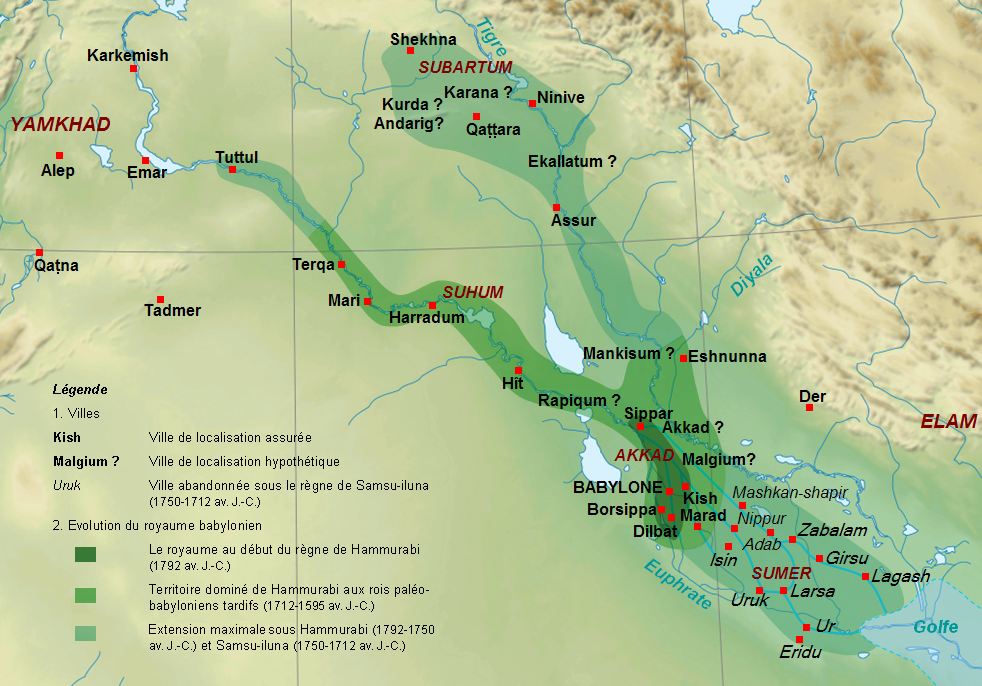
L'expansion du Royaume babylonien sous le règne de Hammurabi et de ses successeurs.

Le règne de Hammurabi (1792-1750 av. J.-C.) vit cette dynamique aboutir de façon spectaculaire par l'annexion successive des principaux royaumes de Mésopotamie : Eshnunna, Larsa et Mari. Ce souverain constitua alors un puissant royaume, que son fils Samsu-iluna (1749-1712 av. J.-C.) réussit à préserver en grande partie malgré des révoltes. Cependant, une grave crise toucha le Sud du pays, où l'influence de Babylone s'effaça et fut supplantée par la première dynastie du Pays de la Mer. Les rois babyloniens suivants firent face à la désagrégation lente de leur royaume tandis que d'autres rivaux apparaissaient au nord et à l'est (Élamites, Hourrites, Kassites). Ce fut finalement l'intervention d'une puissance extérieure à la Mésopotamie, le royaume des Hittites dirigé par Mursili Ier, qui mit fin à ce premier royaume babylonien en 1595 av. J.-C. par la prise de sa capitale.

### La dynastie kassite

La situation politique du Moyen-Orient au début du, époque du début de la rivalité entre les rois kassites et ceux d'Assyrie.

La chute de la première dynastie de Babylone profita à une dynastie d'origine kassite, qui réussit à prendre le pouvoir dans cette ville dans des conditions inconnues. Ses souverains réunifièrent peu à peu le Sud mésopotamien en éliminant la dynastie du Pays de la Mer puis rétablirent la prospérité de ses principales cités aux XVe – XIVe siècle av. J.-C. Leur influence ne s'étendit cependant pas au nord, dominé par le royaume du Mittani puis par l'Assyrie, qui devint l'adversaire le plus coriace des Babyloniens. Le prestige des rois Kassites fut très important dans le Moyen-Orient de cette période, et des princesses babyloniennes furent mariées aux plus puissants rois (Hittites, Égyptiens, Élamites, Assyriens). La culture babylonienne connut un important rayonnement, les Kassites ne bousculant pas les traditions héritées des périodes antérieures. Une série de revers face aux Assyriens (prise de Babylone par Tukulti-Ninurta Ier en 1235 av. J.-C.) puis aux Élamites qui prirent la capitale en 1155 av. J.-C. entraînèrent le déclin et la chute de la dynastie kassite.

### La période post-kassite
Ni les Élamites ni les Assyriens ne furent en mesure de placer durablement la Babylonie sous leur coupe, et cette dernière retrouva une certaine stabilité sous les rois de la seconde dynastie d'Isin, surtout Nabuchodonosor Ier (1126-1105 av. J.-C.) qui remporta une victoire éclatante contre l'Élam. Le dernier quart du XIe siècle av. J.-C. vit cependant la chute de cette dynastie, et le début d'une succession de lignées royales incapables de conserver le pouvoir durablement. La Babylonie fut alors soumise à des perturbations causées par des peuples nouvellement arrivés indépendants des rois babylonien, les Araméens, et les Chaldéens qui formèrent de puissantes confédérations tribales. Le Xe siècle av. J.-C. vit donc cette région être plongée dans une grande instabilité politique.

### La période de domination assyrienne

Les différentes phases d'expansion de l'Empire néo-assyrien.

À partir de la fin du Xe siècle av. J.-C., le royaume d'Assyrie, lui aussi jusqu'alors plongé dans une longue crise, connut un renouveau et fut en mesure de reprendre ses campagnes contre les rois de Babylone. Malgré les réactions de Nabû-shuma-ukin (899-888 av. J.-C.) et Nabû-apla-idinna (888-855 av. J.-C.) face aux menaces qui se présentèrent à eux, l'instabilité dynastique joua en faveur des Assyriens, qui menèrent de plus en plus de guerres en Babylonie. Durant la première moitié du VIIIe siècle av. J.-C., des chefs Chaldéens parvinrent à monter sur le trône de Babylone et s'opposèrent à leur tour aux rois assyriens. Toutefois les luttes pour le pouvoir jouèrent en faveur de ces derniers, et l'un d'eux, Teglath-Phalasar III, parvint finalement à s'emparer de Babylone en 728 av. J.-C. Les décennies suivantes furent marquées par diverses révoltes tentant de repousser la domination assyrienne ; elles furent menées par des Babyloniens, des Chaldéens, mais aussi des Élamites, qui cherchaient à affaiblir le puissant Empire assyrien. Cette lutte culmina dans la destruction de Babylone par les troupes de Sennachérib en 689 av. J.-C. et le nouveau siège de cette cité en 649 av. J.-C., quand le roi de Babylone révolté était un prince assyrien imposé par la puissance dominante, Shamash-shum-ukin, le propre frère du roi Assurbanipal.

### L'Empire néo-babylonien

L'extension approximative de l'Empire babylonien sous le règne de Nabonide.

Après la mort d'Assurbanipal vers 630 av. J.-C., l'Assyrie plongea dans une crise successorale dont profita un gouverneur babylonien, Nabopolassar (626-605 av. J.-C.). Il réussit en une décennie à repousser les différents prétendants au trône d'Assyrie hors de Babylonie, puis à lancer ses troupes vers le cœur du royaume du Nord. Il lui fallut l'appui de Cyaxare, le roi des Mèdes, pour s'emparer des capitales assyriennes entre 615 et 612 av. J.-C., puis achever les dernières poches de résistance ennemies en 609.
Son fils et successeur Nabuchodonosor II (604-562 av. J.-C.) poursuivit sur cette lancée en reprenant le contrôle de la majeure partie de l'ancien Empire assyrien, notamment les riches cités de Syrie et du Levant (dont les ports phéniciens). Les travaux entrepris à Babylone en firent alors l'une des plus prestigieuses cités du monde antique. La succession de Nabuchodonosor fut cependant chaotique, et le royaume vécut une succession de crises successorales, qui n'entamèrent cependant pas sa prospérité. Nabonide (556-539 av. J.-C.) ne parvint pas à y mettre fin : contesté dans son propre royaume pour ses prises de position religieuses heurtant le clergé babylonien, ce roi fut vaincu par un conquérant étranger, Cyrus II, fondateur de l'empire des Perses Achéménides.

### La Babylonie tardive
À partir de la prise de Babylone par les Perses en 539 av. J.-C., la Babylonie fut placée sous la coupe de dynasties étrangères dominant de vastes empires dont elle n'était qu'une province, mais l'une des plus riches et prestigieuses. Les rois achéménides (539–331 av. J.-C.) firent face à quelques révoltes en Babylonie, mais sans remise en cause durable de leur domination. Cette stabilité offrit à la Babylonie une de ses plus grandes périodes de prospérité, qui se poursuivit sous la domination des souverains grecs de la dynastie séleucide (311–141 av. J.-C.), qui avaient mis la main sur la région après qu'Alexandre le Grand eut détruit l'Empire achéménide. Babylone perdit alors son statut de centre politique (au profit de Séleucie du Tigre), tout en conservant un rayonnement culturel notable, qui s'affaiblit peu à peu.
La domination séleucide s'acheva durant la seconde moitié du IIe siècle av. J.-C. avec l'arrivée des Parthes Arsacides. Les divers conflits émaillant cette conquête puis les luttes internes au royaume parthe touchèrent à plusieurs reprises la Babylonie, dont la situation s'aggrava. Parallèlement, les derniers foyers de la culture mésopotamienne antique qu'étaient Babylone et Uruk perdirent leur importance et furent finalement abandonnés, et avec eux les derniers feux de l'antique civilisation babylonienne s'éteignirent durant les premières décennies de notre ère.

## Société et économie
La civilisation babylonienne était l'héritière de la civilisation suméro-akkadienne qui s'était développée durant le IIIe millénaire en Mésopotamie méridionale. L’État babylonien était une monarchie de type patrimonial, organisée autour de la figure du roi de droit divin, qui gouvernait avec l'appui de ses proches. La société et l'économie étaient encadrées par des institutions étroitement contrôlées par le souverain et les élites, le palais et le temple. Mais, à la différence des périodes précédentes, les unités économiques privées occupèrent une place de plus en plus importante. La famille patriarcale était l'unité de base de la société et de l'économie. Du point de vue du peuplement, la Babylonie était dominée par d'importantes villes qui sont des centres politiques, économiques et religieux, mais son économie reposait surtout sur une agriculture irriguée très productive. En dehors de cela, les ressources primaires locales étaient limitées, mais n'avaient pas empêché le développement d'un artisanat de qualité, qui pouvait s'appuyer sur des réseaux d'échanges à longue distance actifs depuis plusieurs siècles.

### Le roi, l'administration et les institutions

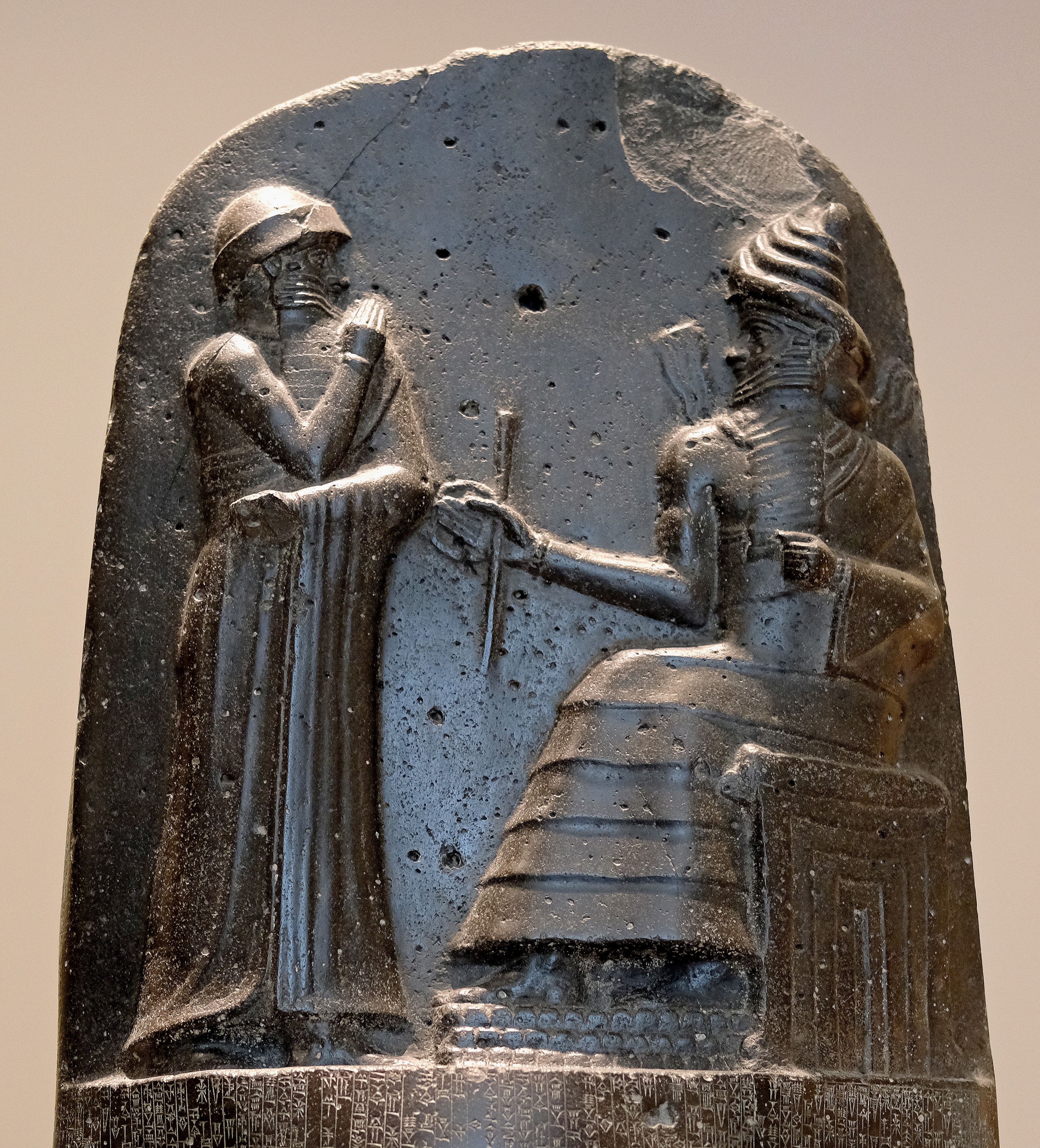
Le roi Hammurabi de Babylone face au dieu Shamash, détail de la stèle du Code de Hammurabi, XVIIIe siècle.

#### Les souverains
Les royaumes babyloniens étaient des monarchies dirigées par un roi (šarru(m)), censé diriger le domaine terrestre pour le compte des dieux, dans le cas de Babylone avant tout Marduk, suivant la théologie politique mésopotamienne qui a élaboré un principe d'élection divine. Ce principe se combinait avec celui de la légitimité dynastique, les rois se succédant en principe de père en fils, même si en pratique il y eut beaucoup d'usurpations, en particulier durant les périodes troublées. Le rôle du souverain était de diriger l'administration, les armées, assurer l'exercice de la justice et la paix sociale, et d'entreprendre la construction et l'entretien des temples, canaux et murailles assurant la prospérité et la sécurité du pays, autant d'actes dont se glorifiaient régulièrement les monarques dans leurs inscriptions commémoratives. Le plus célèbre de ces textes, le Code de Hammurabi, est ainsi, en sus d'un recueil de préceptes juridiques, une longue célébration des accomplissements de Hammurabi et en particulier de son sens de la justice.

#### Les palais royaux
Les palais royaux remplissent des fonctions diverses : résidence pour le roi et sa famille, la haute administration et la cour ; lieu d'entrepôt du trésor royal ; symbole du pouvoir royal et de sa puissance ; centre de l'administration du royaume et de la gestion de ses relations internationales. Les textes indiquent que plusieurs palais royaux ont été érigés à Babylone et dans ses provinces au cours de sa longue histoire du royaume babylonien, car les rois en ont plusieurs au même moment : en plus de la capitale, les textes indiquent que Hammurabi disposait ainsi de palais provinciaux à Sippar, Borsippa, Kish, Tell Muhammad, puis après leur conquête à Larsa, Uruk, Isin.

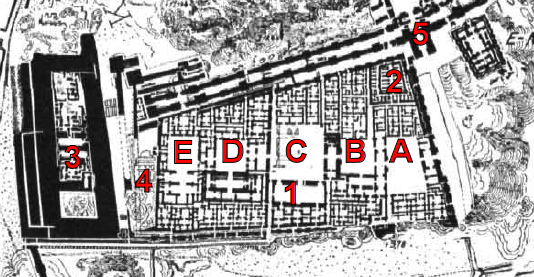
Plan du palais sud de Babylone : A, B, C, D, E : cours principales. 1 : salle du trône, 2 : bâtiment voûté, 3 : bastion ouest, 4 : bâtiment perse, 5 : porte d'Ishtar.

Les palais royaux de Babylone pour les périodes paléo- et médio-babyloniennes ne sont pas connus. Ceux qui ont été fouillés sont ceux des périodes récentes, trois édifices érigés durant la période néo-babylonienne avec des remaniements aux débuts de l'époque achéménide. Celui dont les ruines étaient le mieux préservées, le « palais sud », a la forme d'un trapèze de 322 × 190 mètres, comprenant plus de 200 pièces, organisées autour d'une succession de cinq cours juxtaposées, la cour principale ouvrant sur la salle du trône et les suites royales. Un autre palais royal babylonien a été mis au jour à Dur-Kurigalzu, daté de l'époque kassite (début du XIVe siècle av. J.-C.) : il s'agit d'un vaste complexe constitué de plusieurs unités partiellement dégagées, apparemment chacune organisée autour d'une cour centrale carrée entourée par des rangées de petites pièces ; cet édifice avait peut-être avant tout une fonction cérémonielle.

#### L'administration
Les monarques s'appuyaient pour gouverner sur une administration centrale constituée de hauts dignitaires, notamment des membres de la famille royale ou des personnages qui lui étaient liés par des mariages, qui disposaient de postes de ministres et de généraux aux contours souvent flous dans notre documentation. Dans cet « État patrimonial », ce qui importait avant tout était la délégation de pouvoir accordée par le roi, et le fait que tous ces personnages étaient intégrés dans une relation de parenté réelle ou fictive avec le roi, vu comme le patriarche de l’État qui constituait sa « maisonnée », reposant sur des liens personnels. Le roi pouvait récompenser et renforcer le rôle des grands personnages par le biais de donations de terres et/ou d'exemptions de taxes et corvées, commémorées par actes officiels, notamment les kudurrus, à partir de l'époque kassite.
Le royaume babylonien était divisé en provinces à la tête desquelles se trouvaient des gouverneurs (šāpirum à l'époque paléo-babylonienne, bēl pīḫāti ou šaknu par la suite) dont le rôle suivait les mêmes contours que celui du souverain à l'échelle régionale. Les communautés urbaines et villageoises disposaient de sortes de « maires » ou « bourgmestres » (rabiānu(m), ḫazannu(m)) et d'organismes collégiaux représentatifs (assemblées d'Anciens ou de notables). Les agents royaux étaient chargés du prélèvement des taxes, qui pesaient notamment sur les revenus des terres agricoles du palais, sur ceux des artisans, et les échanges commerciaux (péages), de l'organisation des corvées dues par les sujets, des grands travaux, de la levée des troupes, du financement d'une partie du culte, de rendre la justice en première instance, etc. Il existait par ailleurs des juges professionnels (dayyānu(m)) chargés conduire des procès et de rendre les sentences, même si l'exercice de la justice était en pratique éclaté entre les notables locaux (notamment les Anciens), différents agents royaux (ceux situés à l'échelle locale étant notamment chargés de l'instruction des affaires), les administrateurs de temple, et en dernière instance le souverain.

#### Les «grands organismes»

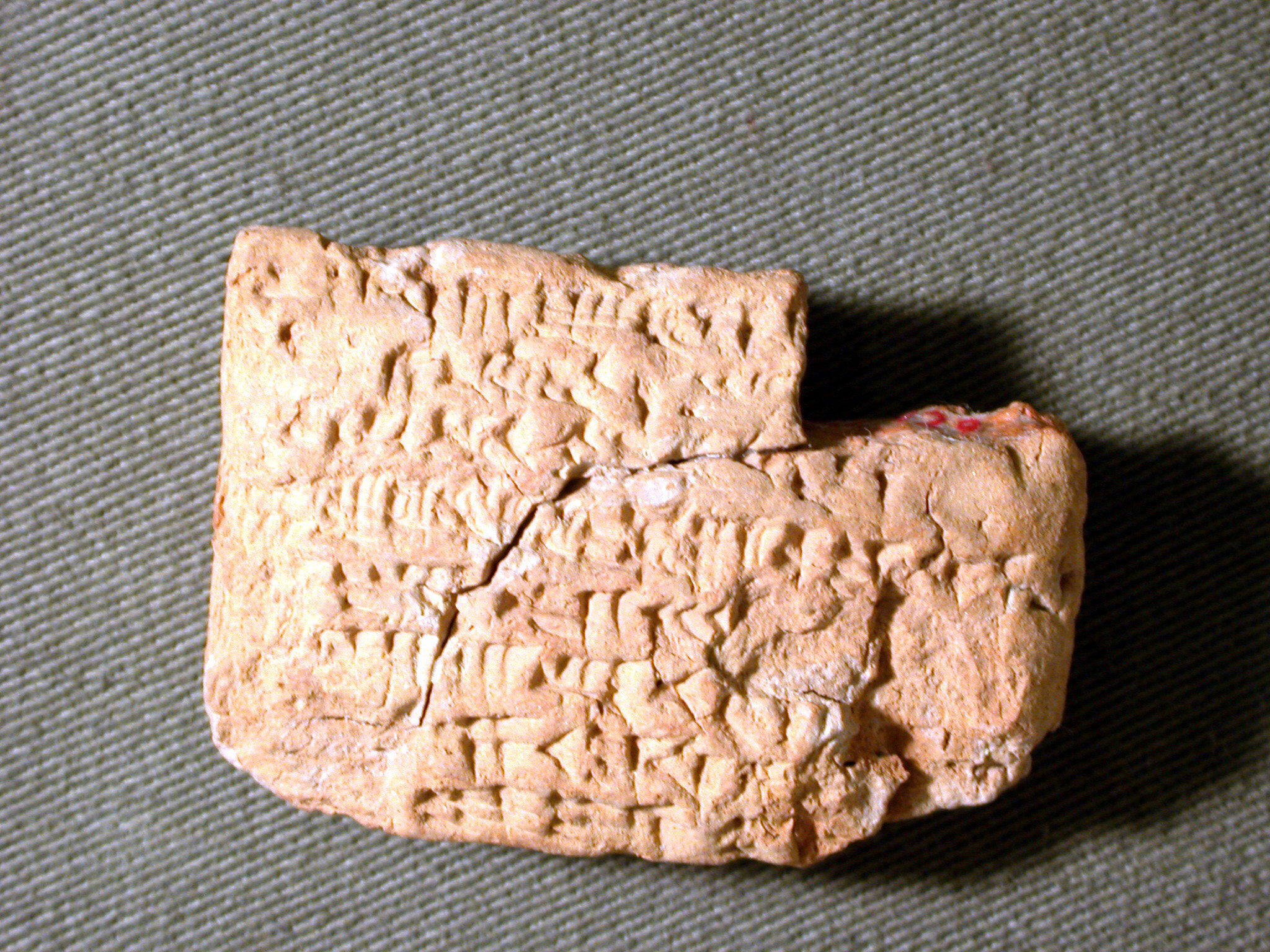
Tablette provenant des archives administratives de l'Ebabbar de Sippar, datée du règne de Nabuchodonosor II (605–562 av. J.-C.). Metropolitan Museum of Art.

La société et l'économie mésopotamiennes étaient encadrées depuis les temps archaïques par des institutions, ou « grands organismes » selon la formule d'A. L. Oppenheim. Il s'agissait des palais, le palais royal et ceux des gouverneurs provinciaux, et des grands temples, qui disposaient de leur propre administration civile à côté de leur administration chargée de la gestion du culte, et au Ier millénaire av. J.-C. les conseils qui les dirigeaient avaient souvent pris un rôle prépondérant dans l'administration des villes où ils se trouvaient. Ces institutions fonctionnaient comme des maisonnées de grande taille, le temple étant la maison du dieu (il était désigné par les termes sumérien é- et akkadien bītu(m), qui signifient « maison ») et le palais, la « grande maison » (sumérien é-gal, transposé en ekallu(m) en akkadien), celle du roi. Ils disposaient du contrôle de nombreuses terres agricoles, d'ateliers, entreprenaient des opérations commerciales, effectuaient des prêts, organisaient les travaux publics suivant un système de corvées, prélevaient des taxes et redevances. Ces domaines jouaient donc un rôle essentiel dans l'activité économique et plus largement dans la vie des communautés locales. Le sanctuaire majeur était plus largement le lieu autour desquels gravitait la société locale d'une grande ville babylonienne, depuis ses élites jusqu'aux plus humbles, car il servait de lieu de réunion aussi bien pour des célébrations religieuses que des affaires politiques, juridiques et économiques (une sorte d'agora ou de forum babylonien(ne)). Ce rôle fut d'ailleurs plus affirmé après la fin du royaume babylonien, les sanctuaires servant un temps de relais de pouvoir avec les nouveaux maîtres Perses puis Grecs de la région, avant d'être écartés au profit de nouvelles formes d'organisation politique (les cités), leur déclin politique accompagnant la disparition de l'antique civilisation mésopotamienne.

#### L'organisation militaire
Si les armées babyloniennes contribuèrent largement aux différentes phases de croissance et d'expansion du royaume, leur fonctionnement est mal documenté, et l'armement ou la stratégie militaire nous échappent largement. La mobilisation des troupes et le financement de leur équipement sont mieux connus. Ils reposaient sur plusieurs bases. Le système appelé ilku(m) voyait l'État attribuer des terres à ses serviteurs en guise de rémunération, et servait pour rémunérer des soldats et leur procurer des moyens de s'équiper. Aux époques récentes existaient des tenures militaires dont la taille variait selon la nature de l'unité militaire à pourvoir (archer, cavalier, char), système bien documenté pour Nippur à l'époque achéménide. Le service effectif dû par les tenanciers pouvait avoir été converti en taxe à verser au pouvoir central afin de financer l'effort de guerre et les domaines devant l’ilku étaient organisés en unités fondées sur l'organisation militaire supervisées par un officier de la couronne. La main d'œuvre des temples était aussi mobilisée pour fournir des troupes à l'époque néo-babylonienne. Ces troupes étaient organisées, aussi bien à l'époque paléo- qu'à l'époque néo-babylonienne, en différentes unités ayant chacun leur propre chef, et théoriquement déclinées suivant une base décimale : corps d'armées de 1 000 hommes, sections de 100 hommes, colonnes de 50, et enfin les unités de base (eširtu(m), « décurie ») de 10 soldats (rēdû(m)).

#### Calendrier, poids et mesures
Le fonctionnement des activités, dans le cadre institutionnel ou en dehors, reposait sur des normes acceptées à l'échelle locale ou à celle du royaume, à commencer par un découpage du temps. Le calendrier babylonien reposait sur une année de douze mois lunaires, de durée légèrement inférieure à l'année solaire, ce qui impliquait de rajouter des mois intercalaires afin de ne pas perdre le fil des saisons. Un système d'intercalation des mois régulier ne fut instauré qu'à l'époque tardive, durant la seconde moitié du Ier millénaire av. J.-C. (7 mois intercalaires répartis sur 19 années), avant cela le pouvoir royal décidait des intercalations de mois de façon irrégulière. L'organisation du calendrier étant d'une importance primordiale dans la vie sociale et religieuse (pour les dates des rituels), elle était en effet régie par le pouvoir royal, avec l'appui des élites religieuses. Le calendrier était en principe le même dans tout le royaume, mais aux époques anciennes des calendriers locaux avaient existé ; l'unification des noms de mois s'est faite à partir du calendrier de Nippur à l'époque de Hammurabi. Quant aux divisions des journées, elles reposaient sur des « doubles-heures » (bēru), donc douze par jour, mesurées avec une horloge à eau (clepsydre) ou un cadran solaire.

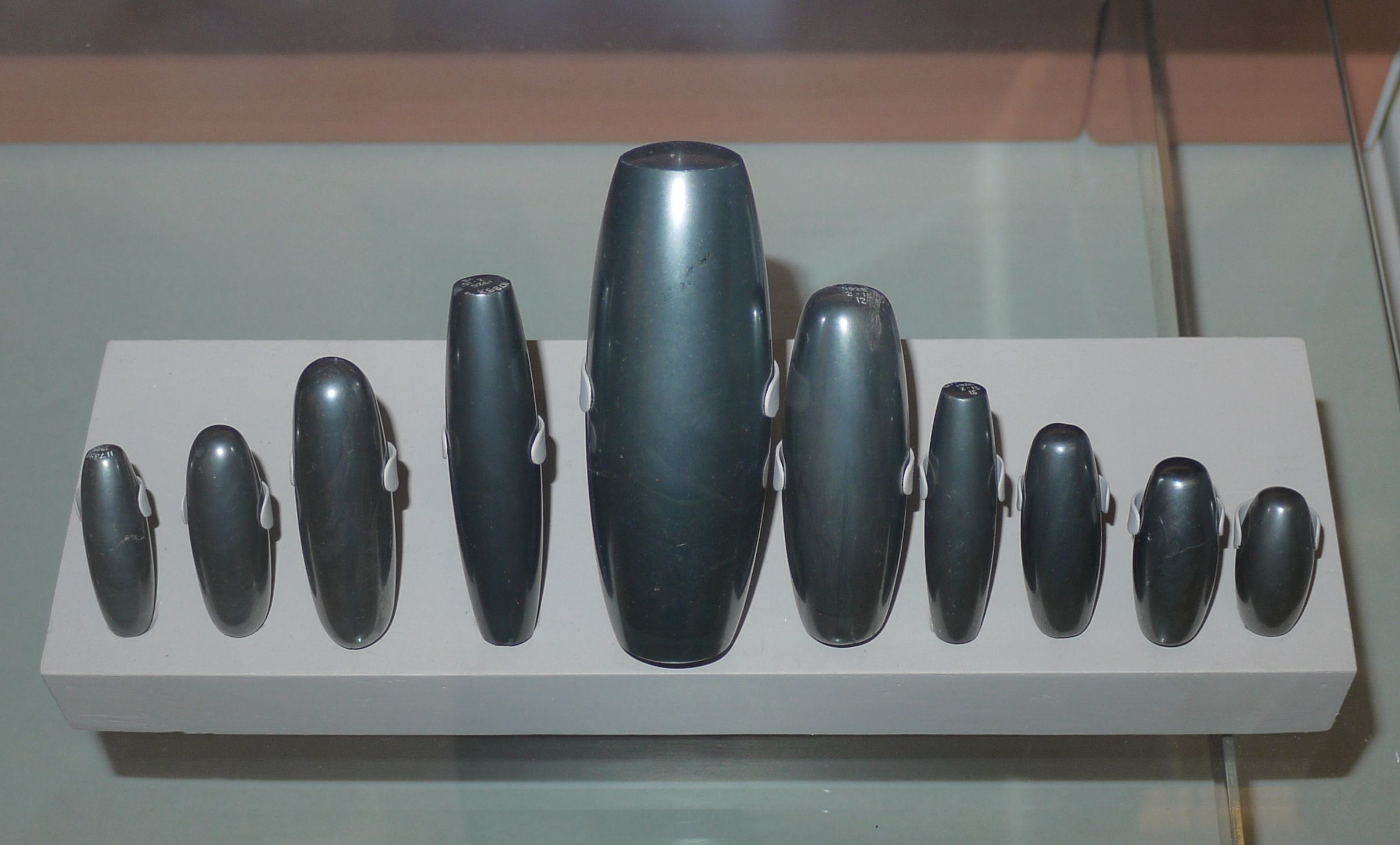
Poids en hématite : celui du centre pèse une mine (500 g environ), les autres des poids inférieurs, jusqu'à 3 sicles (25 g environ). Uruk, période paléo-babylonienne. British Museum.

Les poids et mesures sont un autre ensemble de normes essentielles dans la vie institutionnelle et économique de la Babylonie. Le système employé est hérité de celui des périodes archaïques, qui était parti d'un ensemble complexe progressivement unifié à la fin du IIIe millénaire av. J.-C.. Il reposait sur des valeurs relatives entre différentes unités, souvent fixées suivant un principe sexagésimal, avec des équivalences entre les différents systèmes. Ils restèrent relativement constants jusqu'à la fin de la période babylonienne, même si on repère quelques légères modifications, et l'existence de spécificités locales. Pour les poids, l'unité courante était ainsi la mine (environ 500 g), qui faisait 60 sicles, et 60 mines faisaient un talent ; en mesure de capacité 1 « litre » de grain pesait en principe 1 mine et se divisait elle aussi en 60 « sicles », et son unité supérieure valait 10 « litres ».

### Catégories et hiérarchies sociales

#### Les statuts sociaux
L'existence de hiérarchies sociales dans la société babylonienne transparaît en particulier dans le Code de Hammurabi, qui distingue parmi les hommes libres entre deux catégories de personnes, awīlum et muškēnum, qui ont fait couler beaucoup d'encre. Les premiers étaient mieux considérés, et leur porter atteinte était plus lourdement pénalisé que s'il s'agissait des seconds, et a fortiori d'esclaves. On ne sait cependant pas exactement à quoi correspondait le statut des premiers : une aristocratie de fonction liée au palais, ou bien des « gentilshommes » au sens large ? Étant donné que cette distinction n'avait des implications juridiques que dans ce texte dont la portée réelle fait débat (les textes de la pratique judiciaire de l'époque ne montrent pas l'existence de cette césure), on ne sait pas dans quelle mesure elle reflète des réalités de statuts. Dans les textes des époques postérieures, muškēnu(m) (qui a donné notre « mesquin ») servait à désigner des gens pauvres, sans implication juridique. Les textes d'époque néo-babylonienne distinguaient le mār banê (« fils de (gens de) bien ») qui correspondait apparemment à l’awīlum de l'époque paléo-babylonienne, mais là encore ce n'est pas un statut juridique.

#### Les élites sociales

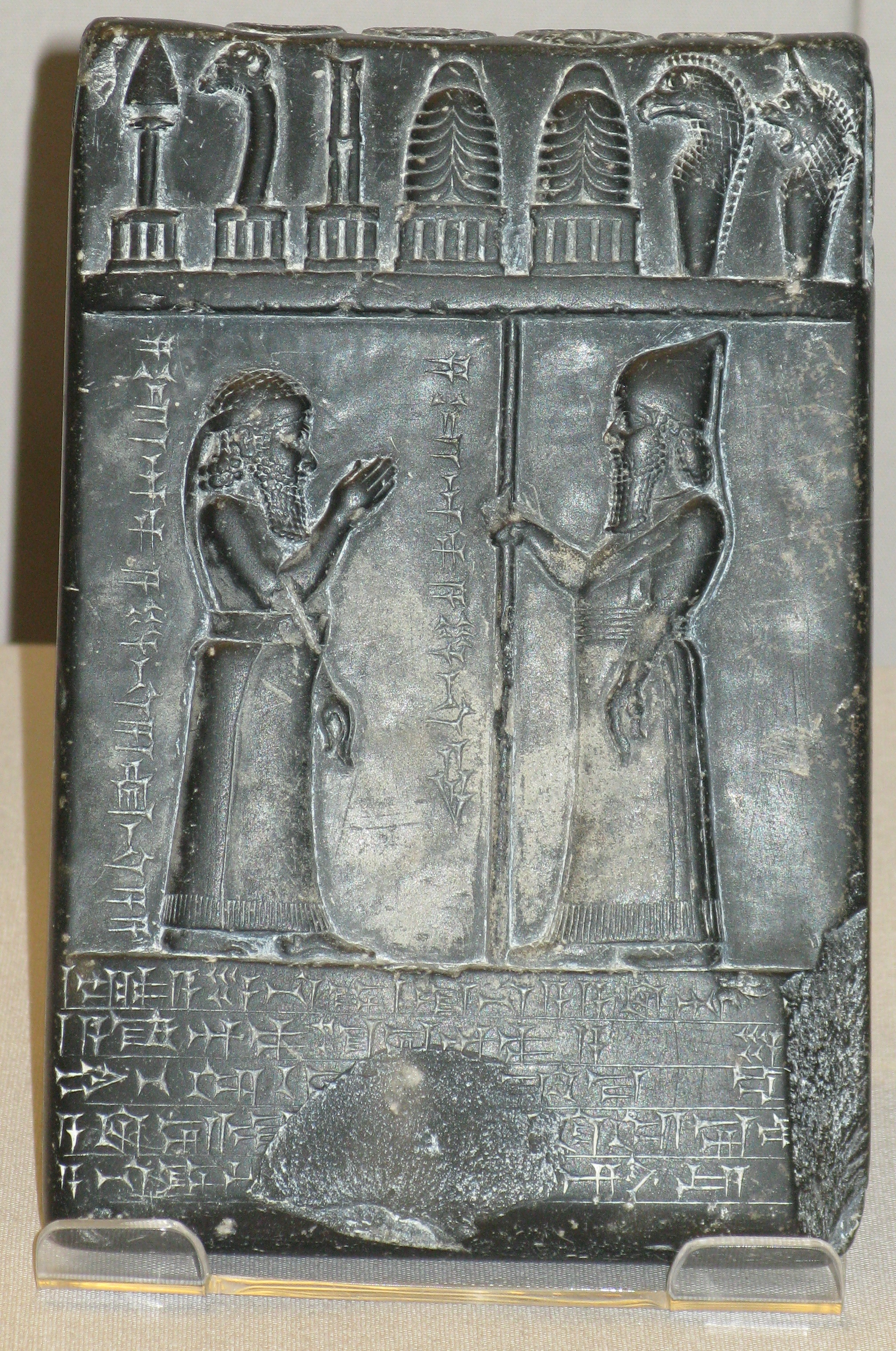
Stèle représentant le roi Nabû-apla-iddina (888-855 av. J.-C.), à droite, face à un grand prêtre de Sippar auquel il confirme une donation de terres (à gauche), dont le texte est rapporté en dessous. British Museum.

Les élites de la société babylonienne étaient en général des proches du roi, qui disposent des hautes charges dans l'administration centrale et provinciale, souvent issus de grandes familles liées à celle du souverain, et de lignages majeurs de l'élite provinciale. Les textes de donations royales permettent de tracer les contours de cette élite : il s'agit de ministres, de gouverneurs, de grands prêtres ou de grands intendants des temples (fonctions en général dévolues à des membres de la famille royale et des grandes familles provinciales). Cette catégorie de l'élite peut être caractérisée par le cumul d'une liberté juridique avec une importance économique et politique, les plus puissants disposant des leviers du pouvoir, donc une sorte d'« aristocratie » babylonienne.
La proximité du roi et l'exercice de charges de première importance au service des institutions était donc essentielle. Ce constat vaut du reste pour toute l'élite sociale : au niveau local, les notables qui disposaient de charges dans l'administration royale et surtout dans celle des temples (notamment les prébendes), qui se transmettaient souvent au sein d'une même famille ayant une assise locale ; plus largement ils faisaient des affaires, à titre privé, avec les grands organismes, principales sources de revenus et donc d'importance sociale et de prestige. À partir de l'époque néo-babylonienne la notabilité urbaine consolida son identité, chaque famille riche se désignant d'après un ancêtre commun fondateur. La plupart occupait encore les postes majeurs dans l'administration des sanctuaires et le culte, mais certaines comme la famille des descendants d'Egibi à Babylone ou celle des descendants de Murashu à Nippur n'appartenaient pas à ce cercle et devaient leur enrichissement à leurs activités économiques (on a pu qualifier certains de ces personnages d'« entrepreneurs »), certes souvent en lien avec le pouvoir royal ou un de ses représentants.

#### Les catégories modestes et les dépendants
Les conditions de vie de la paysannerie autonome sont quasiment impossibles à approcher, car ce groupe n'interagissait qu'épisodiquement avec les secteurs institutionnels qui sont les principaux pourvoyeurs de sources écrites, ce qui les laisse dans l'obscurité.
Les couches modestes de la population approchées par les sources textuelles sont quant à elles caractérisées par leur situation de dépendance économique au sein des institutions ou au service de grandes familles, tout en ayant en général une situation de liberté juridique. Elles se retrouvent notamment parmi les nombreux dépendants travaillant dans les grands organismes, ou parmi le prolétariat urbain louant ses bras pour divers types d'activités agricoles ou artisanales. Les « oblats » (širku) de l'époque récente, qui peuvent être des hommes libres (il y a aussi des esclaves parmi ce groupe), appartiennent à un temple pour lequel ils doivent travailler, et sont parfois vus comme des sortes de « serfs » ou des « semi-libres ». Des textes de cette époque documentent également des personnes de condition miséreuse, vivant dans la rue, notamment des enfants abandonnés qui pouvaient être recueillis par des familles aisées qui en faisaient des domestiques, voire des esclaves. Les sanctuaires semblent avoir pris en prendre en charge les plus démunis, en échange d'un travail et d'une surveillance étroite.

#### Les femmes libres
Dans ce cadre social, les femmes libres (c'est-à-dire celles qui n'ont pas un statut servile) étaient censées devenir des épouses, et il est significatif qu'elles apparaissent peu dans les sources avant leur mariage. Elles étaient plutôt traitées dans les textes de la pratique comme un objet de négociation et de transaction, quand il fallait déterminer la dot. Elles restaient dans une position inférieure à leur époux, qui pouvait les répudier si elles n'enfantaient pas, tandis qu'elles risquaient la mort en cas d'adultère ou de comportement jugé irrespectueux envers lui. Il était surtout attendu des épouses qu'elles enfantent et se consacrent à l'éducation des enfants, même si elles pouvaient participer aux affaires de la famille en assistant leur mari dans son métier. Ce cadre familial pouvait par ailleurs être bousculé par la présence de femmes esclaves achetées pour servir de concubines au maître de maison. Les femmes évoluant en dehors de la famille traditionnelle étaient elles aussi surveillées, même si elles pouvaient disposer de plus d'indépendance. Le statut des veuves dépendait du bon vouloir de leur famille (leurs enfants si elles en avaient) et aussi de leur âge, les plus jeunes étant en général destinées à se remarier. Les religieuses nadītum de l'époque paléo-babylonienne, consacrées à des dieux, étaient souvent des filles de bonne famille richement dotées, qui avaient certes parfois le droit de se marier, mais pas celui d'enfanter, tout en pouvant adopter. Enfin les femmes étaient quasiment absentes des activités intellectuelles, très peu sachant manifestement lire.

#### Les esclaves
Les esclaves étaient appelés wardum à l'époque paléo-babylonienne, puis ardu par la suite, terme désignant au sens large un « inférieur » ou le « serviteur » de quelqu'un, et amtu(m) pour les esclaves femmes. Ils avaient un statut à part, puisqu'ils ne disposent pas de leur liberté juridique, tout en étant des dépendants économiques, puisqu'ils devaient travailler pour leur maître, quoique certains esclaves plus privilégiés aient pu mener des affaires avec une certaine latitude. Le Code de Hammurabi les plaçait clairement au rang inférieur de la société en termes d'honorabilité et leur réservait les peines les plus dures. Les esclaves étaient souvent des prisonniers de guerre, ou des enfants d'esclaves, même si l'esclavage pour dette est attesté. Il s'en trouvait dans le cadre domestique. Les textes administratifs et économiques indiquent que cette population a surtout été importante dans le cadre des domaines du palais et des temples, où ils étaient employés pour tous les types de professions. L'archive des gouverneurs de Nippur d'époque kassite comprend ainsi environ 600 textes relatifs à des travailleurs serviles, vivant en familles nucléaires et assignés à des tâches variées (travail dans les champs et jardins, garde des troupeaux, tissage, alimentaire, etc.), scrupuleusement surveillés par les administrateurs. La question de la fuite des esclaves est récurrente dans ces textes et d'autres relatifs aux esclaves, ce qui met en évidence la dureté des conditions de vie auxquelles étaient soumises ces personnes.

#### Les populations d'origine étrangère
La Babylonie fut par ailleurs un pays pluri-ethnique, marqué par la venue de groupes ethniquement différents de la majeure partie de la population. Plusieurs d'entre eux eurent un rôle majeur dans l'histoire politique de la région, alors que d'autres restèrent dans une certaine mesure à l'écart des structures et hiérarchies sociales vues plus haut (même si le nomadisme n'était pas une réalité courante dans la région).
Les Amorrites, originaires de l'espace syrien et arrivés en grands groupes (souvent présents dans les textes sous un jour violents) dans le Sud mésopotamien durant le dernier siècle du IIIe millénaire av. J.-C., offrirent à Babylone sa première dynastie et occupèrent le trône des principaux royaumes de l'époque paléo-babylonienne. Ils se fondirent rapidement dans la population locale, au point de ne plus être désignés comme un groupe ethnique, leur présence n'étant identifiable que par la présence de personnes portant des noms en langue amorrite. Quant aux Kassites qui fondèrent la seconde dynastie, ils n'exerçaient pas non plus des activités spécifiques, et il n'est pas clair qu'ils aient connu une forme d'organisation tribale. Ils paraissent eux aussi s'être rapidement fondus dans la société babylonienne.
En revanche des sortes de confédérations tribales, les « maisons » (bītu), nommées d'après un ancêtre, et dirigées par des cheikhs, les « chefs de maison » (bēl bīti), se retrouvaient aux IXe – VIIIe siècle av. J.-C. chez les groupes chaldéens, une population probablement d'origine ouest-sémitique qui était alors très présente dans l'extrême Sud mésopotamien. Plusieurs de leurs chefs parvinrent sur le trône de Babylone. Mais ces communautés semblent avoir un mode de vie proche de celui des autres habitants de la région, étant établies dans des villages, avec des villes murées servant de capitales, et s'adonnant à l'agriculture et aussi au commerce. Les populations vivant à la même période dans le Nord de la Babylonie, plus au contact des régions steppiques de la Mésopotamie moyenne, pratiquaient de leur côté un mode de vie nomade ou semi-nomade (Itu, Gambulu). Des groupes d'Araméens s'implantèrent ainsi dans les régions de Babylonie du Nord situées à l'est du Tigre. Ils avaient leurs propres cheikhs (désignés là par le terme nasiku), habitaient des petits villages et des campements, apparaissant dans les sources comme exerçant des activités essentiellement pastorales.
D'une manière générale néanmoins, les populations non-autochtones venues s'installer de gré ou de force, notamment à la suite des déportations de l'époque néo-babylonienne comme le cas bien connu des Judéens, et leurs descendants, ne se distinguaient pas par leur mode de vie du reste de la population. Ils travaillaient dans les activités agricoles, artisanales, commerciales, et même l'administration ou l'armée, seuls leurs noms trahissant en général leurs origines dans les sources cunéiformes. Les Grecs occupent dans un premier temps une position similaire, les premiers arrivés en Babylonie y étant venus de force ou librement sous les empires néo-babylonien et achéménide ; mais après la conquête macédonienne et la mise en place du royaume séleucide, ils se retrouvèrent politiquement et culturellement dans une position dominante. La Babylonie devint une terre de colonisation grecque, avec l'implantation des cités grecques dans le Sud mésopotamien, ce qui s'accompagna d'une influence marquée sur les élites locales.

### Famille, maisonnée et quotidien
| |  |  |
| Couple affectueux et femme avec son enfant, plaques en terre cuite d'Ur, période paléo-babylonienne. British Museum. |  |  |

#### Le mariage
La base de la famille babylonienne était le couple marié. Le déroulement des mariages sont bien documentés par les textes juridiques, qu'il s'agisse des « lois » ou des contrats de mariage. L'union était négociée entre les deux familles, et donnait lieu au versement d'une dot (šeriktu(m), nudunnu(m)) par la famille de la mariée, qui pouvait comprendre de nombreux biens dans le cas des unions entre familles riches (mobilier, esclaves). C'est l'épouse qui quittait son foyer pour rejoindre celui de son époux, et recevait parfois un présent de la part de son époux (biblum). Dans les textes paléo-babyloniens, la famille de la mariée reçoit un cadeau d'épousailles (terḫatum) au moment de la décision de l'union, pratique qui n'est plus attestée aux époques suivantes. La norme juridique et sociale est largement favorable au chef de famille, détenteur de l'autorité au sein de sa maisonnée. L'union peut être dissoute sur la volonté du mari qui répudie son épouse, mais s'il ne peut mettre en évidence une faute de cette dernière il doit lui verser une compensation. L'épouse ne peut en revanche pas solliciter la rupture de l'union, et risque la mort si elle rejette son mari, le Code de Hammurabi concédant comme seule exception le cas où il est clairement établi que ce dernier l'a négligé. Le chef de famille pouvait en principe prendre une seconde épouse si l'union avec la première s'était avérée stérile, ainsi que des concubines, en général des esclaves. Mais plusieurs textes sapientiaux mettent en garde les maîtres de maison susceptibles de leur accorder une place supérieure à celle de leur épouse légitime (surtout si elles leur avaient donné des enfants). Une autre solution possible dans le cas des unions stériles (ou plutôt sans fils héritier) était l'adoption.

#### La maisonnée
« Maisonnée » est un autre sens qui peut être donné aux termes sumérien é- et akkadien bītu(m), qui signifient « maison » avec des sens propres et figurés, similaires à l’oikos grec et à la domus latine (donc aussi le « patrimoine ») : elle est organisée autour d'un chef de famille (généralement un homme), comprend au moins sa famille proche (nucléaire), et potentiellement des membres de sa famille élargie, ses serviteurs libres ou esclaves, le patrimoine dont il dispose (résidence, champs, animaux, ateliers, argent, etc., formant un « domaine » chez les plus riches), et aussi ses ancêtres (culte ancestral, caveaux familiaux parfois disposés sous les résidences). Comme vu plus haut le palais royal et les temples, avec leurs vastes domaines et leurs nombreux dépendants, sont également conçus comme des maisons, mais plus grandes que les autres, à la hauteur du statut éminent de leurs maîtres de maison, respectivement le roi et les divinités. C'est donc une unité sociale, économique et religieuse forte. Suivant les expressions babyloniennes consacrées, l'épouse « entre dans la maison » de son époux au moment de son mariage, les esclaves domestiques sont des « gens de la maison ».
La forme de foyer la plus répandue, d'après les maigres sources disponibles, semble avoir été la famille nucléaire, formée autour de l'union d'un couple marié, avec ses enfants (en général entre deux et quatre), et un ou plusieurs esclaves pour les familles les plus aisées, parmi lesquels se trouve parfois une concubine avec ses enfants nés du père de famille. Les familles élargies simples (avec les parents de l'époux, et/ou des frères ou sœurs non mariés) sont attestées, en revanche les foyers associant plusieurs familles (multiples, communautaires) ne sont pas connus, ce qui semble logique si la division du patrimoine est la forme dominante d'héritage, au moins en milieu urbain, mieux documenté. Il semble avoir existé des formes de gestion des terres agricoles au niveau du groupe familial élargi (entre les familles de plusieurs frères), l'indivision permettant dans ce cas d'éviter le morcellement du patrimoine familial.
Les enfants attendus de l'union du couple faisaient l'objet de dispositions de la part des textes juridiques qui visaient à conforter la cohésion de la maisonnée et sa pérennité. Les fils restaient dépendants de leur père jusqu'à son décès, et ce dernier avait une vaste autorité sur eux, puisqu'ils ne pouvaient se marier sans son assentiment. Le Code de Hammurabi protège l'autorité du père face à la rébellion de leur fils, qui voit sa main tranchée s'il frappe son père, tandis que ce dernier peut donner en gage un de ses enfants ou son épouse en cas d'incapacité à rembourser une dette qu'il a contractée. Mais ce fut surtout la question de l'héritage qui retint l'attention des textes juridiques : à l'époque paléo-babylonienne cohabitaient selon les coutumes locales des règles de partage égalitaires ou non entre les fils, le Code de Hammurabi ne prévoyant que des cas spécifiques, offrant la possibilité à un père d'avantager un de ses fils ; à l'époque néo-babylonienne, il semble admis que le fils aîné ait droit à une part équivalent au double de celle reçue par ses frères bien qu'il fût possible de déroger à cela par testament. Quoi qu'il en soit la division du patrimoine à la mort du chef de famille semble avoir été la norme, même si elle avantageait l'aîné, de manière à limiter la dispersion du patrimoine et à assurer la continuité du la famille et du foyer, tout en faisant aussi en sorte que quelqu'un soit là pour s'occuper des parents durant leurs vieux jours. Cela explique également pourquoi un chef de maison sans héritier va recourir à l'adoption pour en avoir un (un membre de sa famille élargie, un gendre, ou autre). De fait, il était en général attendu que les fils prennent la succession de leur père dans son métier, qu'ils s'occupent de leurs parents durant leurs vieux jours, et qu'ils prennent en charge le culte ancestral de la famille, assurant ainsi le repos de leurs aïeux dans l'au-delà. Quant aux filles, elles étaient sous l'autorité de leur père jusqu'à leur mariage, qu'il décide ou du moins doit approuver. Leur part d'héritage semble plutôt avoir été leur dot, reçue en principe au moment où elles quittaient leur famille pour rejoindre celle de leur époux ; si un père était mort avant d'avoir fourni une dot à sa fille, on prélevait pour celle-ci une partie de l'héritage de ses frères,.

#### Les résidences

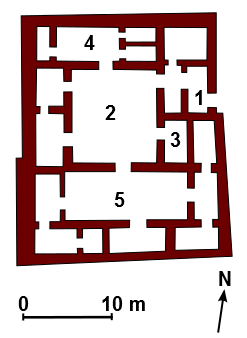
Une des résidences mises au jour dans le quartier du Merkes de Babylone, 1. vestibule 2. cour principale 3. pièce de réception 4. cuisine 5. pièces résidentielles privées.

Des quartiers résidentiels ont été dégagés sur plusieurs sites urbains, pour l'époque paléo-babylonienne (pour des phases en général antérieures à la domination babylonienne, notamment à Ur et Nippur, aussi à Sippar et Larsa) et néo-babylonienne (Ur, Uruk, Babylone). Les plus grandes maisons, comme celles fouillées dans le secteur du Merkes à Babylone, avaient une surface au sol moyenne de 200 m² (avec un maximum à 1 900 m²) et disposaient dans certains cas d'une vingtaine de pièces desservies par plusieurs cours intérieures.
On retrouve en Babylonie, avec certes des variantes, le « modèle » mésopotamien de maison en briques crues (parfois cuites) organisée autour d'un espace central, ouvert ou non (la « cour », tarbaṣu dans les textes), disposant de plusieurs pièces souvent exigües, dont une pièce de réception souvent proche de l'espace central. Les variations étaient déterminées notamment par les moyens des familles, les possibilités d'extension dans le quartier résidentiel, les remaniements à la suite des successions, faisant qu'on trouve également des résidences de plan linéaire ou irrégulier. D'autres pièces ont dû avoir des fonctions de stockage, servir de salles d'eau ou de chambres à coucher, mais l'identification est souvent difficile lors des fouilles, d'autant plus qu'il ne faut pas exclure la possibilité que de nombreuses pièces aient été multi-fonctionnelles, en particulier dans les petites résidences. La question de la présence d'un étage est débattue. Ces résidences avaient un toit en terrasse, fait de terre séchée ou cuite supportée par des poutres, qui devait être accessible. Les textes de la pratique indiquent par ailleurs les types d'espaces annexes destinés aux activités économiques jouxtant les espaces résidentiels : greniers, réserves, ateliers, ou encore des huttes en roseaux attenantes aux maisons.
Les textes d'inventaires de mobiliers, dressés notamment pour les dots, et les fouilles archéologiques permettent de connaître les meubles et divers objets du quotidien présents dans ces résidences : de la vaisselle (jarres, gobelets, écuelles, chaudrons, couteaux, etc.) ainsi que des instruments de broyage pour la préparation des aliments (meules et mortiers en pierre) ; des meubles en bois : lits (représentés sur plusieurs plaques en terre cuite d'époque paléo-babylonienne), tables, sièges et coffres et boîtes ; de nombreuses pièces textiles, qu'il s'agisse de vêtements ou bien de couvertures ou de toiles murales, ainsi que des sacs ; les sols pouvaient être couverts de nattes en roseaux ou de tapis.

#### Vie quotidienne et intime
L'archéologie et les sources iconographiques et écrites fournissent diverses indications sur la vie quotidienne des Babyloniens en dehors de leurs activités économiques.
L'alimentation reposait avant tout sur les céréales, l'orge constituant la première source de nourriture pour les Anciens mésopotamiens, qu'elle soit consommée sous forme de pain, de galette, de bouillie ou encore de bière, boisson très répandue en Basse Mésopotamie, sans doute parce que comme souvent dans les époques pré-modernes la consommation d'eau pouvait être risquée pour la santé. Les légumineuses constituaient le principal apport en protéines (pois-chiches, fèves, lentilles), et les dattes semblent avoir pris une place plus importante dans l'alimentation avec le temps, d'autant plus qu'elle servait aussi à produire un type de bière. L'agriculture mésopotamienne produisait plus largement une grande variété de fruits et légumes, mais leur part dans l'alimentation quotidienne est difficile à appréhender. Les ovins, caprins et bovins produisaient du lait qui pouvait être transformé en lait fermenté, babeurre, ou des sortes de beurres et de fromages. La viande des animaux d'élevage devait surtout être réservée à la table des nantis et des dieux, et pouvait être complétée par les produits de la chasse et surtout de la pêche dans les nombreuses zones humides du pays.
L'habillement était avant tout fabriqué à partir d'étoffes en laine, qui existait en de nombreuses qualités, mais aussi en lin. Les Babyloniens avaient développé des méthodes de teinture à partir de plantes et minéraux, et aussi de broderie, pour les vêtements de meilleure qualité. Les termes concernant l'habillement qui apparaissent dans les textes sont difficiles à comprendre, et les représentations artistiques sont en général le seul secours pour se faire une idée de la « mode » babylonienne. Les hommes portaient en général des jupes s'arrêtant au-dessus de leur genou et des vêtements drapés autour de leur torse, parfois des tuniques longues, les femmes portaient des robes longues avec ou sans manches. Ces pièces pouvaient être décorées de franges ou de volants et de mèches. Pour ce qui est des coiffures, celles-ci pouvaient indiquer un statut social dans le cas des esclaves qui devaient porter une sorte de mèche caractéristique que le Code de Hammurabi interdisait de couper, aussi dans le cas des prêtres purificateurs se rasant la tête. Dans les représentations les hommes ont généralement des cheveux courts et des barbes peignées avec soin, certaines représentations en montrent aussi avec des cheveux longs. Dans les représentations en terre cuite de l'époque paléo-babylonienne, les personnages féminins ont des cheveux peignés avec une raie au milieu ou tressés, parfois enroulés autour de la tête, mais peu de chignons à la différence de l'époque sumérienne. Pour ce qui concerne l'hygiène, les résidences des élites disposaient de pièces d'eau, et il était d'usage de se laver les pieds quand on rentrait dans une maison, et les mains avant de manger. Des savons et des huiles parfumées étaient employées, ainsi que des cosmétiques comme des sortes de khôl.

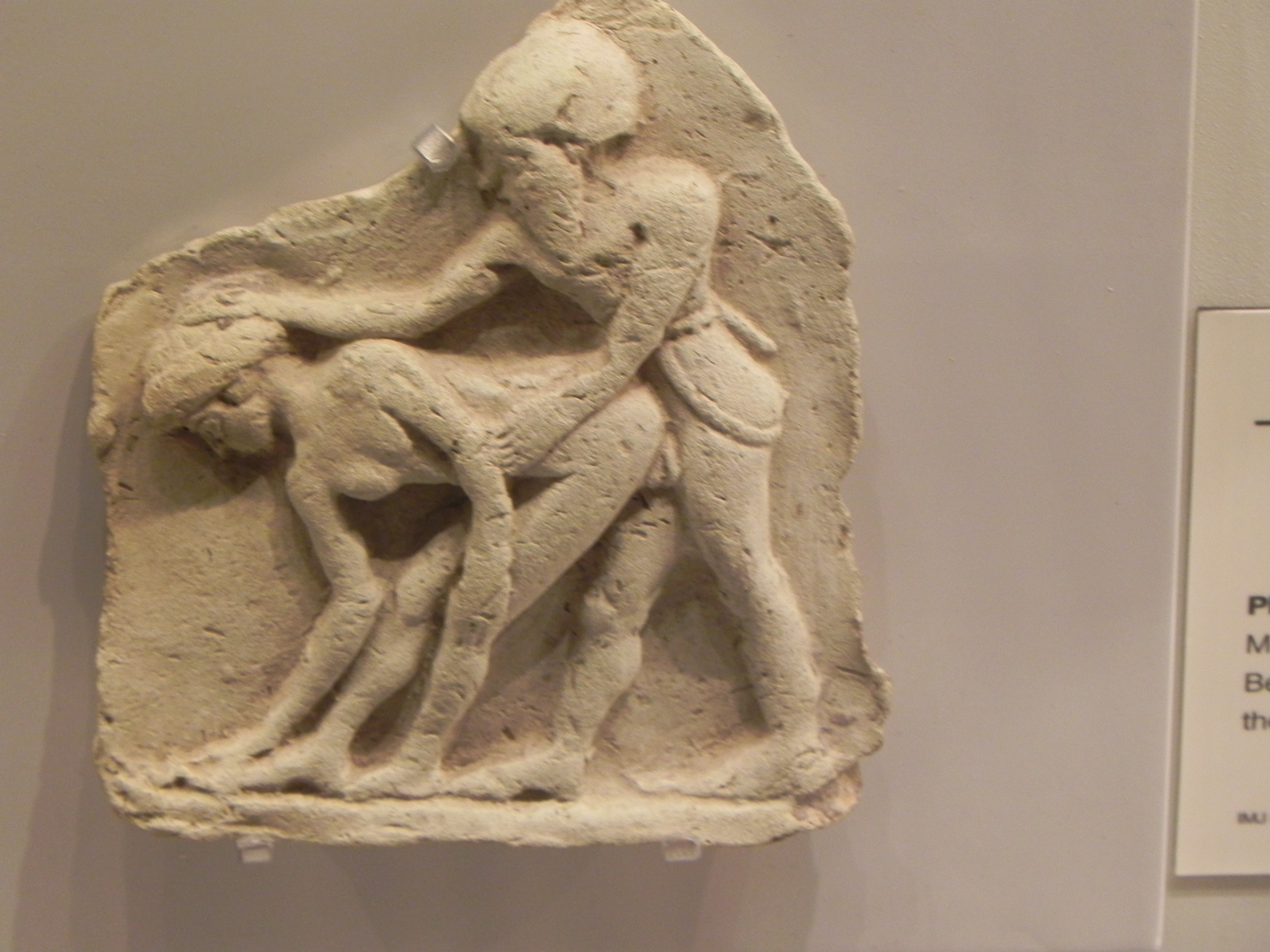
Plaque en terre cuite d'époque paléo-babylonienne représentant un couple faisant l'amour. Musée d'Israël.

Les sentiments amoureux sont dévoilés par quelques poèmes, qui prennent en général le point de vue masculin, parfois féminin, ou les deux, et des listes de bibliothèque indiquent qu'il en existait beaucoup plus. La sexualité des Babyloniens est bien plus difficile à appréhender. Il existe certes quelques représentations d'actes sexuels sur des plaques en terre cuite, de couples hétérosexuels, généralement sur un lit, parfois debout. Des représentations de femmes nues, retrouvées en grande quantité, sont généralement interprétées en lien avec la fertilité et la sexualité, et on sait par les textes que des figurines étaient utilisées lors de rituels contre l'impuissance sexuelle ; elles ont aussi pu être répandues en raison de leur attrait érotique. Des représentations de sexes masculins ou féminins pouvaient également être vouées à la déesse Ishtar, patronne de l'amour charnel, pour des finalités similaires. Certains poèmes d'amour contiennent des passages plus ou moins explicites sur des actes sexuels (caresses, pénétration), mais leur contexte nous échappe. Quoi qu'il en soit en principe l'acte sexuel devait se dérouler dans le cadre du couple marié ; comme souvent cette obligation s'imposait avant tout à la femme qui était vue comme la plus coupable dans les cas d'adultère. La prostitution féminine était présente, apparemment souvent en lien avec des temples d'Ishtar. L'homosexualité masculine apparaît dans des textes, en général avec des connotations négatives.

### Les campagnes et l'agriculture

#### Aménagements et paysages ruraux

Les ensembles régionaux de l'agriculture mésopotamienne antique.

Les conditions écologiques de la Basse Mésopotamie ne sont pas vraiment propices au développement d'une agriculture sèche. Le climat aride ne permet pas des précipitations suffisantes, tandis que les très violentes crues des fleuves proviennent au printemps, au moment de la moisson des céréales, ce qui fait qu'elles ne sont d'aucune utilité pour l'agriculture. Les habitants de la Basse Mésopotamie antique avaient donc développé un système d'irrigation complexe afin de profiter de la platitude du relief pour disposer d'une grande zone agricole. Sa fonction première était l'alimentation en eau des champs par des canaux. Les cours d'eau coulant au-dessus de la plaine, une irrigation par gravitation est suffisante : il suffisait de pratiquer une ouverture sur le bord du canal pour laisser l'eau irriguer le champ. Dans certains cas, le champ est irrigué par un appareil à bascule, le shadouf. Ce système était complété par des installations de stockage d'eau (par des réservoirs, barrages) qui servaient également à lutter contre les crues, et à drainer des eaux hors des terres irriguées. Les canaux étaient également utilisés pour le transport fluvial. L'entretien et le creusement des canaux étaient devenus au fil du temps des tâches majeures dont se vantaient les souverains, qui y voyaient un moyen de contribuer à la prospérité de leurs sujets, même si au quotidien ce sont les institutions locales et les individus qui devaient prendre soin de ces aménagements.

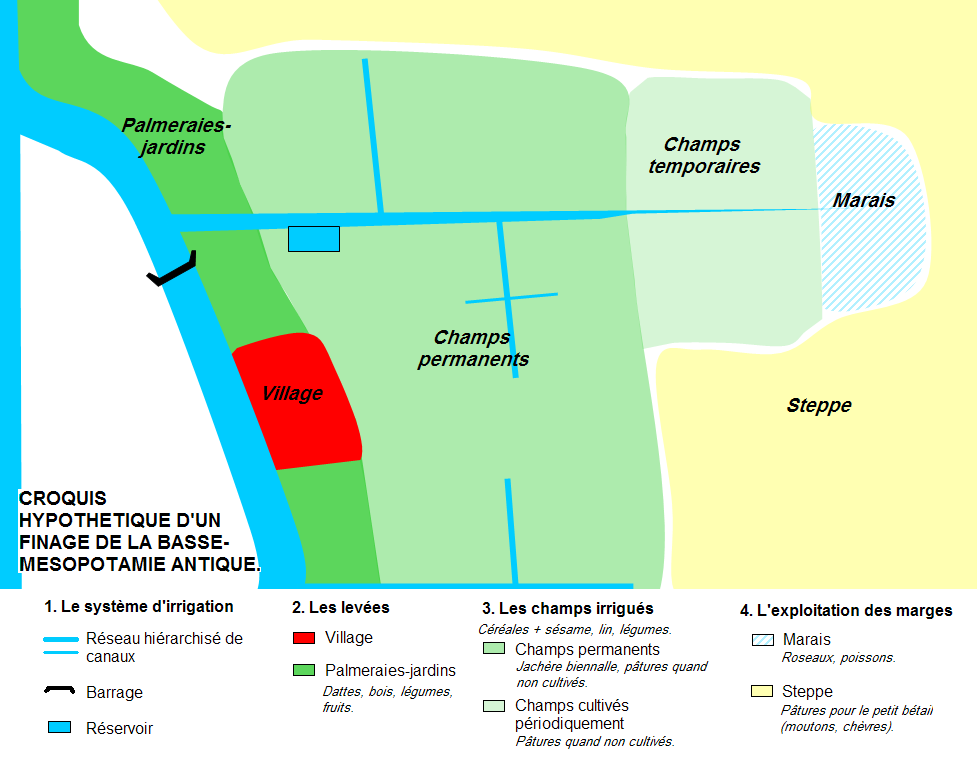
Croquis hypothétique d'un finage de la Babylonie.

Le paysage rural de la Basse Mésopotamie était donc constitué d'une zone de culture irriguée où les champs et jardins-palmeraies, généralement de forme allongée, bordaient par leur petit côté les canaux nécessaires à leur mise en culture. Au-delà des zones en culture, on trouvait les espaces incultes de steppe et de nombreux marécages qui fournissaient diverses ressources (poissons, roseaux). Les villages et hameaux étaient établis sur des levées de terre proches des cours d'eau naturels ou artificiels. D'après les résultats des prospections archéologiques réalisées dans plusieurs régions de Babylonie, au début du IIe millénaire les établissements de moins d'une dizaine d'hectares étaient encore largement minoritaires face aux espaces urbains importants qui regroupaient la majorité de la population, y compris des paysans. À partir du XVIIe siècle en revanche, ils occupèrent une part de plus en plus importante dans l'habitat, notamment ceux inférieurs à 2 hectares, qui peuvent être qualifiés de « villages » (encore que l'agglomération de petite taille fouillée à Harradum présente des traits urbains). Cela reflète manifestement une augmentation de la part de la population vivant dans l'espace rural, avec l'apparition de nombreux établissements ruraux durant la période kassite qui marqua donc une importante transition dans l'évolution du peuplement des campagnes babyloniennes. Les textes indiquent par ailleurs d'autres types d'habitats ruraux : des maisons et fermes isolées, des huttes en roseau, des campements, des établissements fortifiés.

#### Les cultures et l'élevage

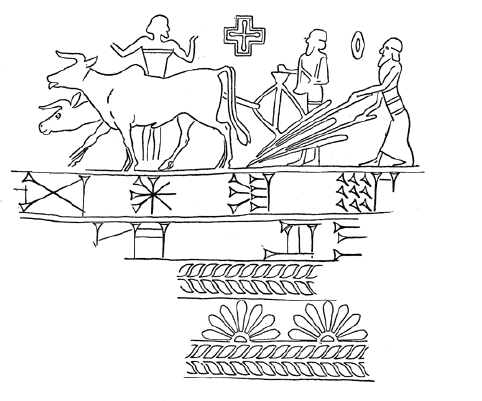
Empreinte de sceau de la période kassite (fin du) représentant une équipe de laboureurs conduisant un araire à semoir.

L'agriculture de la Basse Mésopotamie était dominée par la culture de l'orge (sumérien ŠE, akkadien še'u(m)), céréale généralement préférée au blé amidonnier et à l'engrain en raison de sa meilleure résistance aux sols salins de la région et du fait qu'elle nécessite moins d'eau. Les outils utilisés pour travailler les champs étaient l'araire à semoir (epinnu(m)) tirée par des bœufs, la houe et la faucille. Le labour de la terre était effectué par des équipes de laboureurs et trois ou quatre bovins. On pratiquait généralement la jachère biennale. Les mois du printemps et d'été étaient consacrés à la récolte et au battage des champs en culture et à l'ameublissement et au lessivage des champs à mettre en culture, et ceux de l'automne et de l'hiver à la préparation, aux labours et aux semailles dans les champs en culture, et au repos des champs en jachère. En temps normal, les rendements des meilleures terres pouvaient être très élevés, et atteindre les 16/1 ou 20/1 voire plus.

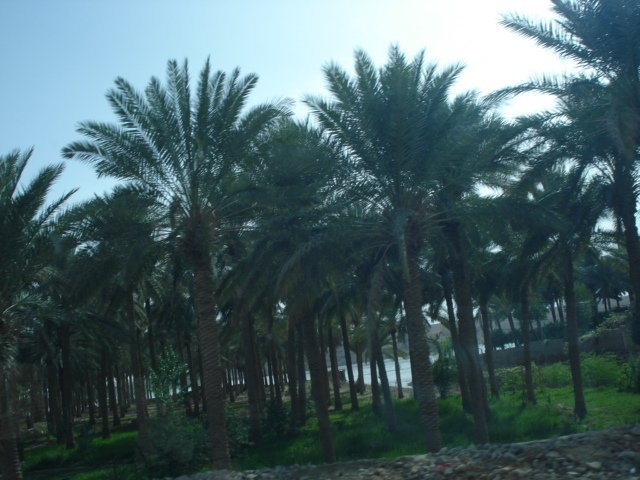
Palmeraie dans l'actuel Iraq, dans la région de Bagdad.

L'autre grande culture de la région était celle du palmier-dattier. Cet arbre supporte lui aussi les sols salins, et sa croissance nécessite un fort ensoleillement et un apport important en eau, raison pour laquelle les palmeraies étaient placées au bord des canaux. Le palmier fournissait d'autres produits en plus des dattes : son bois pouvait servir pour des outils et des constructions, les bouts de l'arbre et certaines de ses fibres servaient à tresser des paniers, et les rejets poussant à la base de l'arbre étaient utilisés pour produire du vin de palme. En plus de cela, les palmeraies étaient de véritables jardins, puisqu'on profitait de l'ombre fournie par les palmiers — qui pouvaient atteindre jusqu'à 20 mètres de haut — pour faire pousser divers légumes et fruits à leurs pieds : salade, pois chiche, lentille, fève, oignon, ail, figues, pommes, grenades, etc.. 
À côté des cultures, les paysans mésopotamiens entretenaient quelques têtes de bétail, avant tout des moutons fournissant de la laine et des chèvres fournissant du lait, mais aussi des bovins, plus onéreux, et des cochons, des ânes ainsi que de la volaille. L'accès régulier à la viande était limité pour la majorité de la population, réservé aux tables des élites et des dieux. Les plus grands troupeaux d'animaux étaient ceux des grands organismes, qui pouvaient les confier à des pasteurs professionnels. Les bêtes allaient paître à la limite des zones cultivées ou sur des champs en jachère. Les troupeaux institutionnels pouvaient être envoyés en été vers des régions fraîches situées au nord de la Babylonie en été, une sorte de transhumance.

#### Les structures agraires

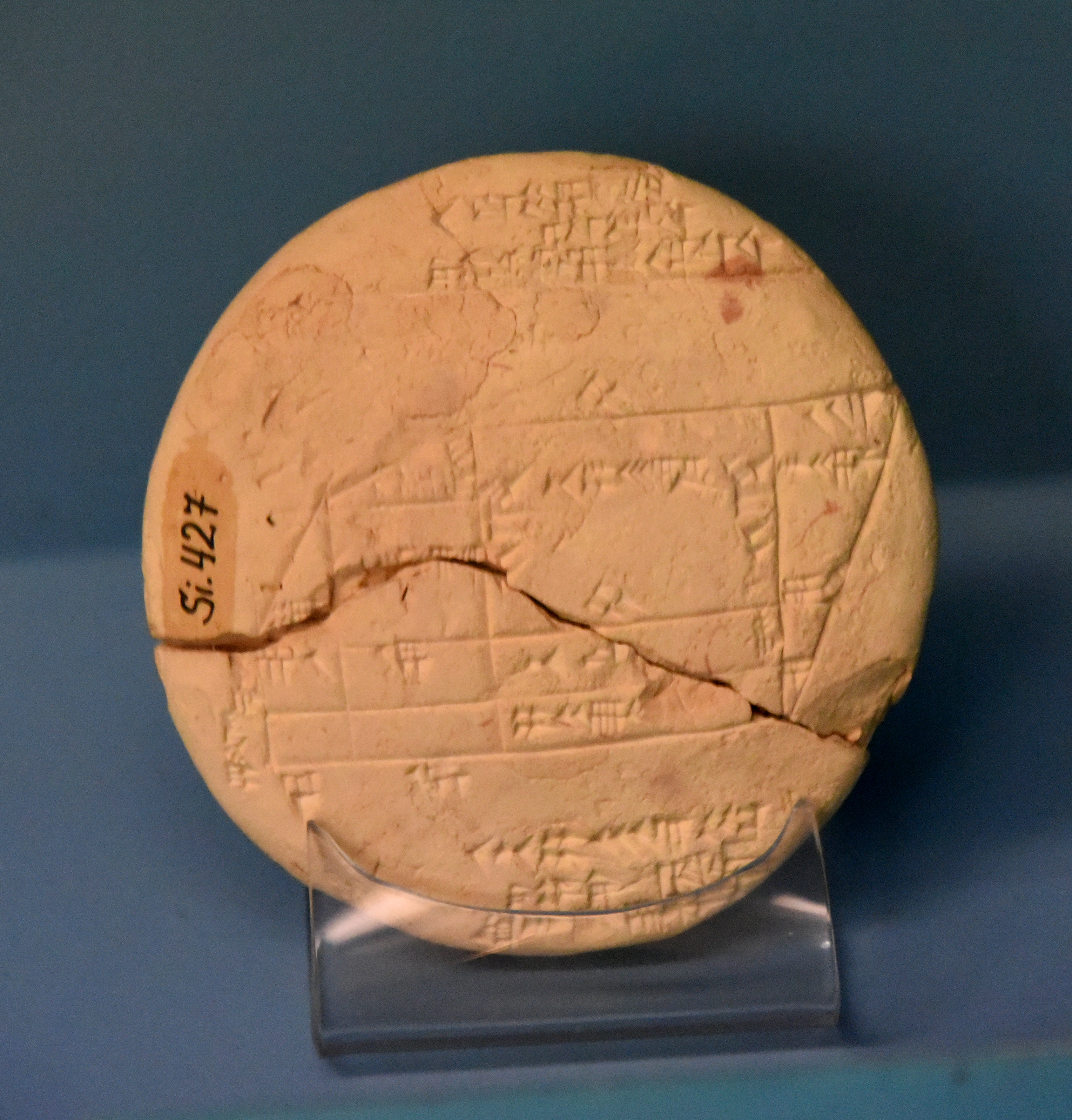
Tablette cadastrale représentant des champs. Sippar, Musée archéologique d'Istanbul.

Les structures agraires du Sud mésopotamien reflétaient le caractère « domanial » de l'économie. Elles étaient marquées depuis les périodes archaïques par la forte emprise de la propriété des temples, qui occupait souvent une grande partie des terroirs, même s'il est impossible de déterminer exactement dans quelle proportion. Leurs archives sont en tout cas prépondérantes dans la documentation sur l'activité agricole. Il a été estimé qu'au VIe siècle av. J.-C. le temple de Shamash à Sippar disposait de 7 000 hectares de terres et celui d'Ishtar à Uruk plus de 10 000. Ces terres peuvent être exploitées directement par les dépendants de l'institution, ou bien concédées en fermage, ou encore attribuées à une personne en échange d'un service accompli pour le temple, notamment dans le cadre du système des prébendes rémunérant l'exercice de fonctions dans le culte.
Les palais des rois et des gouverneurs devaient également disposer de grandes terres concédées suivant des modalités similaires, mais leur fonctionnement est mal connu. Le rôle de la politique royale dans l'évolution des structures agraires se voit surtout dans les actes de donations de terres rapportés par les kudurru à partir de l'époque kassite, destinés avant tout aux temples (l'Esagil de Babylone recevant au moins 5 000 hectares dans une donation de cette époque), et aux dignitaires de l'administration royale et des temples, avec des exemptions, et parfois la concession des villages dont les habitants exploitent les domaines. Le pouvoir royal exerçait du reste souvent une tutelle sur les domaines des temples dont il pouvait surveiller et parfois contrôler la gestion, notamment par le biais des gouverneurs. De fait, les agents « publics » des temples et des palais, comme les intendants des domaines, les chefs d'équipes de travailleurs, et les responsables de l'irrigation (gugallu) et plus largement de la mise en culture, jouaient un important rôle dans le monde rural au niveau local.
Du côté des domaines « privés », le rôle des notables babyloniens dans l'agriculture est surtout connu pour l'époque récente, notamment par les archives des descendants d'Egibi et de Murashu, mais pour l'époque ancienne quelques cas sont connus, comme celui du grand chantre Ur-Utu de Sippar-Amnanum (seconde moitié du XVIIe siècle av. J.-C.), qui disposait d'environ 90 hectares de terres céréalières (dispersées en plusieurs champs). Ces personnages avaient donc pu se constituer des propriétés agricoles importantes, qu'ils faisaient exploiter par leurs propres dépendants ou des locataires, par l'exercice de charges pour les temples ou le palais, notamment les prébendes ou donations déjà évoquées ou bien par la prise en location de terres ou encore par des achats ; ces domaines sont donc souvent difficiles à distinguer des domaines institutionnels tellement les deux étaient imbriqués. Les notables des époques récentes prisaient en particulier les investissements dans les palmeraies-jardins, plus rentables que les champs céréaliers, et dans la commercialisation des produits agricoles vers les villes. L'accès à la terre des petits exploitants agricoles n'est connu que lorsqu'ils sont salariés ou fermiers des grands domaines, la petite propriété rurale échappant en général à la documentation écrite. Les institutions villageoises, dirigées par des sortes de conseils de chefs de famille et des représentants du pouvoir royal (les « bourgmestres »), devaient également jouer un rôle dans l'organisation de l'économie agricole et la vie rurale.

#### Limites et performances de l'agriculture babylonienne
Au bout du compte, l'agriculture de la Basse Mésopotamie pouvait être très productive au prix d'aménagements et de soins constants, dans un milieu difficile mais qui devenait très fertile une fois bien mis en valeur, notamment aux abords des villes où les terres sont mieux irriguées, et dans les palmeraies qui dégagent en général plus de revenus que les champs céréaliers. Un problème posé par l'irrigation est la salinisation des sols : l'eau d'irrigation apportait des sels minéraux qui après évaporation restaient dans la terre et faisaient baisser ses rendements. Si certaines pratiques avaient été mises en place pour faire face à ce risque, comme la pratique d'un drainage du sol pour évacuer une partie des sels, ce phénomène qui a commencé durant le IIIe millénaire a pu contribuer à rendre incultes de nombreuses terres à la fin de la période paléo-babylonienne, jouant un rôle dans la crise économique de cette époque. Mais il reste difficile d'évaluer l'impact réel de cette dégradation.
Les limites de l'agriculture de la Basse Mésopotamie paraissent avant tout humaines, car il y avait généralement plus de terres à mettre en culture que de main-d'œuvre et de matériel agricole disponibles pour les exploiter. En cas de conflits, de crises économiques et politiques (marquées par le déclin des institutions) le système agricole pouvait être perturbé et subir un recul important, comme ce fut manifestement le cas dans l'extrême-sud durant la seconde moitié de la période paléo-babylonienne, phase de recul qui fut suivie d'une phase de reprise sous les premiers rois kassites, entreprenant au XVe siècle av. J.-C. d'importants travaux de construction de canaux afin d'augmenter les surfaces irriguées dans cette région. En revanche en période de calme durable, l'agriculture de la Babylonie pouvait atteindre des rendements très importants, comme ce fut le cas aux périodes récentes durant lesquelles la Babylonie fut un « grenier à blé » des empires étrangers qui la dominaient et y ont tous installé des résidences et domaines royaux,.

### Les villes

#### Le réseau urbain et ses évolutions

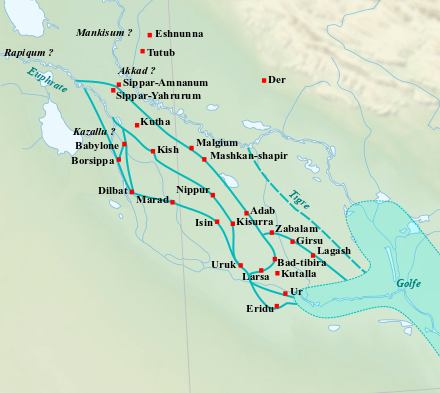
Localisation des principales villes de la Basse Mésopotamie à la période paléo-babylonienne.

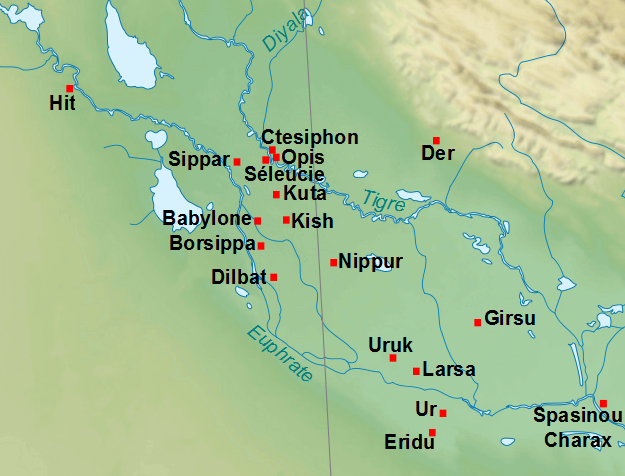
Localisation des principales villes de la Babylonie récente.

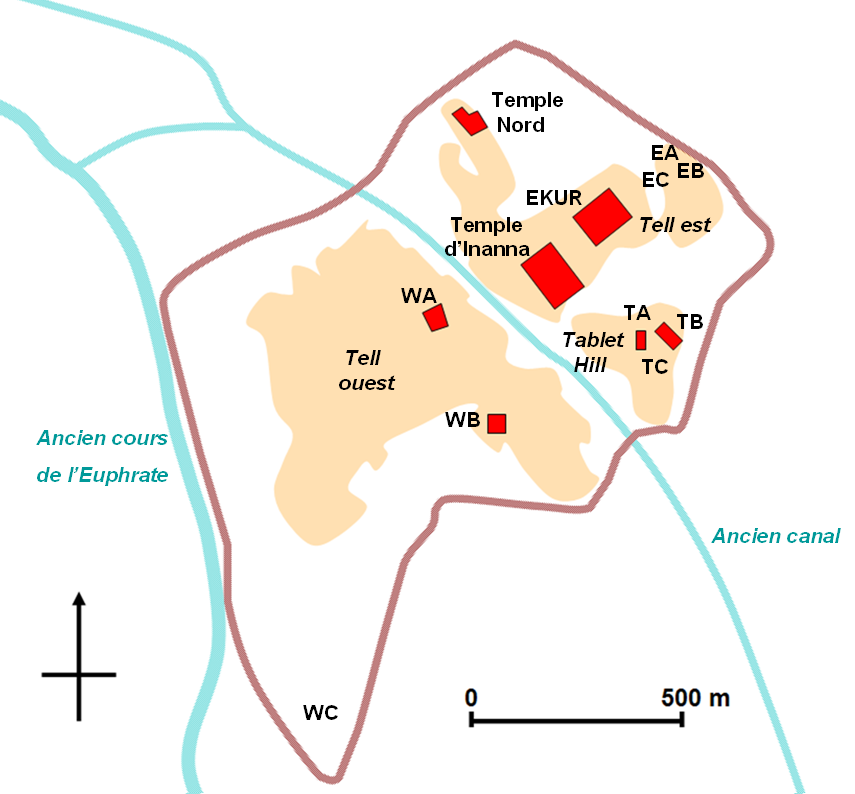
Plan d'une ville de Babylonie : Nippur. La zone centrale est occupée par les grands temples (Ekur, Temple d'Ishtar), voisinant d'autres temples, édifices publics et zones résidentielles repérés dans différents secteurs lors des fouilles (TA, TB, TC, WB, WC).

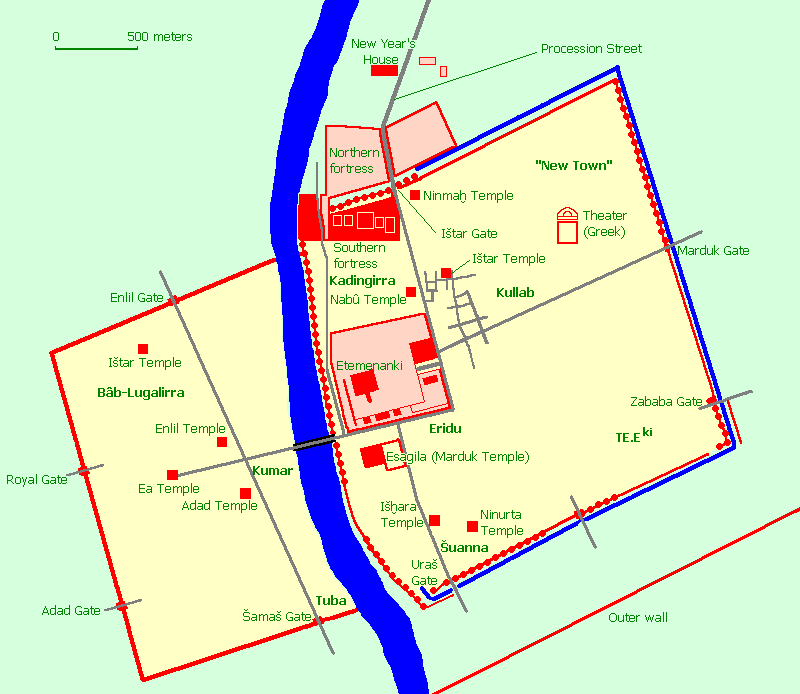
Plan de la ville intérieure de Babylone au, avec les données topographiques issues des fouilles et du texte Tintir.

La Mésopotamie méridionale était caractérisée depuis les derniers siècles du IVe millénaire av. J.-C. par la présence de grands sites urbains, à la suite d'un phénomène de forte concentration de population sur un nombre limité de sites, qui s'est quelque peu estompé dans le courant du IIe millénaire av. J.-C., en particulier dans les derniers temps de la période paléo-babylonienne, période de crise qui vit l'abandon de nombreux sites urbains de l'ancien pays de Sumer et de la partie orientale de la Babylonie. La réoccupation de ces sites et la reprise de la vie urbaine se produisit dans les premiers temps de l'époque kassite, conjointement à un phénomène de « ruralisation » de la Babylonie. La seconde grande période de crise qui affecta la Babylonie aux XIe – Xe siècle av. J.-C. entraîna certes un déclin de la vie urbaine, mais pas autant de changements dans l'organisation de l'habitat, et les villes reprirent en importance au sortir de cette époque, en particulier à partir du VIIIe siècle av. J.-C., et pour les siècles suivants.
Parmi les principaux sites du Sud de la Babylonie, Nippur, et surtout Uruk occupèrent une place majeure jusqu'à la fin du Ier millénaire av. J.-C. ; d'autres sites tout aussi anciens comme Ur, Larsa et Eridu ne retrouvèrent en revanche pas leur splendeur passée et survécurent surtout autour de leurs sanctuaires et de leur statut de villes sacrées, alors que les villes du sud-est (comme Lagash et Girsu) ne furent quasiment plus occupées durant le reste de l'histoire babylonienne. Le cœur de la Babylonie était dominé par la capitale, Babylone, et sa voisine Borsippa, l'agglomération de Sippar située au nord, et dans une moindre mesure Kish et d'autres villes non connues par les fouilles comme Dilbat, Kutha, Opis et enfin Der plus à l'est. Les principales cités babyloniennes antiques furent souvent désertées au plus tard aux débuts de notre ère, ou alors réduites à de modestes villages, supplantées par les nouvelles agglomérations qui émergèrent aux époques séleucide, parthe et sassanide. En particulier, l'implantation de Séleucie du Tigre (peuplée en partie d'habitants déplacés depuis Babylone) puis celle de Ctésiphon devaient consacrer le rôle-pivot de la région de confluence de la Diyala et du Tigre, où se développa ensuite Bagdad.
Les villes babyloniennes étaient des agglomérations de grande taille, couvrant au moins une centaine d'hectares, parfois beaucoup plus, Babylone atteignant à son apogée au VIe siècle av. J.-C. environ 975 hectares, Uruk au IIIe siècle av. J.-C. environ 300 hectares. La seule grande ville nouvelle construite par des rois babyloniens, Dur-Kurigalzu, s'étendait à l'époque kassite sur environ 225 hectares, mais seuls les secteurs monumentaux ont été dégagés et il est peu probable que tout cet espace ait été occupé, la ville ayant par ailleurs une histoire courte. Les agglomérations de niveau intermédiaire, correspondant à des bourgades, sont mal connues en l'absence de fouilles, même si les prospections ont repéré quelques sites occupant au moins une trentaine d'hectares. Les plus petits sites sont quant à eux considérés comme plus proches du monde rural, même si une petite agglomération de l'époque de Hammurabi fouillée dans la région du Moyen-Euphrate, Harradum, couvrant à peine plus d'un hectare, avait les caractéristiques physiques et sociales d'une ville (muraille, réseau de rues étroites, temple, bâtiments administratifs, lots d'archives témoignant d'une pratique de l'écriture, etc.). Les limites entre l'urbain et le rural en Mésopotamie ancienne sont donc difficiles à tracer.

#### L'urbanisme et le paysage urbain
Les fouilles des sites urbains ont surtout étudié les espaces monumentaux, et ne permettent pas de bien connaître l'espace urbain où vivait la majorité de la population et donc de disposer d'une vision d'ensemble d'une ville à un moment donné. Seuls quelques sites d'époque paléo-babylonienne ont permis de mieux connaître leur organisation interne, et il s'agit pour la plupart de phases antérieures à l'époque de domination babylonienne : Larsa et Mashkan-shapir, deux sites de plus de 100 hectares appartenant au royaume de Larsa qui ont fait l'objet de prospections, et deux petits sites de moins de 2 hectares, Harradum et Shaduppum, dont une grande partie de l'espace a pu être dégagée en raison de leur taille réduite.
Les villes étaient situées au milieu de terroirs irrigués, le long de cours d'eau (fleuves, chenaux, canaux artificiels). Elles disposaient d'espaces portuaires, appelés « quais », qui servaient d'espaces d'échanges, le transport fluvial jouant un rôle essentiel dans l'approvisionnement des villes. Les cités avaient pour la plupart une muraille, percée de portes fortifiées. L'espace urbain était traversé par des rues principales partant des grandes portes, et des canaux qui servaient également d'axes de communication. Ils séparaient la ville en plusieurs secteurs, et convergeaient en général vers le quartier sacré de la ville, souvent situé en son centre. S'y trouvait le temple principal de la divinité tutélaire de la ville, isolé du reste de l'espace urbain par une enceinte interne à partir de l'époque néo-babylonienne. Le secteur palatial principal de Babylone était en revanche excentré, situé à cheval sur la muraille nord de la ville intérieure. De nombreux autres temples secondaires étaient dispersés dans le reste de l'espace urbain.
Des quartiers d'habitation de la même période ont été explorés à Ur, Nippur et Sippar. Pour la période néo-babylonienne, seuls des quartiers d'Ur et de Babylone (secteur du Merkes) sont bien connus par les fouilles. Ils se présentaient en général sous la forme d'un habitat tassé, parcouru par des rues étroites séparant des îlots occupés par des résidences de tailles diverses, puisqu'il n'y avait apparemment pas de séparation sociale dans les quartiers entre riches et pauvres. Les cas d'espaces urbains constituées de rues au tracé régulier sont limités (notamment à Harradum, qui était apparemment une ville nouvelle planifiée). Certains quartiers artisanaux ont pu être repérés lors des prospections à Larsa et Mashkan-sapir, spécialisés dans le travail du métal, du silex, de la céramique. La localisation des marchés est quant à elle discutée (voir plus bas).
Les rues des villes babyloniennes étaient donc souvent étroites et tortueuses, même si des axes plus larges, destinés notamment aux triomphes royaux et aux processions religieuses, reliaient les principaux monuments. Les rues étaient des lieux d'échanges, ouvrant sur des boutiques, des tavernes et des marchés en plein air, également des endroits où pouvaient se croiser les différentes composantes de la société, depuis les puissants, bien habillés et montés dans des palanquins, des moins aisés montés sur des ânes, ou marchant à pied, jusqu'aux plus indigents, notamment des mendiants et des enfants abandonnés, ainsi que des prostituées. On y trouvait encore un personnel spécialisé occupant des fonctions de héraut, de patrouilleur de nuit et d'éclaireur. Les rues pouvaient être des espaces dangereux, notamment la nuit, où on croisait des animaux errants ou des brigands, même si les Babyloniens redoutaient surtout d'y rencontrer des démons ou des sorciers/sorcières qui agissaient une fois la nuit tombée.
Par ailleurs, les textes indiquent d'une partie de l'espace urbain n'était pas bâtie, laissée en friche ou bien mise en valeur sous la forme de jardins, de vergers, de champs ou d'espaces de pâture. Les cimetières devaient en général être situés à l'extérieur des murailles, même si dans certains cas il y en avait en ville, et que plusieurs familles avaient l'habitude d'enterrer leurs morts sous le sol de leurs résidences.

#### Les institutions urbaines
Les cités étaient les centres du pouvoir, où se trouvaient le palais du roi ou du gouverneur, ainsi que les grands temples, avec leur administration. Ces institutions ont donc joué un rôle fondamental dans leur administration et plus largement celle de leur arrière-pays rural et des autres agglomérations qui s'y trouvaient. On trouvait par ailleurs des fonctionnaires spécifiques, les « maires » ou « bourgmestres » (rabiānu(m), ḫazannu(m)). Le Code de Hammurabi leur attribue des fonctions de sécurité publique, ils jouaient aussi un rôle dans l'exercice de la justice de première instance, et plus largement de contrôle social, et étaient aussi responsables de la levée des taxes. Ils remplissaient ce rôle conjointement à des assemblées représentant les chefs de famille (les « Anciens », šibūtu(m)) de la ville. Les « quartiers » (babtu(m)) des grandes villes étaient à l'époque paléo-babylonienne une institution dans lequel ce type d'autorité locale pouvait être exercée. Pour l'époque récente les textes mentionnent les « assemblées » (puḫru) de notables ou d'Anciens, qui avaient surtout un rôle judiciaire, tandis que les collèges (kiništu) des temples jouaient également un rôle important dans l'administration et l'exercice de la justice au niveau local.

### Les échanges

#### Des échanges à plusieurs échelles

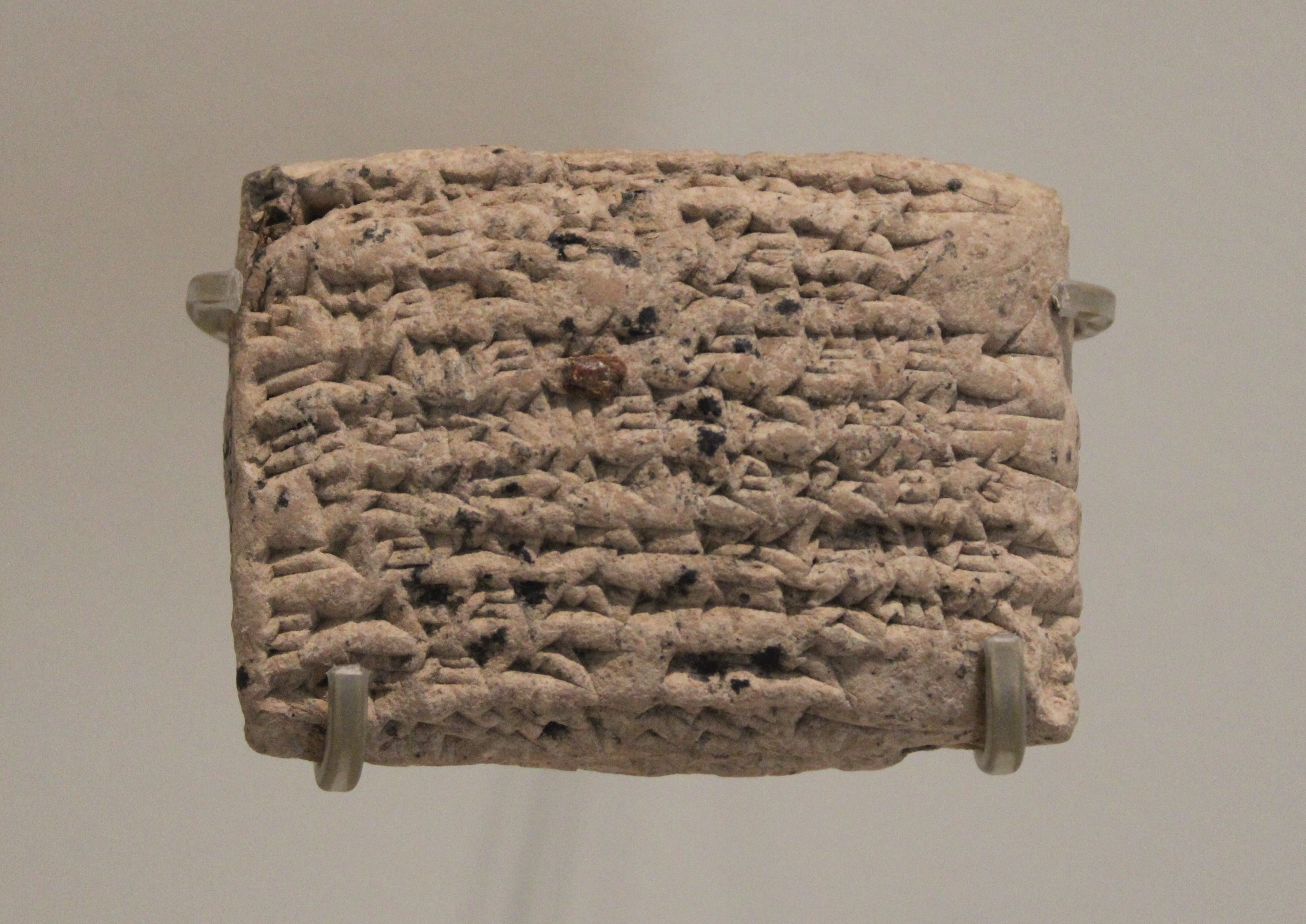
Tablette relative à une expédition commerciale à longue distance, apportant des produits d'Égypte et du Levant : « lapis lazuli » (sans doute du bleu égyptien), métaux (cuivre, fer, étain), teintures, alun, laine bleu-pourpre, résine, vin, miel, etc. Uruk, règne de Nabonide (551 av. J.-C.). Musée du Louvre.

Les échanges de biens se déroulaient à plusieurs échelles, inégalement documentées. Au sein des grands organismes avait lieu un système de redistribution des denrées agricoles et artisanales, par le biais du système des rations, qui équivalaient à des paiements des dépendants de l'institution en contrepartie de leur travail, en rations de céréales, d'huile, de laine, et parfois d'autres produits de base comme de la bière, des dattes, etc. Ce système tendit néanmoins à reculer au Ier millénaire av. J.-C. au profit des paiements salariaux en argent, même s'il resta important, constituant donc une part notable de la circulation des produits à l'échelle locale. Pour le reste, l'autoconsommation ne pouvant suffire à combler les besoins des familles, a fortiori pour celles qui n'étaient pas engagées dans les activités agricoles, il importait de s'approvisionner par le biais du commerce local. Celui-ci devait concerner essentiellement des produits de première nécessité produits ou exploités dans les campagnes et les ateliers urbains : grains de céréales, pains, fruits, légumes, poissons, bière, laine, bois, vêtements, outils, objets en céramique et roseau, etc.
Les activités commerciales à l'échelle locale ou régionale telles qu'elles sont documentées relèvent surtout du commerce en gros, en premier lieu la commercialisation de produits agricoles vers les villes depuis leur arrière-pays rural. Un entrepreneur de Babylone à l'époque néo-babylonienne était ainsi impliqué dans l'acheminement et la vente dans les villes des denrées produites dans les campagnes alentour par des paysans qui n'avaient pas les moyens de les vendre eux-mêmes.
Le commerce à longue distance était quant à lui surtout accompli pour le compte des grands organismes et des élites, pour obtenir des matières premières non disponibles en Babylonie, surtout des pierres de qualité et du minerai : argent d'Anatolie, étain d'Iran, cuivre de Chypre, fer, alun d'Égypte, aussi des teintures du Levant, et du vin de Syrie et de Haute Mésopotamie.

#### Les lieux d'échanges
Ces biens transitaient généralement sur des bateaux, le transport fluvial étant très important en Basse Mésopotamie depuis les débuts de la civilisation mésopotamienne, en raison de la topographie de cette région, parcourue par de nombreux chenaux naturels et artificiels. Les villes babyloniennes disposaient donc de ports qui étaient d'une importance cruciale, et le « quai » (karū(m)), terme désignant un espace de transbordement, d'entreposage et d'échanges situé au bord d'un cours d'eau comme leur nom l'indique, qui peut aussi se comprendre comme les « docks » ou plus généralement un « quartier marchand » (voire un « comptoir »), au point que ce terme en vint à désigner des espaces marchands même là où il n'y avait pas de port.
Le cabaret/taverne (bīt sābî), généralement dirigé durant l'époque paléo-babylonienne par des femmes, les cabaretières/tavernières (sābîtu(m)), en plus de son rôle de débit de boissons (et sans doute aussi de maison de passe), était important pour le commerce de détail parce qu'on y pratiquait la vente à crédit de produits alimentaires de base. Plusieurs lieux d'échanges sont évoqués par les textes de l'époque récente : en plus des cabarets qui restaient incontournables, on trouvait des marchés de rue (sūqu, littéralement « rue », d'où dérive le mot arabe souk), des échoppes (kuruppu) ouvrant sur la rue, ainsi que des marchés aux portes des villes.

#### Les marchands
Les grands organismes devant recourir au marché pour écouler une partie de leurs productions, et obtenir en retour des produits dont ils avaient besoin pour leur fonctionnement quotidien, notamment le culte. Pour cela ils faisaient appel à des intermédiaires, les « marchands » (tamkāru(m)) chargés de vendre et d'acheter des produits pour leur compte ; dans les textes de Larsa à l'époque paléo-babylonienne, on voit ainsi ces intermédiaires prendre en charge les productions agricoles du palais, assurant leur transport, leur stockage puis leur vente, en dégageant un bénéfice. Les marchands étaient organisés à cette époque dans des sortes de « guildes » (le « quai » en tant qu'institution) dirigées par un agent royal, le « chef des marchands », qui assurait la liaison entre eux et l'administration, et s'occupait du règlement des litiges commerciaux, reprenant donc des fonctions administratives,.

### Monnaie et finances

#### Moyens de paiement

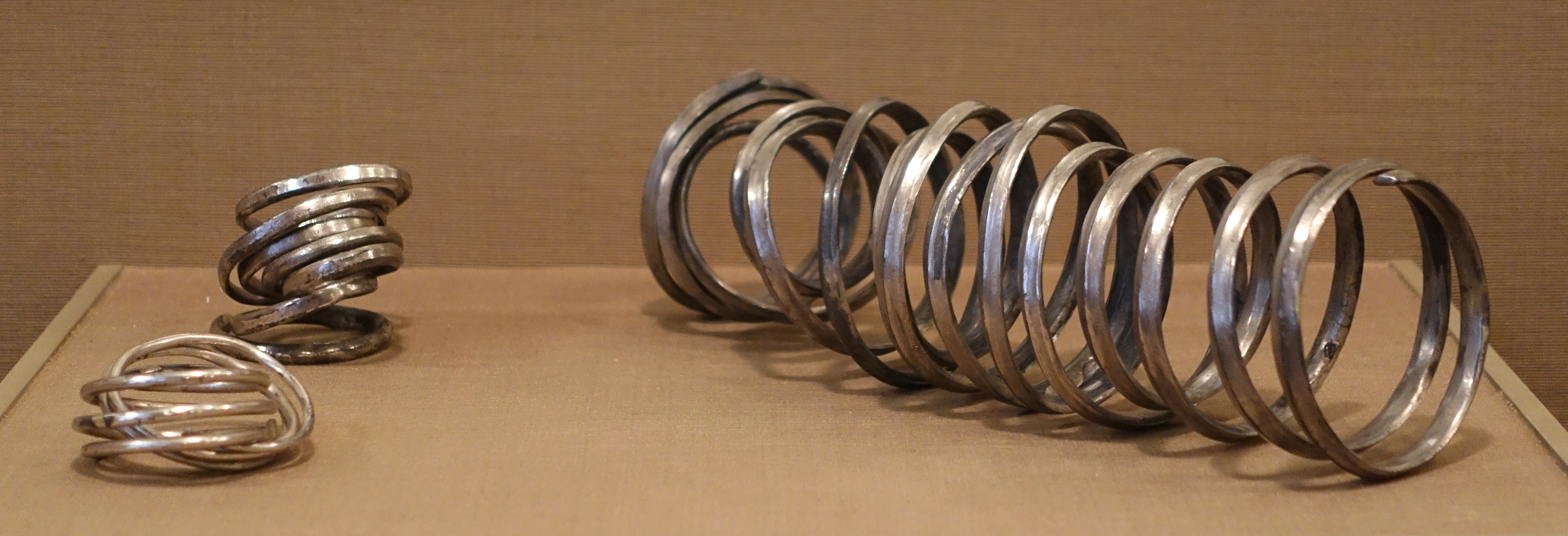
Bobines d'argent servant de monnaie, v. 2100-1600 av. J.-C. Musée de l'Institut oriental de Chicago.

Le moyen de paiement le plus courant en Babylonie était l'argent pesé. Des poids en pierre de type standard devaient permettre de réaliser la pesée lors des échanges. Le grain, qui servait couramment d'unité de compte aux époques plus anciennes, ne joua apparemment plus ce rôle à partir du IIe millénaire av. J.-C., tandis que l'or n'a pu jouer le faire que sous les Kassites, en raison de l'afflux de ce métal grâce aux bonnes relations diplomatiques avec l’Égypte. L'argent était diffusé sous diverses formes standardisées de poids courant et parfois authentifiées par une marque : lingots, plaques, anneaux, bobines, etc.. Leur poids est cependant bien trop élevé pour les prix des transactions courantes, notamment au détail, et on ne sait pas par quel moyen celles-ci étaient réalisées (toujours en grain ?). Les pièces de monnaie ne furent jamais courantes en Babylonie après leur apparition dans la seconde moitié du Ier millénaire av. J.-C., et quand elles étaient utilisées comme moyen de paiement elles étaient évaluées en fonction de leur poids en métal et non leur valeur faciale.

#### Prêts et dettes
L'argent circule souvent sous la forme de prêts à intérêt, documentés notamment par des documents de reconnaissance de dettes. Il s'agit en premier lieu de prêts de consommation concernant des denrées ou de l'argent, ou encore de prêts agricoles. Les créanciers sont les grands organismes, ou bien des particuliers. Certains temples effectuent des prêts sans taux d’intérêt fort pour les plus démunis, mais généralement les taux sont vus comme élevés voire très élevés (à l'époque paléo-babylonienne 20 % pour l'argent et 33 1/3 % pour les denrées), avec dans certains cas des pratiques s'apparentant à de l'usure. En période de fort endettement, le pouvoir royal proclame des rémissions de dettes. Un problème récurrent est le fait que l'endettement excessif conduit à l'esclavage pour dettes ou la cession de terres mises en hypothèque lors de prêts. D'ailleurs le contrôle sur les personnes et les terres pourrait être le but principal des prêteurs, plutôt que la recherche d'un profit financier. Le prêt n'a du reste pas qu'un aspect économique et usuraire, car il joue un rôle dans le lien social : entre particuliers, il s'effectue souvent entre proches sans recherche de profit important, afin de répondre à des besoins immédiats (impôts, dot, opération commerciale).

#### Associations commerciales
Afin de financer les opérations économiques les plus complexes, les marchands et hommes d'affaires babyloniens pouvaient recourir à des prêts commerciaux (« à la grosse aventure ») ou bien à des associations temporaires, comme l'association-tappūtum figurant dans le Code de Hammurabi ou le contrat ana ḫarrāni (« pour une expédition commerciale ») d'époque néo-babylonienne, qui voyaient un ou plusieurs bailleur(s) de fonds remettre une somme à un agent commercial, les partenaires devant ensuite partager le profit proportionnellement à l'apport initial ; ils concernent en fait bien plus que des opérations commerciales puisqu'ils peuvent servir pour des investissements dans l'agriculture et l'artisanat, et servir à constituer des sortes de sociétés durant plusieurs années.

#### Les prix
Les modalités de fixation des prix font l'objet de débats parmi les spécialistes d'histoire économique, divisant ceux qui estiment que la loi de l'offre et de la demande jouait, et ceux qui lui attribuent un rôle inexistant ou limité, notamment parce que de nombreux produits de base circulaient sans être vendus (par la redistribution). Plusieurs textes indiquent cependant que les Mésopotamiens avaient conscience des fluctuations de prix, en premier lieu ceux qui comme le Code de Hammurabi indiquent un « juste prix » pour des produits et des services de base, qu'il ne faut cependant pas interpréter comme une forme de régulation stricte des prix. Les textes économiques indiquent clairement des variations des prix de céréales à court terme, des fluctuations saisonnières liées aux aléas touchant le secteur agricole (sécheresse, crue violente, guerre, épidémie, etc.). Les évolutions sur le long terme sont moins évidentes, les produits les plus courants ne semblant pas voir leur valeur fluctuer de façon marquée, en dehors du fer dont le prix baissa sur le très long terme. Les périodes tardives semblent par ailleurs marquées par une monétisation plus importante des échanges, touchant jusqu'à des petites transactions, ce qui reflèterait une plus grande place du salariat et des acteurs non-institutionnels dans l'économie,.

### Artisans et autres professions

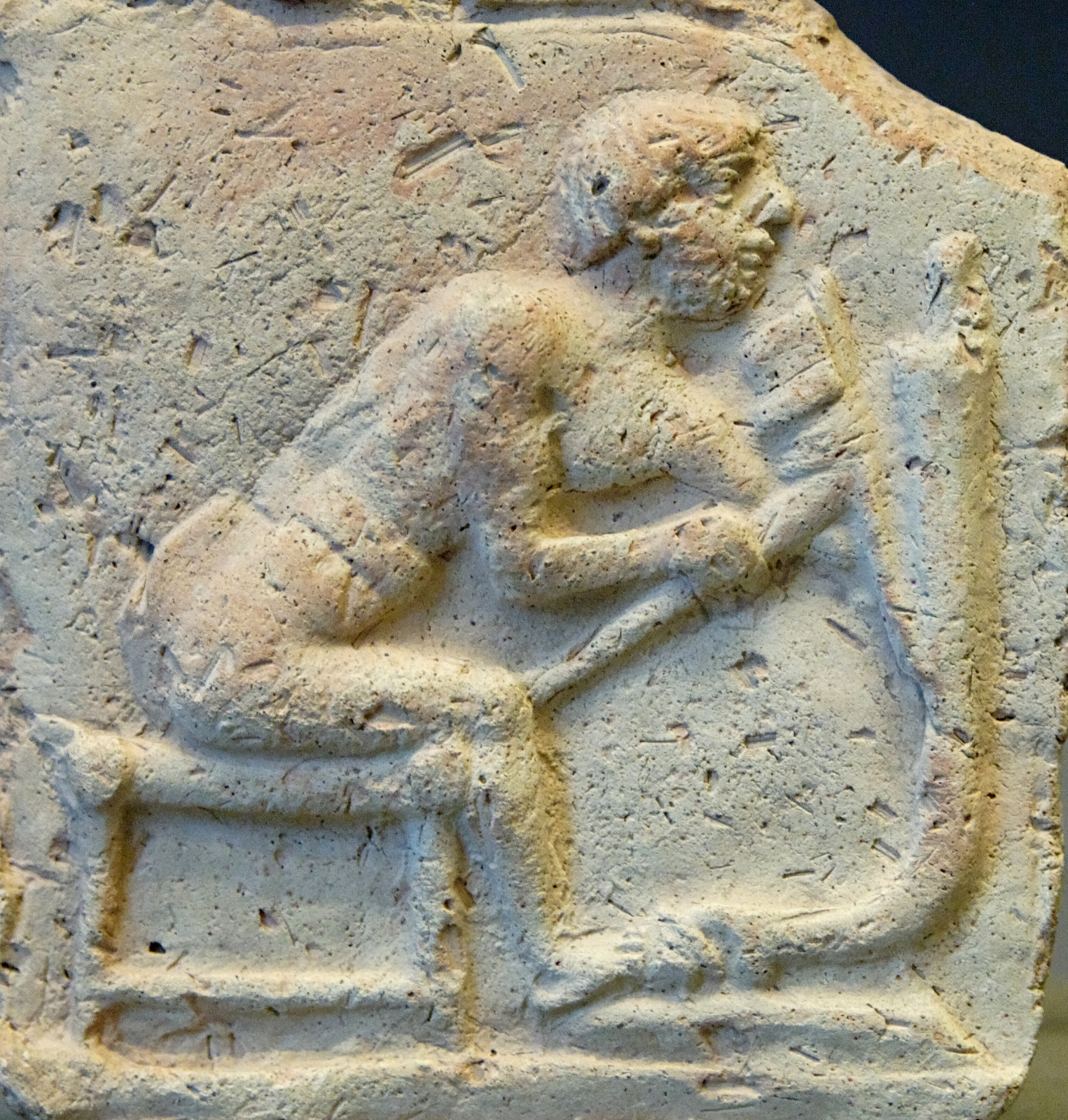
Artisan travaillant un objet en bois (araire, partie d'un char ?), terre cuite du début du IIe millénaire retrouvée à Tell Asmar (Eshnunna).

La documentation cunéiforme fait apparaître les nombreux métiers exercés par les travailleurs de la Babylonie antique. Le Code de Hammurabi, dans ses articles concernant la régulation des professions (§ 215 à 277), notamment les conditions d'embauche et le paiement des prestations, évoque ainsi les médecins, bateliers, ouvriers agricoles et pasteurs, des tavernières, des nourrices et différentes catégories d'artisans (tisserand, tailleur de pierre, charpentier, maçon, vannier, mégissier), auxquels on peut ajouter les activités apparaissant dans d'autres textes comme celles de transformation de produits alimentaires (minoterie, boulangerie, brassage de la bière, boucherie) et les différents métiers de la métallurgie et du textile, des blanchisseurs, des potiers, des fabricants de parfums et encens, etc.
Ce sont des activités en général documentées pour les périodes babyloniennes dans les domaines institutionnels, moins dans le secteur « privé », tandis que les fouilles archéologiques ont rarement mis au jour des espaces artisanaux. On sait par les textes économiques que, comme durant les époques précédentes, les populations serviles des grands organismes étaient souvent employées aux tâches artisanales (comme elles l'étaient pour les travaux agricoles), notamment celles qui sont les plus pénibles et nécessitent une main-d’œuvre abondante (minoterie, confection de briques, travail de la laine), mais pour lesquelles on faisait aussi appel à des journaliers, et également pour des métiers nécessitant plus de savoir-faire. L'administration avait du reste la possibilité de mobiliser les sujets par le système de la corvée pour les grands travaux (constructions et réparations d'édifice, nettoyage des canaux). Sinon les artisans qualifiés qu'elle employait pour les travaux les plus élaborés étaient en général des hommes libres. Comme le reste de leur personnel, ils étaient organisés en équipes dirigées par un chef. Pour les prestations pour lesquelles elles n'avaient personne à leur disposition en leur sein, les institutions et les particuliers rémunéraient ou louaient les services de travailleurs indépendants, passant si besoin des contrats d'embauche de main-d’œuvre. Ces métiers étaient donc également exercés dans un cadre domestique, certains de façon itinérante. Pour les métiers nécessitant un certain savoir-faire, il semble que celui-ci se transmettait en général au sein de la famille. Mais quelques contrats d'époque néo-babylonienne prévoient qu'un maître confie son esclave en apprentissage auprès d'un artisan spécialisé afin qu'il se forme à un métier qu'il pourra plus tard exercer pour son compte.

#### L'artisanat alimentaire
La transformation de produits agricoles en aliments était sans doute réalisée en général au sein de la maisonnée, où l'on disposait d'installations et biens de stockage et d'outils de broyage à cette fin. Mais il existait des artisans spécialisés employés pour ce type de travail, notamment dans le cadre institutionnel. Des tablettes paléo-babyloniennes donnent même un ensemble de recettes de cuisine et fournissent un aperçu de l'art gastronomique des cuisiniers mésopotamiens.
Les meuniers (ararru), chargés de transformer les grains céréaliers en farine, sont attestés dans plusieurs lots de tablettes. Leur production était ensuite livrée aux cuisiniers/boulangers (nuḫatimmu) qui fabriquaient notamment des galettes, pains, gâteaux et tartes. Les brasseurs (sirašu) étaient également très importants, la bière étant un produit très consommé en Babylonie antique. La bière d'orge est la plus répandue aux époques anciennes, mais elle semble supplantée à partir de l'époque néo-babylonienne par la bière réalisée à partir de dattes. Le presseur d'huile de sésame (ṣāḫitu) avait également important car ce produit était souvent fourni dans les rations d'entretien ; il procédait d'abord à la torréfaction des graines de sésame puis les pressait à l'aide d'une meule et d'eau afin d'obtenir le produit final.
Des installations de cuisson d'aliments ont été mises au jour dans des enceintes de temples, par exemple dans les édifices appelés « temples-cuisines » d'Ur et de Nippur, donc dans un cadre institutionnel ; il s'agit probablement de lieux de préparation des aliments offerts aux dieux. Une résidence de boulanger d'époque paléo-babylonienne mise au jour Nippur a fourni un exemple d'exercice d'un métier artisanal au domicile de l'artisan : des fours à cuire le pain de type tannour se trouvaient à l'extérieur de l'édifice, et les tablettes qui y ont été exhumées ont indiqué que ce boulanger avait pour clientèle aussi bien des institutions que des particuliers. Dans d'autres cas les artisans alimentaires exerçaient leur profession de façon itinérante, par exemple les meuniers et brasseurs documentés dans les archives de Nippur à l'époque kassite.

#### La production de céramiques
Les potiers (paḫāru(m)) s'occupaient de la réalisation des céramiques et autres objets à partir d'argile, donc des ustensiles omniprésents dans le quotidien des anciens Babyloniens. Pourtant leur activité est très peu documentée, alors qu'elle l'est plutôt bien pour les époques sumériennes, en particulier celle d'Ur III. Il semble que bien souvent les poteries étaient réalisées dans un cadre domestique, peut-être de plutôt par des femmes. Néanmoins il existait des potiers spécialisés, formant des apprentis, et des ateliers qui dans certains cas étaient concentrés au même endroit, à l'écart de l'espace habité afin d'éviter que la pollution causée par la combustion ne cause trop de nuisances. Cela se repère lors de fouilles de surface par la présence de nombreux tessons : dans un même quartier, comme à Mashkan-shapir pour l'époque paléo-babylonienne, et on connaît par des textes d'époque récente des rues et quartiers ayant un nom lié à l'activité de potier ; ou dans un village, par exemple le site d'Umm al-Hafriyat près de Nippur en activité de l'époque akkadienne à l'époque paléo-babylonienne qui comprenait plusieurs centaines de foyers de cuisson de céramiques. Les potiers travaillaient dans des ateliers fermés, ou plus simplement avec des fours à l'air libre. Leurs installations ont rarement fait l'objet de fouilles systématiques en Mésopotamie historique. Un atelier a été mis au jour à Tell Zubeidi, petit site rural du bassin du Hamrin de l'époque kassite : il comprenait un four rectangulaire en briques, à tirage ascendant, constitué d'un foyer au sol, au centre duquel se trouvait un pilier qui supportait la chambre dans laquelle les céramiques étaient cuites ; une percée dans le mur opposé au four assurait l'arrivée d'air facilitant la combustion.
Les potiers produisaient une vaste gamme de poteries, la liste lexicale Urra = ḫubullu énumérant pas moins de 350 formes de « vases » (karpātu(m)) distinguées en fonction du contenu auquel ils étaient destinés (eau, bière, lait, huile, miel, vin, etc.), ou de leurs usages (stockage, libations), leur taille et leur forme, etc. Les potiers réalisaient aussi divers objets utilitaires, de l'équipement funéraire (cercueils) et des plaques ou figurines moulées (coroplastie).

#### Les métiers de la construction
Les métiers de la construction apparaissent à plusieurs reprises dans les textes cunéiformes. Ils sont avant tout intéressés par la problématique de la confection des briques d'argile, matériau de base de l'architecture mésopotamienne, moulées dans des formats standardisés et généralement séchées au soleil (la brique « crue »), parfois cuites pour le revêtement des ouvrages les plus importants, et glaçurées aux époques récentes. Leur réalisation constituait une tâche particulièrement lourde pour les grands travaux de construction et de réparation entrepris par l'administration royale et les temples. À l'époque néo-babylonienne, le temple de Sippar devait ainsi employer ses équipes de dépendants, augmentées de journaliers, afin d'effectuer les travaux de moulage des briques, ces chantiers mobilisant des milliers de personnes (jusqu'à 8 000 pour la construction ou agrandissement de la ziggurat) ; dans d'autres cas les temples faisaient appel à des entrepreneurs qui servaient d'intermédiaires pour leur approvisionnement en briques, livrées par lots de plusieurs milliers.
Un métier important dans l'artisanat de la construction était celui du « maçon » (itinnu(m)), qui fait l'objet de plusieurs articles dans le Code de Hammurabi. Ils étaient plutôt des sortes de maîtres d’œuvre dirigeant les chantiers de construction, notamment des maisons, avec l'aide d'autres travailleurs qui confectionnaient les briques et érigeaient les murs. Ces maîtres d’œuvre pouvaient aussi être désignés comme des « chefs bâtisseurs » (šitimgallu(m)), intervenant dans des chantiers importants.

#### L'artisanat textile
L'organisation de l'artisanat textile est moins bien documentée que pour les périodes antérieures au royaume paléo-babylonien. On connaît mal la production en grande quantité de vêtements de base, confiée à des femmes des basses couches de la société et des esclaves durant les époques antérieures. La laine et le lin étaient les fibres les plus travaillées, et la technique de la teinture était connue. Le Code de Hammurabi (§ 274) évoque les prix des prestations d'un certain type de tisserand, appelé kāmidum, que pouvaient embaucher les particuliers. Pour ce qui concerne la production de textiles de luxe, les temples néo-babyloniens employaient des tisserands (išparu), parfois spécialisés (« tisserands du lin » išpar kitê, « tisserands de tissus multicolores » išpar birmi) à qui ils fournissaient du tissu (laine, lin), parfois teint, afin de réaliser les somptueux habits des statues divines, des ravaudeurs (mukabbû) pour les réparer, ainsi que des laveurs (ašlāku) pour les nettoyer.

#### La métallurgie

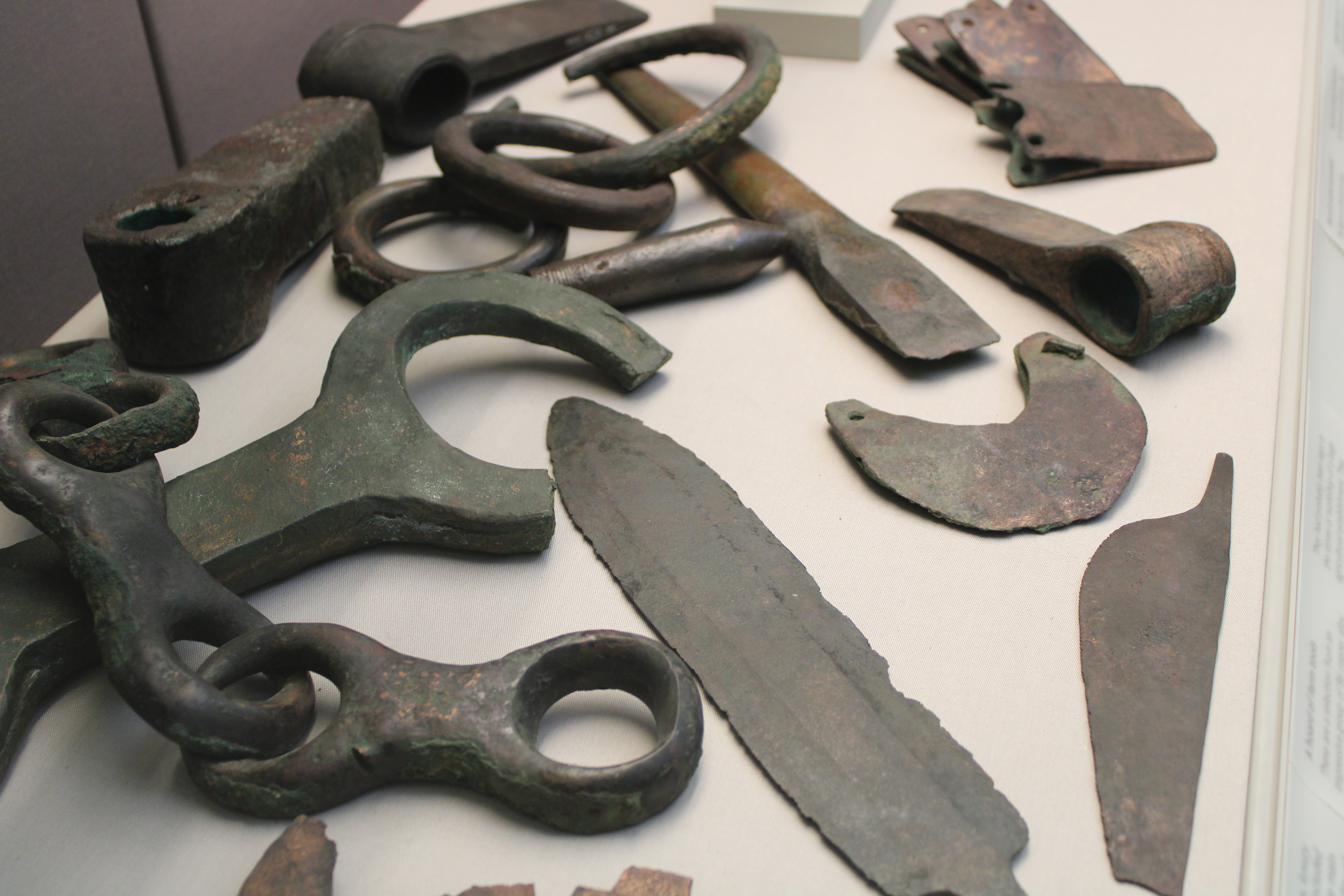
Ensemble d'objets en alliage cuivreux mis au jour à Tell Sifr (Kutalla), période paléo-babylonienne (v. 1900-1740 av. J.-C.), probablement issus d'un entrepôt d'une exploitation agricole. British Museum.

Le travail du métal incombait surtout au fondeur/forgeron (nappāḫu(m)) chargé de la fonte et du moulage du métal, d'autres spécialistes travaillaient aussi le métal (gurgurrum ; aussi kabsarru aux périodes récentes), et l'orfèvre (kutimmu(m)) qui effectuait les travaux les plus soignés (voir plus bas). Dans les grands organismes, ils étaient regroupés en équipes. Les artisans babyloniens recevaient le métal sous la forme de poudre ou de lingots, du minerai ayant fait l'objet d'une première transformation sur son lieu de production, situé en général dans les régions montagneuses d'Iran ou d'Anatolie, ou bien ils fondaient les objets à partir de métal récupéré dans les ateliers ou d'objets métalliques, la rareté de la matière première impliquant un important recyclage. Pour la même raison, les livraisons d'approvisionnement en matière brute étaient scrupuleusement surveillées, de même que celles de rendu du produit final, afin de surveiller qu'il n'y ait pas de détournements. Au début de la période paléo-babylonienne, le cuivre, l'or, l'argent et le plomb étaient couramment travaillés depuis plus d'un millénaire. Divers alliages cuivreux sont travaillés, en particulier le bronze arsénié, très courant au IIIe millénaire av. J.-C. avant que son usage ne diminue durant la première moitié du millénaire suivant, au profit de celui du bronze à l'étain. Le principal changement survenu par la suite fut la diffusion du travail du fer, durant la première moitié du Ier millénaire av. J.-C. Pour exercer leur activité, les métallurgistes disposaient de fours, qui n'étaient pas distingués dans la documentation écrite de ceux des potiers. Les lingots étaient transformés par martelage à froid ou à chaud, modelage par pression, laminage et tréfilage pour les métaux précieux, et moulage, simple ou à la cire perdue, avec bien souvent une finition par martelage ou ébarbage. Des outils d'orfèvre ont été mis au jour dans une jarre dans l'Ebabbar, temple du dieu-Soleil, à Larsa, datées de la seconde moitié du XVIIIe siècle av. J.-C., comprenant divers objets destinés au travail du métal (petite enclume, pierre de touche, pincette, burin, poids).

#### La fabrication d'objets précieux

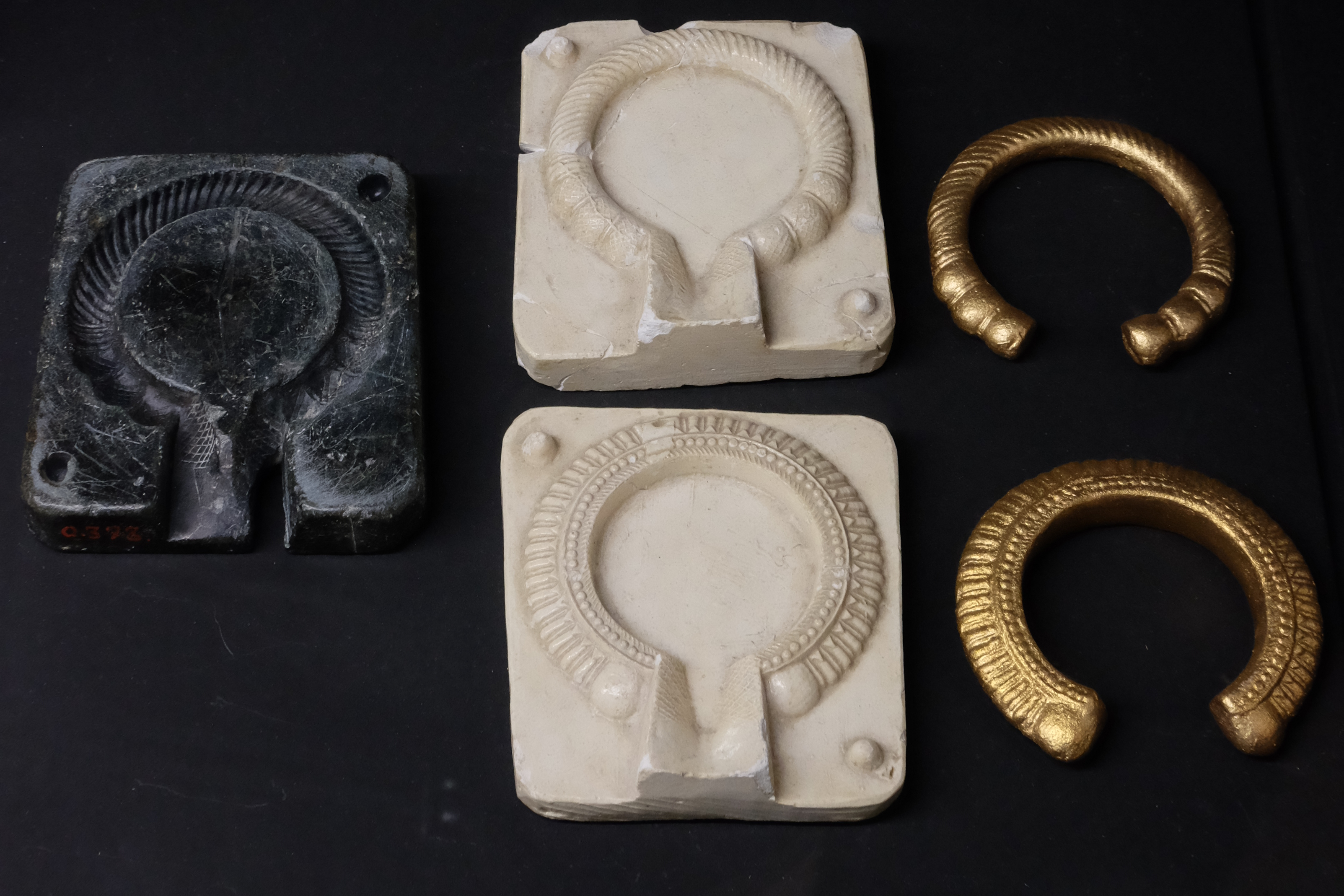
Face d’un moule (en noir) biface permettant d’obtenir des bijoux en bronze (empreinte et échantillons modernes à droite). Sippar, Musées royaux d'Art et d'Histoire de Bruxelles.

Les palais et les temples avaient par ailleurs besoins d'artisans qualifiés dans la réalisation d’œuvres de qualité et de prestige, par ailleurs souvent investies de propriétés « magiques », pour les besoins de la famille royale ou du culte (pour les statues divines notamment). Il s'agissait notamment, en plus des tisseurs qualifiés évoqués précédemment, d'orfèvres (kuttimu) et joailliers (kabšarru) chargés de travailler les pierres et les métaux précieux, aussi de charpentiers (nagāru) pour la réalisation de meubles et vantaux de portes, ainsi que de tailleurs de pierre/lapicides (purkullu). Dans les archives de l'Eanna, le temple d'Ishtar à Uruk, au Ve siècle av. J.-C., ces personnes sont des hommes libres tenus en haute estime, qualifiés de « maîtres » (ūmmanu), terme également appliqué aux lettrés les plus savants, participent à des rituels ; mais il est possible que des oblats aient accompli des tâches similaires. Ils doivent réaliser et réparer les objets de culte à partir de matériaux luxueux fournis par le temple, qui surveillait qu'ils ne mettent pas de côté une partie de ceux-ci (des cas de vols de matière première par des artisans étant attestés par les textes judiciaires de l'époque). Ce groupe d'artisans avait un chef, responsable devant les autorités du temple, mais on ne peut pas considérer qu'il forme à proprement parler une « guilde », puisqu'il était organisé suivant les mêmes principes que le reste du personnel du temple.
La réalisation d'objets en matières vitreuses (verre, glaçure, fritte, faïence) relevait également d'un artisanat qualifié (bien qu'on ne sache pas exactement qui produisait ces objets), qui donna lieu à la rédaction de textes techniques conservés dans les bibliothèques de lettrés ; la capacité à réaliser de tels objets colorés imitant l'aspect des pierres précieuses, en plus d'une finalité esthétique, était sans doute dotée aux yeux des Babyloniens d'un aspect magique qui justifiait une telle considération.

#### Les autres professions
Parmi les autres professions, celle de médecin (asû(m)) est sans doute celle qui nécessite un apprentissage lettré le plus poussé, même si elle n'a pas l'honorabilité des spécialistes de la guérison membres du clergé que sont les exorcistes (voir plus bas). Ce spécialiste est chargé d'étudier les symptômes des malades, de la confection et l'administration de remèdes médicaux et d'opérations chirurgicales, contre une rémunération. Il semble surtout exercer son métier de façon itinérante, en se rendant au chevet des patients.
Des professions réservées aux femmes se trouvaient dans les métiers liés à la petite enfance, notamment les nourrices (mušēniqtu(m)) dont les services étaient loués, par des contrats prévoyant notamment qu'on leur fournisse des rations pour la période d'allaitement. La condition de sage-femme (šabsūtu(m)) est en revanche très mal connue.
La prostitution est l'autre métier féminin qui apparaît régulièrement dans les sources babyloniennes, sous différentes appellations dont les nuances restent obscures (šamḫatu(m), kezertu(m), ḫarimtu(m)). La prostitution masculine n'est pas clairement documentée.
Le « barbier » (gallābu(m)) a un métier dont les contours sont flous. Il apparaît dans le Code de Hammurabi en tant que responsable de la coupe de la mèche distinctive des esclaves, et a sans doute des attributions de barbier-coiffeur. Il semblerait avoir un rôle dans la purification des corps et aussi d'espaces rituels, et accomplir des opérations chirurgicales de base (comme le « barbier-chirurgien » médiéval).
Les bateliers (malāḫu(m)) exercent un métier important en raison de la forte présence des cours d'eau en Basse Mésopotamie, qui fait que le transport par bateau était primordial. Comme l'indiquent les articles du Code de Hammurabi les concernant (§ 234-239), ils pouvaient aussi bien être employés pour conduire une embarcation ou en constituer l'équipage, que pour la construction de celle-ci, aux côtés de charpentiers et vanniers apportant leurs produits. Les contrats de location de bateaux d'époque néo-babylonienne concernent en général l'embarcation seule, mais dans quelques cas ils incluent leur équipage.
Des contrats d'époque néo-babylonienne voient des personnes des familles riches des villes confier le nettoyage de leurs vêtements à des blanchisseurs, qui sont aussi bien des hommes libres que des esclaves.

## Croyances et pratiques religieuses

### Les divinités, la cosmologie et leurs évolutions

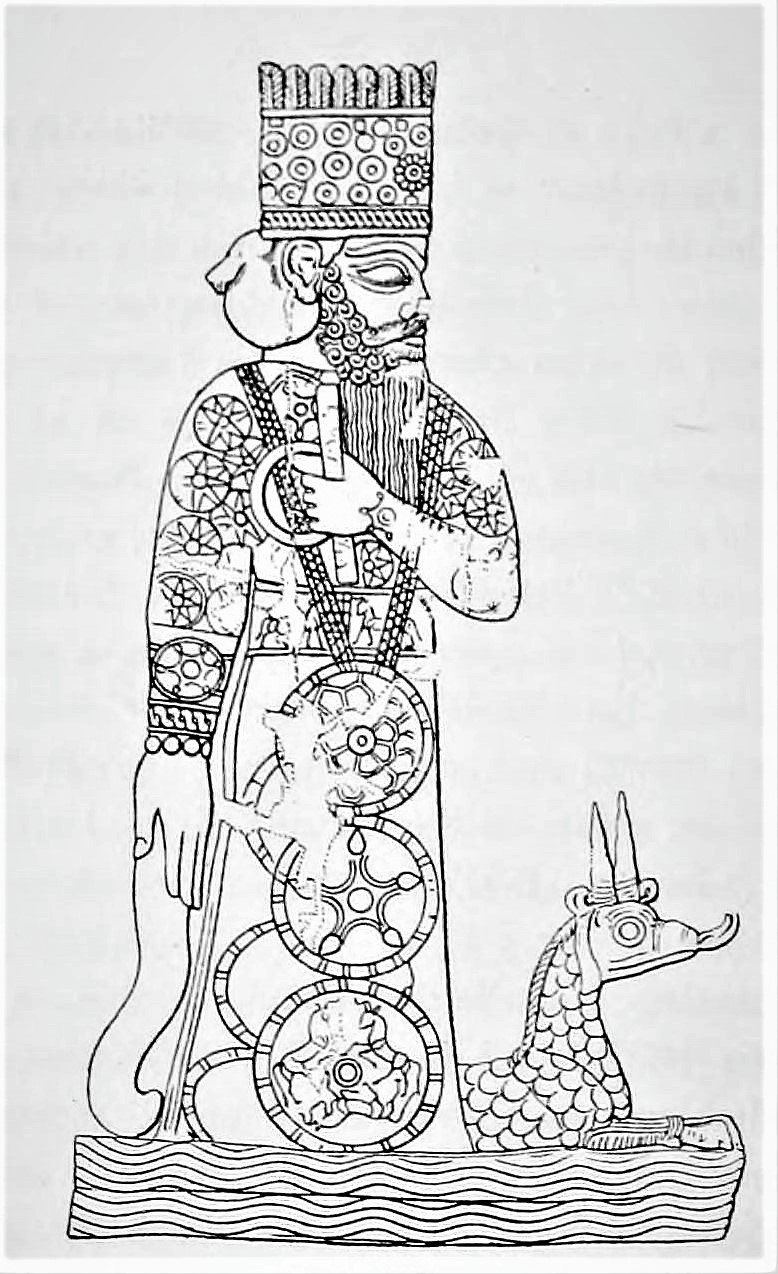
Le dieu Marduk et son animal-attribut, le dragon-serpent (mušḫuššu), copie de l'impression du sceau-cylindre offert au dieu par le roi Marduk-zakir-shumi Ier (854-819 av. J.-C.). Il pourrait s'agir de la copie de la statue de culte du dieu.

Au début du IIe millénaire av. J.-C., la théologie mésopotamienne restait similaire à celle des périodes précédentes, notamment celle d'Ur III (v. 2112-2004 av. J.-C.). Le panthéon était dominé par quelques grands dieux, qui étaient les divinités tutélaires des principales cités du Sud mésopotamien. Enlil était le roi des dieux, chargé de déterminer la destinée des humains, et notamment de désigner ceux qui devaient exercer la royauté, dont le grand temple se situe à Nippur, capitale religieuse de la Mésopotamie méridionale, considérée comme le centre du Monde. Il était accompagné par le dieu céleste An, figure patriarcale du panthéon dont le principal temple était à Uruk, le dieu sage Ea, maître du domaine des eaux souterraines (l'« Abîme », Apsû) et de la cité d'Eridu, et trois autres divinités célestes, le dieu-lune Sîn, dieu tutélaire de la ville d'Ur, le dieu-soleil Shamash, dieu de la justice dont les deux principaux sanctuaires étaient à Larsa et Sippar, et la déesse Ishtar, incarnation de la planète Vénus et déesse de l'amour et de la guerre, dont le temple le plus célébré était à Uruk. Par ailleurs existaient une foule de divinités rattachées à d'autres villes, et ayant des fonctions variées : Adad le dieu de l'Orage, Gula une déesse guérisseuse, Ninurta et Zababa des dieux guerriers, Nergal/Erra, Ereshkigal et Ninazu des divinités des Enfers, etc. Ces grandes divinités apparaissent pour la plupart dans le prologue du Code de Hammurabi, invoquant les grands dieux mésopotamiens et leurs grands temples.

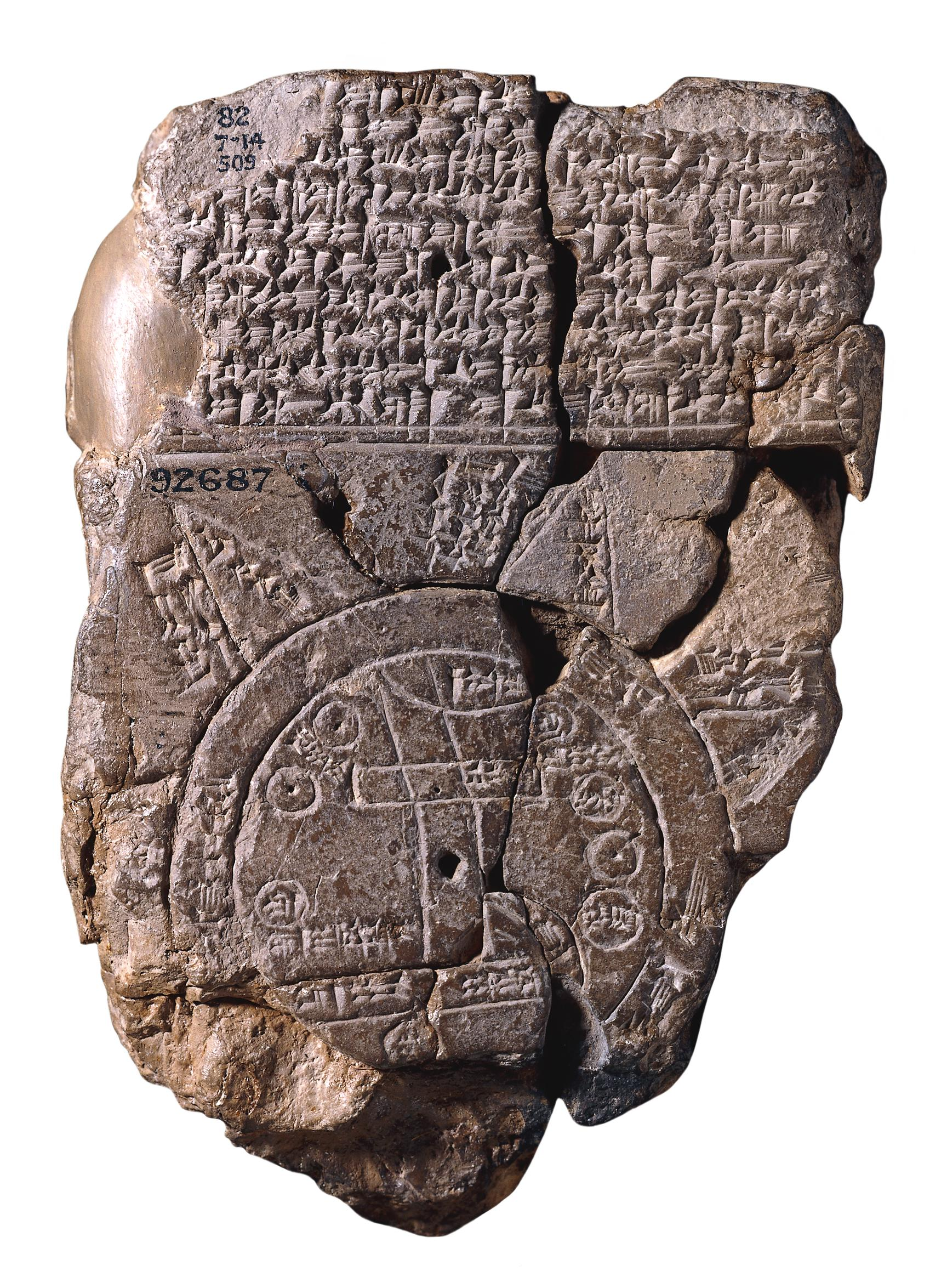
« Carte babylonienne du monde » figurant Babylone au centre de celui-ci, British Museum.

Ce texte introduisit cependant parmi les premiers rôles le dieu Marduk, dieu tutélaire de Babylone dont les origines sont obscures, proclamant que les grands dieux lui avaient confié le pouvoir suprême, sur tous les peuples : en effet, suivant la théorie mésopotamienne du pouvoir, le véritable maître d'un royaume était sa divinité tutélaire, le souverain humain n'étant jamais que son représentant. La montée en puissance de Babylone s'accompagna donc de celle de son dieu, jusqu'alors une divinité sans importance. Ce phénomène se poursuivit sous les successeurs de Hammurabi et les rois Kassites. Ces derniers reconnaissaient certes encore la suprématie d'Enlil, mais les prières personnelles de l'époque commençaient à présenter Marduk comme le « maître du Ciel et de la Terre ». À la fin du IIe millénaire av. J.-C., la position de Marduk en tant que divinité suprême du panthéon officiel de la Babylonie fut consacrée, sans doute sous le règne de Nabuchodonosor Ier, lorsqu'il reprit la statue du dieu aux Élamites qui l'avaient enlevée lorsqu'ils firent chuter les rois Kassites. Cette nouvelle position s’appuyait sur un ensemble de textes glorifiant Marduk, et à travers lui Babylone, produits par le clergé de cette cité, s'inspirant beaucoup des traditions plus anciennes liées à Enlil et Nippur. Le long texte mythologique dit Épopée de la Création (Enuma eliš) racontait ainsi comment Marduk est devenu le roi des dieux en soumettant la déesse Tiamat, représentant les eaux maritimes symbolisant le chaos (suivant un thème mythologique repris du monde syrien), avant de créer le monde à partir de ses dépouilles, d'assigner à chaque dieu son rôle dans le cosmos, et de créer Babylone en son centre, puis les humains dont la vocation était de servir les dieux (ce qui réactualise les mythes de création de l'homme plus anciens),. Le texte topographique Tintir = Babilu décrivait quant à lui les principaux lieux de culte de Babylone, consacrant ainsi son rôle de capitale religieuse, tandis que d'autres tablettes, dont une représentation du Monde selon les Babyloniens, l'érigeaient au rang de capitale cosmique située au centre de l'Univers.
Le panthéon babylonien connut d'autres évolutions aux côtés de l'affirmation de Marduk comme dieu suprême. D'autres divinités bénéficièrent d'une plus grande popularité au cours du temps, notamment celui que la théologie présenta à partir de l'époque kassite comme le fils de Marduk, le dieu Nabû, associé aux savoirs, dont le principal lieu de culte était situé à Borsippa. La déesse Ishtar vit sa position renforcée au cours du temps, étant la seule divinité féminine à occuper un des premiers rangs dans l'univers divin mésopotamien, qui se voyait notamment dans le fait qu'elle disposait de lieux de culte importants à Uruk, Babylone, Akkad, Kish, Nippur, et qu'elle avait inspiré plusieurs hymnes ou mythes majeurs de la littérature en akkadien.
Dans les arts, les divinités figuraient en général sous un aspect anthropomorphique. Mais elles pouvaient aussi être représentées par certains de leurs attributs, comme le disque solaire pour le dieu-soleil Shamash ou le foudre (un éclair en zigzag) pour le dieu de l'Orage Adad, et des animaux qui les symbolisent, par exemple le « dragon furieux » (mušḫuššu) de Marduk ou le chien de la déesse guérisseuse Gula.

### Les sanctuaires, le culte divin et le clergé

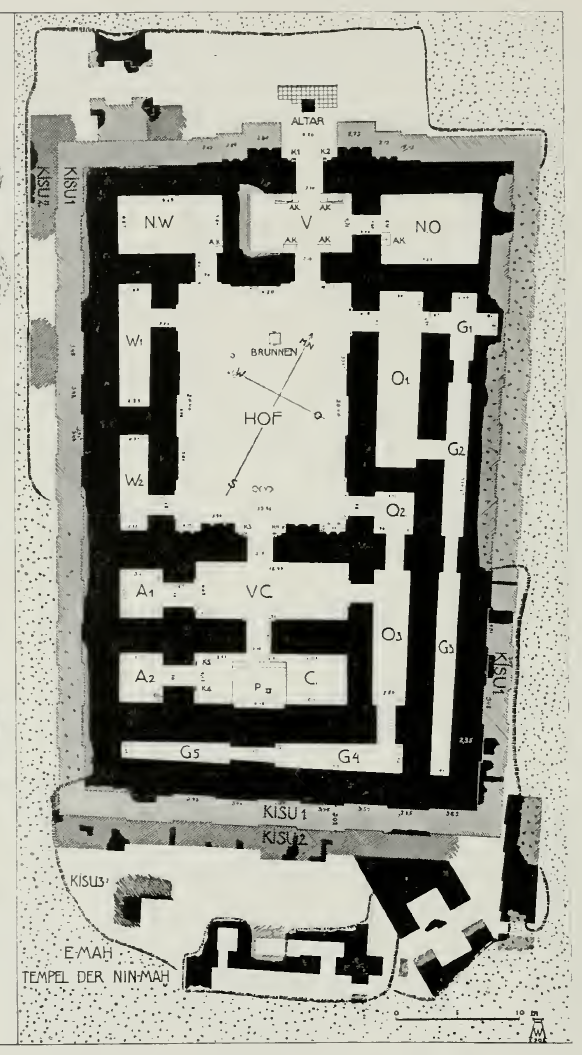
Plan du temple de Ninmah (é-mah) à Babylone : entrée au nord, organisation autour d'une cour centrale ouvrant au sud sur un vestibule puis la cella à disposition barlongue, avec une niche pour la statue de culte face à sa porte d'entrée (plan dit « babylonien »).

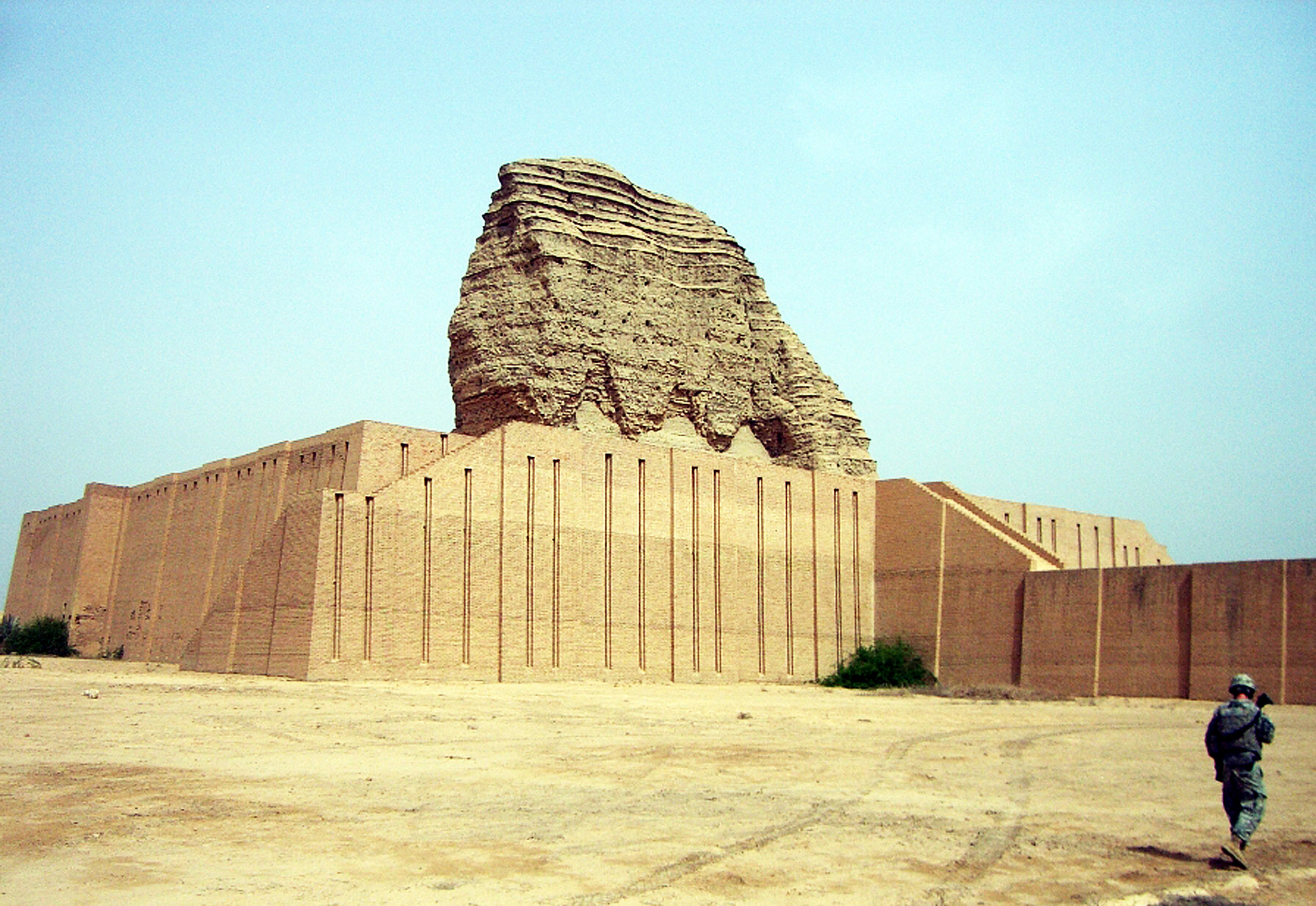
Les ruines de la ziggurat de Dur-Kurigalzu (Aqar-Quf).

Le temple était le bâtiment qui concentrait l'essentiel du culte divin. Il était conçu comme étant la « maison » d'une divinité et de son entourage, et désigné sous ce terme (sumérien (é), akkadien bītu(m)). La présence du dieu dans l'édifice était assurée par une statue de culte, placée dans la pièce principale de celui-ci, le « saint des saints » ou « cella » (papāḫu en akkadien). Le reste de l'édifice reprenait en général l'organisation d'une maison : une cour principale menant vers la cella barlongue, souvent précédée d'un vestibule, et des pièces annexes servant de dépendances pour le culte (temple de plan « babylonien »). Les temples les plus importants étaient ceux des divinités principales des grandes villes, connus par leur nom cérémoniel en sumérien : l'Esagil (« Maison au pinacle élevé ») de Marduk à Babylone, l'Eanna (« Maison du Ciel ») d'Ishtar à Uruk, l'Ekur (« Maison-montagne ») d'Enlil à Nippur, l'E-Apsû (« Maison de l'Abîme ») d'Ea à Eridu, l'Ebabbar (« Maison brillante ») de Shamash à Sippar et Larsa, l'Ekishnugal (« Maison de la grande lumière ») de Sîn à Ur, l'Ezida (« Maison pure ») de Nabû à Borsippa, pour les mieux connus par l'archéologie et les textes. Ils étaient entourés d'un ensemble d'édifices rattachés à leur culte, souvent isolés du reste de la ville par une enceinte sacrée, elle-même organisée autour de plusieurs cours. On y trouvait d'autres lieux de culte, notamment des chapelles, des édifices dédiés à l'administration, des bibliothèques, les magasins et les cuisines dédiés à la préparation des offrandes. Les plus grands complexes religieux étaient dominés par une ziggurat, édifice à degré couronné d'un temple. Les quartiers des grands sanctuaires comprenaient également les résidences de prêtres, des ateliers, d'autres entrepôts, renvoyant au rôle des temples en tant qu'institution sociale et économique.
Le grand temple de Babylone, l'Esagil, connu partiellement par des fouilles, auxquelles des textes apportent des compléments, était à l'époque néo-babylonienne un édifice long d'environ 180 mètres organisé autour d'une grande cour située à l'est, d'environ 103 × 81 mètres selon un texte, entourée de plusieurs pièces, qui pouvait servir pour la réunion de l'assemblée des (statues de) dieux lors du Nouvel An, ouvrant sur une autre cour à l'ouest (la partie dégagée de l'édifice), de 37,60 × 32,30 mètres, conduisant au saint des saints où se trouvait la statue de Marduk et son riche mobilier. Au nord, dans sa propre enceinte, se trouvait la ziggurat Etemenanki (« Maison-fondement du Ciel et de la Terre »), qui a sans doute inspiré la Tour de Babel, de base carrée d'environ 91 m de côté, avec un escalier central monumental conduisant vers son sommet où se trouvait un temple haut, connu par des descriptions sur des tablettes.

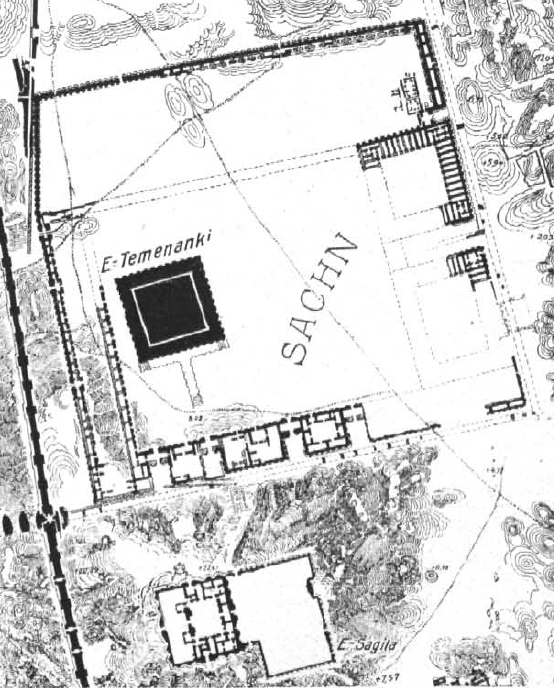
Plan des zones fouillées dans le complexe du dieu Marduk à Babylone : au sud l'Esagil, et au nord la ziggurat Etemenanki dans sa grande enceinte.

Les temples étaient le lieu de l'observation des rituels quotidiens destinés à l'entretien des dieux, rappel de la raison d'être des hommes qui était de servir leurs maîtres divins. Il fallait donc s'assurer que les dieux (leur statue) soient nourris, abreuvés, vêtus, parés, qu'ils aient un mobilier, des armes et emblèmes, et des chars ou des bateaux pour se déplacer, et qu'ils soient divertis par de la musique et des chants. Les offrandes alimentaires régulières étaient les plus courantes, consistant au Ier millénaire av. J.-C. en quatre repas sacrés (naptanu) quotidiens, au rythme de deux repas (« grand repas » et « petit repas ») ayant lieu le matin et le soir, en pain, bière, lait, moutons, etc. Dans les grands temples, ils étaient particulièrement dispendieux, les restes étant en fait redistribués au roi et aux desservants du sanctuaire. D'autres offrandes avaient un aspect plus personnel, visant à attirer les faveurs divines (voir plus bas). Les rituels de consécration de statues divines étaient plus rares mais très importants, car ils donnaient vie à l'objet. Les cérémonies d'habillage (lubuštu) étaient un peu plus régulières, en général mensuelles. Enfin, quelques fois dans l'année des fêtes religieuses animaient le calendrier liturgique des temples et les villes, voyant notamment les sorties des statues des temples pour des processions dans les rues et l'exécution de rituels dans d'autres temples. Les rituels de « Mariage sacré » (hiérogamie, ḫāšadu en akkadien) par exemple sont attestés à plusieurs reprises dans les villes de Babylonie, notamment à Borsippa entre Nabû et sa parèdre Tashmetu, incarnés là encore par leurs statues. Une autre cérémonie majeure s'appelait l'akītu(m). Celle de Babylone, connue par des textes d'époque néo-babylonienne et hellénistique, avait lieu lors du Nouvel An (en mars, au début du printemps), mettait en avant Marduk et le souverain, le principal rituel voyant le dieu (représenté par son grand-prêtre) confirmer le monarque dans sa fonction ; une autre, moins bien documentée, avait lieu à l'automne.
Le personnel chargé du culte devait donc être en mesure d'assurer ces rites quotidiens et plus irréguliers. Il n'y a pas à proprement parler de « grand prêtre » dans les temples babyloniens, mais un administrateur (šangu(m) ou šatammu(m)) chargé de diriger son administration. Les textes néo-babyloniens désignent la catégorie du clergé qui peut pénétrer dans l'espace sacré comme les ērib bīti, « (celui) qui rentre dans le temple ». Des « purificateurs » (pašīšu) étaient chargés de préserver les zones sacrées et les statues de toute pollution symbolique. Les lamentateurs (kalû) et les chantres (nâru) étaient spécialisés dans les récitations d'hymnes lors des rituels. Des bouchers (ṭābiḫu) exécutaient les animaux sacrifiés en récitant des prières, des boulangers (nuḫatimmu) faisaient le pain et des gâteaux, des brasseurs (sirāšu) de la bière, des cuisiniers (mubannû) préparaient d'autres offrandes alimentaires, des portiers (atû) gardaient les entrées, des tisserands (išparu) confectionnaient les vêtements divins, etc. Il s'agissait là de charges cultuelles renvoyant à des rôles domestiques dans la maison du dieu. Ces charges étaient rémunérées par le temple sous la forme d'une part des offrandes (sous forme de rations alimentaires), ou de terres de services. Elles étaient souvent exercées suivant le principe de prébende, qui pouvait faire l'objet d'une vente, d'une transmission en héritage, être scindée entre plusieurs personnes. L'exercice des rituels moins réguliers, souvent accomplis en dehors des sanctuaires, liés à la communication avec les dieux (lamentations, divination) ou l'action sur le monde divin (magie, exorcisme), était pris en charge par des spécialistes, les lamentateurs (kalû), les exorcistes (āšipu) et les devins (barû) (voir plus bas). Le clergé féminin apparaît peu dans les sources. Il existe des « grandes prêtresses » (entu), en fait des femmes de haute extraction, souvent des princesses, vouées à un dieu dont elles sont considérées comme l'épouse terrestre ; celle d'Ur, liée au dieu-lune Sîn, réside dans son propre palais, le Giparu. Des catégories de religieuses comme les nadītum vivant en communautés (gāgu(m)) sont bien connues pour la période paléo-babylonienne, mais leur rôle cultuel n'est pas clair, si tant est qu'elles en ait eu. Au culte de la déesse Ishtar étaient associées des desservantes ainsi que des sortes de travestis ou hermaphrodites, et peut-être des prostituées sacrées, mais la nature de ce personnel reste débattue.

### Religion domestique et piété personnelle

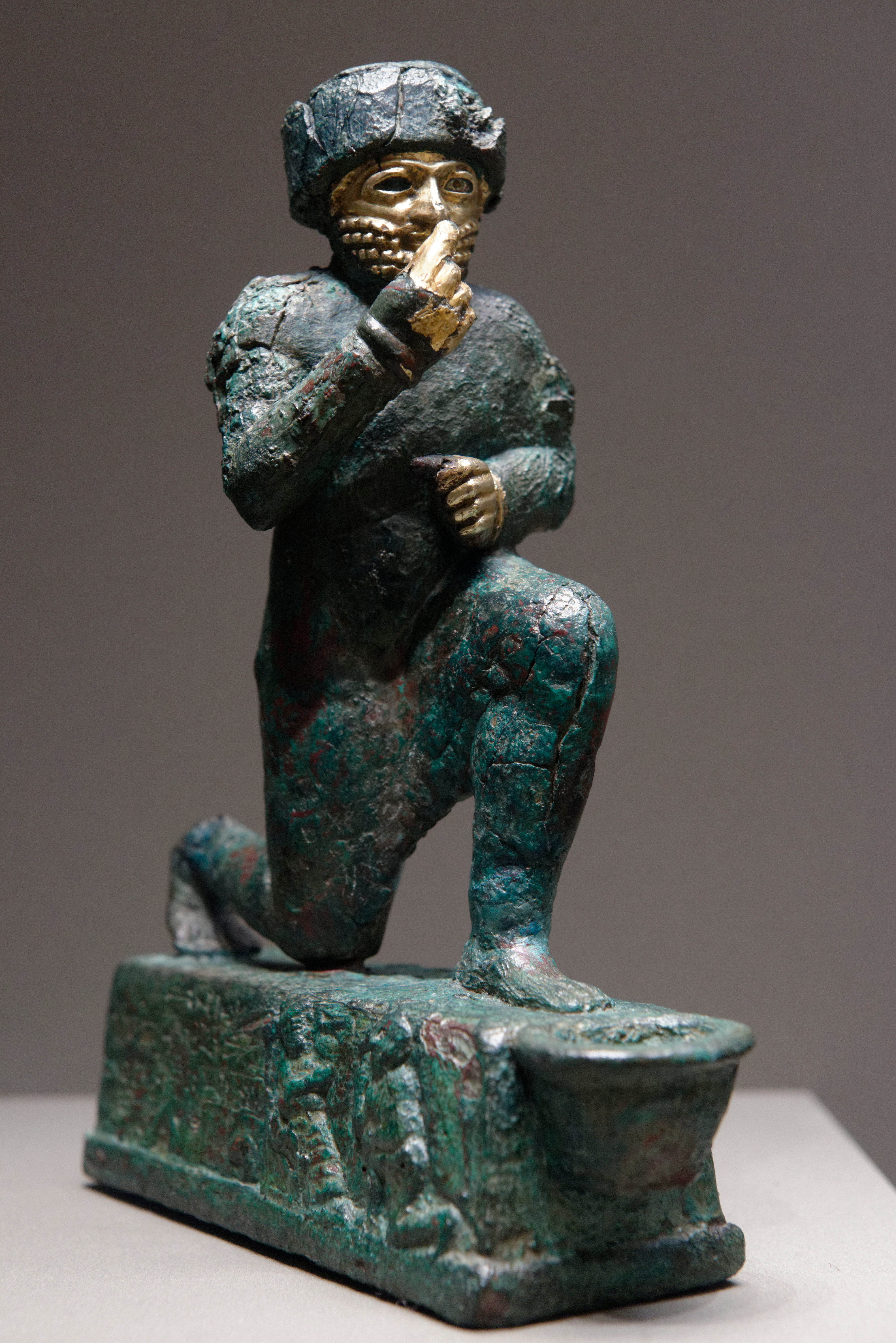
L'« adorant de Larsa », statuette en cuivre d'un homme en position de prière offerte au dieu Amurrum, règne de Hammurabi, musée du Louvre. L'inscription de dédicace dit : « À Amurrum, son dieu, pour la vie de Hammurabi, roi de Babylone, et pour sa propre vie, Lu-Nanna, [(titre)], fils de Sîn-le'i, a façonné une statuette de cuivre (en attitude) de suppliant, le visage plaqué or, et la lui a vouée pour (qu'elle représente) son serviteur. »

Le déroulement de la religion en dehors du milieu des temples, au niveau des maisonnées « privées », est mal documenté. Un passage du texte sapiential Ludlul bēl nēmeqi présente l'attitude que se devait de respecter un homme pieux : prier les dieux, leur faire des offrandes, enseigner aux autres de les respecter, participer aux célébrations religieuses, et prier pour la vie du souverain.

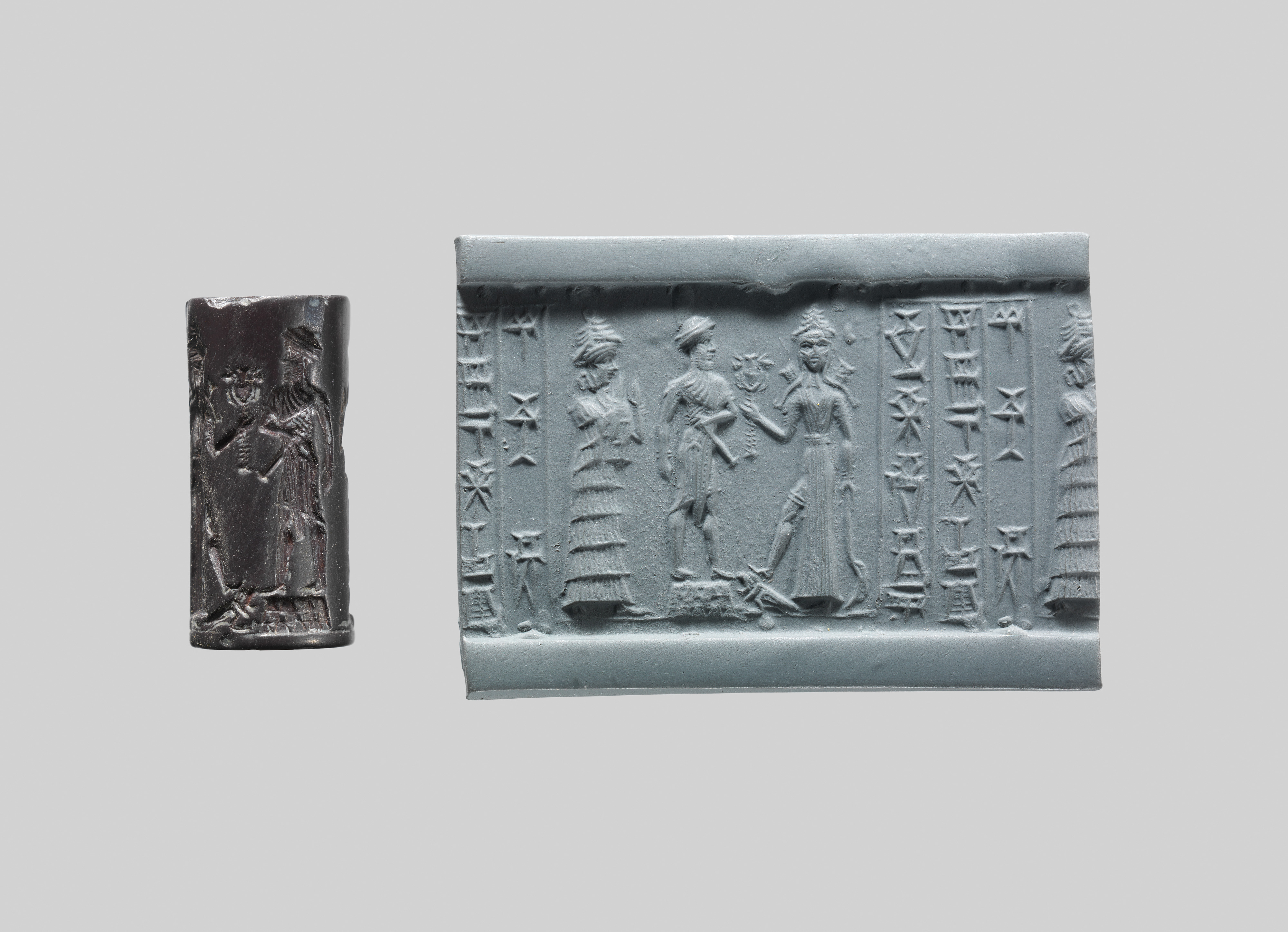
Sceau-cylindre avec impression : scène de présentation d'un fidèle devant la déesse Ishtar, Metropolitan Museum of Art.

Les prières « pénitentielles », à différencier de celles intervenant lors de rituels magiques pour en renforcer l'efficacité, même si les deux se ressemblent, permettent d'approcher la piété populaire, même si elles étaient elles aussi rédigées dans le milieu des temples. Elles avaient pour but d'obtenir les bonnes grâces d'une divinité, impliquant parfois de la part de l'orant la reconnaissance de sa culpabilité, et reflètent en tout cas un sentiment d'angoisse face à l'imprévisibilité des décisions divines. Cette piété personnelle se développa dans les écrits du IIe millénaire av. J.-C., aboutissant à l'essor de la littérature sapientiale (voir plus bas). La notion de « dieu personnel » apparut : il s'agissait d'une figure protectrice, en général sans nom personnel, mais qui pouvait être qualifié par des termes désignant des génies protecteurs (šēdu, lamassu), à qui étaient notamment adressées des prières. Les scènes dites de présentation gravées sur nombre de sceaux-cylindres du début du IIe millénaire av. J.-C. et des stèles, mettaient souvent en scène des déesses protectrices Lam(m)a en posture d'intercédantes, conduisant un humain en position d'orant (la main levée) devant une divinité de rang supérieur. La dévotion populaire aux dieux se voit aussi dans le fait que les noms des personnes étaient en général « théophores », invoquant une divinité (par exemple Imgur-Sîn « Sîn est favorable »). Cela renvoyait assurément aux préférences populaires en ce qui concerne les divinités, peut-être aussi à des relations plus personnelles. Ainsi des légendes de sceaux présentaient des fidèles comme les « serviteurs » ((w)ardu(m)) d'une divinité particulière : il s'agissait peut-être d'une sorte de divinité familiale, car elle se retrouvait en général chez différents membres d'une même famille.
Les fidèles interagissaient avec le milieu des temples lorsqu'ils vouaient des objets aux dieux, notamment des statuettes, des plaques en terre cuite, des bijoux et autres objets précieux, pour leur vie ou la vie de leur souverain, ou bien pour voir exaucé un vœu spécifique (guérison notamment), les plus riches leur offrant par ailleurs des esclaves (qui venaient grossir les rangs des dépendants des temples). On ne sait pas vraiment dans quelles conditions les laïcs pouvaient avoir accès aux services des exorcistes ou des devins, même si ce genre de recours est évoqué dans Ludlul bēl nēmeqi, dans lequel le narrateur, un « juste souffrant » atteint d'un malheur d'origine inconnue qu'il cherche à comprendre et conjurer, commence par prier son dieu et sa déesse personnels, puis fait appel à des devins et à un exorciste. Un corpus de textes paléo-babylonien provenant de Lagaba documente les activités d'un certain Shamash-muballit, qui accomplit aussi bien des actes de divination que des prières et rituels de guérison, ce qui indique que des personnes pratiquant divers types de rituels étaient accessibles en dehors du cercle des grands temples où se trouvaient des prêtres plus spécialisés. Les textes divinatoires, là encore le produit du milieu des élites lettrées des temples, abordent souvent à des problématiques personnelles quotidiennes concernant potentiellement toutes les couches de la société. Des rituels comme l'hépatoscopie impliquant le sacrifice d'agneaux étaient sans doute trop dispendieux pour les gens du commun qui devaient se contenter de formes moins onéreuses (divination par jet d'huile dans l'eau, fumée d'encens, horoscopes aux périodes récentes, etc.). Des textes de prières précisent ainsi que les riches pouvaient vouer aux divinités des animaux, tandis que les plus démunis (en l'occurrence des veuves) apportaient de l'huile ou de la farine. 
Divers rituels protecteurs évoqués dans des textes et des prières s'attachaient enfin à des problèmes courants, comme la santé des femmes enceintes, la sexualité ou la protection des récoltes. Les textes, notamment ceux liés à la pratique de l'exorcisme, indiquent en tout cas qu'on attachait une grande importance à la confection d'amulettes, dotées d'une fonction protectrice par un rituel, pour se protéger de différents types de maux et obtenir des grâces divines, notamment dans l'espace domestique. Elles étaient réalisées en métal, en pierres dures et précieuses, ou en terre cuite. Elles se présentaient sous la forme de colliers de pierres ou bien de plaques ou galets de pierre sur lesquels étaient inscrites des formules magiques, ainsi que des représentations du figures protectrices, comme les déesses Lamma, le dragon-serpent mušḫuššu ou le démon Pazuzu, qui servait à combattre la démone Lamashtu qui s'en prenait aux femmes enceintes et aux nouveau-nés.

Objets protecteurs en métal
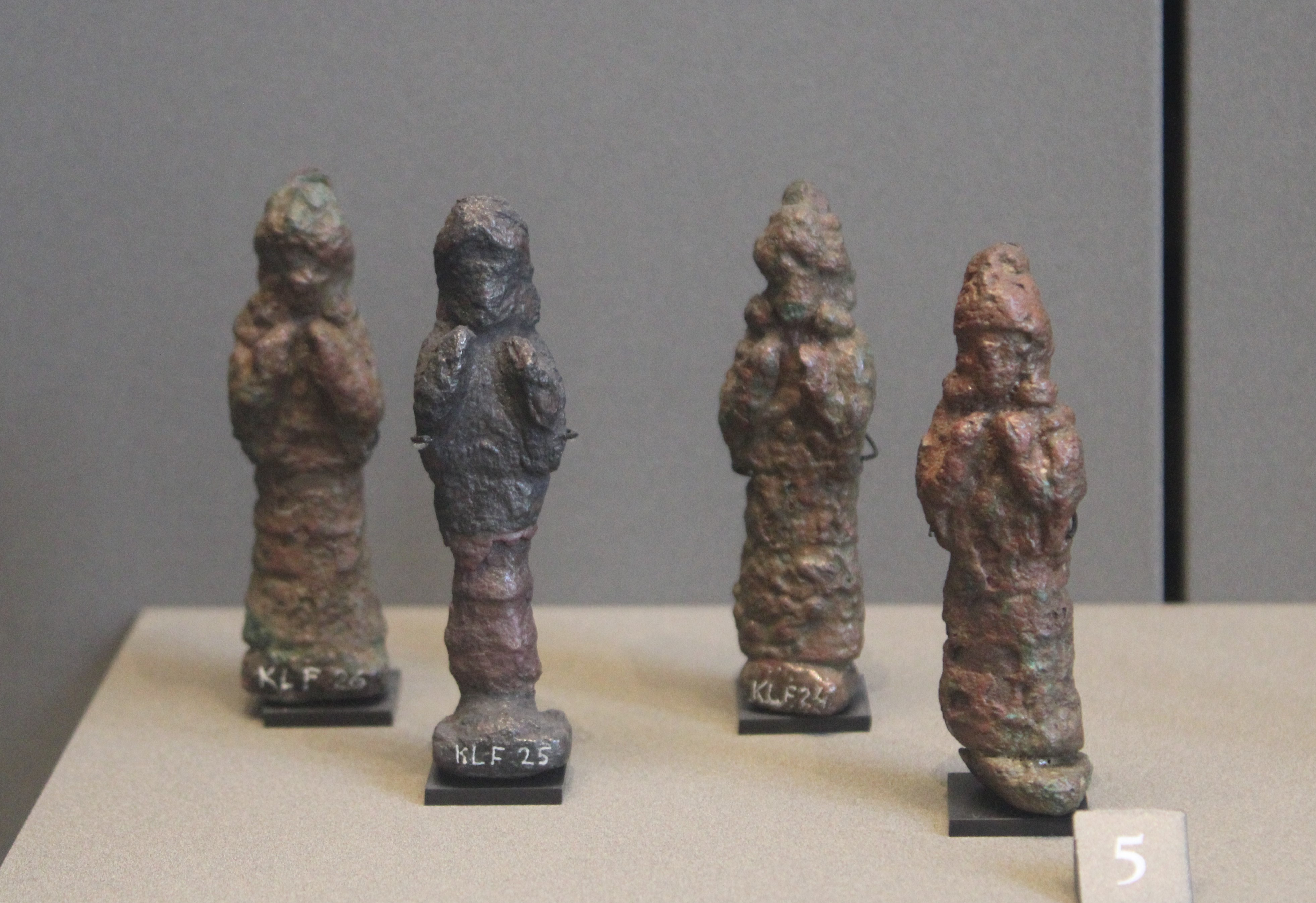
Quatre figurines en bronze de la déesse protectrice Lam(m)a, v. 2000-1600 av. J.-C. Musée du Louvre.
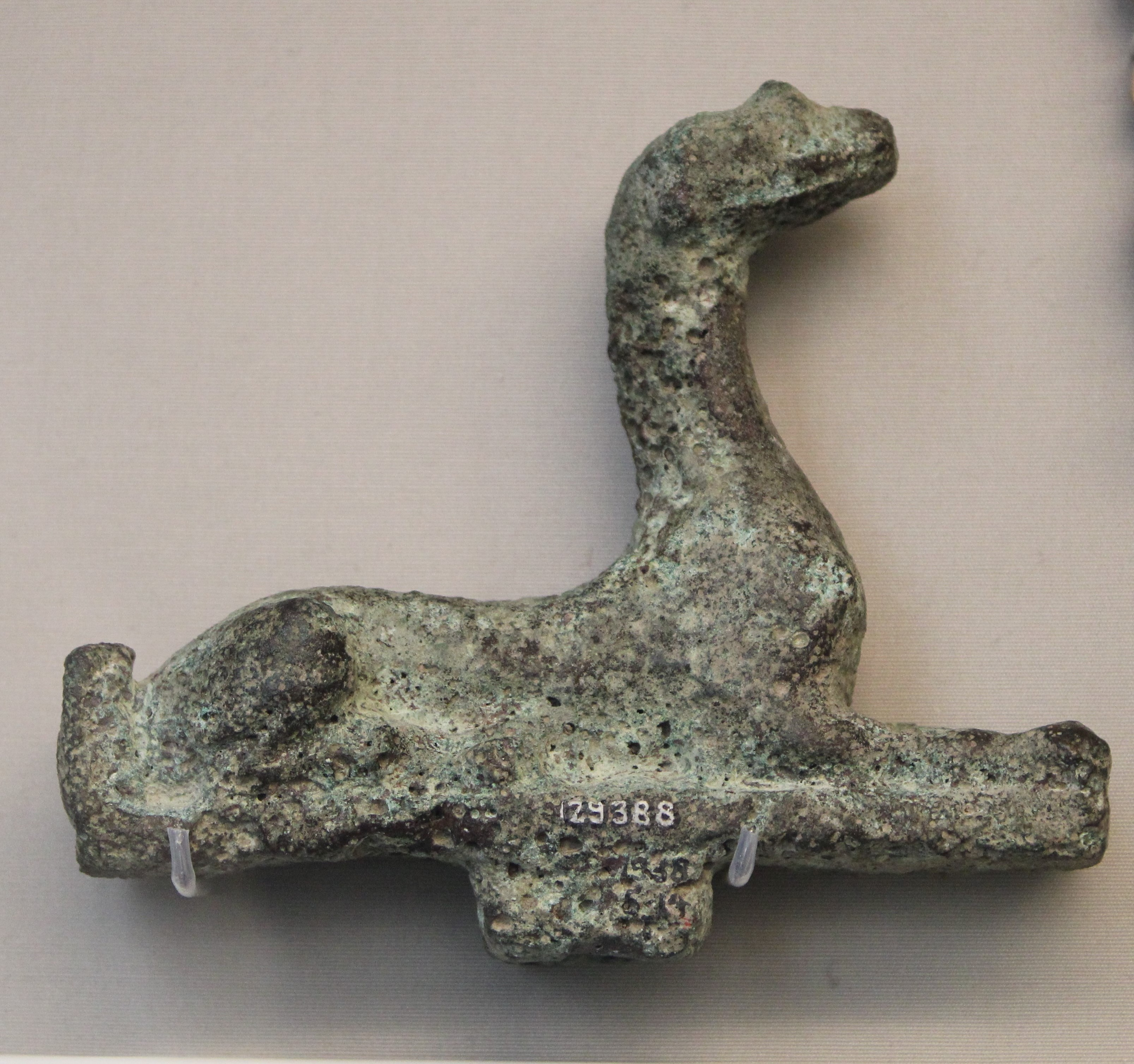
Amulette en bronze d'un mušḫuššu, v. 800-500 av. J.-C. British Museum.
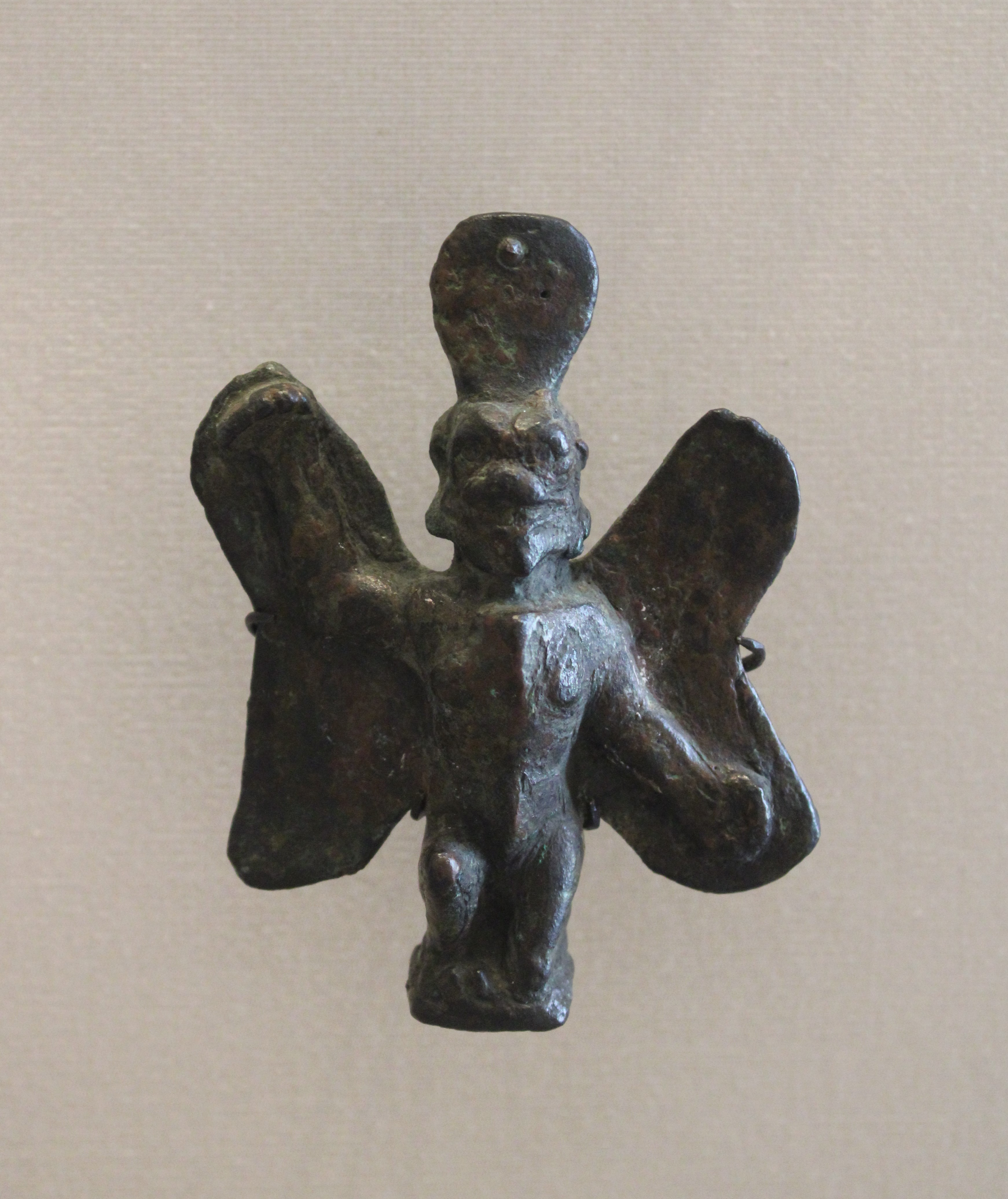
Statuette en bronze du démon Pazuzu accroupi, début Ier millénaire av. J.-C., Uruk ? Musée du Louvre.

En dehors des interactions avec le personnel cultuel, les particuliers pratiquaient des formes de culte domestique, qui avaient pour cadre la maisonnée. Cela est surtout attesté pour le culte aux ancêtres familiaux, le rituel kispu(m) (voir plus bas). Des sortes de chapelles domestiques ont été mises au jour lors de fouilles de résidences, et des textes mentionnent des objets et lieux de résidences dédiés au culte, comme des tables d'offrandes ou des braséros.

### La mort et les pratiques funéraires

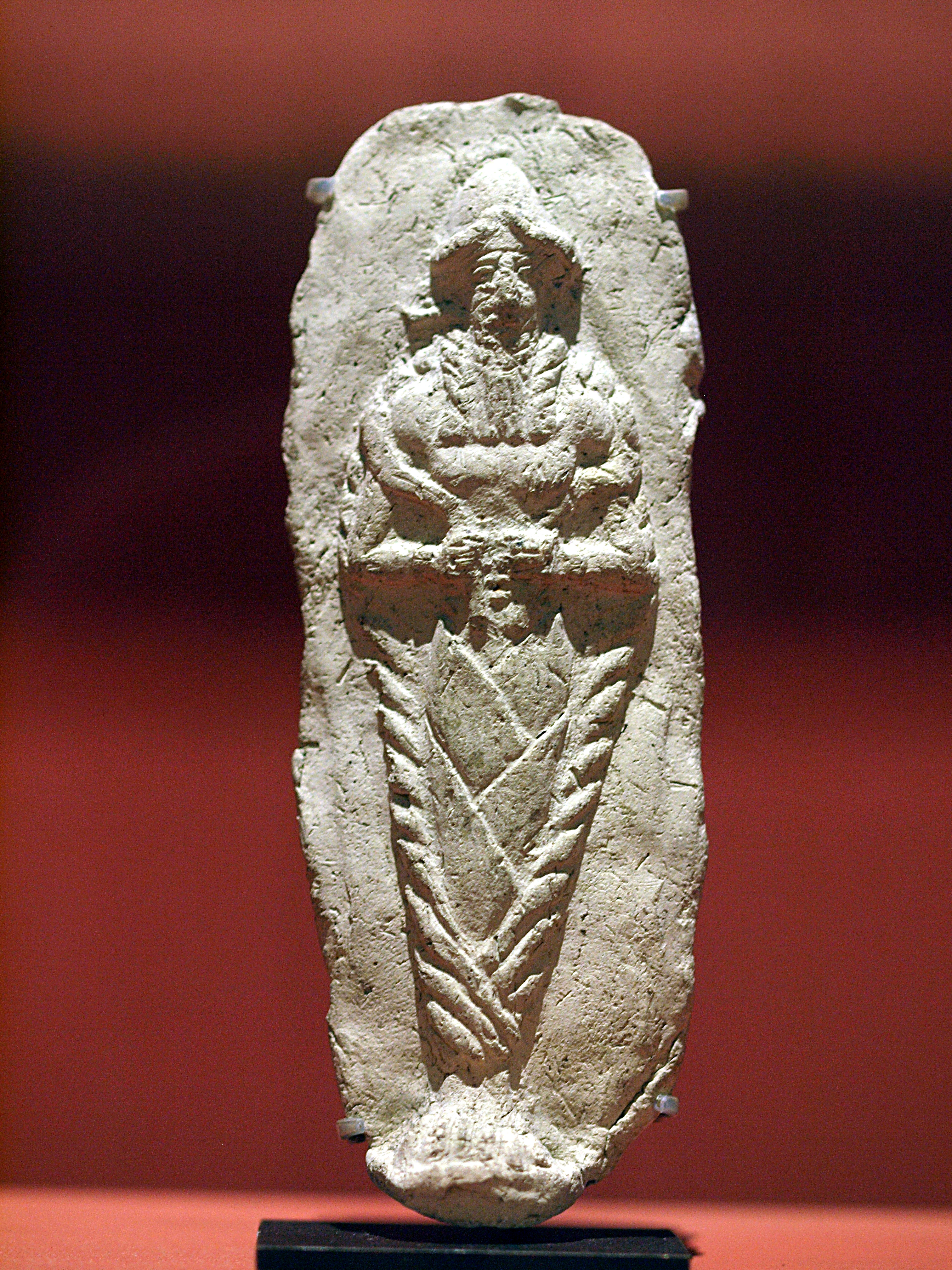
Plaque en terre cuite d'époque paléo-babylonienne représentant une divinité infernale (Nergal ? Dumuzi ?), dans un cercueil. Musée du Louvre.

Les défunts pouvaient être désignés simplement comme des morts (mītu(m)) ou des fantômes (eṭemmu(m)). La conclusion de l’Épopée de Gilgamesh était que la mort est une fatalité, voulue par les dieux et inévitable. Suivant les conceptions religieuses des Mésopotamiens, les défunts se rendaient dans un au-delà situé sous la Terre, où ils menaient une vie que certains textes littéraires décrivent comme morne et lugubre, dans l'obscurité. Mais des visions moins pessimistes apparaissent aussi dans la documentation babylonienne, offrant des possibilités d'une existence paisible voire plaisante dans l'au-delà : les offrandes funéraires et le culte des défunts semblent au moins en partie destinés à améliorer le sort des défunts aux Enfers et il semble qu'il ait existé une croyance selon laquelle le sort d'un défunt dépend avant tout de ses liens avec ses descendants (vivants) qui doivent assurer son culte funéraire,. Quoi qu'il en soit, le monde inférieur était gouverné par des divinités spécifiques, en premier lieu le grand dieu infernal Nergal, qui avait pris le pas sur les principales divinités infernales sumériennes, Ereshkigal et Ninazu, les dieux jumeaux Lugal-irra et Meslamta-ea, le dieu Erra (souvent assimilé à Nergal) associé aux morts violentes, le dieu mourant Dumuzi, et aussi Gilgamesh, présenté comme un « juge » des Enfers.
Les funérailles commençaient par des rites de déploration, durant plusieurs jours dans le cas des décès royaux (mais cela devait être très rapide pour la majorité des gens) ; il existait des femmes spécialisées dans ces lamentations (des « pleureuses » professionnelles), appelées bakkītu(m) ou lallarītu(m), peu attestées dans les textes, et leurs contreparties masculines (lallaru(m)), mais les lamentateurs (kalû) devaient aussi intervenir lors des rites funéraires. La mise en terre était précédée par le lavage rituel du corps du défunt, ensuite enveloppé dans une couverture ou une natte de roseau. Les anciens Mésopotamiens pratiquaient l'inhumation dans des tombes (qabru(m)), peut-être considérées comme un moyen de rapprocher les morts de leur demeure dans l'Au-delà, considéré comme un monde souterrain. Il existait des fossoyeurs (qabbiru(m)) professionnels,.
Les lieux d'inhumation dégagés par l'archéologie indiquent qu'il n'y avait pas d'endroit préférentiel : de nombreux caveaux familiaux ont été dégagés sous des résidences (où ils étaient manifestement construits en même temps que le reste de l'édifice), d'autres tombes étaient dans des nécropoles, parfois situées en dehors des murailles de la ville ; on sait également par les textes que des cimetières se situaient dans des marécages, qui servaient traditionnellement de lieux de sépulture en Mésopotamie du Sud depuis au moins l'époque sumérienne. Les tombes étaient en général individuelles, rarement collectives. Les plus simples étaient des fosses dans lequel le mort était simplement enveloppé dans une natte en roseau, ou disposé sur des tessons de terre cuite, accompagné d'un matériel funéraire fruste (quelques céramiques en général). Les sites de Babylonie ont par ailleurs fourni de nombreux cas d'inhumations dans des jarres, notamment les « tombes à jarres doubles » dans lesquelles le cadavre était placé dans deux jarres dont les ouvertures se faisaient face. Au Ier millénaire av. J.-C. on utilisa de plus en plus des sarcophages en terre cuite, courts (le défunt étant souvent en position fléchie) ou longs avec un couvercle ou encore des sarcophages retournés sur le défunt. Les tombes babyloniennes de la seconde moitié du Ier millénaire av. J.-C. témoignent du recul de la pratique de l'inhumation en position fléchie au profit de la position allongée, et du développement des caveaux en terre cuite, comprenant ou pas un sarcophage. Les tombes familiales étaient alors des chambres funéraires avec des niches pour y disposer les défunts. Les sépultures en briques prenaient souvent la forme d'une voûte en berceau. Les sépultures les plus riches ont livré de la céramique, des bijoux, des statuettes et des objets ayant une fonction protectrice (amulettes notamment). Les tombes royales babyloniennes n'ont pas été dégagées. D'après les textes relatifs à la période post-kassite plusieurs souverains se faisaient enterrer dans le palais de Sargon d'Akkad, d'autres évoquent des marécages, où des tombes royales auraient été visitées par Alexandre le Grand (d'après les textes de Strabon et d'Arrien).

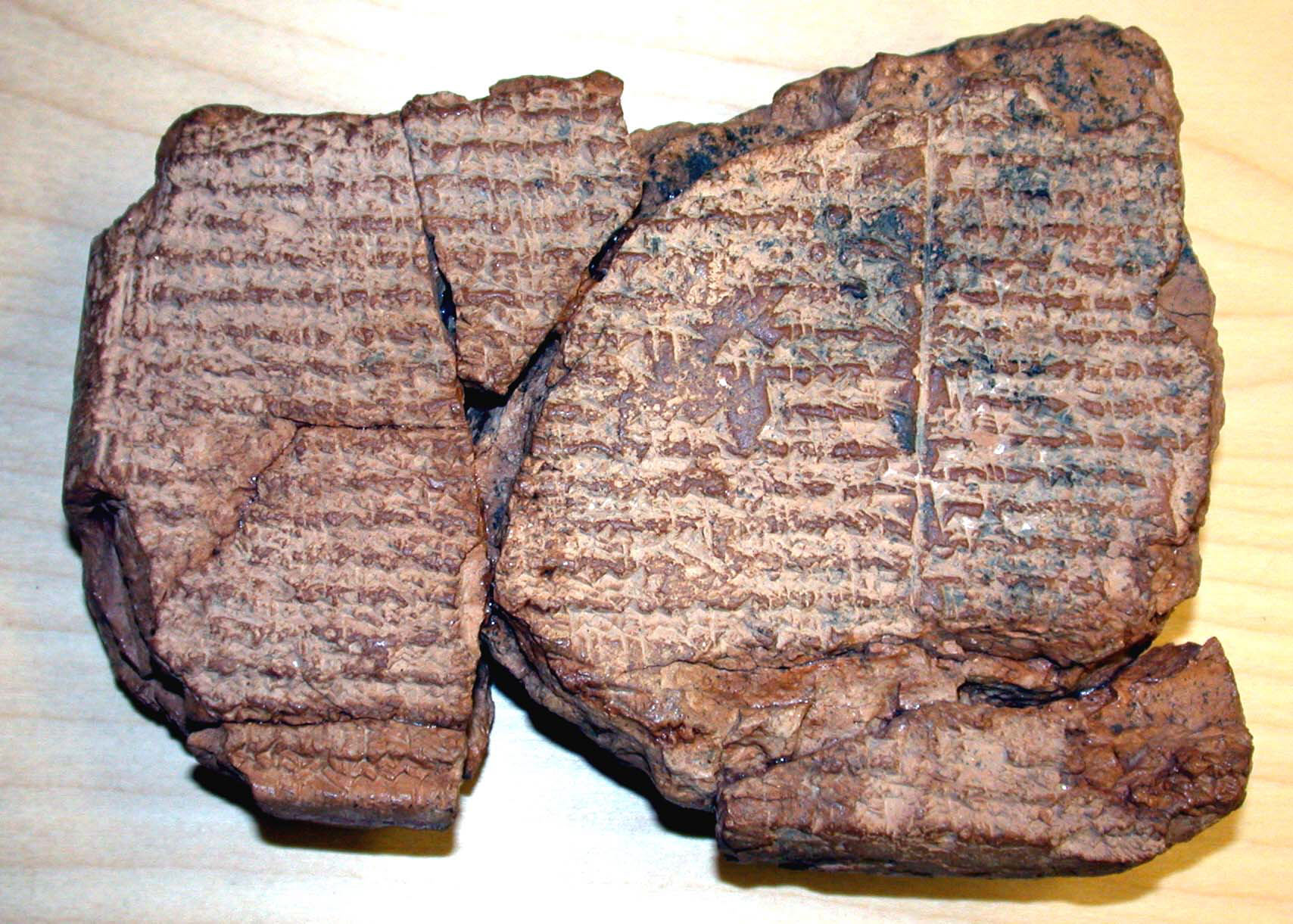
Fragments d'une tablette de rituels d'exorcismes contre les démons malfaisants (Utukku lemnutu). Metropolitan Museum of Art.

Les défunts étaient ensuite honorés par les membres vivants de leur famille lors de rituels appelés kispu(m), qui avaient lieu lors des enterrements puis à des intervalles réguliers (au moins chaque mois, mais deux fois par mois pour les familles royales). Il s'agissait d'offrandes alimentaires faites aux ancêtres de la famille, sous-entendue comme ses aïeux patrilinéaires, une obligation que devait respecter le chef de la famille, ce qui explique sans doute l'habitude répandue de faire enterrer les morts sous les résidences des vivants. Le non-respect de ce rituel exposait la famille à des représailles de la part des esprits défunts, susceptibles de devenir des spectres vengeurs. Dans la famille royale, ce rituel était particulièrement important, peut-être aussi renouvelé lors des intronisations afin d'attirer les faveurs des ancêtres pour le nouveau souverain. Par ailleurs, des fêtes religieuses liées au monde infernal et aux défunts étaient célébrées dans les cités de Babylonie, en particulier lors du mois du dieu Dumuzi/Tammuz (mois IV, en théorie juin-juillet), figure de « dieu mourant » et lors du mois suivant, le mois Abu(m) (mois V, juillet-août), période durant laquelle les mondes des morts et des vivants étaient censés entrer en interaction, et qui voyait habituellement se dérouler des fêtes marquées par des banquets funéraires.

## Le milieu lettré et savant
La civilisation babylonienne était l'héritière d'une des premières civilisations à avoir développé l'écriture et une production littéraire, qui nous offre un accès aux réflexions et aux accomplissements de ses savants. En effet, si la majorité des scribes s'est destinée à la rédaction de textes de la pratique peu élaborés du point de vue littéraire, une frange des lettrés, qui se retrouve essentiellement dans le milieu des temples, s'est consacrée à des activités intellectuelles plus poussées. Ils suivaient une formation poussée, et constituaient de véritables bibliothèques les aidant dans leurs activités. Ces savants ont ainsi cherché à comprendre et expliquer le monde, mettant à cette fin par écrit des mythes, des sortes d'encyclopédies et des textes à visée morale, et ont également élaboré des textes à finalité technique visant à mieux comprendre et agir sur le monde, notamment la divination et les pratiques curatives. Ces savoirs et pratiques intellectuelles témoignent de méthodes de réflexion similaires et cohérentes, une « rationalité » propre aux anciens Babyloniens, reflétant leur conception du monde, que cela concerne des thèmes qui paraissent s'appuyer sur des éléments considérés aujourd'hui comme aussi bien tangibles que surnaturels.

### L'écriture cunéiforme, ses usages et son apprentissage

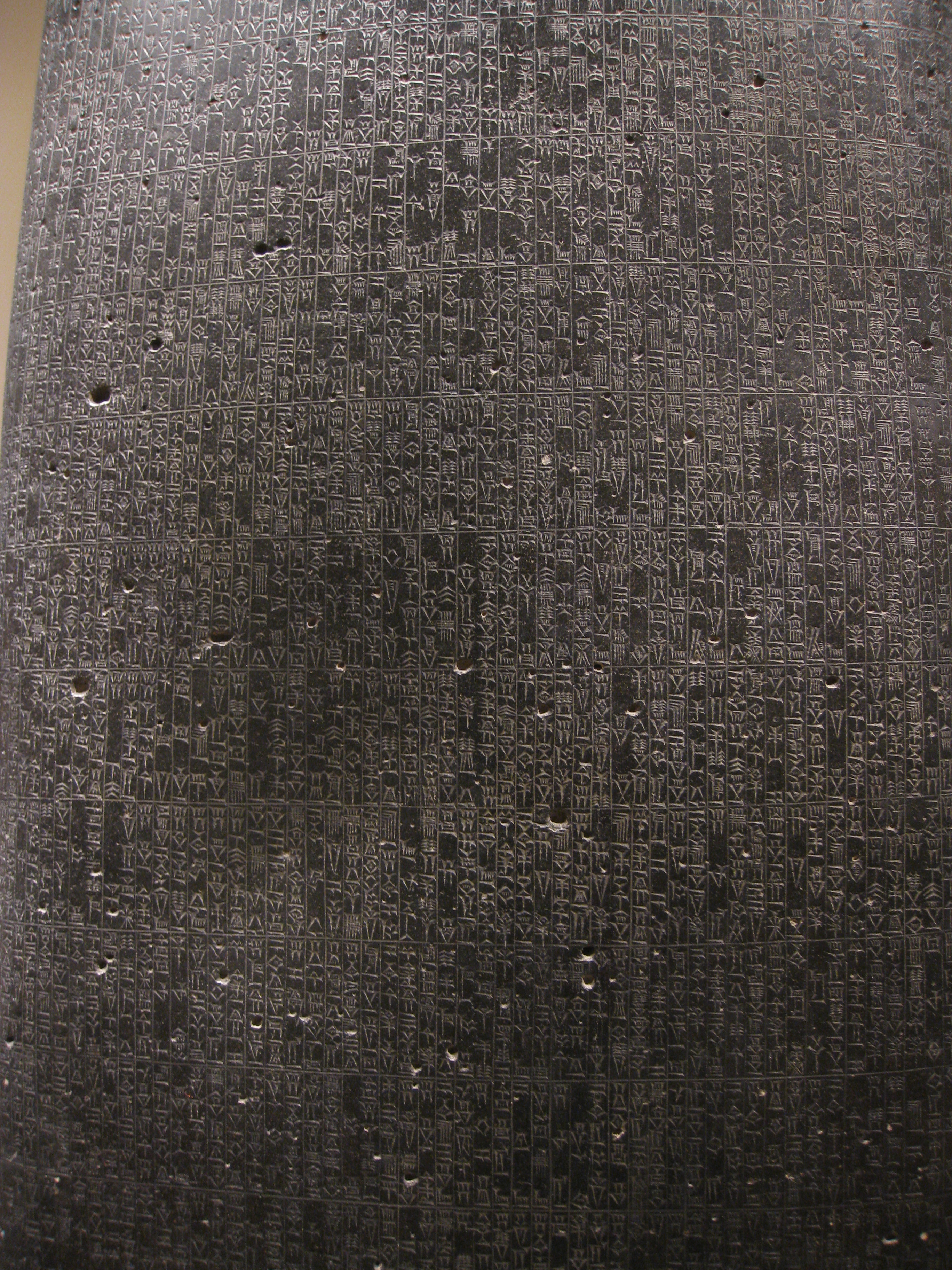
Inscription cunéiforme sur la stèle du Code de Hammurabi, milieu du Musée du Louvre.

L'écriture cunéiforme développée en Mésopotamie à partir de la fin du IVe millénaire av. J.-C. avait atteint au début de la période paléo-babylonienne un stade de maturité. Il s'agit d'un système d'écriture rédigé avant tout sur des tablettes d'argile, associant des signes aux fonctions différentes : des phonogrammes (un signe = un son) qui transcrivent en général une syllabe (a, ba, bar, etc.), des logogrammes ou idéogrammes (un signe = une chose) renvoyant directement à un ou plusieurs mots (LUGAL = le roi, SAG = la tête, É = la maison, le temple, etc.). Cette écriture avait sans doute été élaborée pour transcrire du sumérien, puis fut employée pour d'autres langues, à commencer par l'akkadien, ce qui explique le recours croissant à des signes phonétiques, même si les logogrammes étaient restés très présents.
L'écriture cunéiforme était avant tout pratiquée par des scribes et des lettrés, même si son usage ne se cantonnait pas à ce milieu puisque des dignitaires du palais, des marchands et hommes d'affaires ont souvent une connaissance de l'écriture. En fait on peut distinguer différents niveaux de connaissance : un stade « fonctionnel » servant à élaborer des textes simples de gestion, des lettres et des contrats (niveau requis pour les chefs des bureaux des institutions, les marchands, les « notaires » par exemple) ; un niveau « technique » impliquant la maîtrise d'un jargon spécialisé dans une discipline ; un niveau « supérieur », celui des savants ayant une connaissance approfondie de l'écriture. La plupart des personnes connaissant l'écriture se contentaient d'une connaissance fonctionnelle nécessitant simplement de maîtriser une centaine de signes, essentiellement phonétiques, ce qui permettait à une plus large portion de la population que ce que l'on pense généralement d'avoir accès à l'écrit. L'écriture concernait certes avant tout les hommes en raison de leur prépondérance dans les activités publiques nécessitant le recours à l'écrit, mais des femmes, en général des membres des élites, notamment de la cour royale et du clergé féminin (par exemple les nadītums de Sippar), maîtrisaient l'écriture ou commanditaient des écrits.
L'apprentissage du cunéiforme se faisait dans des écoles privées, à la maison d'un scribe expérimenté ou dans des bibliothèques pour les phases tardives. Le cursus scolaire, qui a varié suivant les lieux et les époques, débutait par l'apprentissage des signes de base, puis progressait avec la rédaction de termes et signes plus élaborés à l'aide de listes lexicales, puis la copie et la mémorisation de textes types de plus en plus complexes suivant le niveau final visé.
Le Ier millénaire av. J.-C. vit le lent déclin de l'écriture cunéiforme face à l'essor des écritures alphabétiques, représentées en Mésopotamie par l'alphabet araméen écrit sur parchemin dont l'usage se développa à partir de l'époque néo-assyrienne, et devint dominant à la période achéménide, cette écriture étant alors celle privilégiée par l'administration impériale. À l'époque hellénistique puis sous les Parthes, l'usage du cunéiforme fut restreint au cercle des familles lettrées en lien avec les temples babyloniens, bien connus à Babylone et Uruk, qui perpétuèrent jusqu'au premier siècle de notre ère les anciennes traditions d'apprentissage, de copie et de rédaction de textes savants cunéiformes.

### Les savants et leur littérature
Les « savants » ou « lettrés » de Babylonie étaient des lamentateurs (kalû(m)), des devins (barû(m)) et des exorcistes (āšipu(m)). C'est dans les temples et dans leurs résidences qu'ont été mis au jour les lots de tablettes savantes, et quand des textes sont attribués à des auteurs, il s'agit de personnages exerçant ces fonctions. Ces lettrés exerçaient donc un monopole sur la production intellectuelle mésopotamienne, surtout à partir de la fin du IIe millénaire av. J.-C. Dans la seconde moitié du Ier millénaire av. J.-C., s'y joignirent les astronomes/astrologues (tupšar Enūma Anu Enlil), dans un contexte d'essor de ces sciences astrales. Ils n'étaient pas forcément cantonnés à leur seule fonction, puisqu'ils disposaient souvent dans leurs fonds de textes d'ouvrages relevant d'autres disciplines. Ils étaient souvent présentés comme des « érudits » (ūmmanu), dont on louait la « sagesse » (nēmequ).
Ces lettrés avaient reçu une formation de base de scribe, puis d'apprenti suivant un cursus plus poussé pour se former dans l'étude des grands textes savants et devenir un spécialiste. Cela se faisait en général dans un cadre familial, puisqu'il est souvent manifeste que, à l'image des lignées de lettrés d'Uruk à la période tardive, ils se succédaient de père en fils dans l'exercice de ces fonctions. Les fonds de textes savants se développèrent et s'organisèrent au cours du temps. Pour l'époque paléo-babylonienne, on connaît essentiellement les textes littéraires grâce aux tablettes scolaires exhumées dans des résidences de prêtres qui étaient aussi des professeurs, à Nippur et Ur. Au Ier millénaire av. J.-C., on est en présence de fonds plus structurés, qui méritent le qualificatif de « bibliothèques ». Ils sont connus d'abord dans des maisons, temples et palais de villes assyriennes (Nimroud, Sultantepe, puis la « Bibliothèque d'Assurbanipal » de Ninive) qui sont des sources inestimables pour reconstituer la littérature mésopotamienne (et en bonne partie constitués à partir de la copie ou l'emport de textes babyloniens), puis en Babylonie même, notamment dans le temple de Shamash de Sippar et les résidences des lettrés d'Uruk à l'époque hellénistique. La bibliothèque du temple de Marduk de Babylone, qui semble avoir été particulièrement importante, n'est pas connue par l'archéologie. Les textes qu'on y trouve sont avant tout à finalité technique : traités de divination, d'exorcisme, rituels religieux, hymnes, listes lexicales destinées à l'apprentissage du cunéiforme, et dans une faible portion des textes sapientiaux, mythologiques ou épiques.
L'étude diachronique de ces textes révèle que la culture lettrée babylonienne s'était construite dans la première moitié du IIe millénaire av. J.-C. sur la fin et la stagnation de la littérature en langue sumérienne qui dominait jusqu'alors. Le développement de la littérature en akkadien ouvrit une période de grand renouveau littéraire, loin de se limiter à une entreprise d'adaptation et de reformulation des textes sumériens dans cette langue. Furent alors élaborées les listes lexicales bilingues et les premières versions de mythes et épopées majeures, dont l’Épopée de Gilgamesh. Se développa également le principe des « traités » ou « séries », textes techniques destinés aux spécialistes d'une discipline (divination, exorcisme, médecine, etc.) compilant sur plusieurs tablettes des cas qui pouvaient se présenter aux spécialistes et leurs solutions, sous la forme de conseils, ou suivant le principe protase/apodose (« si cela arrive, alors il faudra faire cela »). Ce genre littéraire se développa considérablement par la suite, notamment dans les longues séries divinatoires et exorcistiques qui occupaient des dizaines de tablettes. À partir de la fin du IIe millénaire av. J.-C., les textes les plus importants commencèrent à avoir une version stabilisée, quoi qu'il y ait toujours au moins de légères variantes, et circulaient sous un même nom, qui est toujours l’incipit du texte (par exemple « Celui qui a tout vu »/« Celui qui a vu les profondeurs », Ša nagba īmuru, pour l’Épopée de Gilgamesh). Le Ier millénaire av. J.-C. vit la poursuite de ce mouvement, en même temps que se développa la pratique du commentaire d'un expert savant, qui connut son plus grand développement dans les centres lettrés la Babylonie tardive, où sont attestés de nombreux commentaires ésotériques des séries les plus répandues. La culture littéraire savante de cette période restait largement conservatrice dans de nombreux domaines, tout en étant capable de produire de nouveaux textes théologiques. Ce sont surtout les innovations réalisées dans l'astronomie et l'astrologie qui témoignent de la vitalité de la vie intellectuelle dans les derniers cercles savants de culture cunéiforme. Les derniers textes produits dans les premières décennies de notre ère furent d'ailleurs astronomiques.

### Les listes lexicales
Une des productions écrites caractéristique du milieu savant mésopotamien depuis les débuts de l'écriture était la liste thématique de signes et mots, regroupant une vaste gamme de connaissances. Ce genre littéraire connut également un important renouveau durant la période paléo-babylonienne, dans le cadre scolaire, puisque de nombreuses listes servaient à l'apprentissage des signes cunéiformes, qu'il s'agisse de la première initiation aux signes courants par des syllabaires (listes dénommées Sa, Sb, Tu-ta-ti), ou bien l'apprentissage de mots de plus en plus spécifiques avec des listes de vocabulaire ou de synonymes. Les scribes de cette période mirent également au point le principe des listes bilingues sumérien-akkadien sur plusieurs colonnes servant d'aide à la connaissance de la première langue, devenue morte, et des signes logographiques. C'est le cas de la liste Urra = ḫubullu qui comprend sur deux colonnes le signe et le sens de mots arrangés par thème (arbres et objets en bois, roseau, objets en argile, textile, métal, animaux, pierres, étoiles, etc.) et de la liste Ea = naqû qui présente dans une première colonne un mot, dans la seconde le signe logographique le signifiant, et dans la troisième une explication brève du sens du mot. Les versions « canoniques » des listes lexicales se stabilisèrent dans la seconde moitié du IIe millénaire av. J.-C. et leur état final est attesté dans les bibliothèques du Ier millénaire av. J.-C. où elles occupaient une place importante. La version finale de la série Urra = ḫubullu comprenait alors 24 tablettes et environ 9 700 entrées, celle d'Ea = naqû huit tablettes de 2 400 entrées. Parmi les autres listes majeures qui se retrouvaient souvent dans le milieu savant, on peut citer la liste étymologique Nabnitu, la liste de métiers Lú-A, des listes spécialisées comme Abnu šikinšu listant des pierres, ou encore Diri qui sert à connaître le sens de combinaisons de signes. À l'époque hellénistique furent mises au point les textes « gréco-babyloniens », trilingues sumérien-akkadien-grec, souvent des listes lexicales adaptées au nouveau contexte intellectuel.

Lexicographie babylonienne.
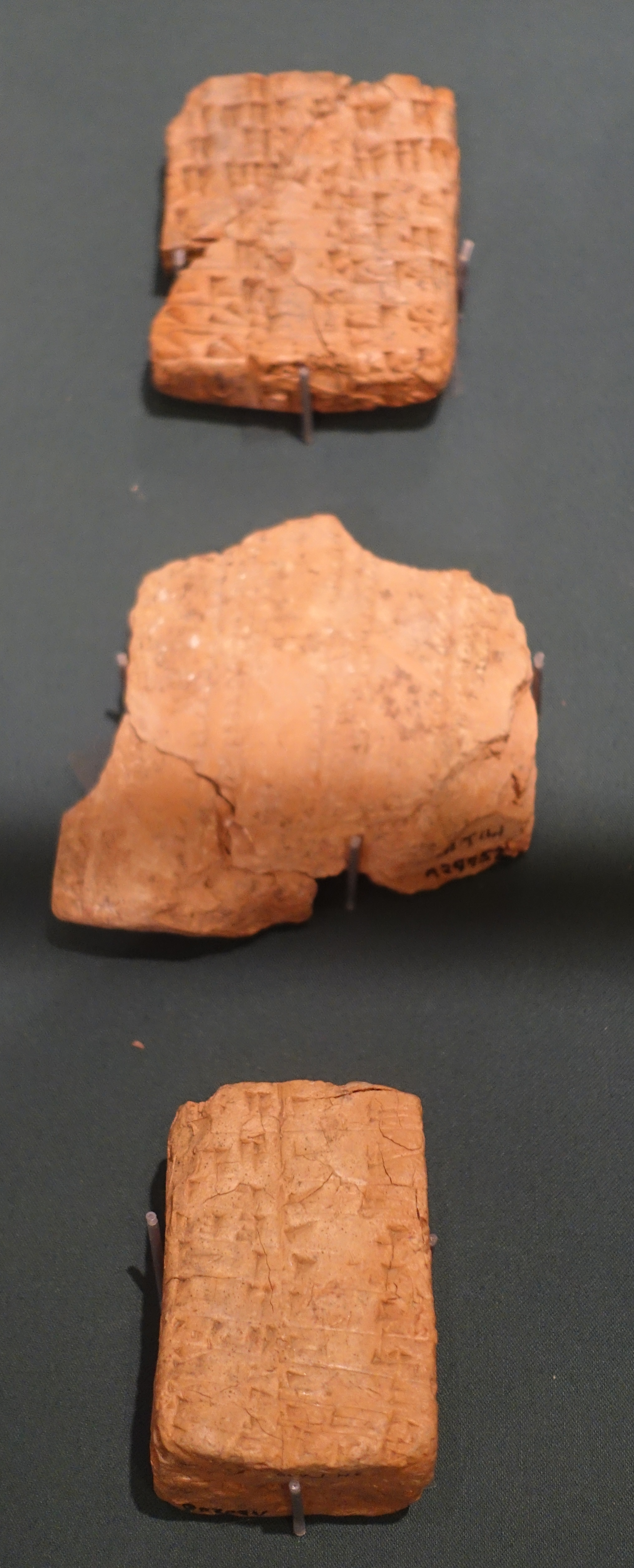
Listes de signes copiées dans un cadre scolaire. Nippur, période paléo-babylonienne. Musée de l'Institut oriental de Chicago.
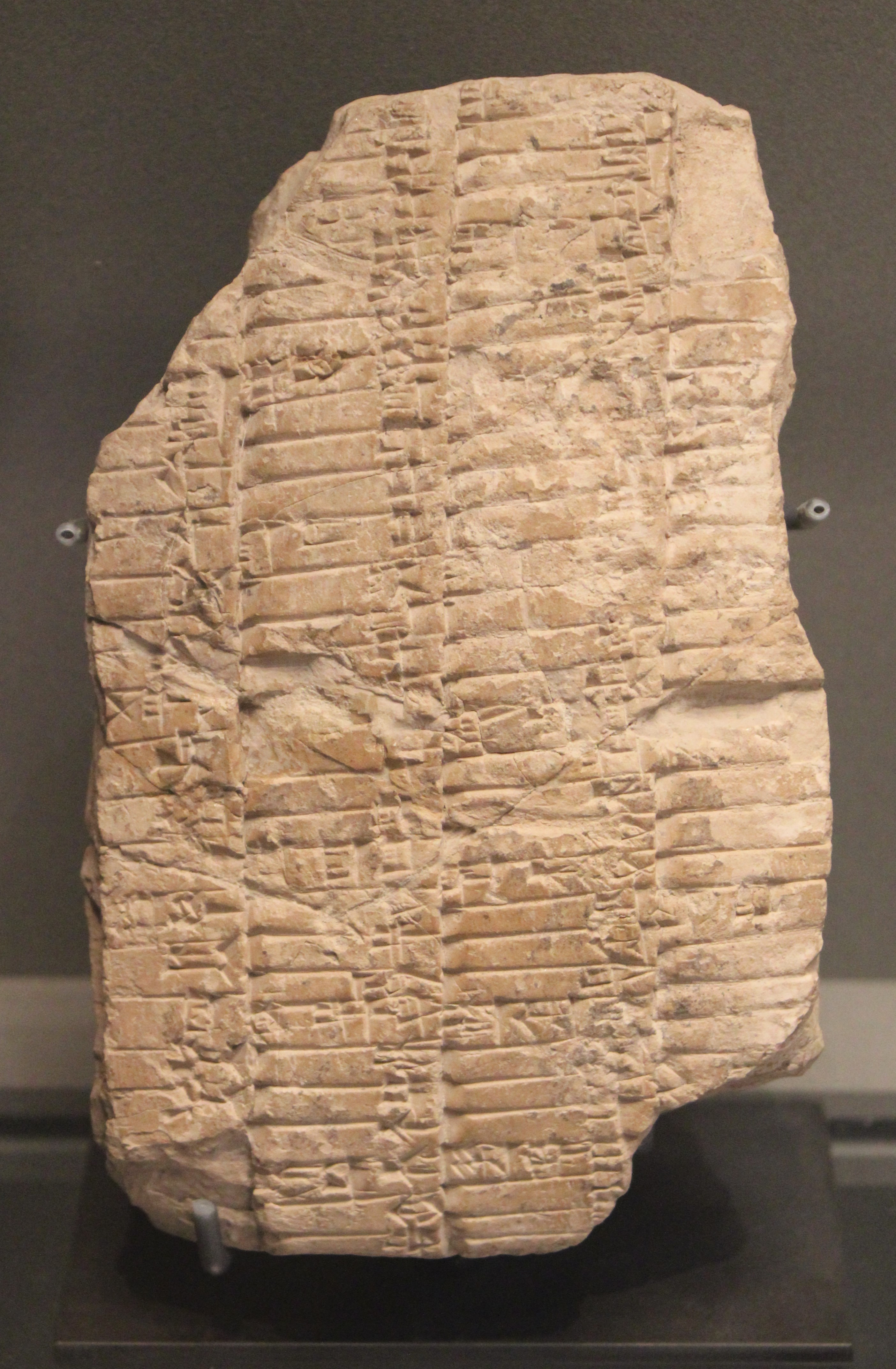
Syllabaire élémentaire de type tu-ta-ti. XVIIIe siècle av. J.-C. Musée du Louvre.
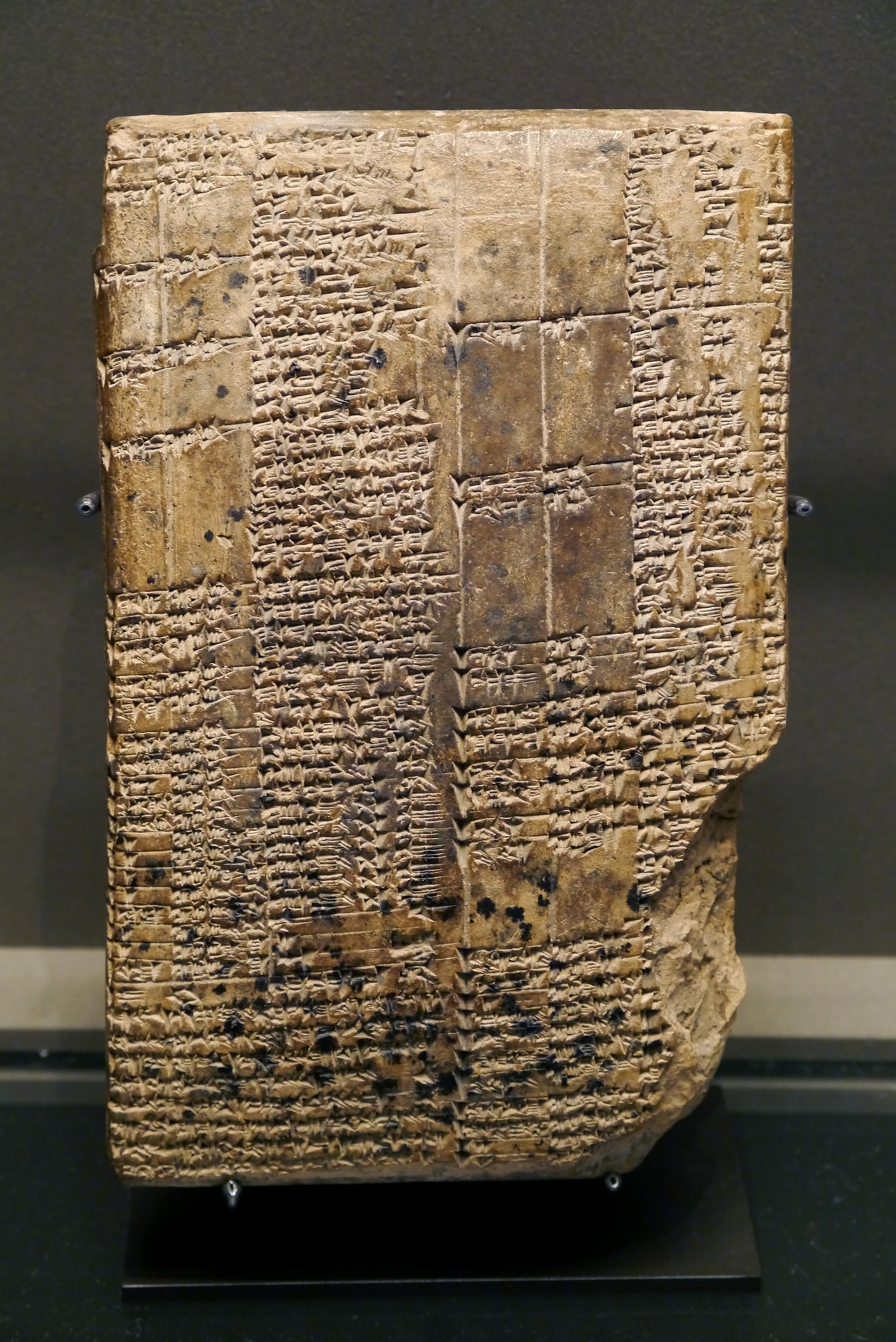
Tablette de la liste lexicale Ea = naqû, syllabaire sumérien-akkadien. Uruk, milieu du Ier millénaire av. J.-C., Musée du Louvre.
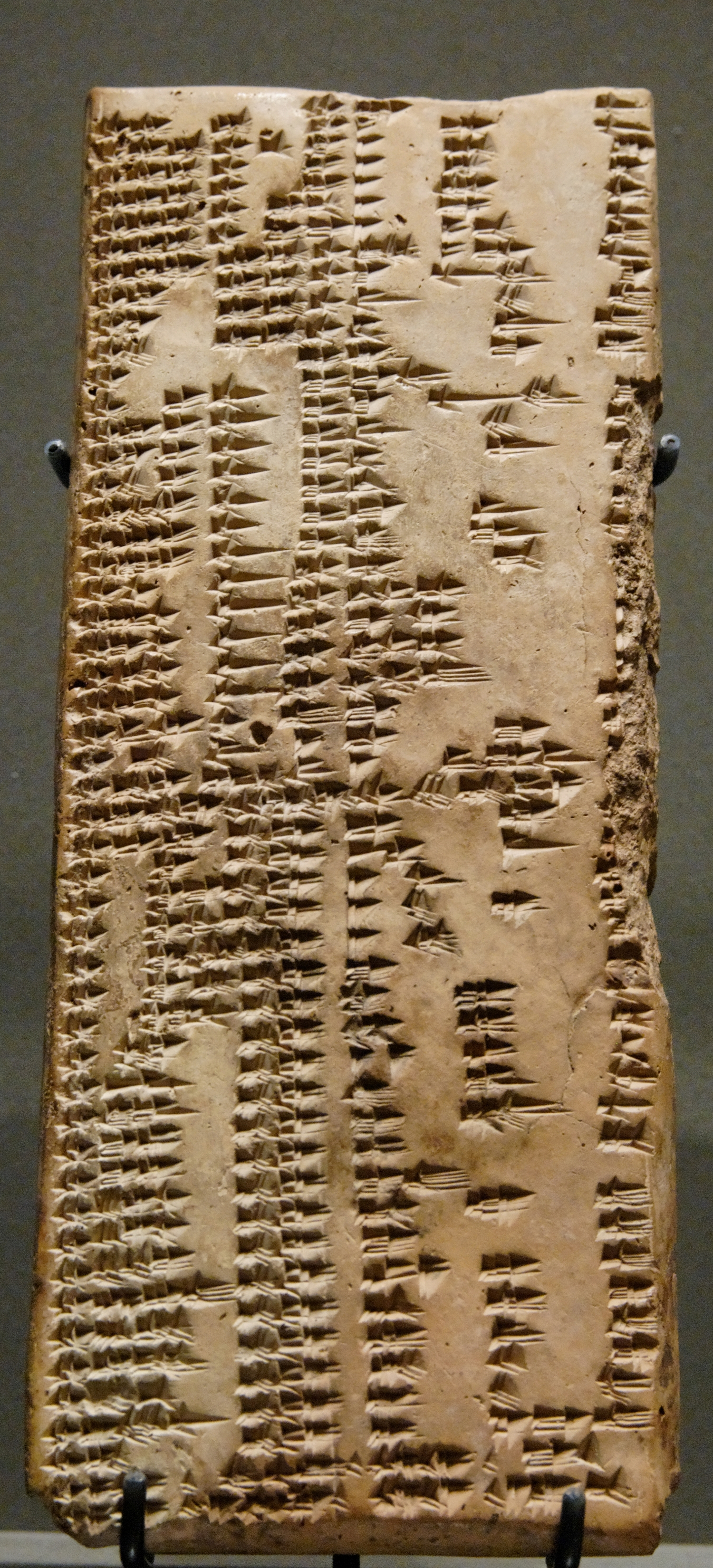
Seizième tablette de la liste lexicale Urra = ḫubullu, listant les pierres et les objets en pierre. Uruk, milieu du Ier millénaire av. J.-C., musée du Louvre.
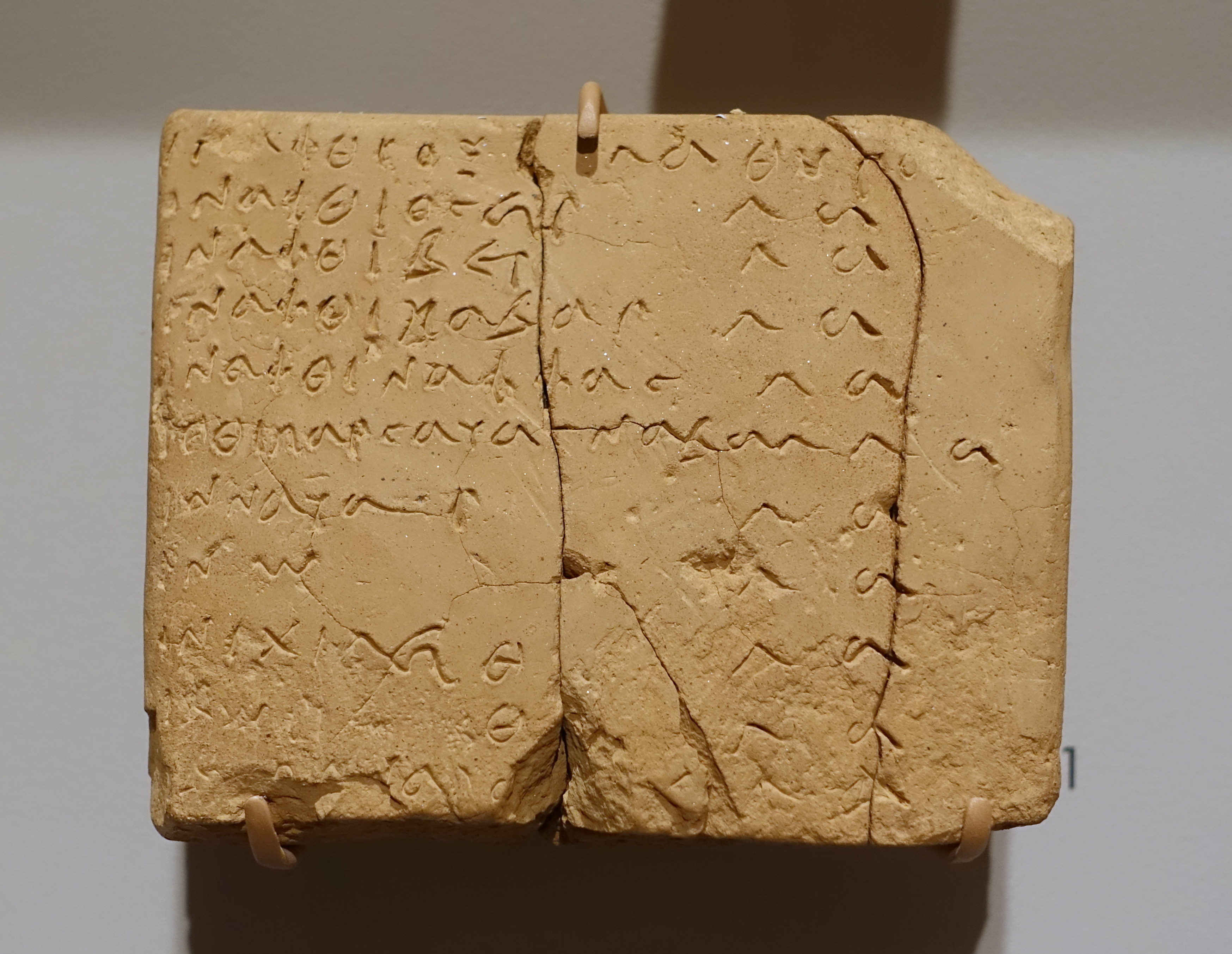
Tablette « gréco-babylonienne », côté en alphabet grec. V. 50 av. J.-C.-50 ap. J.-C. Semitic museum, Harvard.

### Chants, hymnes et musique

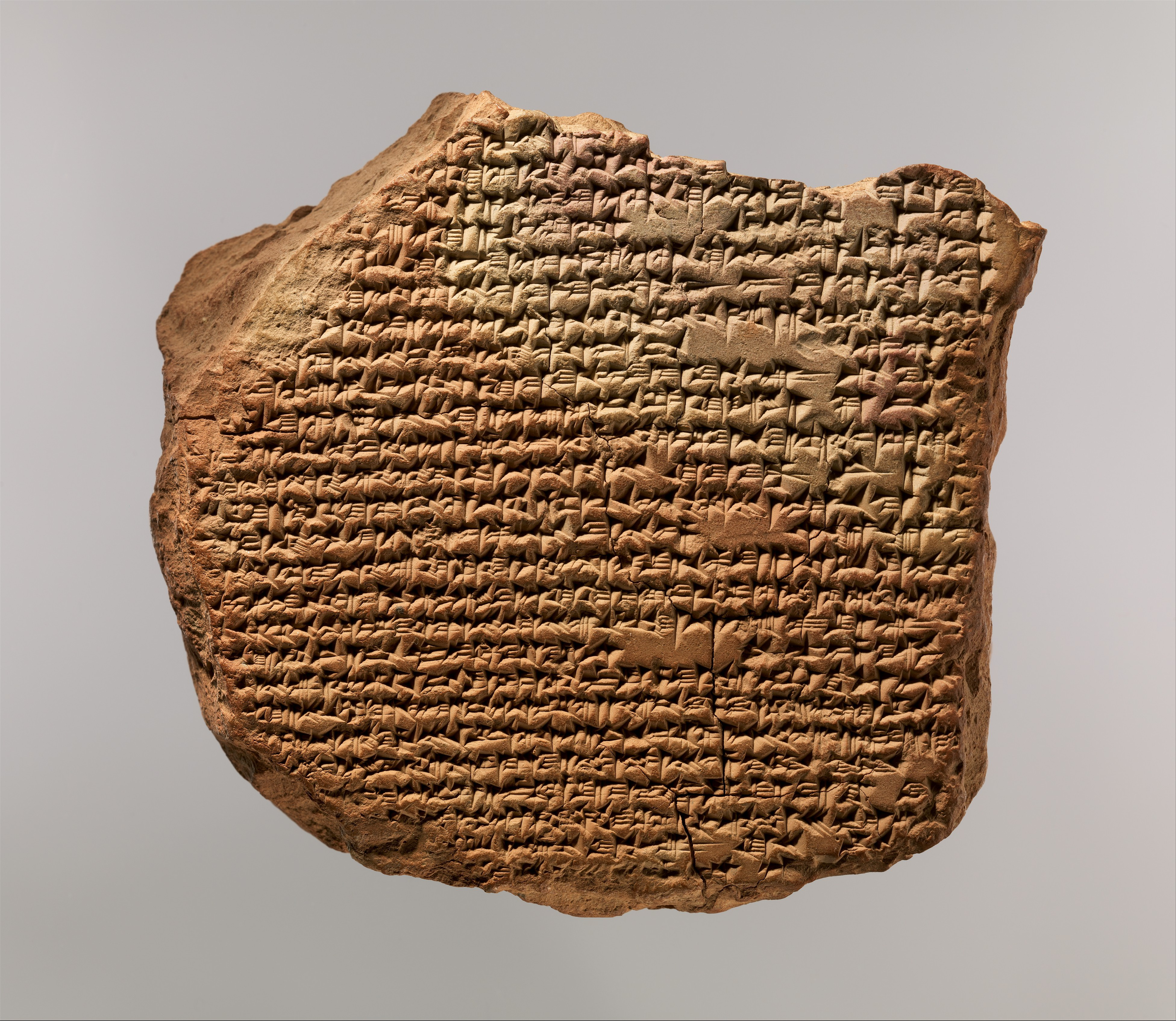
Hymne au dieu Marduk, seconde moitié du Metropolitan Museum of Art.

Le terme « chant » (zamārū) avait en Mésopotamie un sens très général : il pouvait désigner différents types de textes, comme des hymnes, des mythes, des incantations ou encore des chants d'amours (irtu(m), « (chants de) poitrine ») ou d'autres compositions qui n'avaient pas forcément un aspect religieux marqué, peut-être des sortes de ballades ou de pastorales. Le contenu de cette littérature reste bien souvent inconnu, sa diversité apparaissant essentiellement dans des catalogues donnant les noms d’œuvres et leur genre.
L'art des « lamentateurs » ou « chantres » (kalû), qui comptaient parmi les lettrés les plus estimés des temples babyloniens, consistait en la rédaction et l'exécution des hymnes et autres chants et prières destinés à apaiser les divinités et à obtenir leurs faveurs, ou plus largement à les célébrer. Il s'agissait donc des formes de communication destinées à assurer l'équilibre précaire entre les mondes humains et divins. La particularité des textes hymniques est qu'ils étaient rédigés essentiellement en sumérien, notamment dans un dialecte sacré spécifique, appelé emesal, qui était la dernière forme de sumérien à avoir été préservée dans le milieu des temples. Cela exigeait donc des lamentateurs qu'ils maîtrisent un langage complexe, acquis après une formation avancée. À la différence des prières personnelles, les hymnes qu'ils réalisaient avaient en général pour finalité de servir la communauté. Ils étaient souvent récités lors de rituels du culte divin, qu'il s'agisse des rites sacrificiels quotidiens, ou des fêtes religieuses épisodiques, ou encore dans des situations exceptionnelles, notamment quand survenait un événement susceptible de susciter ou signifier la colère divine : reconstruction de temple, déplacement de statue cultuelle, éclipse, etc. D'autres fois ils étaient proclamés durant des rituels d'exorcisme. Ils peuvent aussi être inclus dans des textes mythologiques ou des inscriptions royales. Plusieurs catégories sont connues, dont les noms étaient dérivés du sumérien et renvoyaient à leur finalité, la gestuelle ou les instruments de musique qui les accompagnaient ; les plus courantes étaient :
- les chants appelés eršaḫungû, « chant pour calmer le cœur (d'un dieu) » ;
- les prières šuʾillakku, « à main levée », geste courant des orants dans l'art religieux, des courtes litanies visant à apaiser une divinité ;
- les chants balaggu, qui devaient leur nom à un instrument de musique, une sorte de harpe, en général des chants longs invoquant les divinités et prédisant des scénarios malheureux que l'on entendait éviter ;
- les eršemmû, « chants accompagnant un tambourin », en général de courtes litanies, parfois récitées pour conclure un balaggu[259].

Concernant la musique, liée à ces genres, les textes et images indiquent que les Babyloniens avaient des instruments à cordes (harpes, lyres, luths), à vent (flûtes, pipes), percussions (tambours géants, tambourins, sistres) et idiophones (cymbales, claquoirs). Le spécialiste par excellence de ces arts était le « musicien » (narû(m), féminin nartu(m)), mais les lamentateurs, les spécialistes des déplorations ou d'autres acteurs du culte étaient également impliqués. Le contexte connu pour la musique est en effet le même que celui des hymnes, à savoir avant tout rituel, ce qui explique pourquoi les musiciens figuraient parmi les spécialistes du culte, donc dans le cadre des temples et des palais, mais ils pouvaient aussi accompagner les troupes au combat dans la Mésopotamie ancienne ; en revanche les musiciens jouant dans un cadre populaire ne sont pas attestés. Des textes techniques paléo-babyloniens permettent d'approcher la théorie musicale, mais ils concernent plus l'expérimentation à partir d'un instrument standard à neuf cordes et caisse de résonance horizontale ; les neuf cordes et quatorze intervalles disposent de noms, et quatre échelles musicales de base sont distinguées.

Plaques en terre cuite de musiciens d'époque paléo-babylonienne.
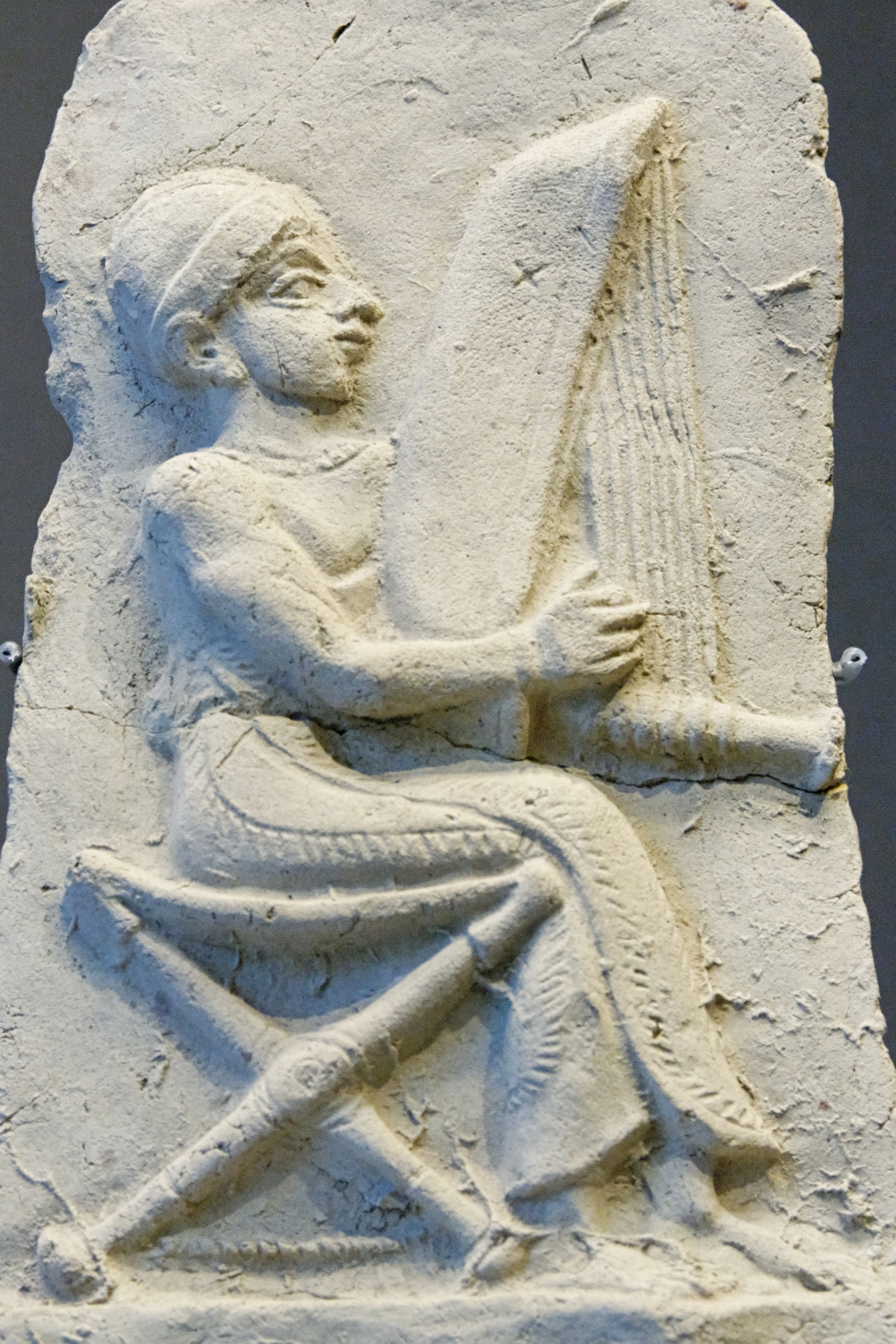
Harpiste. Musée du Louvre.
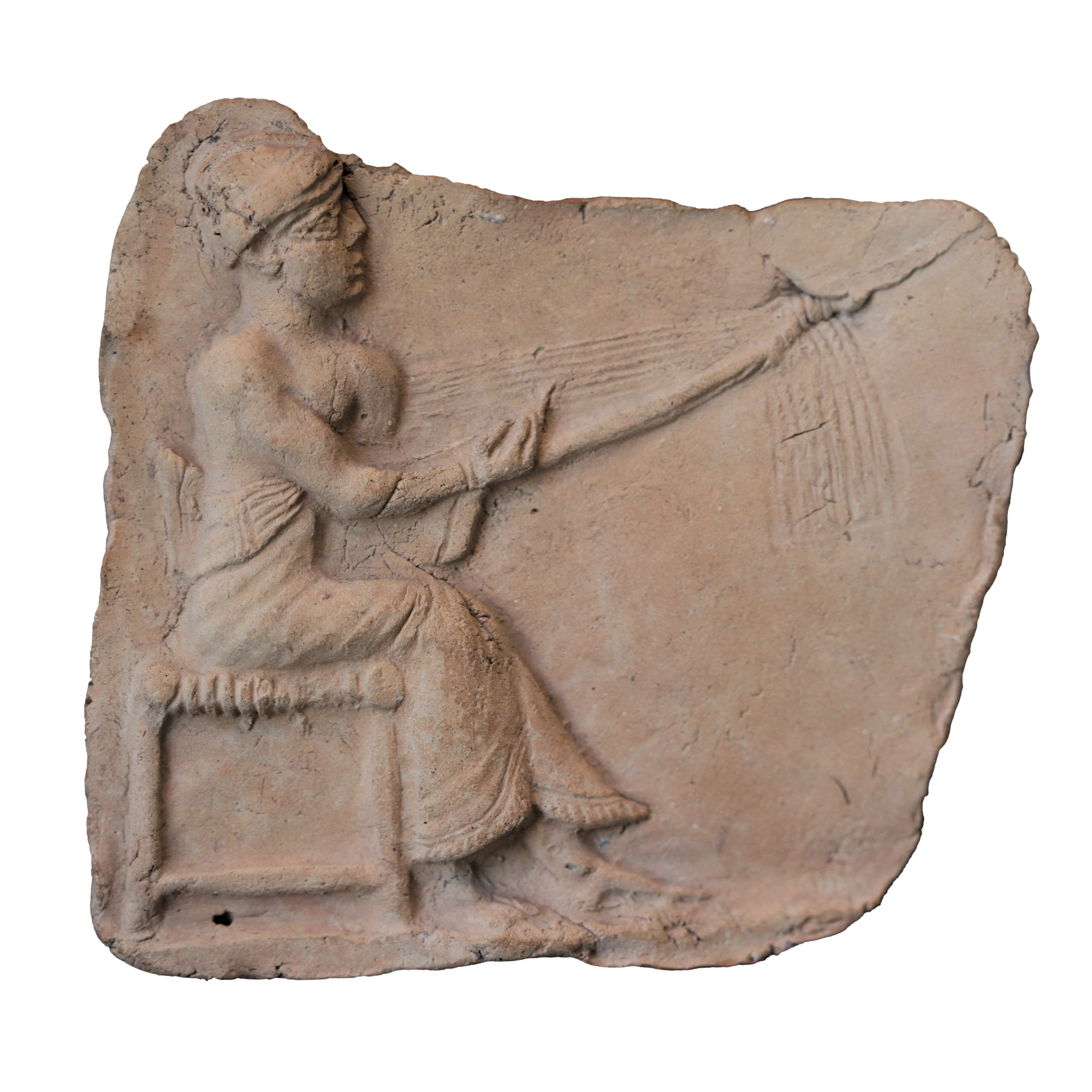
Harpiste. Musée du Louvre.
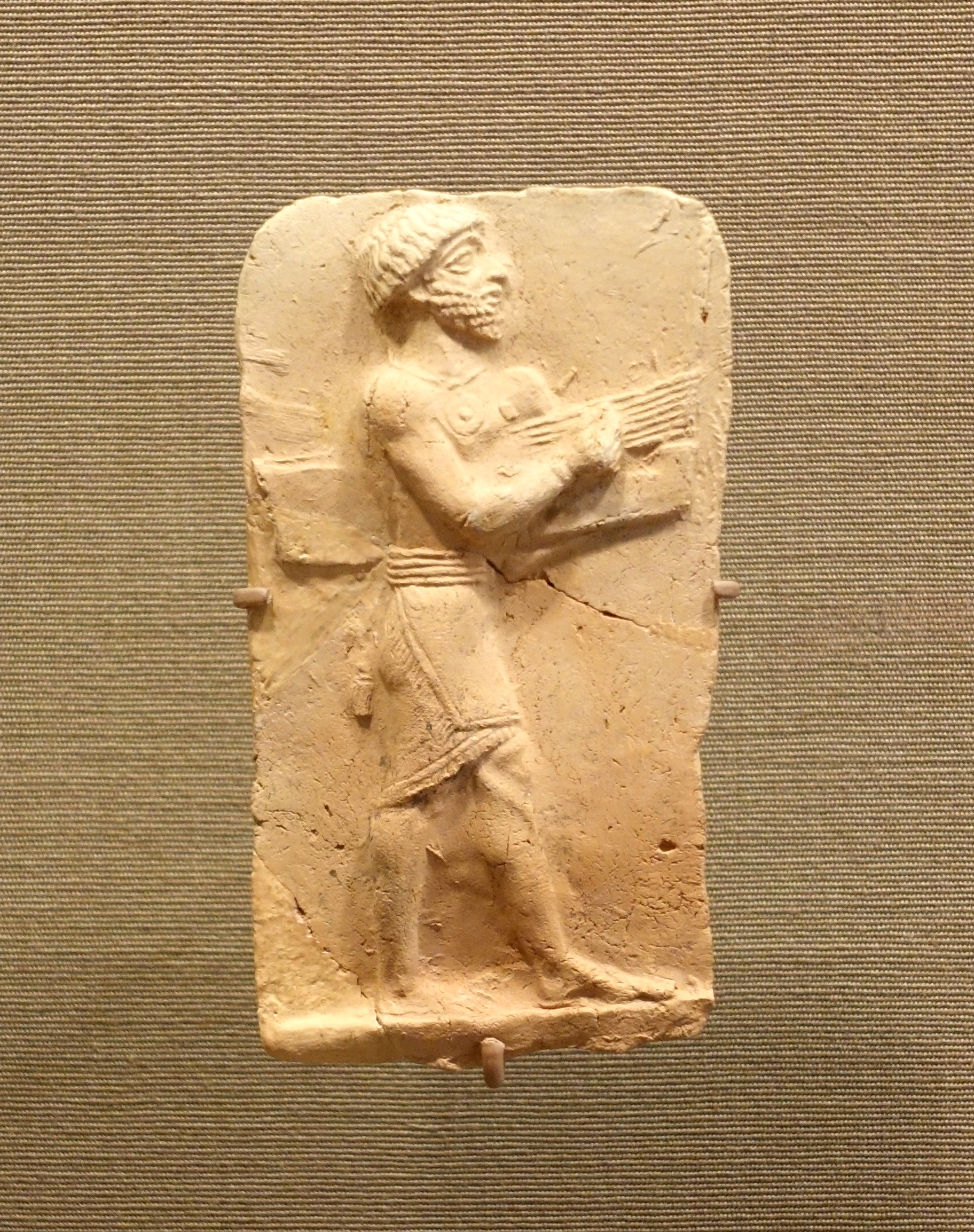
Harpiste. Musée de l'institut oriental de Chicago.
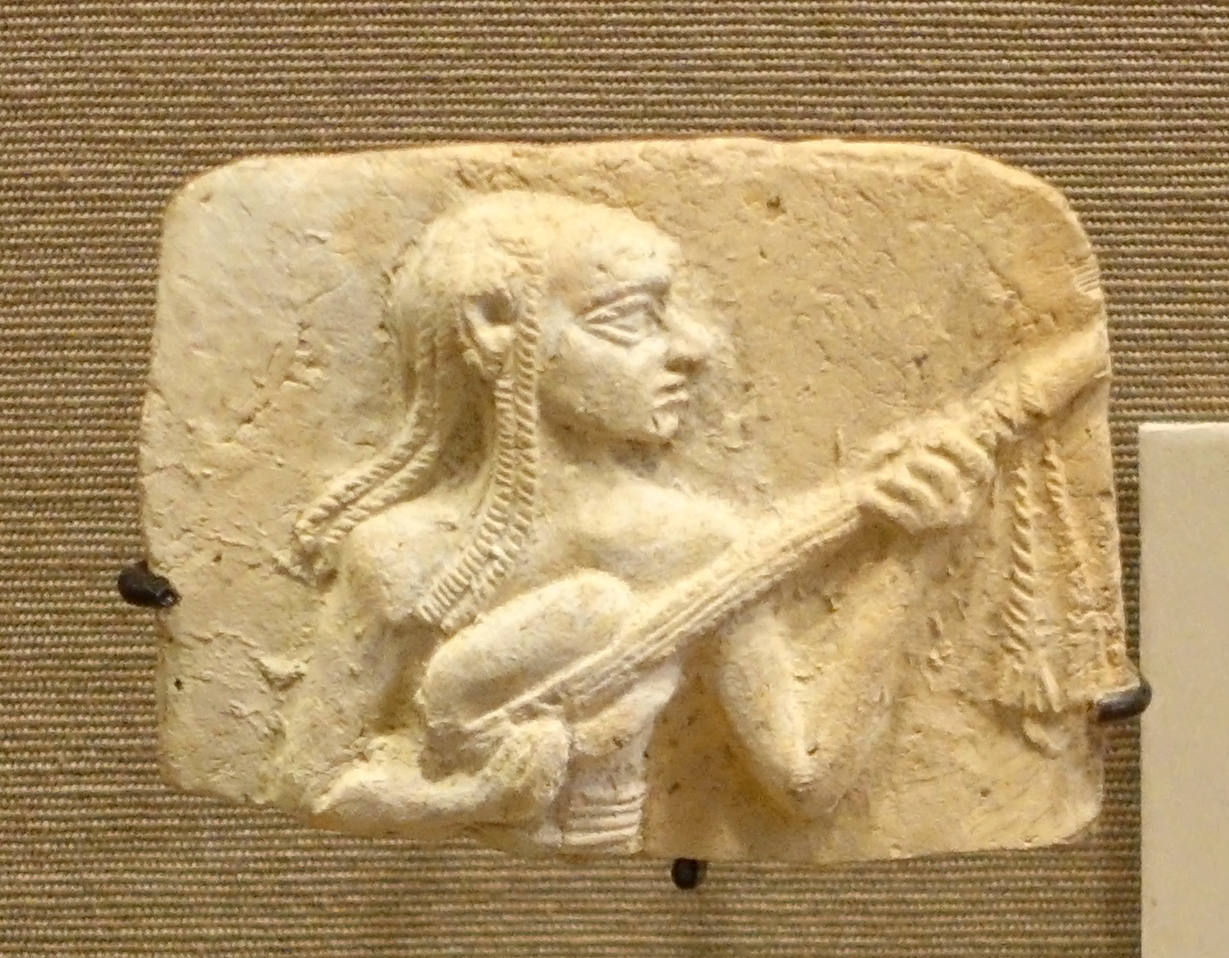
Joueur de luth. Musée de l'institut oriental de Chicago.
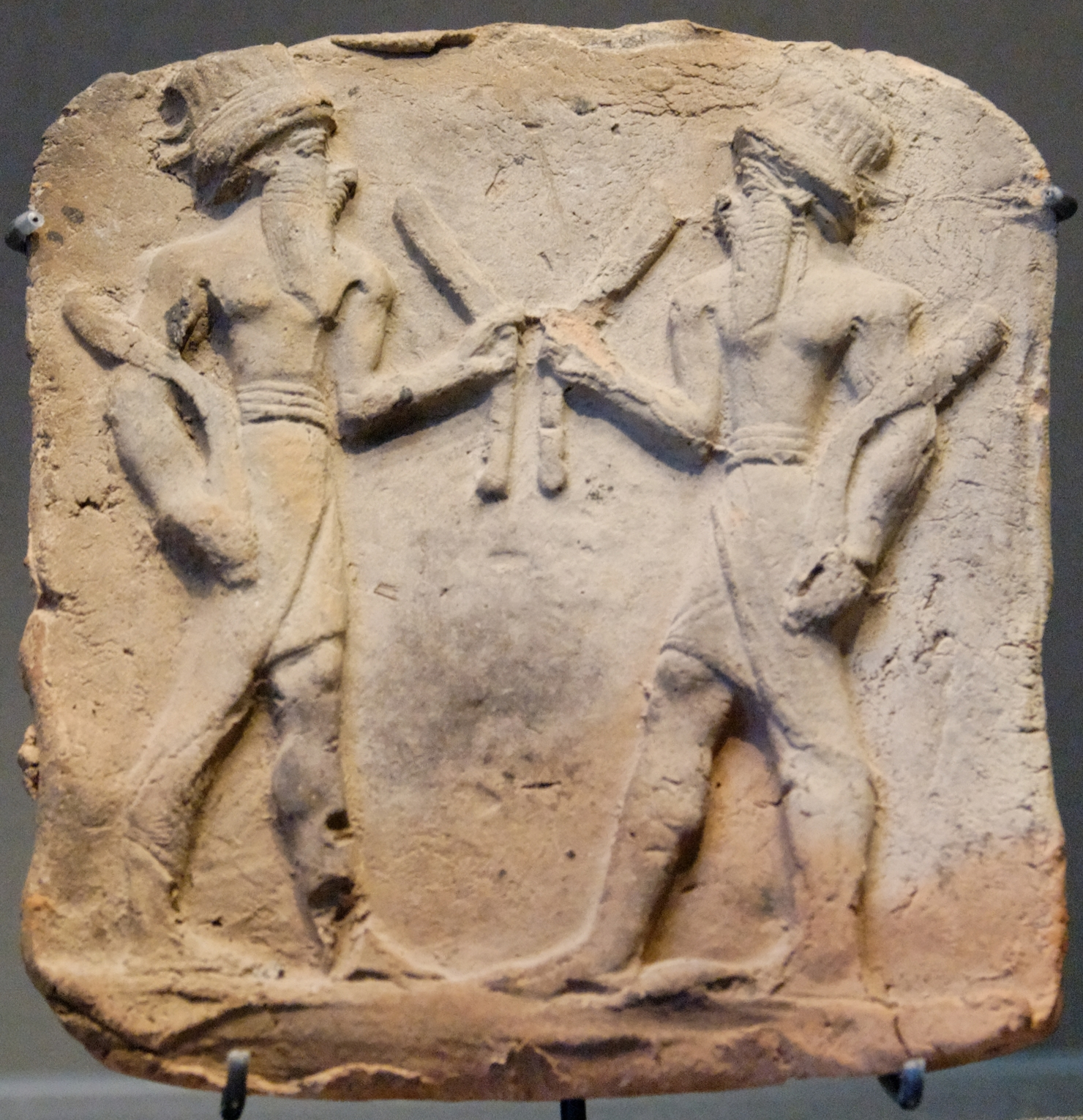
Danseurs avec des claquoirs. Musée du Louvre.
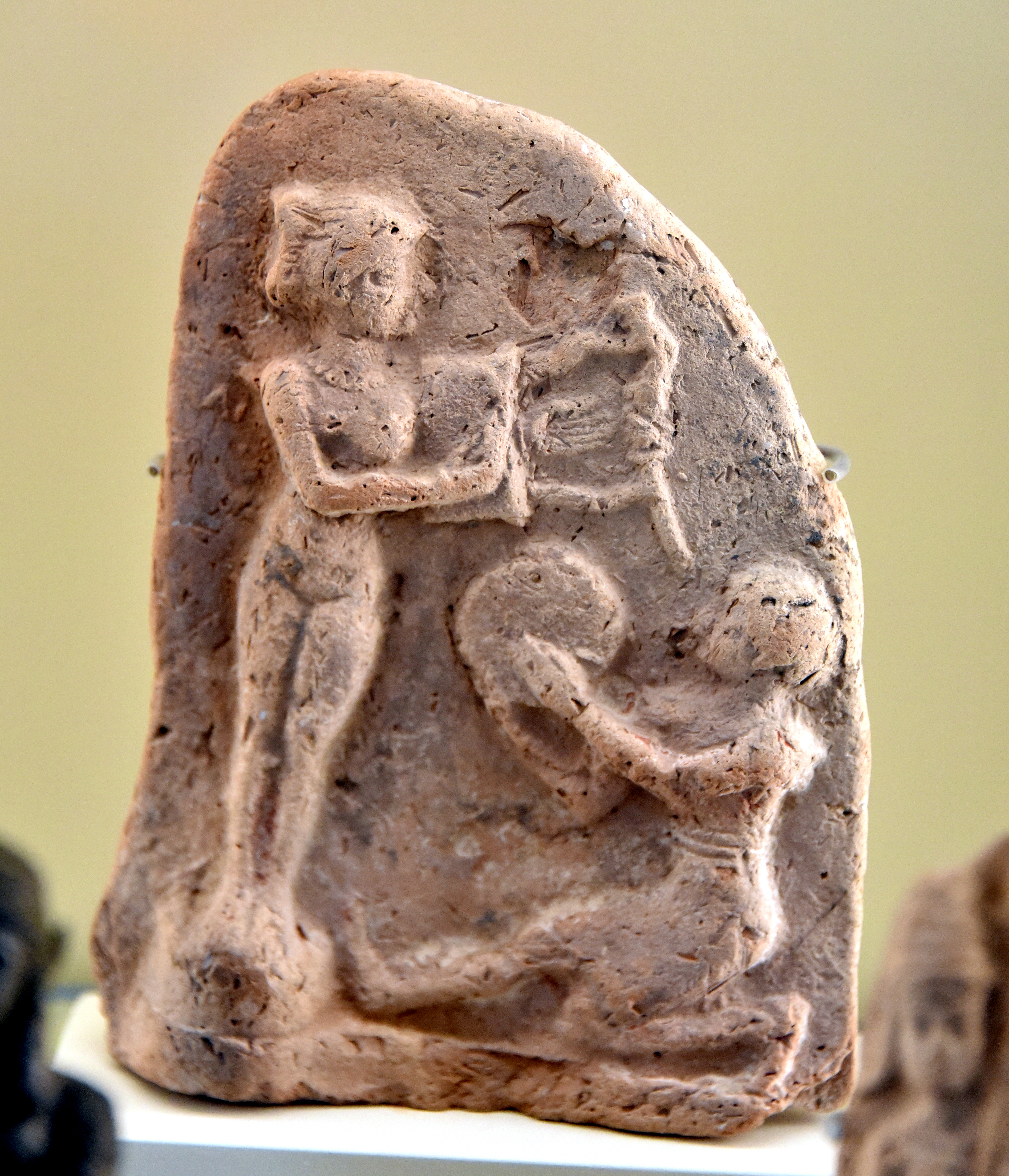
Femme nue jouant de la lyre, et homme accroupi jouant du tambourin. Pergamon Museum.

### Divination
La divination occupait une place majeure dans l'univers religieux et intellectuel de la Mésopotamie antique. Cette discipline visait à déchiffrer les messages envoyés aux hommes par les dieux, via différents media, afin de leur permettre de prendre des décisions appropriées, d'anticiper le futur et aussi de mieux comprendre le passé. Cette pratique était particulièrement importante dans le milieu du palais royal, intervenant pour appuyer les prises de décision royales, ainsi que dans les temples puisqu'elle était cruciale pour prévoir si l'exécution d'un rituel était propice ou non, mais plus largement les présages connus concernant tout le monde et tous types d'activités. Les formes les plus prisées de divination dans le milieu de la cour royale sont l'hépatoscopie et l'haruspicine, rituels au cours desquels le devin (barû) doit lire les messages divins dans le foie ou les entrailles d'un animal sacrifié, en général un agneau. L'astrologie, lecture des astres (et aussi des phénomènes météorologiques) et l'oniromancie, interprétation des rêves, sont deux autres formes répandues de divination. Mais d'autres formes étaient pratiquées : la tératomancie, interprétation de la forme de nouveau-nés humains ou animaux présentant des formes anormales ; la lécanomancie, lecture des formes prises par des gouttes d'huile versées un récipient contenant de l'eau ; et l'observation de différents phénomènes survenant au quotidien, qui étaient susceptibles d'avoir une signification importante. Les messages divins ne se manifestaient pas forcément lors de rituels précis ou de façon spectaculaire, mais partout. En effet, il était considéré que tout ce qui se déroulait normalement avait une signification positive, tandis qu'un phénomène inhabituel était potentiellement néfaste, ou en tout cas à analyser avec attention, suivant un ensemble de principes symboliques plus ou moins complexes. Au Ier millénaire av. J.-C., les savoirs des devins babyloniens furent compilés dans de longues séries comprenant des centaines de présages, regroupés par type de divination et présentés de façon casuistique comme il était courant dans les textes savants mésopotamiens (« si tel présage se produit, alors ceci surviendra ») ; la série Si une ville est établie sur une hauteur (Šumma ālu ina mēlê šakin), compilant les présages du quotidien, recensait ainsi une dizaine de milliers de cas. Ces textes comptaient parmi les pièces les plus importantes des bibliothèques des lettrés de la Babylonie tardive.

Tablettes divinatoires paléo-babyloniennes (British Museum).
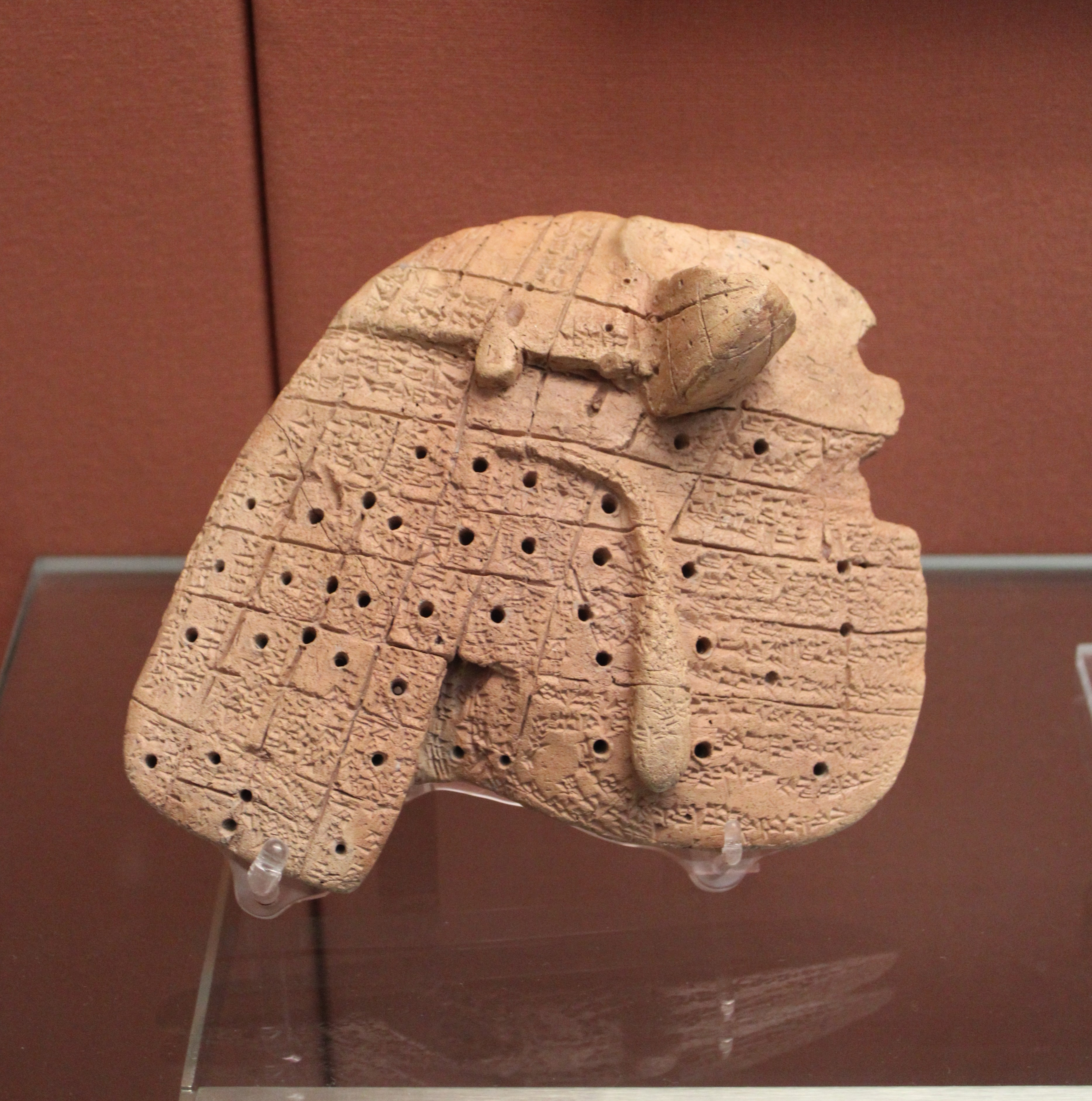
Foie divinatoire, modèle en argile d'apprentissage pour devins pratiquant l'hépatoscopie. Les cases identifient des parties du foie, les inscriptions qu'elles contiennent indiquent les présages liés à des anomalies constatées à ces endroits. Sippar ?
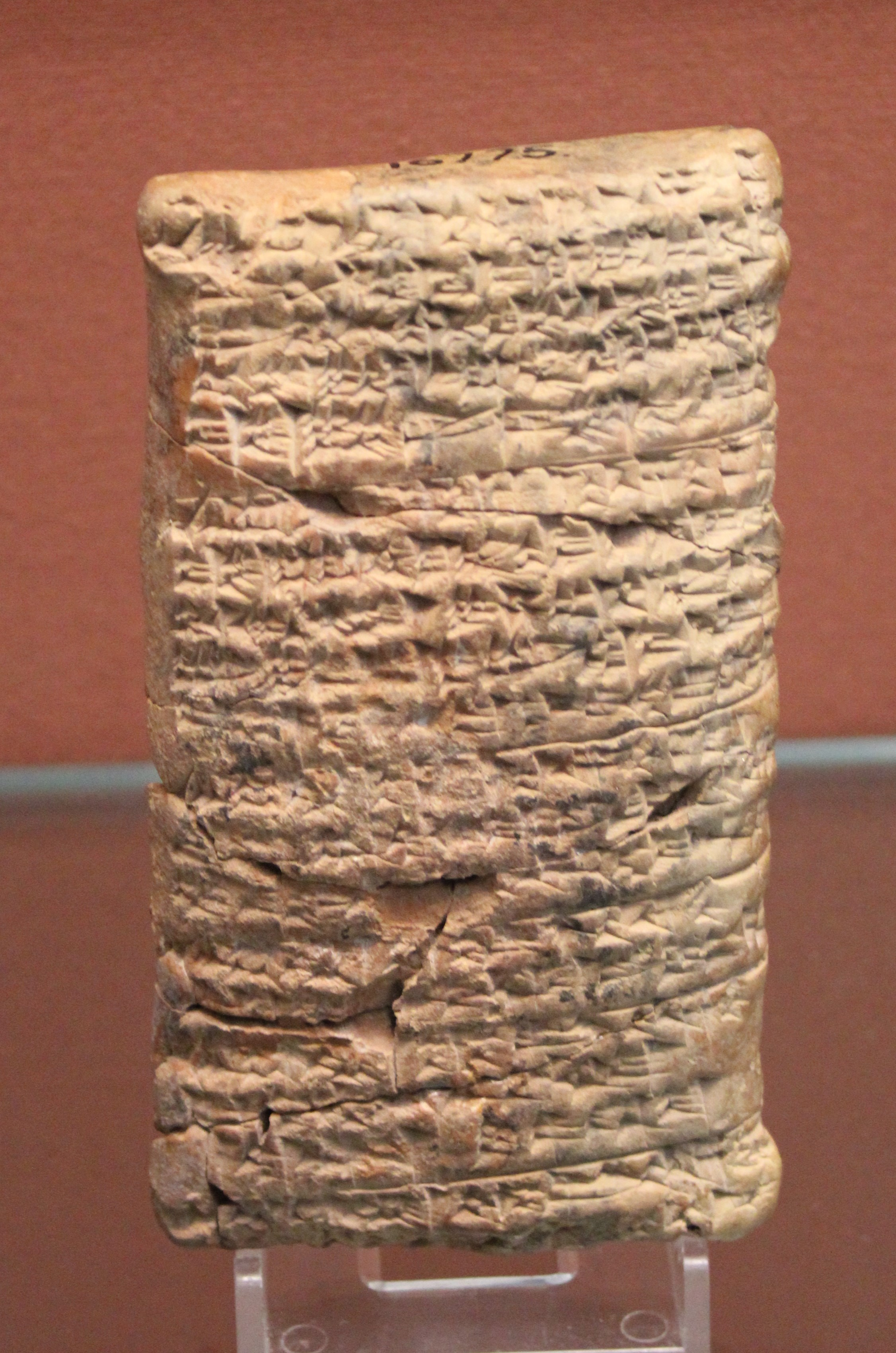
Tablette de présages relatifs aux éclipses lunaires qui ont lieu entre le 14e et le 21e jours du mois.
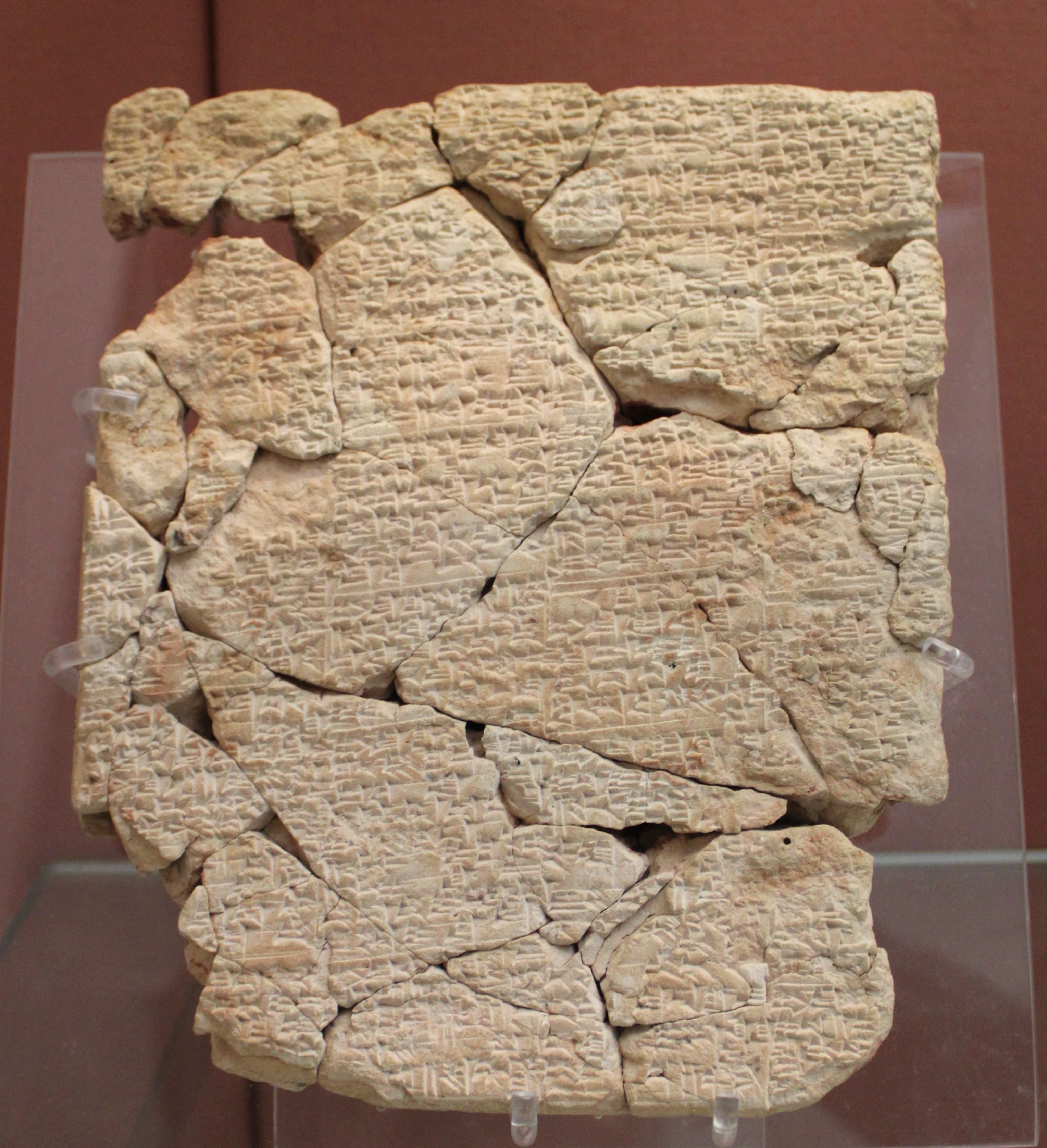
Tablette de présage sur l'observation de l'aspect et du vol des oiseaux (ornithomancie) : aigles, hérons, faucons, etc. Ur.
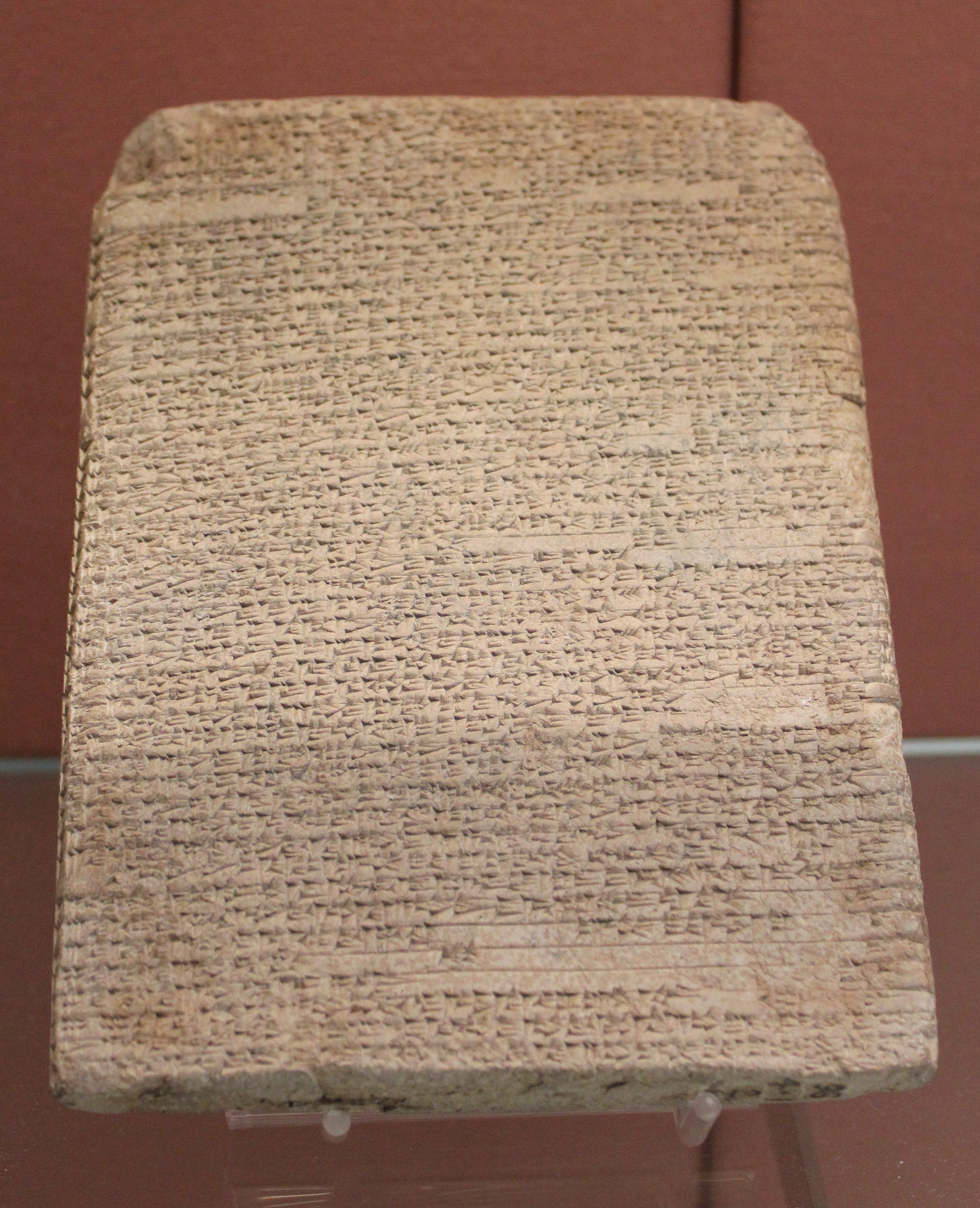
Tablette de présages sur l'observation des gouttes d'huile dans l'eau (lécanomancie).

### Magie et science de la guérison

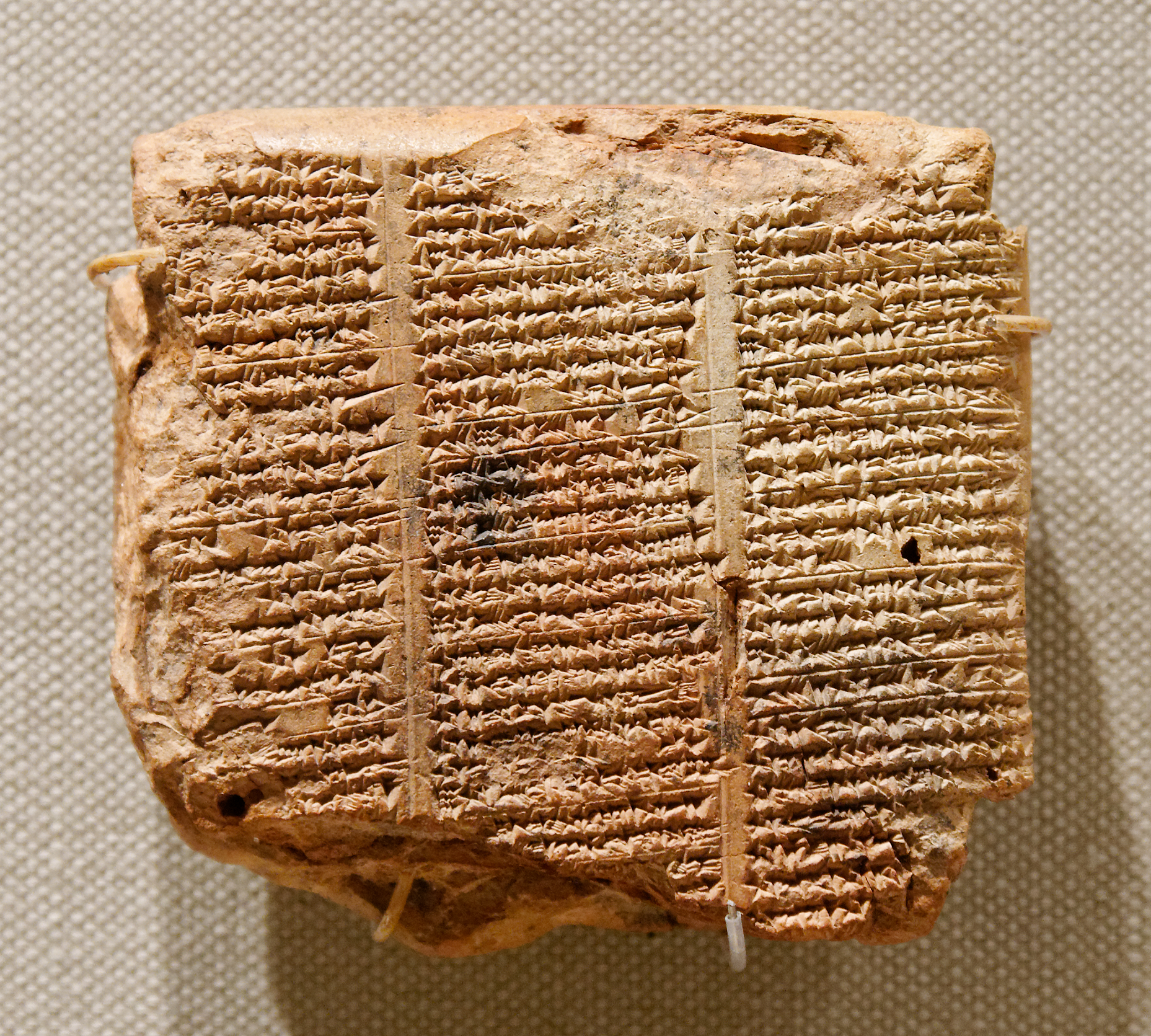
Tablette listant des pierres à usage prophylactique ou médicinal. c. Metropolitan Museum of Art.

La contrepartie de la divination était souvent l'exécution de rituels précis impliquant la récitation d'incantations, visant à contrecarrer un malheur lorsqu'il était annoncé. L'origine du mal était en général une décision divine, suivant le principe plus large qui veut que les dieux décident du destin des humains, ou bien l'action d'un démon, d'un fantôme, d'un sorcier. Le mal était dans la majorité des cas un problème médical, parfois quelque chose comme « mauvais œil », dans les cercles du pouvoir ce pouvait être un malheur concernant le royaume, et il existait aussi des incantations pour d'autres types de problèmes, par exemple plaire à l'être aimé ou calmer un bébé qui pleure. Ces pratiques magiques et exorcistiques sont connues par des textes rituels précis, comme Namburbû, « pour sa dissolution », comprenant des rituels à accomplir pour sauver une personne avant qu'elle ne soit touchée par le mal qui lui avait été annoncé par un présage, ou Maqlû, « crémation », ayant pour but de délivrer une victime de sorcellerie. Le spécialiste des exorcismes, mašmašu(m) ou āšipu(m), était une figure majeure du milieu des spécialistes des rituels. Son rôle s'apparentait du reste à celui d'un devin, puisqu'il consistait en premier lieu à déterminer l'origine du mal, souvent surnaturelle et divine. L'un des grands traités destinés aux exorcistes, Quand l’āšipu va à la maison du malade (Enûma ana bīt marsi āšipu illaku), se présente d'ailleurs comme un texte divinatoire disant ce qu'il va advenir au malade en fonction de ce qu'il survient quand l'exorciste se rend à son chevet, et plus largement les textes de diagnostics et pronostics (la série Sakikkû, « Symptômes ») ont la même forme que les séries divinatoires.
Le rôle de médecin était exercé par un autre spécialiste appelé asû(m), chargé de réaliser des remèdes pharmacologiques, ou de faire des opérations chirurgicales, mais pas du domaine de la magie. Les connaissances médicales des anciens Babyloniens sont connues par des traités décrivant comment réaliser des remèdes médicaux (lotions, potions, fumigations, pommades, liniments, cataplasmes, lavements, etc.) à base de plantes, minéraux et autres ingrédients divers. Dans la pratique il est probable que ces remèdes étaient prescrits à côté d'autres de type magique, comme l'utilisation de talismans, de figurines protectrices servant à éloigner le mal, la récitation de prières et d'incantations, ou l'exécution de rituels exorcistiques plus complexes.

### Mathématiques

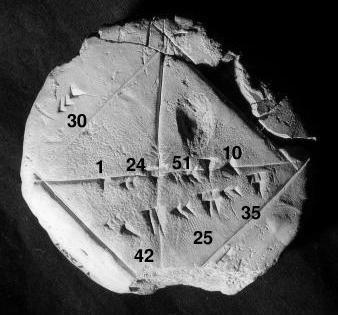
Tablette YBC 7289 avec l'écriture en numération sexagésimale de 1/2 et des valeurs approchées au six dix-millionièmes de (
1.414212) et /2 = 42 + 25/60 + 35/60 = 30547/720.

La pratique des mathématiques babyloniennes est essentiellement documentée par de nombreuses tablettes scolaires d'époque paléo-babylonienne, ainsi que quelques tablettes trouvées dans les bibliothèques d'époque tardive. Le système de numération employé dans les calculs était la notation positionnelle sexagésimale (de base 60), mise au point dans la seconde moitié du IIIe millénaire av. J.-C., mais les systèmes de mesure (de longueurs, de surfaces, de capacités) employaient chacun leur propre système de numération, ce qui impliquait aux apprentis scribes d'apprendre d'abord des listes métrologiques et des tables permettant de convertir les unités métrologiques dans le système sexagésimal. Les tablettes d'apprentissage consistaient tout d'abord en un ensemble de textes de calcul numérique, comme des tables de multiplications, d'extractions de racines carrées et des tables d'inverses qui servaient notamment pour réaliser des divisions. Les démonstrations étaient formulées sous la forme de séries d'algorithmes, parfois subdivisés en sous-algorithmes. Les autres types de textes mathématiques étaient des problèmes et séries de problèmes, qui se présentent en général sous la forme de cas pratiques, notamment la construction, quoique les énoncés soient en général irréalistes, ce qui laisse planer des doutes sur la finalité pratique de ces textes. On reconnaît surtout aux anciens Babyloniens des qualités dans le domaine de l'algèbre, comme l'attestent les nombreuses tablettes de résolution d'équations du second degré, pour la résolution desquels était en fait employée un raisonnement géométrique s'apparentant à la méthode de la complétion du carré, ou de troisième degré. La géométrie est du reste très marquée par le raisonnement arithmétique. Parmi les plus fameuses tablettes mathématiques babyloniennes, Plimpton 322 est ainsi une liste de triplets pythagoriciens (entiers naturels non nuls x, y, z tels que x² + y² = z²), et YBC 7289 représente un carré et ses diagonales, donnant une valeur approchée de la racine carrée de deux. Les connaissances mathématiques furent en particulier mobilisées à l'époque récente pour l'astronomie prédictive.

Tablettes mathématiques babyloniennes.
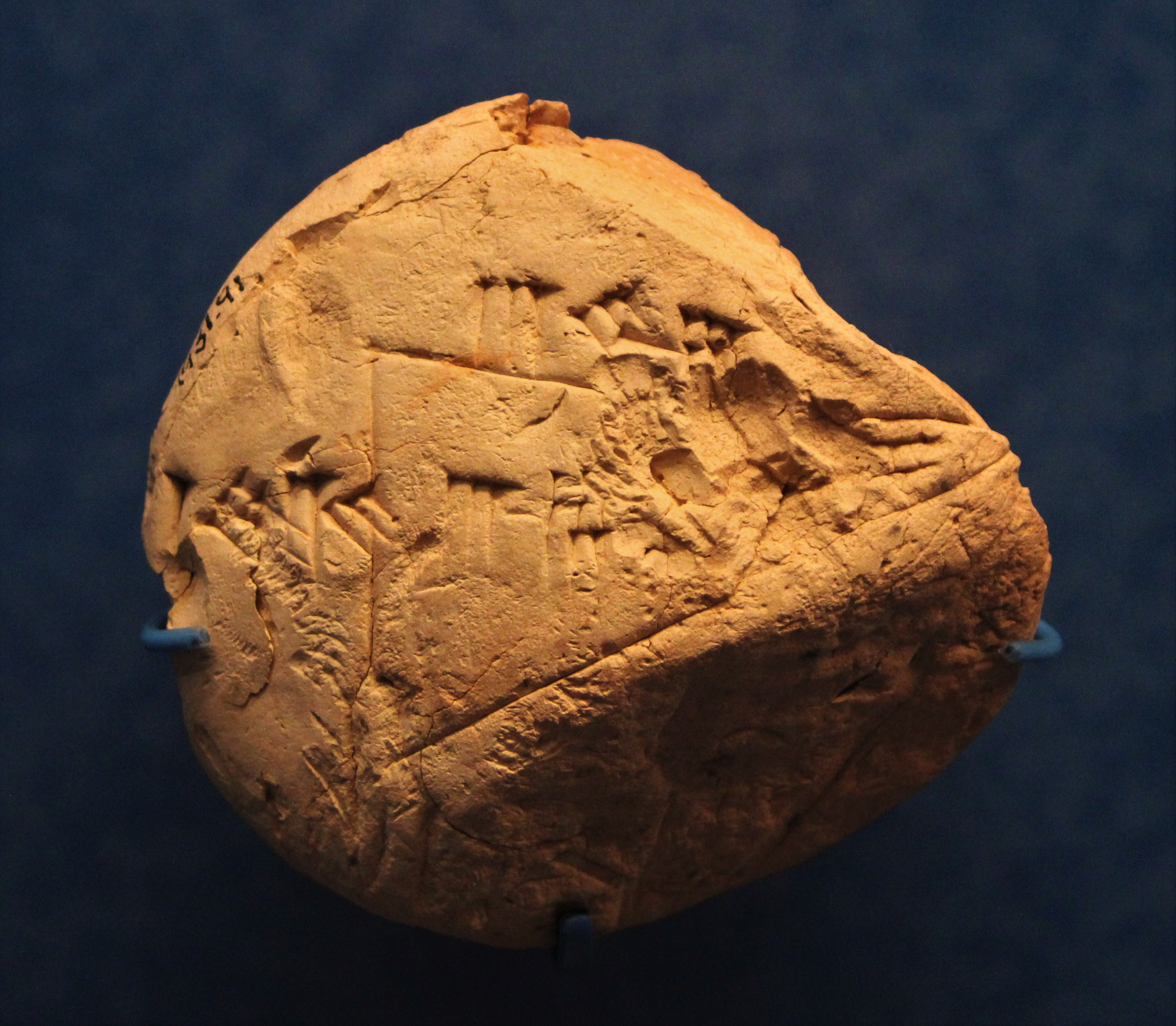
Tablette avec schéma d'un triangle et calcul de son aire, mais le scribe s'est trompé. Kish, période paléo-babylonienne. Ashmolean Museum.
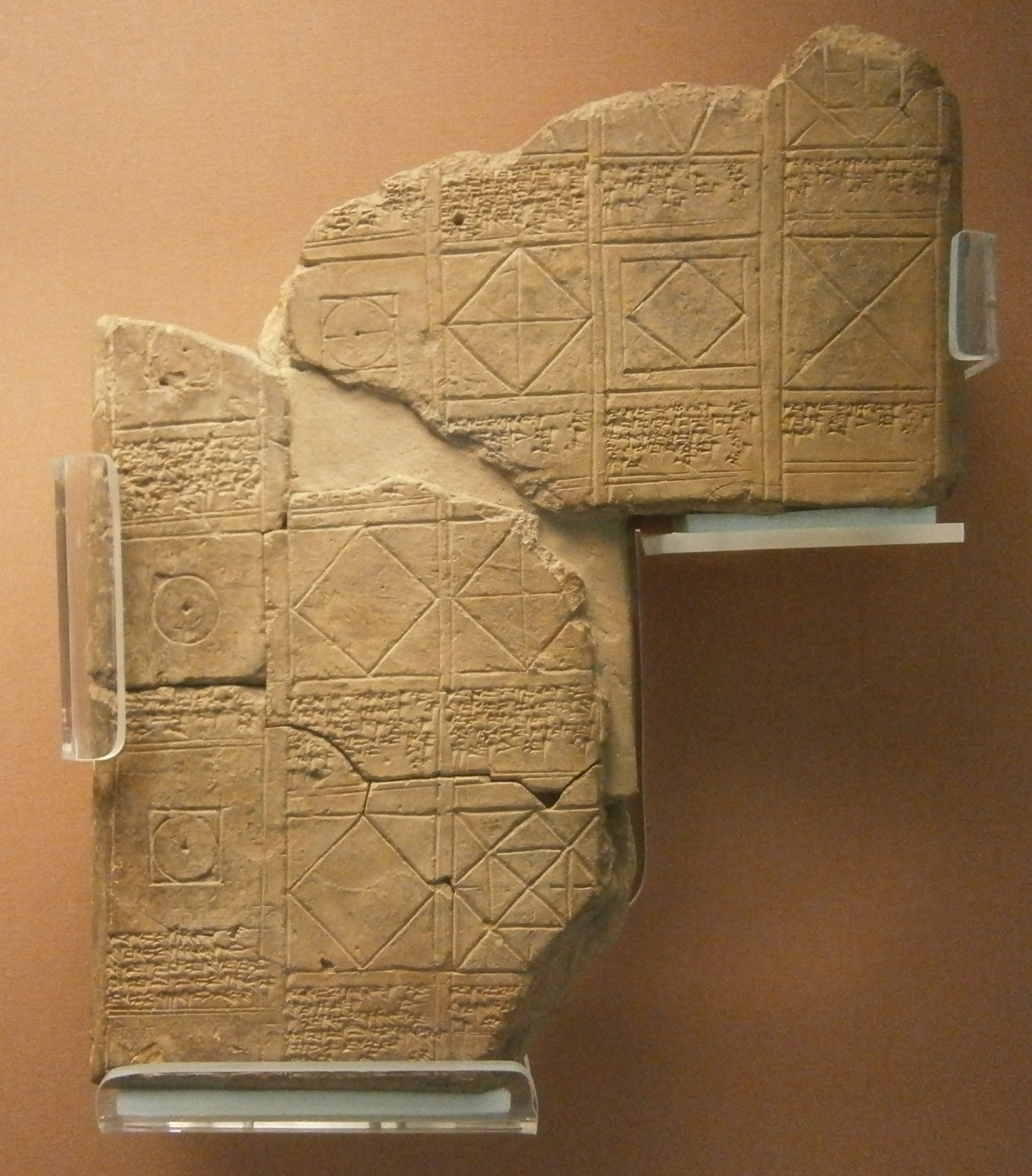
Compilation de problèmes géométriques, avec illustrations. Larsa, période paléo-babylonienne. British Museum.
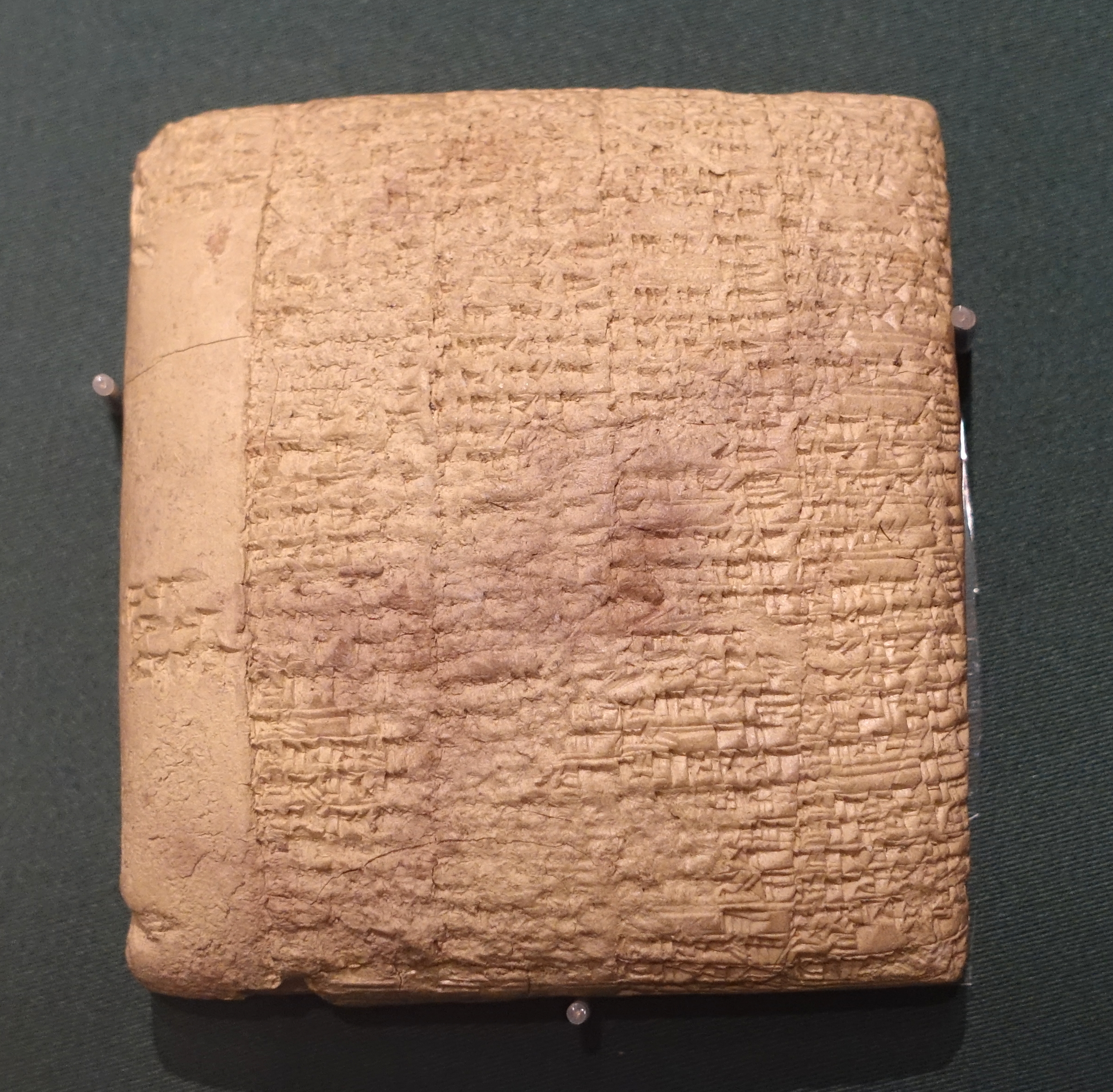
Tablette donnant des problèmes de calcul des longueurs des côtés d'un champ à partir de leur surface, à l'aide de formules quadratiques. Musée de l'Institut oriental de Chicago.
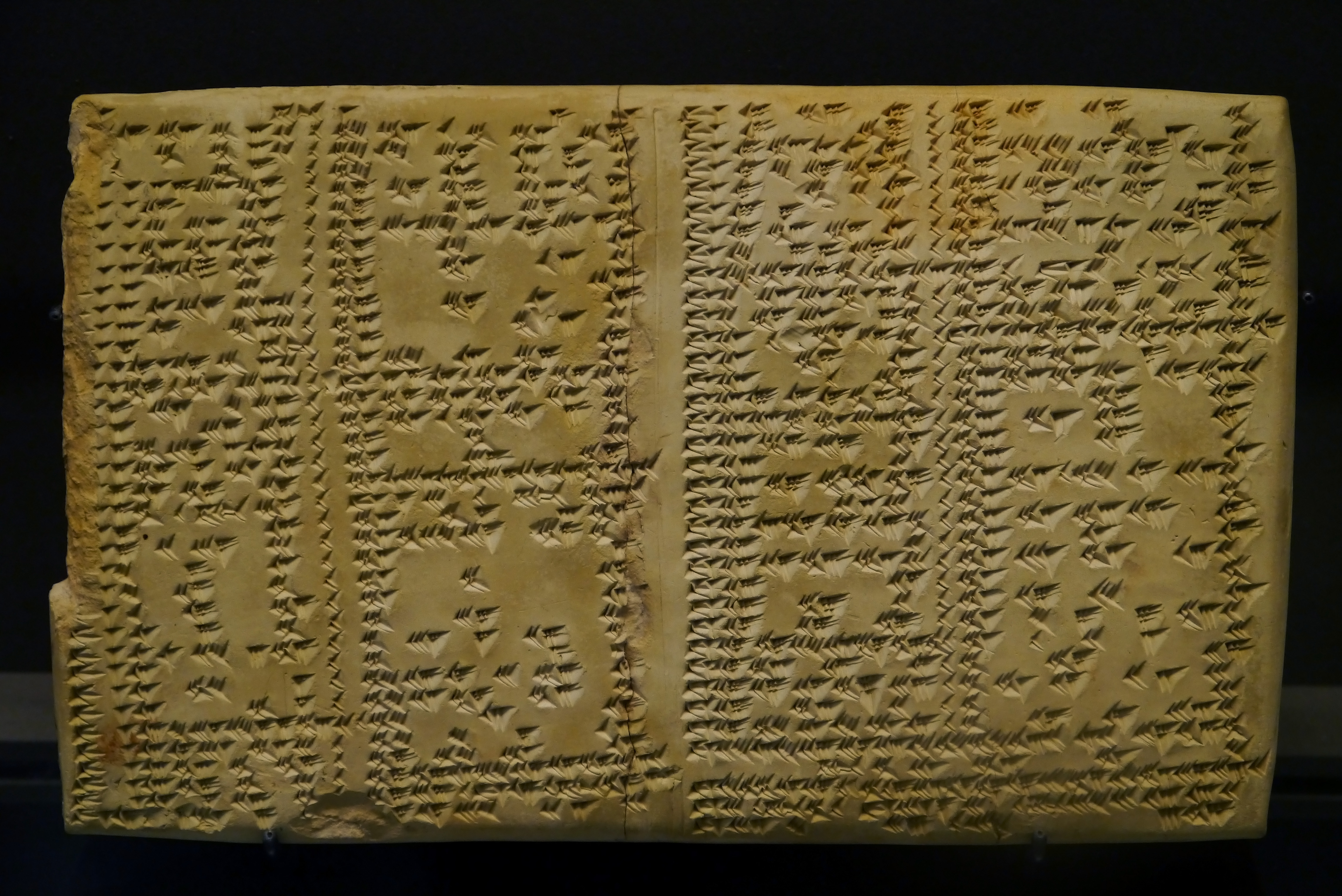
Table d'inverses, permettant la division et la conversion de fractions. Uruk, période séleucide (v. 300 av. J.-C.), musée du Louvre.

### Science astrale
À partir du Ier millénaire av. J.-C., les savants mésopotamiens se tournèrent de plus en plus vers l'observation et l'interprétation des phénomènes astraux, pour effectuer des pronostics astrologiques, et également des prédictions astronomiques, et ce domaine intellectuel devint le plus dynamique de la Babylonie récente. Les « astronomes » babyloniens accumulèrent d'importantes données d'observations, compilées dans des rapports réguliers à partir du milieu du VIIIe siècle av. J.-C., qui devinrent de plus en plus élaborés par la suite. La seconde moitié du Ier millénaire av. J.-C. vit l'astronomie prédictive se développer, avec la mise en évidence du caractère cyclique des phénomènes astraux, avant tout ceux de la lune, permettant d'établir des relations périodiques entre ceux-ci. C'est le cas du cycle du saros, période de 223 mois lunaires synodiques (périodes séparant deux phases identiques consécutives de la Lune) durant laquelle il y a 38 possibilités d'éclipses lunaires et ainsi d'établir les probabilités de ces dernières. Le constat de la correspondance entre 235 mois synodiques et 19 années solaires (observées au moment du solstice d'été) permit de son côté de calculer de façon plus précise la durée d'une année et de clarifier le principe de l'ajout de mois intercalaires dans le calendrier (le « cycle métonique »). Furent également élaborées des méthodes mathématiques permettant d'affiner les prédictions des phénomènes astraux. Afin de faciliter les observations, le ciel fut découpé de façon plus précise entre les différents signes du zodiaque, permettant de mieux déterminer la position des astres. Les horoscopes apparurent à cette période, évolution majeure dans la pratique astrologique. Celle-ci était jusqu'alors marquée par l'observation des mouvements astraux considérés comme imprévisibles (astrologie compilée dans la série Enūma Anu Enlil). Mais la mise en évidence de leur caractère récurrent et prévisible semble avoir rendu cette pratique obsolète, et stimulé le développement des horoscopes qui faisaient reposer leurs prédictions sur la position des astres au moment de la naissance d'un individu, et prenaient donc en compte la possibilité de déduire des mouvements astraux. Les savoirs astrologiques et astronomiques développés en Babylonie à cette période eurent un fort impact dans l'histoire de ces disciplines, parce qu'ils furent connus et repris par des savants grecs (notamment Hipparque).

Tablettes astronomiques-astrologiques babyloniennes.
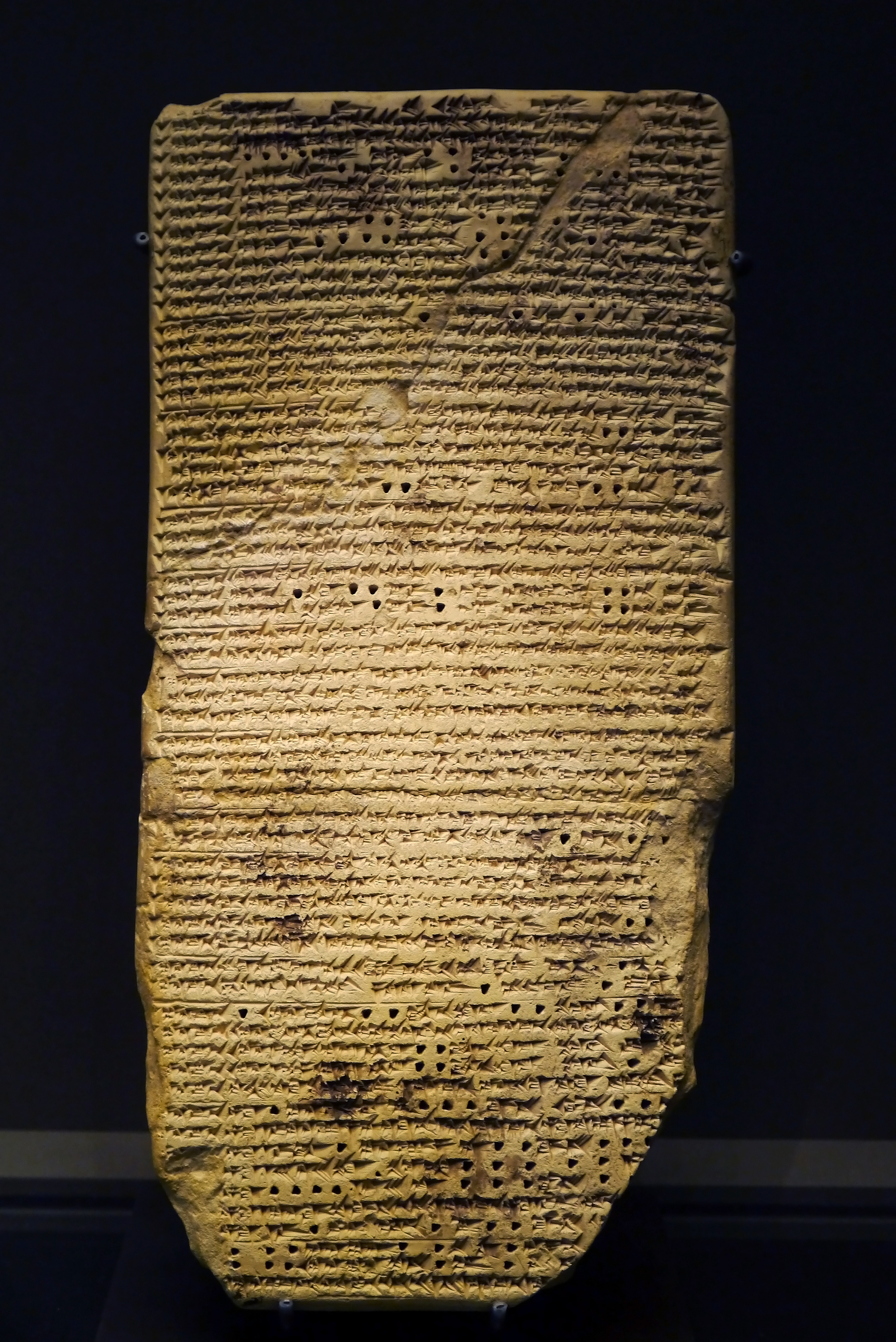
Tablette du traité d'astrologie Enūma Anu Enlil, 56e tablette : présages tirés de l'observation des astres errants (bibbu). Uruk, IIIe siècle av. J.-C. Musée du Louvre.
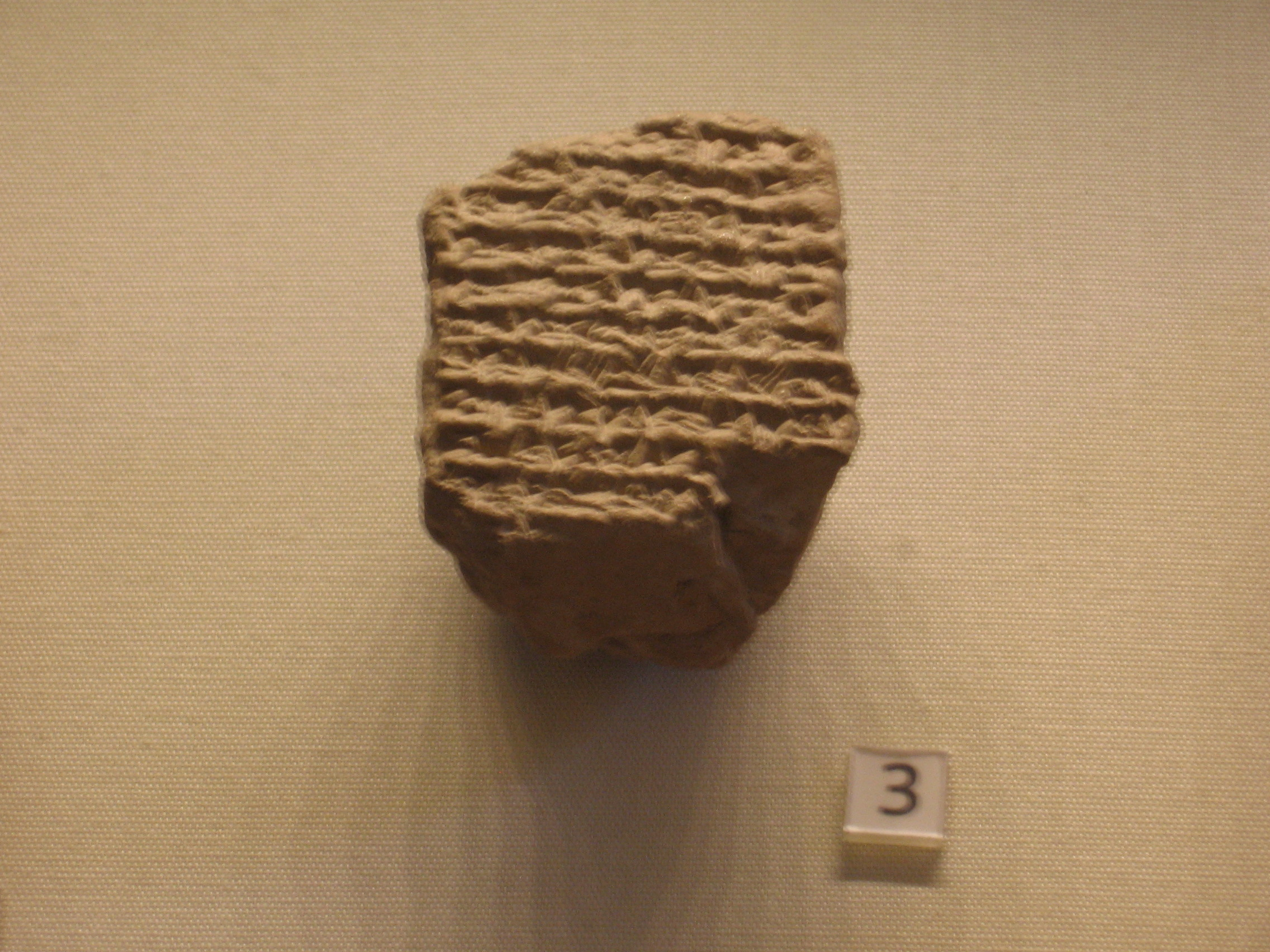
Rapport d'observation astronomique régulière daté de 323-322 av. J.-C., mentionnant la mort d'Alexandre le Grand. British Museum.
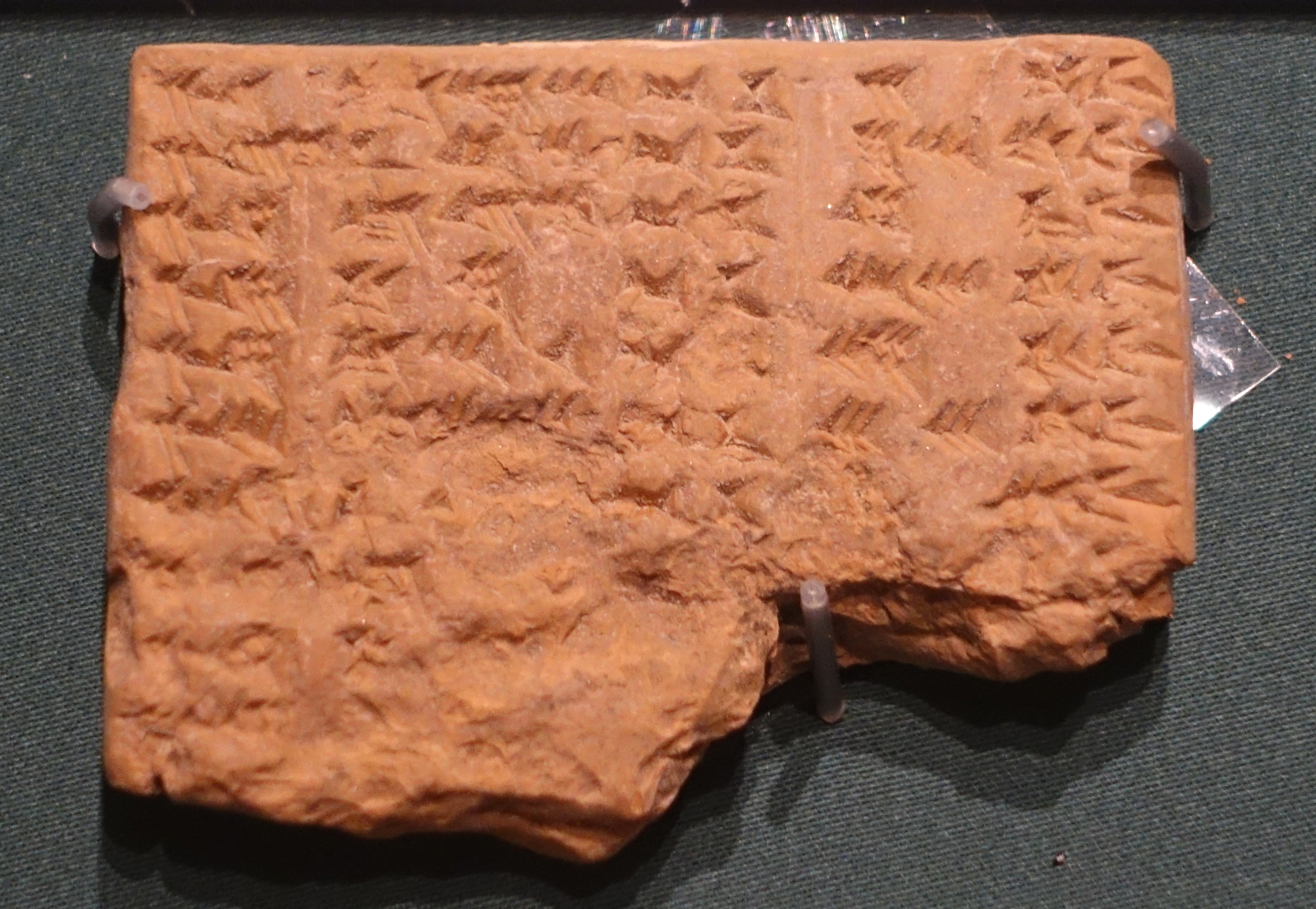
Tablette rapportant les apparitions de Vénus le soir durant 24 ans. Musée de l'Oriental Institute de Chicago.
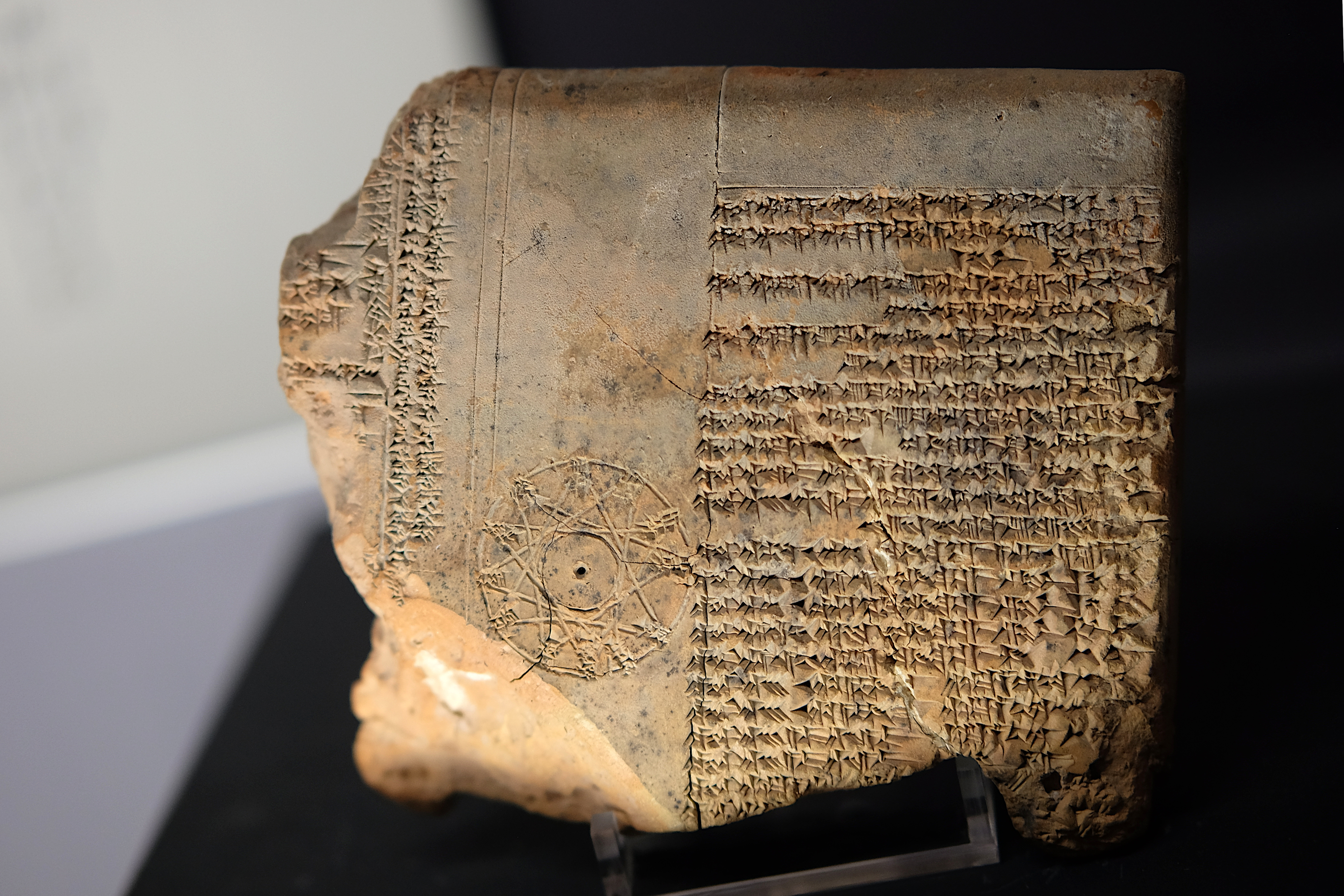
Présages horoscopiques relatifs au destin d'un individu en fonction de la position des astres dans le zodiaque au moment de sa naissance, ou au devenir du royaume, selon un même principe. Période séleucide, musée Art et Histoire de Bruxelles.
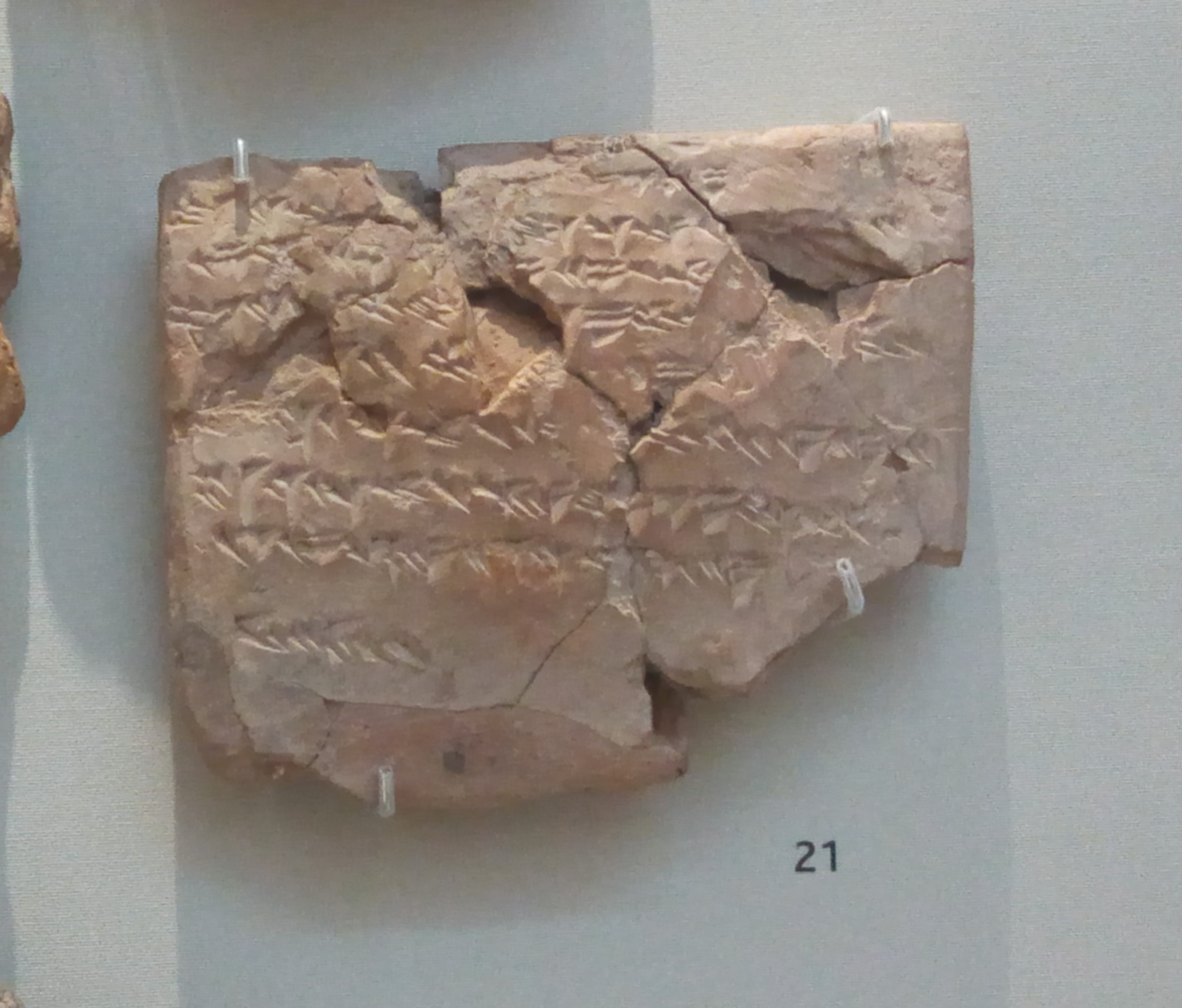
Rapport d'observation de type « almanach ». Babylone, 61 ap. J.-C. British Museum.
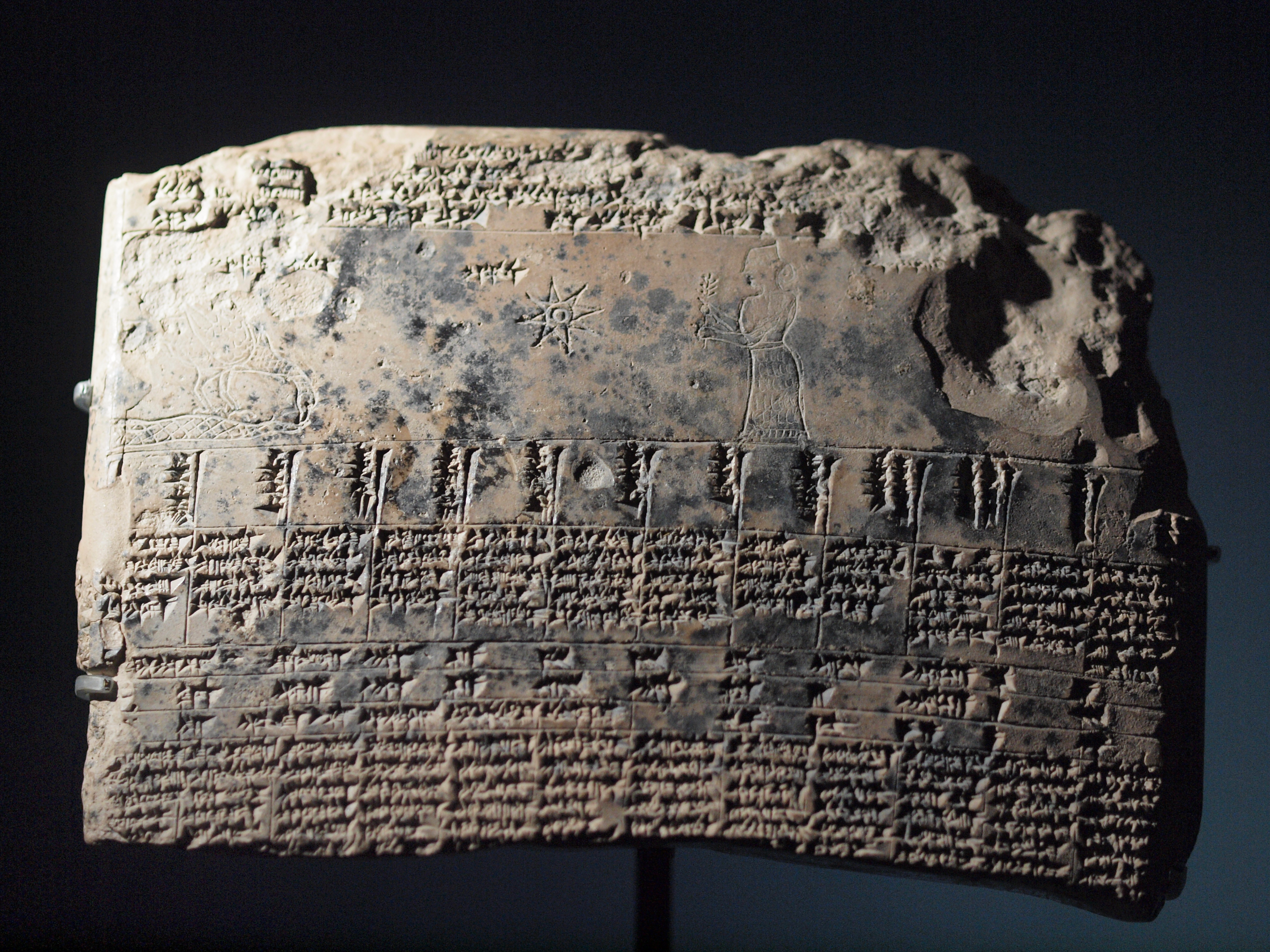
Calendrier zodiacal du cycle de la Vierge. Uruk, tablette d'époque séleucide. Musée du Louvre.

### Les «sagesses»
« Marduk, les cieux ne peuvent porter le poids de ses mains,
mais sa main légère retient (l'homme) voué à la mort.
Par sa colère, les tombes s'ouvrent,
par sa miséricorde, il relève de la catastrophe l'homme tombé.

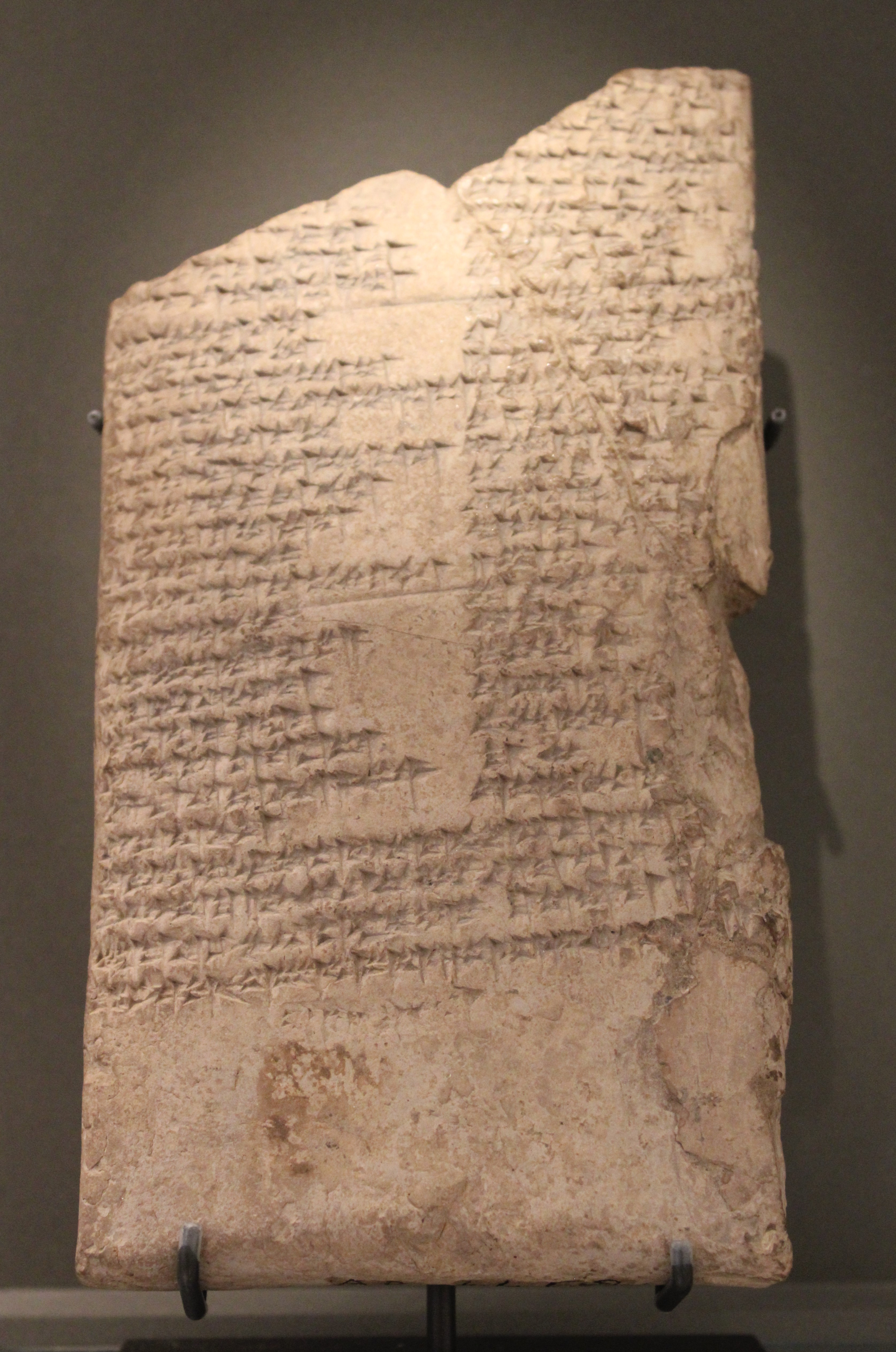
Tablette reprenant le thème du « juste souffrant », Musée du Louvre.

Quand il s'irrite, déesse et dieu reculent ;
il vient en aide à celui que (même) son dieu repousse.
Si dure que soit la punition, tout à coup il la supprime ;
il pardonne et, sur le champ, les douleurs saisissent l'accouchée ;
il accourt et lui soigne le ventre,
puis il l'entoure d'attentions comme une vache son veau.
Ses coups pénètrent, ils transpercent le corps ;
mais doux sont ses bandages, ils sauvent de la mort.
Il parle et fait tomber dans le crime ;
au jour de son euphorie, faute et pêché sont enlevés. (…)
Une catégorie de textes a été classée par les spécialistes modernes comme relevant du domaine des « sagesses », genre transposé depuis la littérature biblique. Les anciens Babyloniens connaissaient certes la notion de sagesse (nēmequ), capacité à faire montre d'un grand savoir dans tout type d'activité, offerte par les dieux (notamment le dieu-sage par excellence, Ea) aux hommes, mais pas en tant que genre littéraire. Les principes moraux dispensés étaient en général de mener une vie accomplie dans le respect des normes sociales et des dieux, et de ne jamais douter en ces derniers, même dans les moments d'adversité. Cette littérature s'était développée assez tôt à l'époque archaïque, dans des textes en sumérien contenant des préceptes moraux (notamment les Instructions de Shuruppak), des collections de proverbes, des fables. La période paléo-babylonienne vit l'apparition du genre de la « théodicée », réflexion sur la contradiction entre le comportement pieux d'une personne et le malheur qui l'accable (un « juste souffrant »). Ce genre se développa d'abord dans un texte en sumérien, intitulé Un homme et son Dieu, puis dans la seconde moitié du IIe millénaire av. J.-C. il connut un essor remarquable, dans une série de textes sapientiaux plus complexes. Ludlul bēl nēmeqi (« Je loue le Seigneur de la sagesse »), ou Monologue du juste souffrant, est la longue supplique adressée à Marduk par un homme pieux et juste qui a connu le malheur et la disgrâce. La Théodicée babylonienne est un discours entre une autre figure de « juste souffrant » qui en vient à douter du fait que les dieux soient justes envers les hommes, et un ami qui l’exhorte à continuer à leur accorder sa confiance. Si le développement du raisonnement devint plus élaboré, la morale resta la même : accorder une confiance aveugle dans les dieux, dont les volontés sont impénétrables, et le malheur, bien qu'incompréhensible, doit venir d'une manière ou d'une autre d'une faute humaine. Ces textes semblent en particulier développés dans le cercle des exorcistes, portés vers la réflexion sur les origines divines du mal comme vu plus haut. Le Dialogue du pessimisme est plus atypique : il s'agit d'une farce d'interprétation difficile, mettant en scène un maître qui cherche à vaincre son ennui et dialogue avec son esclave pour savoir quoi faire, trouvant toujours une bonne raison de ne rien faire, remettant parfois en question les préceptes moraux, mais conservant le principe selon lequel les désirs des dieux sont incompréhensibles pour les humains. Un conte comique, le Pauvre hère de Nippur, a pu être rapproché de ces textes de sagesse.

### Textes mythologiques et épiques
Les bibliothèques des savants mésopotamiens contenaient également des œuvres mythologiques et épiques, dont le but apparent était plus divertissant, même si elles délivraient elles aussi des préceptes moraux et une réflexion sur la condition humaine et divine, et véhiculaient souvent un message politique. Bien que très proches du point de vue littéraire, les textes mythologiques et épiques sont couramment distingués parce que les premiers mettent en scène principalement des protagonistes divins, et les seconds des héros humains. Ils furent composés à partir de traditions plus anciennes élaborées à l'époque sumérienne et souvent couchées par écrit à la fin du IIIe millénaire av. J.-C., mais remaniées et réécrites en babylonien à partir du second quart du IIe millénaire av. J.-C., la vieille littérature épique et mythologique sumérienne étant alors oubliée et remplacée par cette littérature en akkadien. Ces œuvres se caractérisent en général par une longueur et une ambition plus importantes que celles des œuvres plus anciennes.
Parmi les principaux textes mythologiques en babylonien plus directement liés aux traditions anciennes, on trouve la Descente d'Ishtar aux Enfers, adaptation raccourcie d'un mythe en sumérien plus ancien, relatant comment la grande déesse Inanna/Ishtar décida un jour de prendre le contrôle des Enfers, mais y fut piégée et capturée par la Reine des Enfers, Ereshkigal, et ne put en revenir qu'après des péripéties emportant son bien-aimé, Dumuzi/Tammuz. D'autres textes mythologiques majeurs en babylonien sont des compositions plus originales, reprenant et réassemblant des mythes plus anciens pour former un récit cohérent. L'Atrahasis ou « Mythe du Supersage », rédigé autour du XVIIIe siècle av. J.-C., relate la création de l'homme par les dieux, puis la tentative de destructions des seconds par les premiers par le Déluge, l'humanité ne survivant que grâce au « Supersage » qui construisit une arche après avoir été alerté par le dieu Ea. L’Épopée de la Création, ou Enūma eliš (« Lorsqu'en haut », son incipit) est un autre récit de création, élaboré dans la seconde moitié du IIe millénaire av. J.-C. afin de glorifier Babylone et son grand dieu Marduk (il s'agit probablement d'une création de son clergé, de concert avec le pouvoir royal), qui y triomphe de la déesse primordiale Tiamat, créant ensuite le Monde et les hommes. L’Épopée d'Erra, mise par écrit vers le VIIIe siècle av. J.-C., décrit les destructions causées en Babylonie par le dieu destructeur Erra (un avatar du dieu infernal Nergal), servant d'explication théologique aux malheurs subis par cette région durant les siècles ayant précédé sa rédaction.
Le texte épiques le plus célèbre mis par écrit en Babylonie est l’Épopée de Gilgamesh, mise en forme vers les XVIIIe – XVIIe siècle av. J.-C. à partir de récits épiques en sumérien mettant en scène le même héros, puis connaissant une version standardisée écrite vers les XIIIe – XIIe siècle av. J.-C. qui rencontra un important succès dans le Proche-Orient ancien. Elle raconte les aventures de Gilgamesh, légendaire roi d'Uruk, et sa quête infructueuse de l'immortalité. Le Mythe d'Adapa relate quant à lui comment son héros éponyme, grand-prêtre du dieu Enki/Ea à Eridu, fut convoqué chez le dieu céleste Anu après avoir brisé les ailes de l'oiseau du Vent du Sud. Dans le Mythe d'Etana, le héros éponyme, roi légendaire de Kish, cherche de son côté à atteindre le Ciel afin d'obtenir une plante qui doit lui permettre d'avoir un fils.

Mythes et épopées babyloniens.
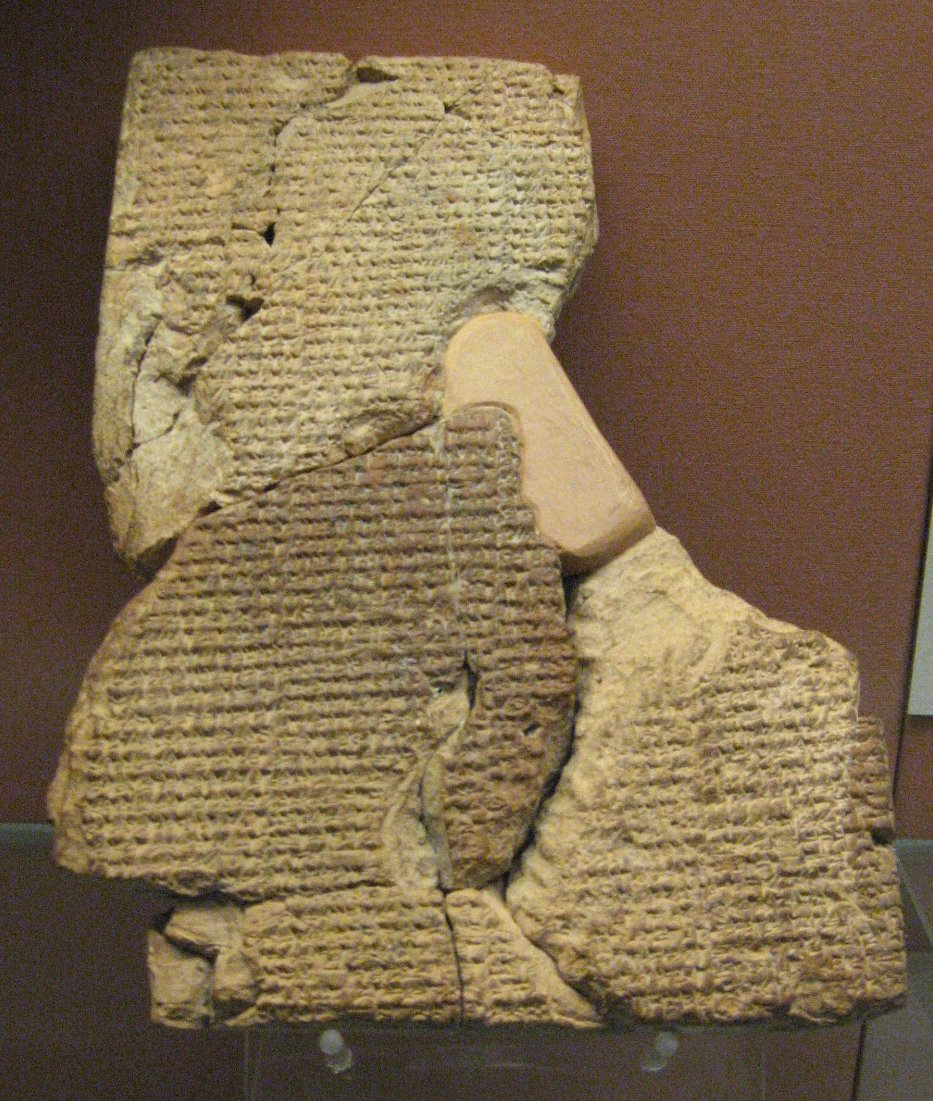
Première tablette de l’Atrahasis, copie provenant de Sippar, XVIIe siècle av. J.-C. British Museum.
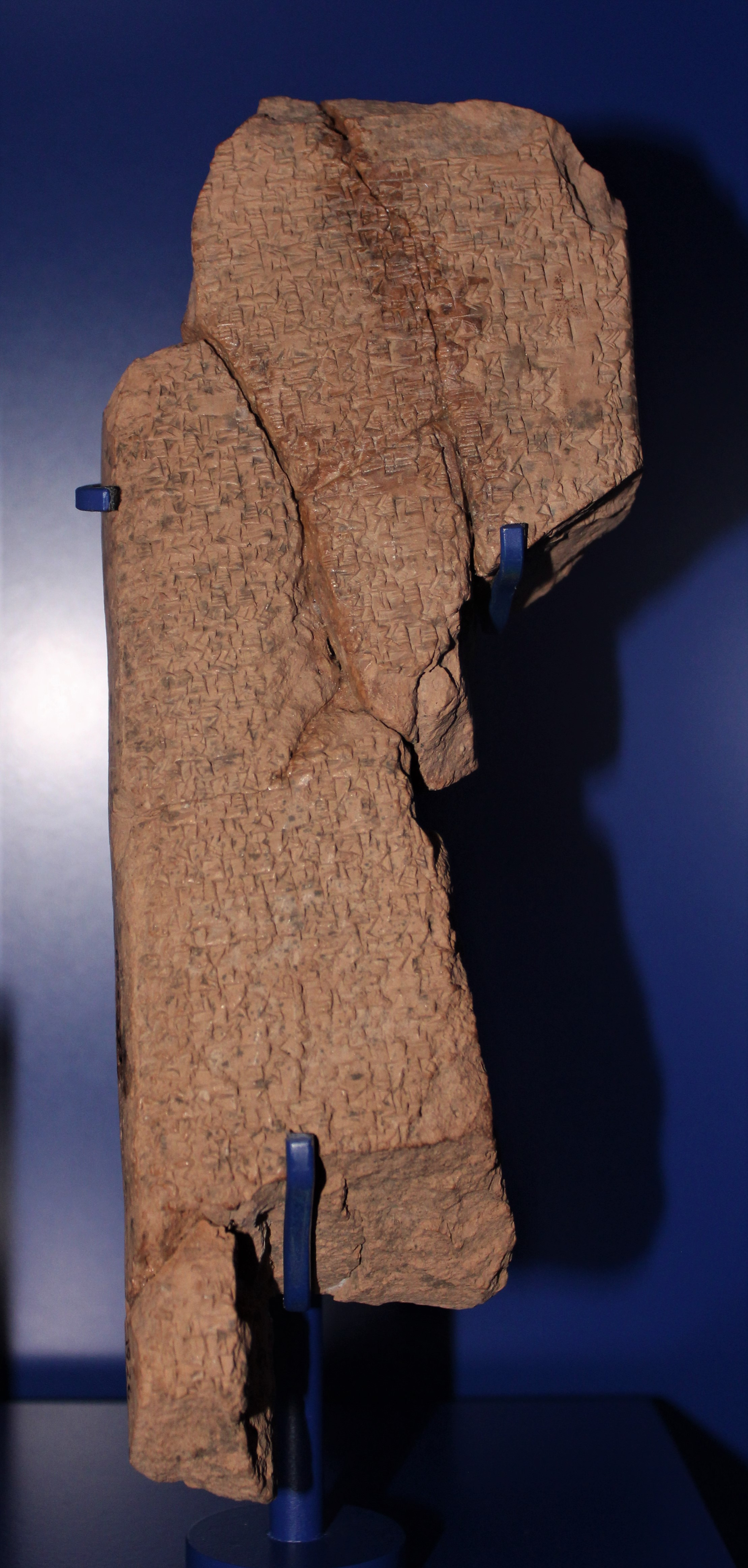
Tablette fragmentaire de l’Épopée de la Création (Enūma eliš) mise au jour à Kish, datée d'environ 700 av. J.-C. Ashmolean Museum.
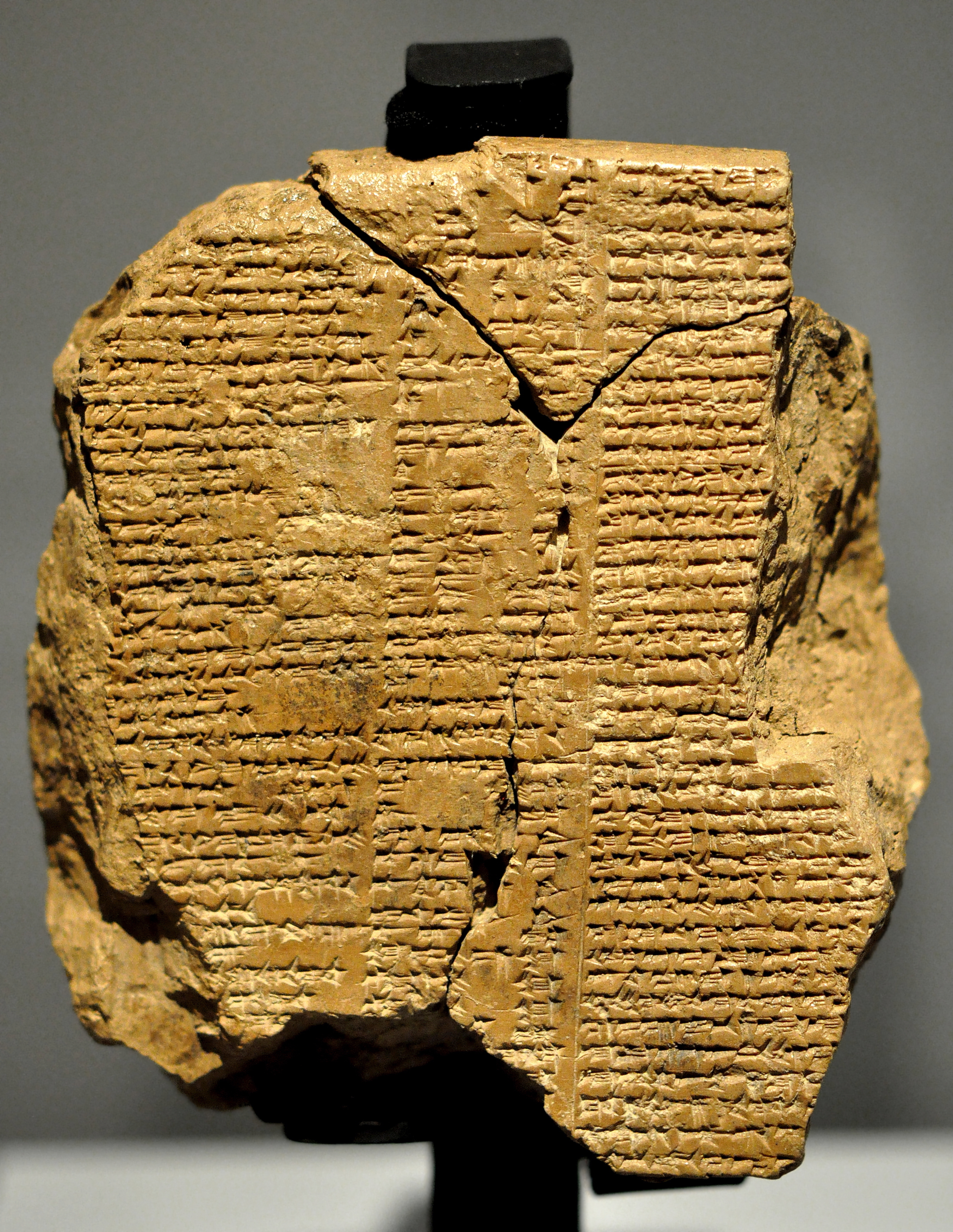
Tablette V de l’Épopée de Gilgamesh, époque néo-babylonienne (VIe siècle av. J.-C.). Musée de Sulaymaniyah.

### Littérature historique
Une partie de la production littéraire mésopotamienne avait une vocation historiographique. Certains de ces textes, en particulier ceux rédigés à l'époque paléo-babylonienne, reprenaient des traditions sumériennes mettant en récit des événements passés repensés dans un contexte épique ou mythologique avec une visée morale et politique. Cela concernait avant tout des récits relatifs aux anciens rois d'Akkad, Sargon et Naram-Sîn, qui faisaient l'objet de récits en akkadien prenant la suite de textes sumériens plus anciens comme la Malédiction d'Akkad. C'est le cas de la Légende cuthéenne de Naram-Sîn, composée vers le XVIIIe siècle av. J.-C., relatant l'attitude arrogante et impie de ce roi lors d'une guerre, au cours de laquelle il est défait après avoir ignoré les présages négatifs envoyés par les dieux, ce dont il se repent. Par la suite les textes historiographiques produits par les savants babyloniens prirent surtout la forme de chroniques. Surtout développées à partir du VIIIe siècle av. J.-C., elles avaient pour but premier de rapporter les événements récents par année, rapportant aussi bien les victoires que les défaites des souverains babyloniens, se présentant donc comme plus objectives que les textes historiographiques assyriens contemporains qui étaient marqués par un biais plus fort. Cela ne les empêchait pas d'avoir un discours politique tranché dans certains cas : la Chronique de Nabonide est ainsi une charge contre ce souverain, coupable selon son auteur (là encore lié au clergé de Babylone) de n'avoir pas honoré Marduk, qui aurait alors décidé en sa défaveur lors de son affrontement contre le roi perse Cyrus II. D'autres chroniques remontaient plus loin dans le passé, et avaient une visée théologique plus prononcée. La Chronique Weidner ou Chronique de l'Esagil explique ainsi comment Marduk a récompensé les souverains du passé qui lui avaient fait des offrandes, et châtié ceux qui ne l'avaient pas fait, envoyant ainsi un avertissement aux souverains présents et à venir. La Chronique des rois anciens, remontant jusqu'à l'époque d'Akkad, a l'aspect d'une collection de présages, mettant en rapport des événements et des observations divinatoires, présentant l'Histoire comme une succession d'événements se déroulant de manière cyclique et annoncés de diverses manières par les dieux. Ces chroniques historiques furent recopiées et de nouvelles furent rédigées jusqu'à l'époque hellénistique.

Historiographie babylonienne.
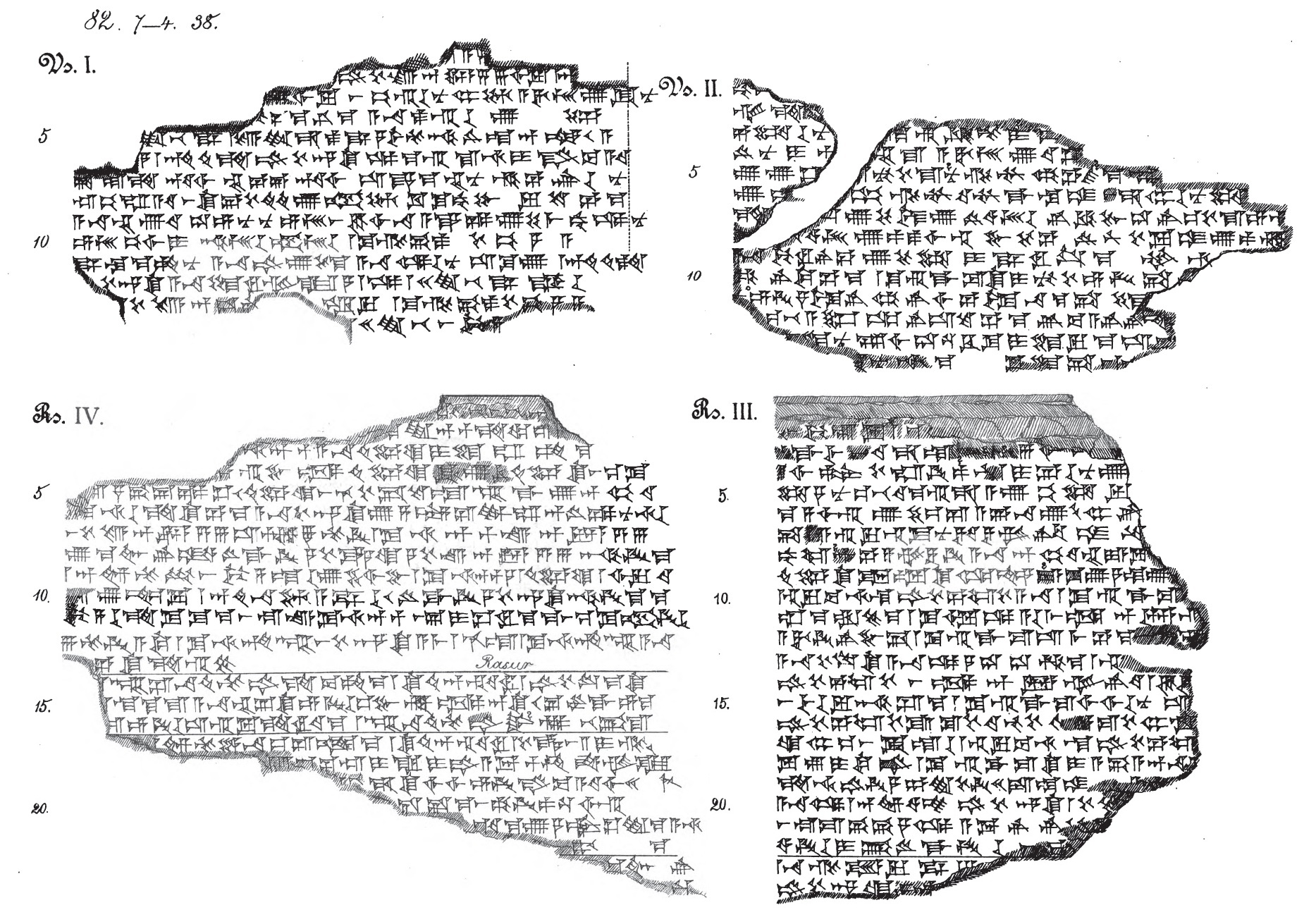
Copie des signes de la Chronique P, relatant les relations entre Babylone et l'Assyrie, par Hugo Winckler[281].
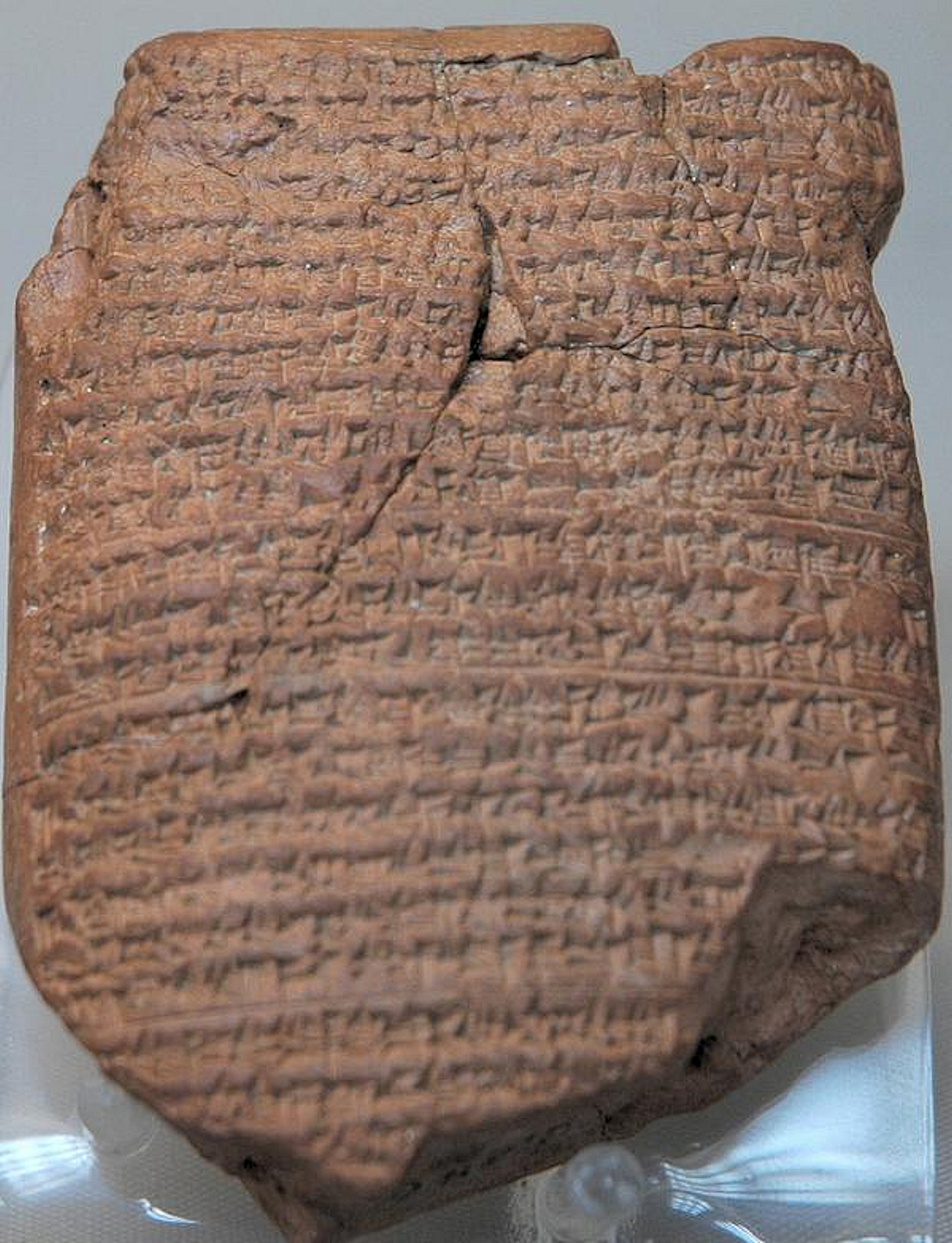
Chronique des premières années du règne de Nabuchodonosor II.
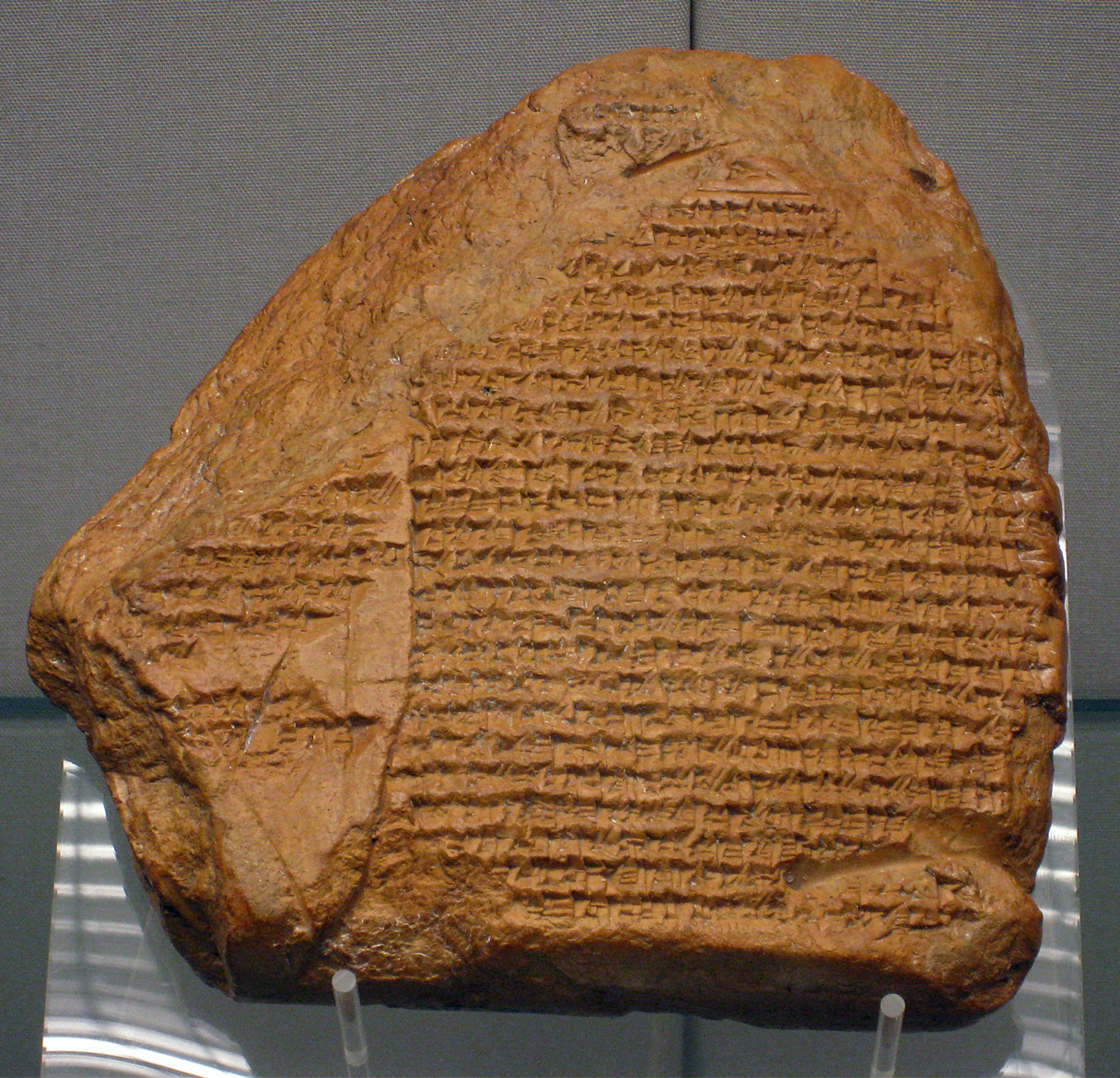
Fragment de la Chronique de Nabonide. British Museum.
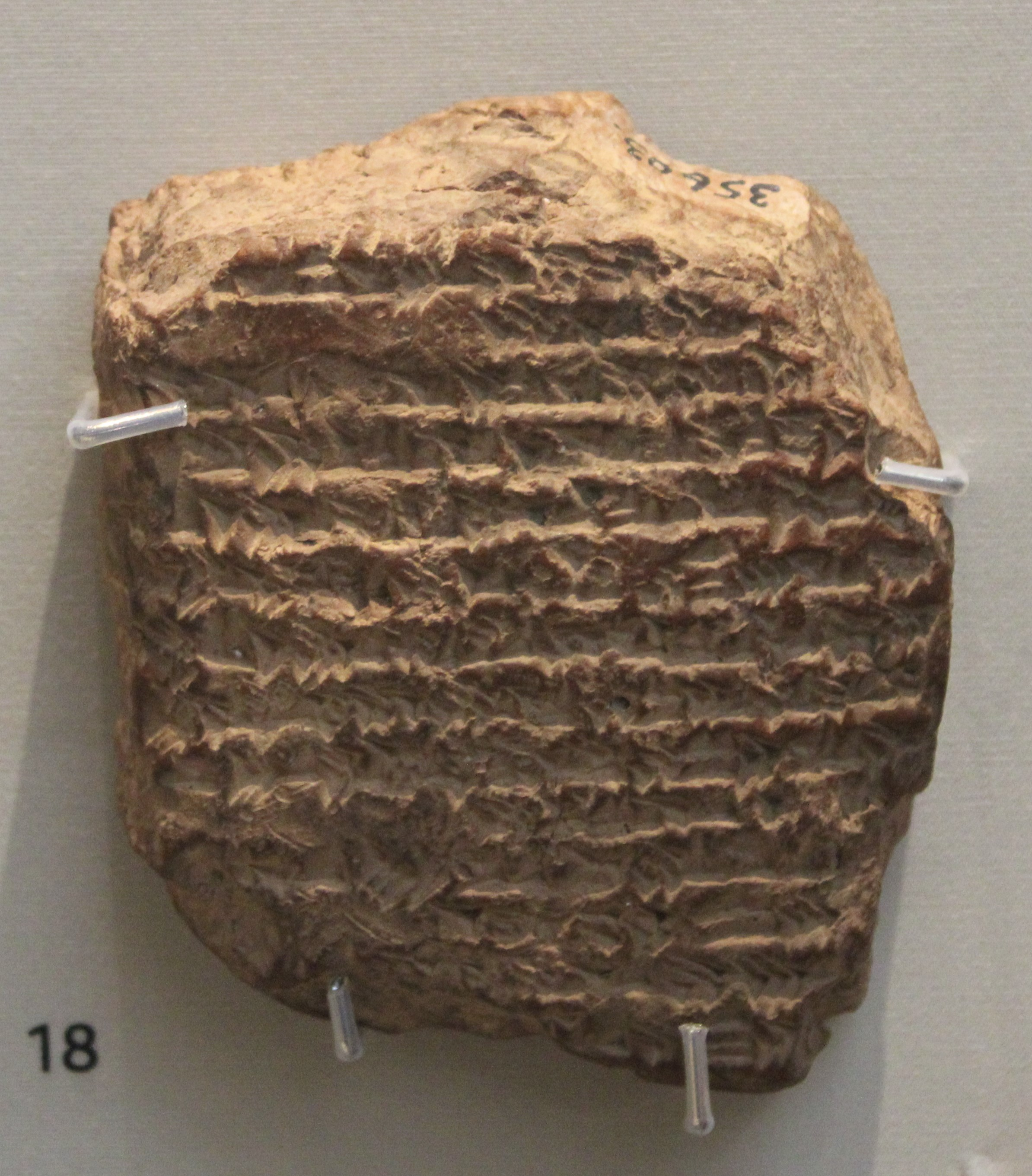
Liste des rois séleucides. IIe siècle av. J.-C., Babylone. British Museum.

### Rayonnement intellectuel
Le Sud mésopotamien exerçait une forte influence culturelle sur les régions voisines du Proche-Orient depuis l'époque sumérienne, et ce phénomène se prolongea à l'époque babylonienne. Il est particulièrement visible dans les activités lettrées et intellectuelles, des textes originaires de Babylonie se retrouvant dans les régions voisines, où ils s'étaient diffusés avec la pratique du cunéiforme.
Ce rayonnement connut son apogée dans la seconde moitié du IIe millénaire av. J.-C., quand l'akkadien sous sa forme babylonienne était la langue diplomatique des chancelleries des grandes monarchies du Moyen-Orient. Il devait donc être enseigné et maîtrisé dans leurs palais, ce qui semble avoir impliqué que des scribes et savants mésopotamiens se soient déplacés dans d'autres pays. De fait, des textes babyloniens se retrouvaient aussi bien en Assyrie, région traditionnellement sous influence du Sud mésopotamien, mais aussi en Syrie (notamment à Ugarit), dans l'Anatolie hittite (des scribes babyloniens étant attestés dans la capitale hittite, Hattusa), et jusqu'en Égypte (à El-Amarna). Cela concerne aussi bien des textes scolaires comme les listes lexicales, que des rituels et des textes épiques et mythologiques (l’Épopée de Gilgamesh en particulier).
L'influence du milieu savant babylonien au Ier millénaire av. J.-C. se voyait encore en Assyrie (les bibliothèques de Ninive comprenant de nombreux textes pris ou copiés en Babylonie) et dans la littérature biblique (notamment le thème du Déluge), sans doute en partie constituée en Babylonie, même si beaucoup de points communs entre les traditions religieuses babyloniennes et la Bible s'expliquent plutôt par le fait qu'elles partageaient des origines communes qu'à une influence directe. Par la suite l'influence des savoirs babyloniens dans les domaines des mathématiques, de la médecine, de la magie et aussi du droit se retrouva dans le Talmud de Babylone.
Il est en revanche plus difficile de postuler une influence directe sur les savoirs de la Grèce antique, en dehors du cas de l'astronomie et de certaines pratiques divinatoires (les horoscopes) pour laquelle des contacts sont plus clairement indiqués par les textes. Dans le domaine de la littérature épique et religieuse, l'influence s'il y en a eu paraît plus indirecte (on évoque plus à ce propos une influence « orientale »). Les tentatives de transmission de la culture babylonienne à l'époque hellénistique comme celle de Bérose, prêtre de Babylone écrivant en grec, semblent avoir été peu fructueuses. Les traditions savantes de la Mésopotamie antique furent donc oubliées après la disparition des temples de Babylonie et de leurs cercles lettrés aux débuts de notre ère.

## Arts visuels: les images et leurs contextes

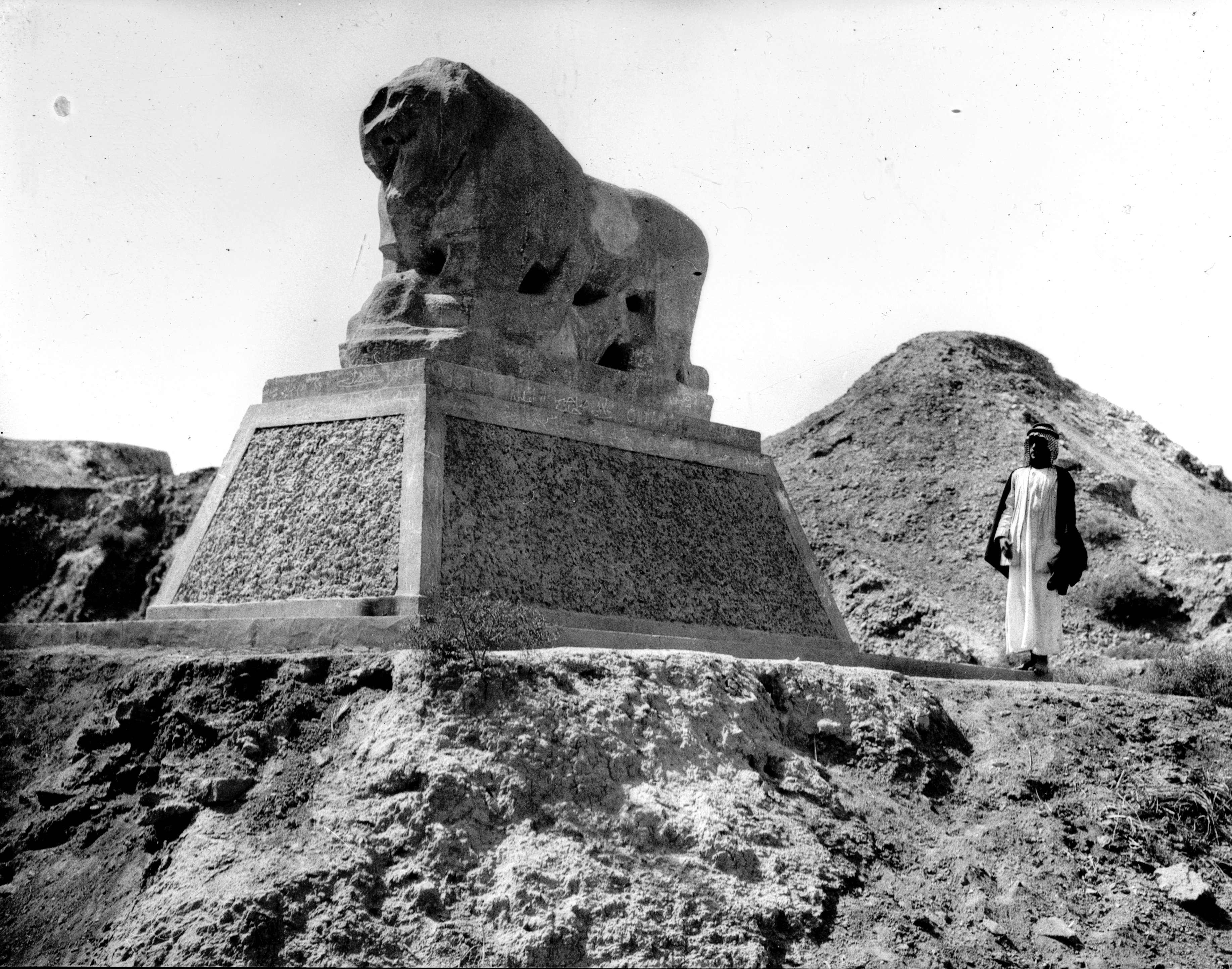
Statue de lion en basalte retrouvée sur le site de Babylone dans le secteur palatial.

Les réalisations artistiques de la Babylonie antique connues par l'archéologie sont essentiellement de nature publique, liées aux croyances et pratiques religieuses.
Cela s'explique notamment par le fait que les sanctuaires ont été les lieux privilégiés de fouilles, les palais, tombes et résidences ayant fourni moins de matériel archéologique. Cela reflète par ailleurs l'importance du principe des offrandes aux dieux, qui prenaient souvent la forme d'objets, de plus ou moins bonne qualité suivant les moyens du dédicant, les offrandes royales étant les plus somptueuses. Les textes permettent à plusieurs reprises d'approcher des objets votifs disparus, donc des formes d'art qui ne peuvent plus être connues (comme les objets en métal qui ont souvent été refondus). Ces offrandes consistaient pour une part en des biens destinés à enrichir le trésor d'un temple, notamment du mobilier voué à servir au dieu, ou bien des statues et autres représentations d'une personne en posture de prière envers la divinité auxquelles elles étaient offertes, et les ex-voto à proprement parler, des objets offerts afin d'obtenir une grâce précise.
L'art privé, domestique et personnel, est moins attesté. La forme la plus répandue d'objet personnel retrouvée sur les sites mésopotamiens est le sceau-cylindre, servant en premier lieu à authentifier les actes, mais ayant aussi un caractère religieux. Enfin, quelques cas de décorations architecturales et murales ont été mis au jour sur des sites, s'inscrivant dans un ensemble monumental lié à la vie politique et religieuse, notamment à Babylone.

### La statuaire

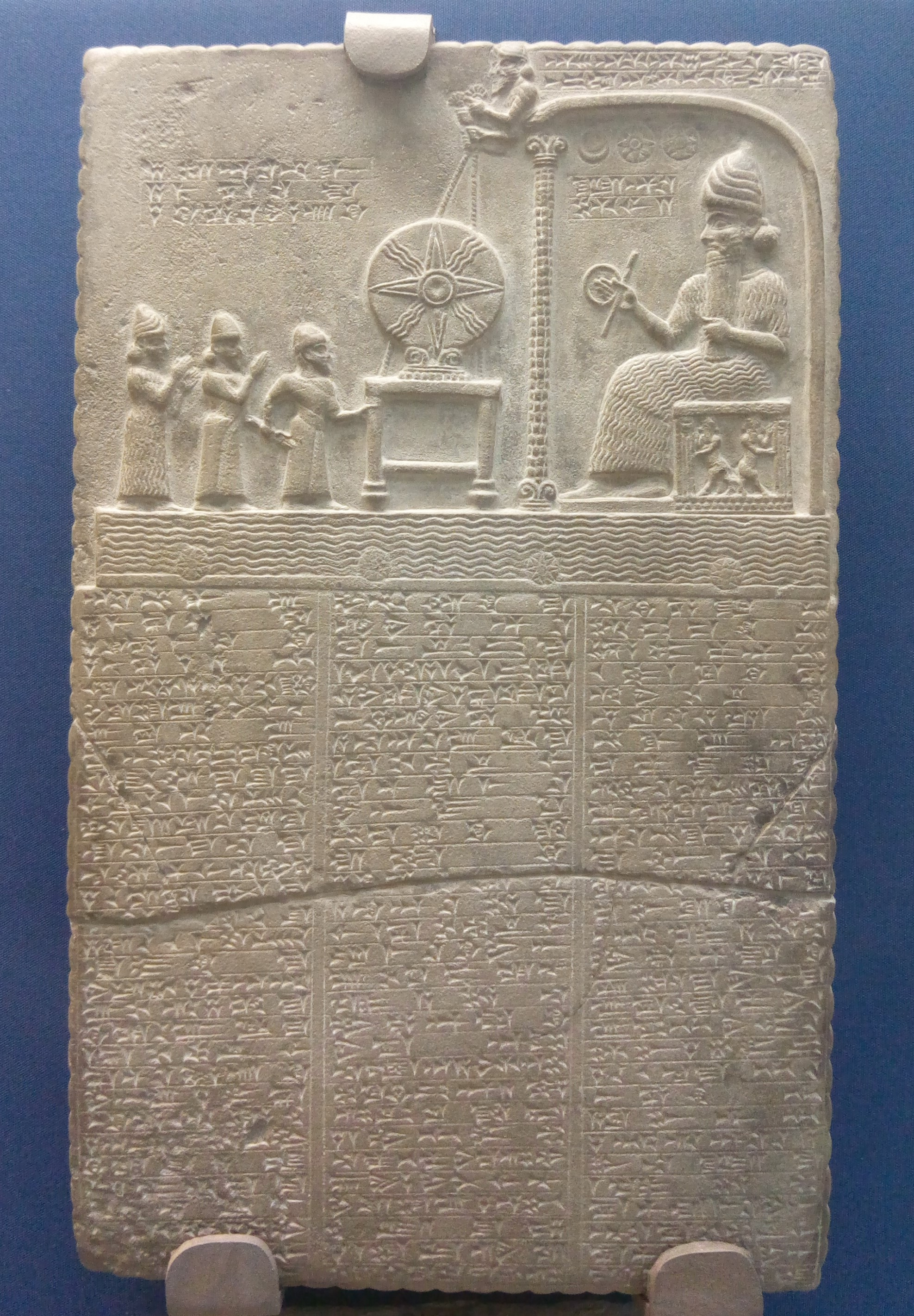
Bas-relief sur stèle représentant le dieu-soleil Shamash, sous sa forme de statue divine, trônant en majesté face au roi Nabû-apla-iddina (888-855 av. J.-C.) introduit par un prêtre et une divinité protectrice ; entre les deux, le disque solaire symbolisant le dieu, suspendu sur un autel. British Museum. L'inscription commémore la confection et la consécration de la statue : « Pour façonner cette statue, (Nabû-apla-idinna) mobilisa toute son intelligence et grâce à la sagesse d'Ea, au travail de Ninildu, Kugibanda, Ninkurra, Ninzadim, avec de l'or rouge, et du lapis-lazuli pur, il (re)fit de la manière la plus exacte la statue de Shamash, le grand seigneur. Par le rituel de purification d'Ea et de Marduk (…) il fit son lavage de bouche et (le dieu) établit là sa résidence ».

Les statues les plus importantes étaient les statues de culte des divinités, déposées dans les temples pour manifester leur présence sur terre. Si aucun de ces objets n'a été mis au jour, on sait qu'on apportait le plus grand soin à leur confection : les dieux les plus importants avaient des statues réalisées en bois de qualité, ornées de métaux rares et pierres précieuses (lapis-lazuli, or). D'après les représentations de statues figurées sur des reliefs, il semble que la forme de représentation privilégiée était celle de la divinité sur son trône, en majesté, même s'il existait aussi des représentations de divinités debout. Après la réalisation de l'objet, le rituel du « lavage de la bouche » (mīs pī) ou de l'« ouverture de la bouche » (pīt pī) assurait la présence divine dans l'objet, puis elle jouait un rôle central dans son culte : elle recevait les offrandes, elle était vêtue, parée, maintenue pure, déplacée lors de processions.
Les découvertes archéologiques ont livré peu de statues, et elles sont souvent dans un état très fragmentaire. Elles datent pour beaucoup de la période paléo-babylonienne, et sont en métal (bronze surtout), en pierre et en terre cuite. Il s'agit essentiellement d'objets votifs : représentations de divinités, notamment des déesses protectrices Lam(m)a ; représentations d'orants en position de prière, comme l'« adorant de Larsa » voué par un dignitaire de Hammurabi pour le bien du roi, l'image se substituant alors à la présence réelle de la personne afin de permettre à sa prière d'être entendue continuellement par la divinité auprès de laquelle elle était déposée ; représentations d'animaux, choisis apparemment pour les divinités auxquelles ils étaient associés (chiens liés à la déesse guérisseuse Gula, béliers du dieu Amurru lié aux espaces sauvages). Les représentations royales ne sont en revanche attestées que par une tête en diorite qui faisait partie à l'origine d'une statue représentant un souverain debout.

Statuaire de la période paléo-babylonienne
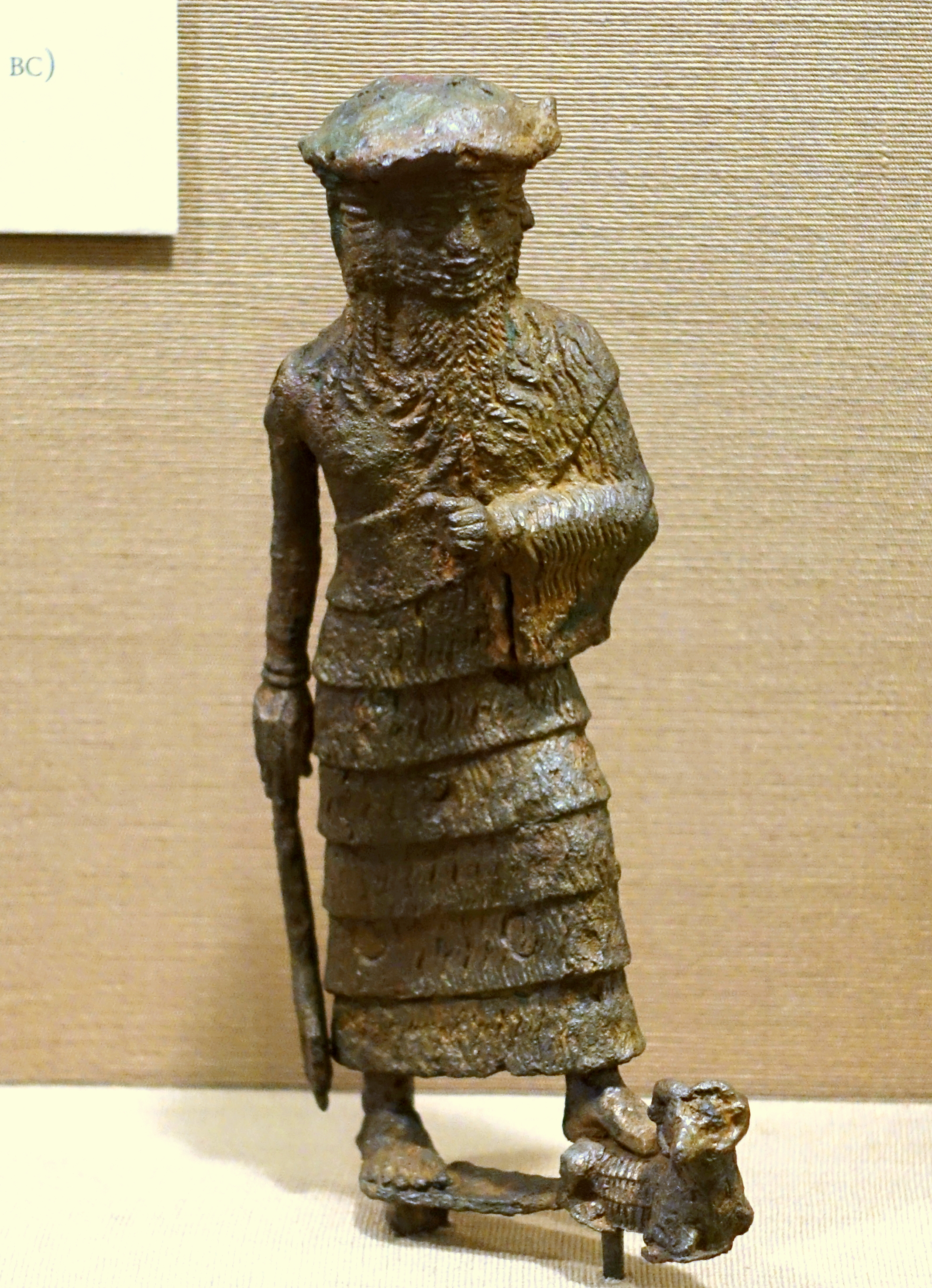
Dieu à quatre visages. Probablement originaire d'Eshnunna. Musée de l'Institut oriental de Chicago.
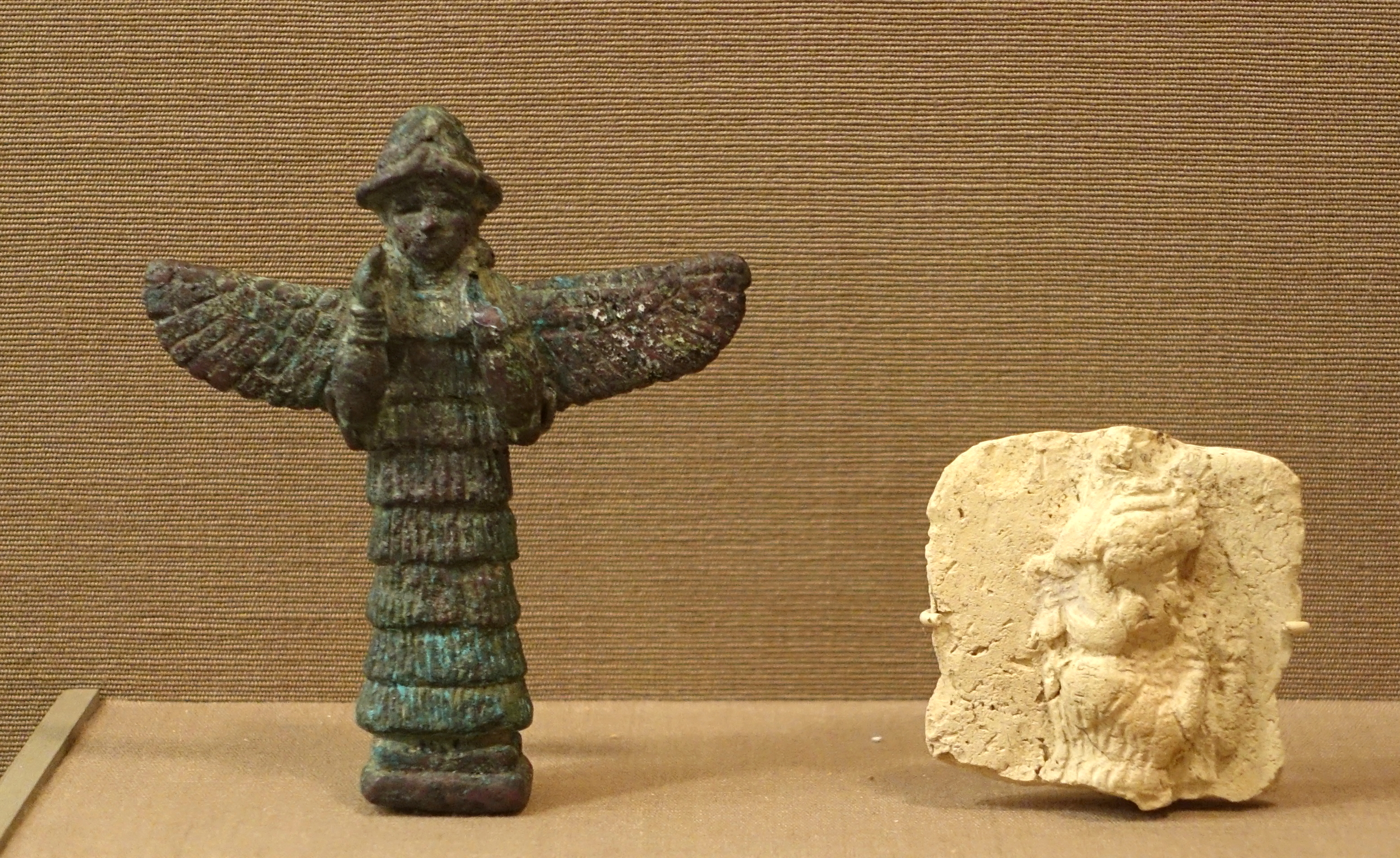
Déesse protectrice (Lam(m)a ?). Musée de l'Institut oriental de Chicago.
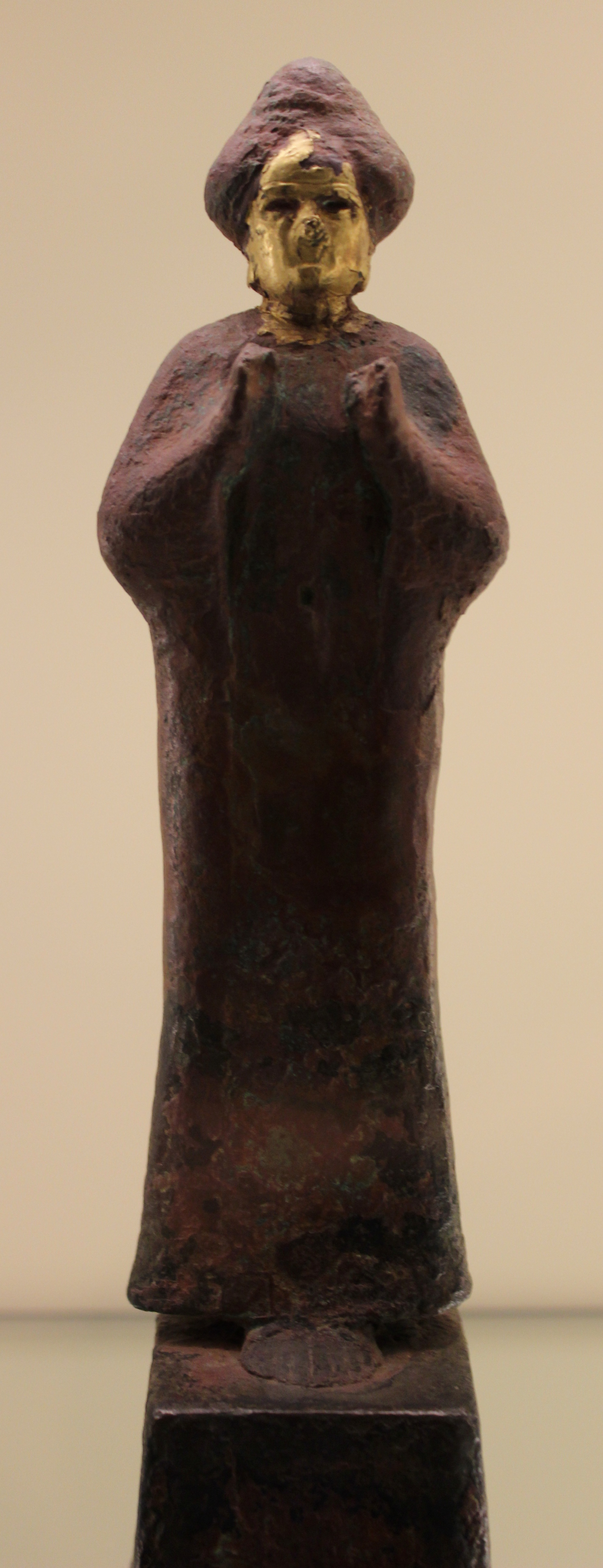
Statuette d'orante. Pergamon Museum.
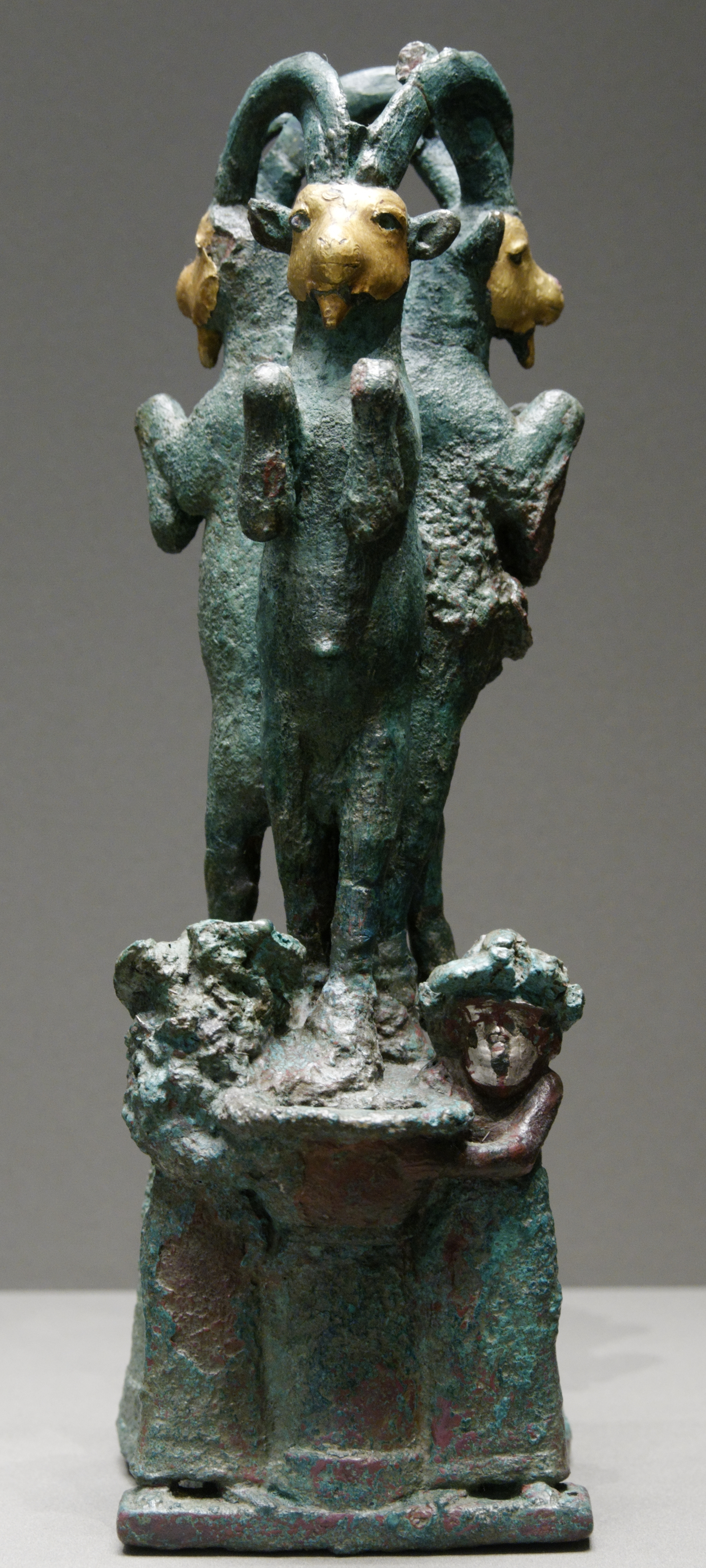
Statuette représentant trois bouquetins supportés par des divinités. Musée du Louvre.
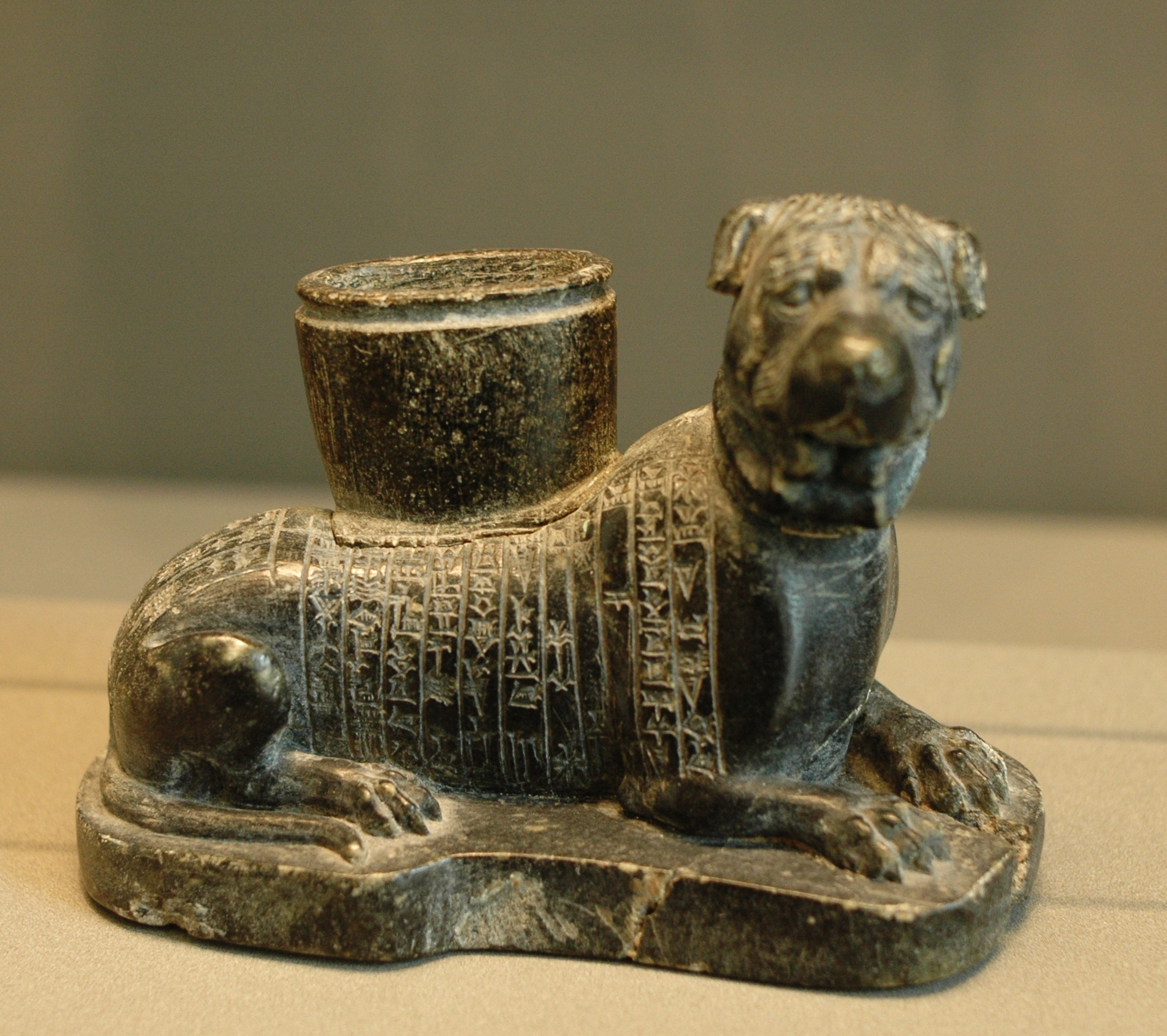
Statuette votive d'un chien, animal de Ninisinna/Gula, retrouvée à Girsu. Musée du Louvre.
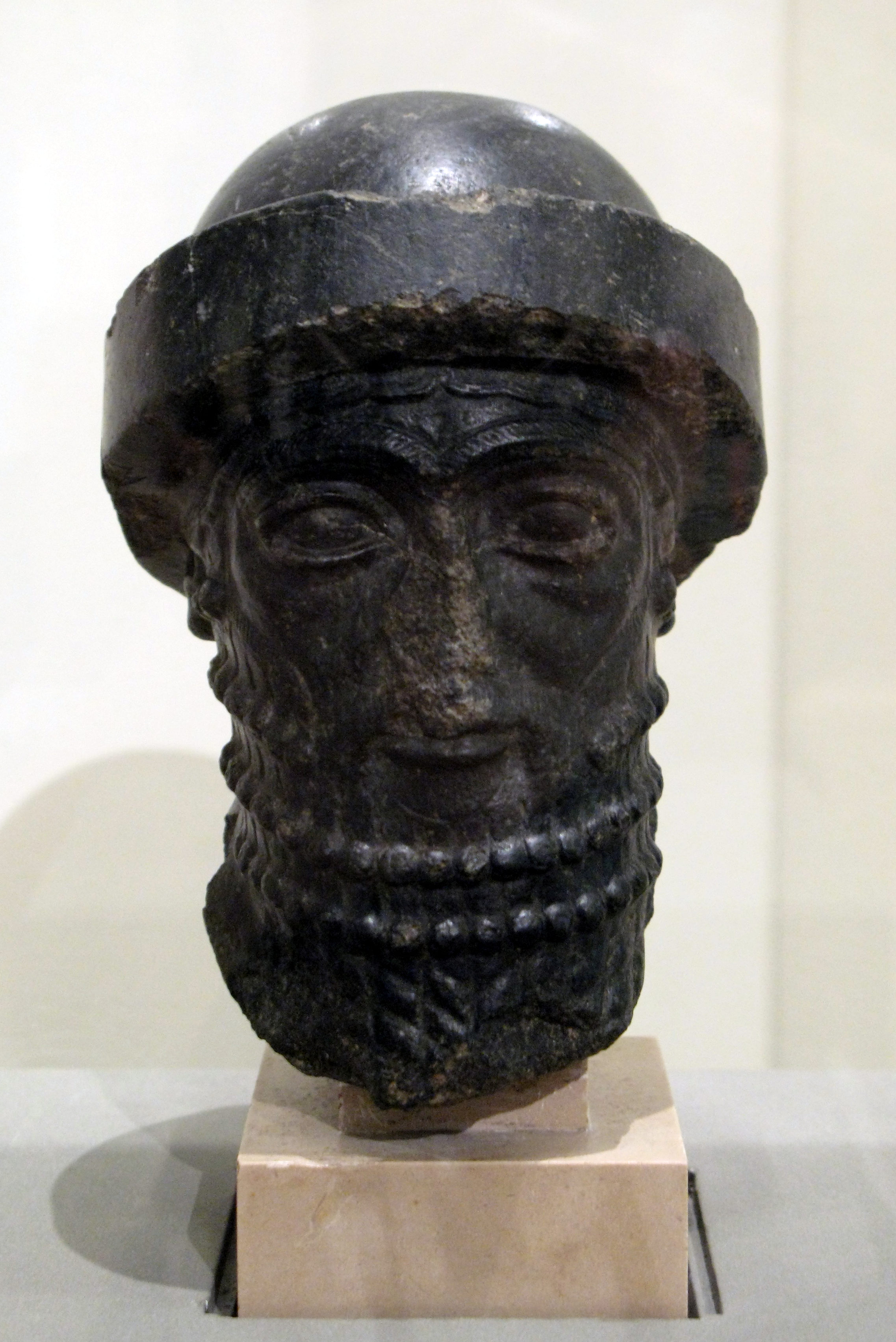
Tête sculptée d'un roi inconnu (Hammurabi ?). Musée du Louvre.
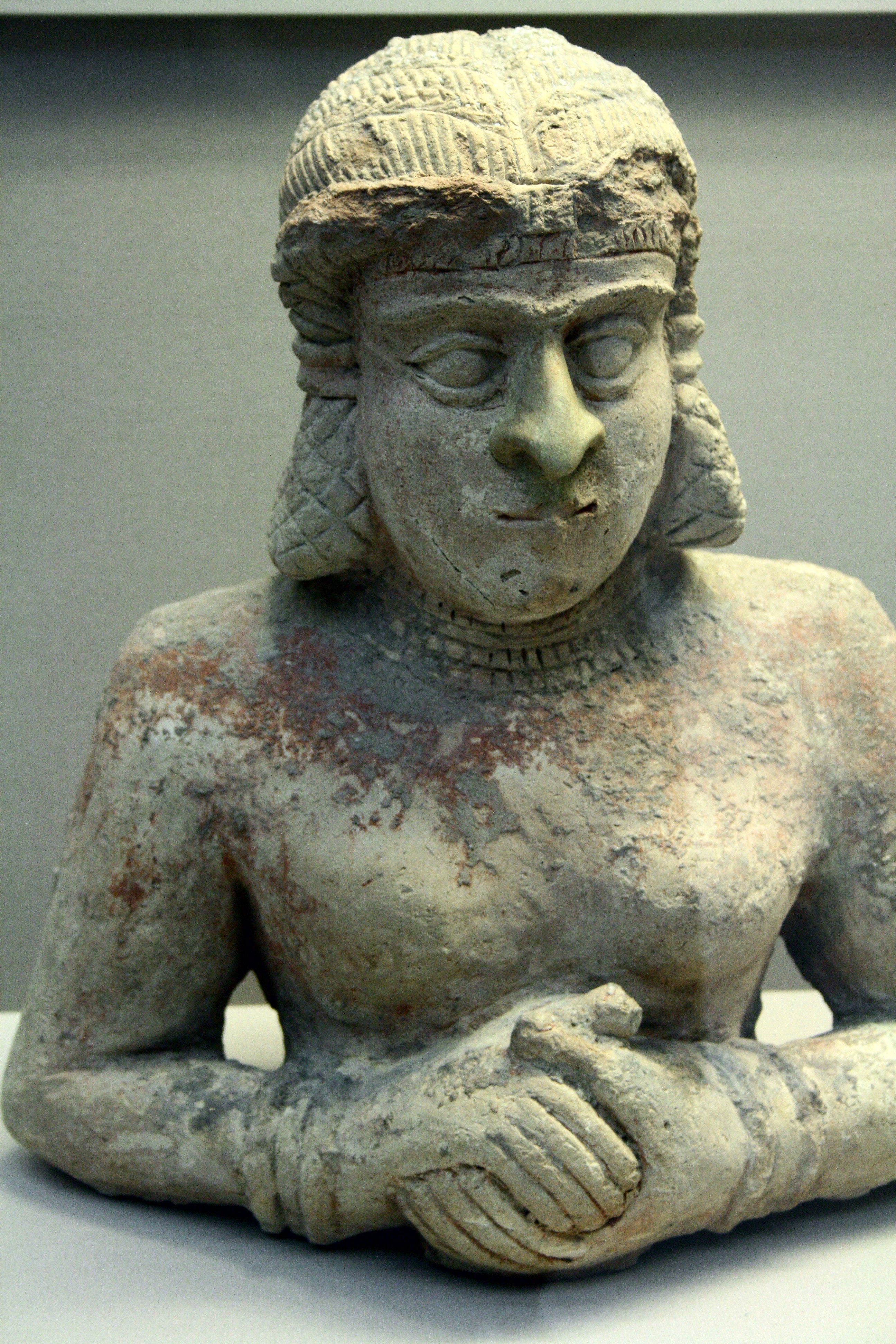
Buste de femme en terre cuite. British Museum.

La statuaire des périodes kassite et néo-babylonienne est très mal connue. On connaît surtout de ces époques des statues en terre cuite de divinités, génies ou démons.

Statuaire des périodes kassite et néo-babylonienne
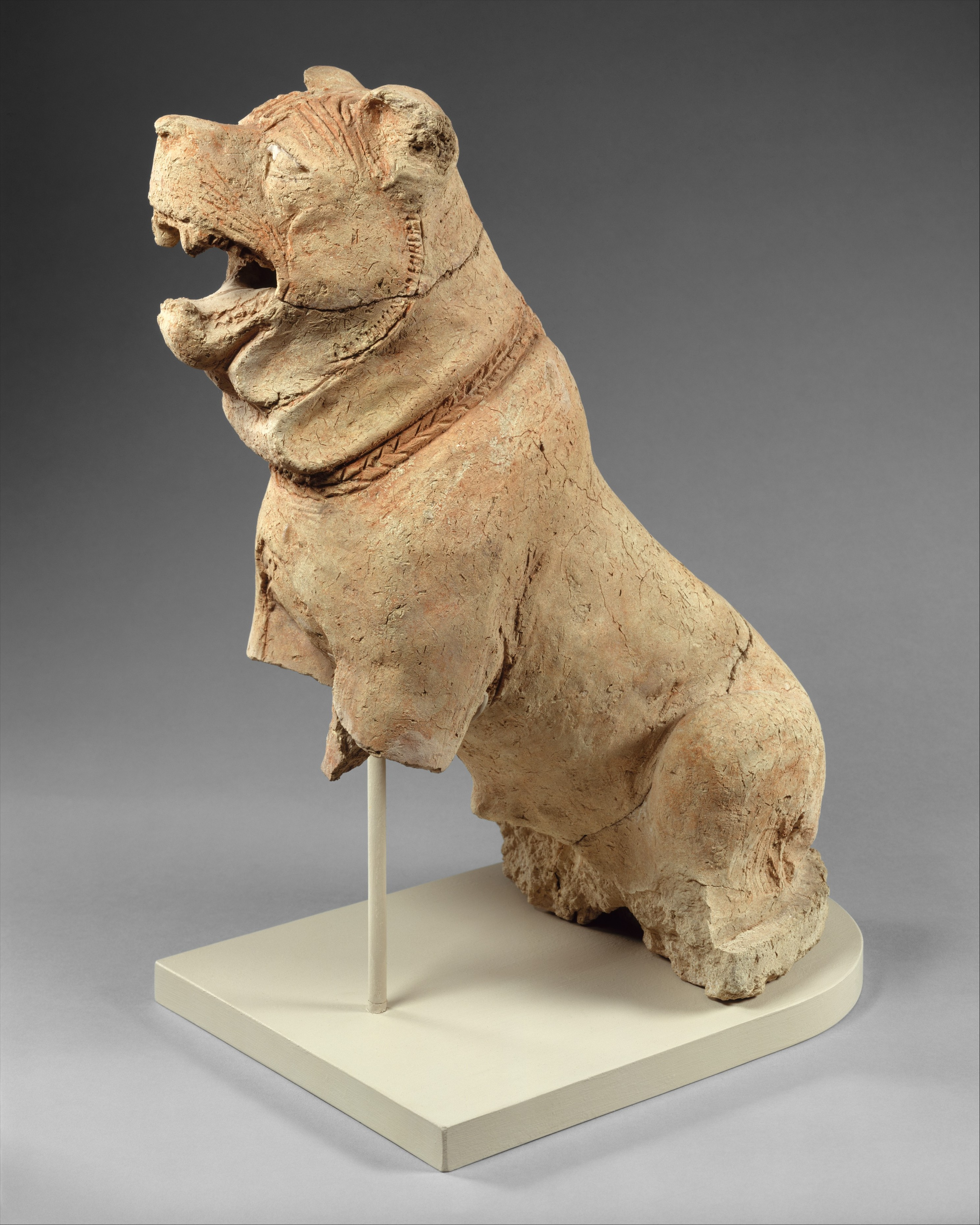
Mastiff en terre cuite, période kassite. Metropolitan Museum of Art.
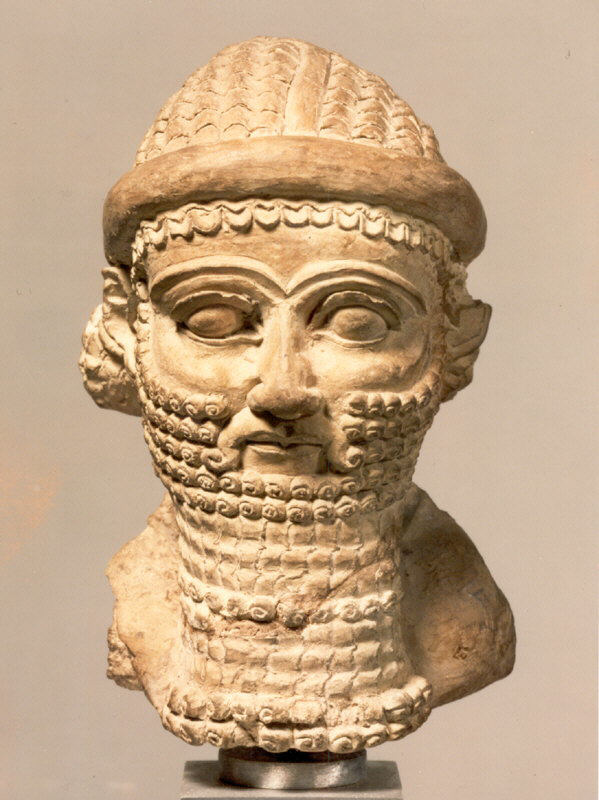
Tête en terre cuite d'un personnage masculin (divinité ?), v. VIIIe – VIIe sièclee av. J.-C. Metropolitan Museum of Art.
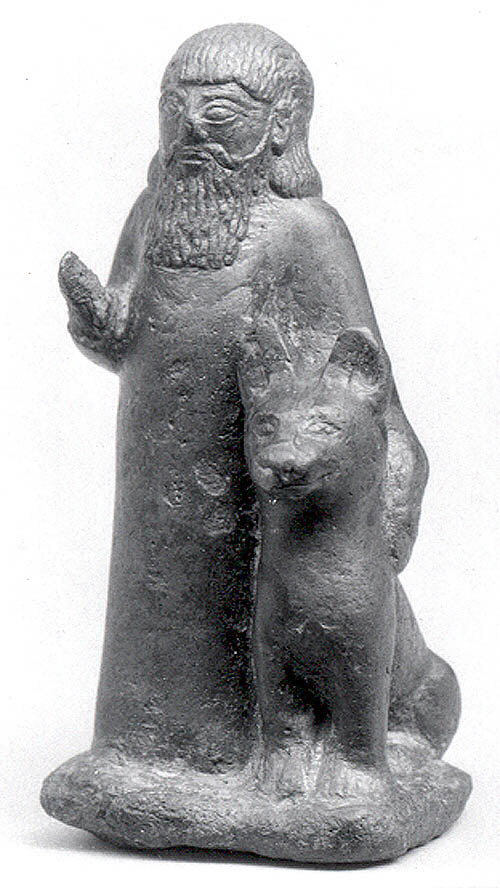
Homme avec chien, bronze, v. VIIIe – VIIe sièclee av. J.-C. Metropolitan Museum of Art.

La statuaire de l'époque tardive (séleucide et parthe) est mieux connue, pour un contexte archéologique différent de celui des époques précédentes : les tombes. Elle témoigne de l'arrivée des influences hellénistiques, qui se voient dans le style artistique, et l'emploi plus courant de la terre cuite et les pierres tendres, intégrées dans la production locale pour représenter des divinités mésopotamiennes, souvent dans un style grec (reprenant les traits de leurs contreparties grecques), ce qui donne un art « gréco-babylonien ». Il est notamment caractérisé par des statuettes représentant des figures féminines, debout, assises ou allongées, habillées ou nues, dont plusieurs peuvent être identifiées comme des déesses.

Petite statuaire de l'époque tardive
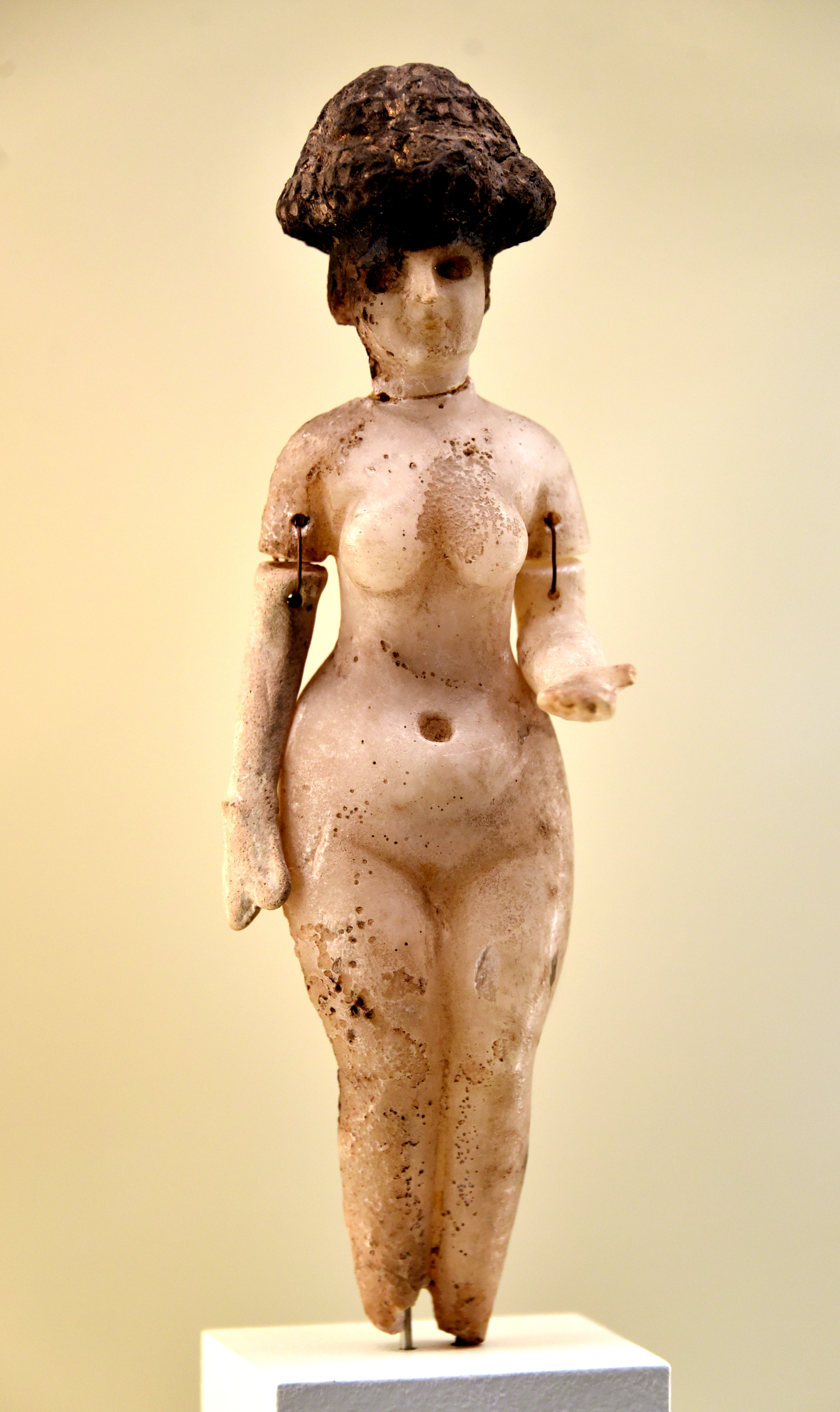
Statuette en albâtre de femme nue avec une coiffure en bitume, IIIe – IIe siècle av. J.-C.. Musée de Pergame.
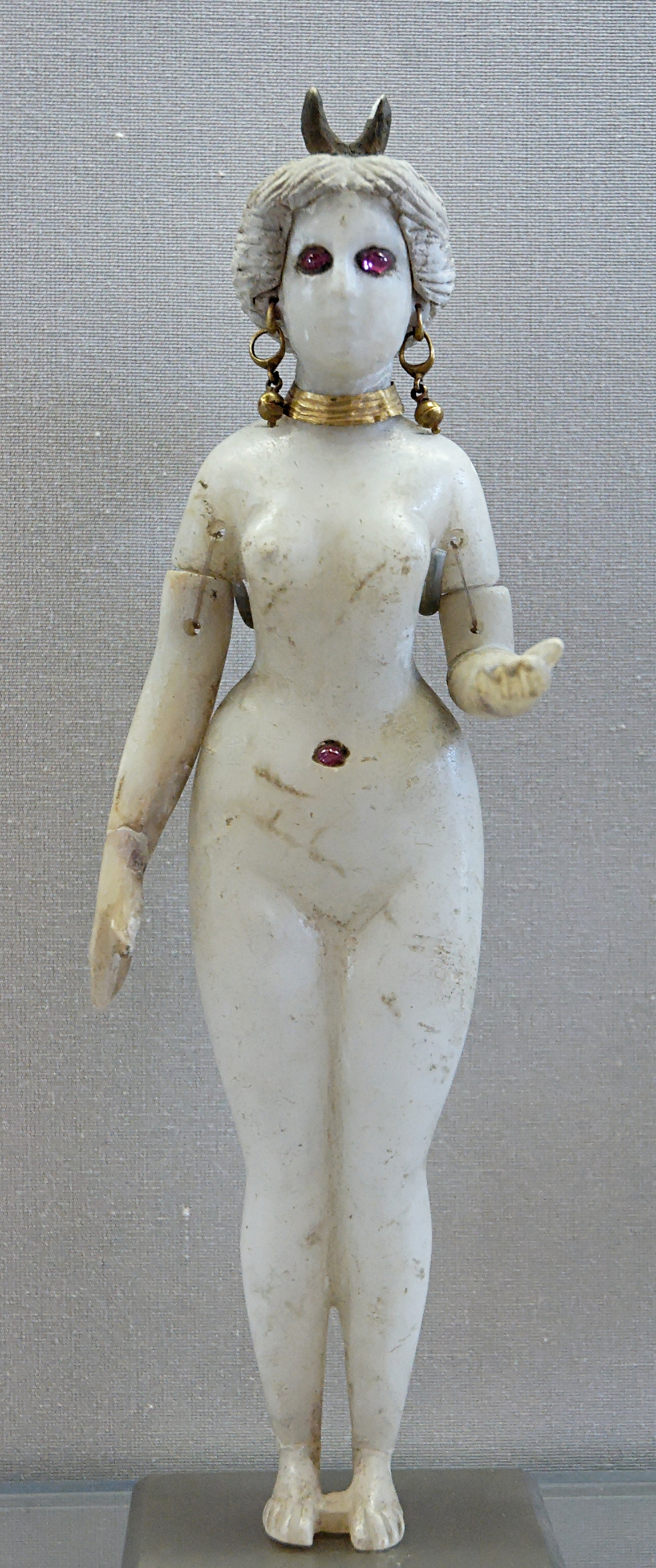
Statuette en albâtre d'une déesse nue, avec des ornements en bronze doré et rubis, provenant d'un tombeau de Babylone, Ier siècle av. J.-C. − Ier siècle apr. J.-C. Musée du Louvre.
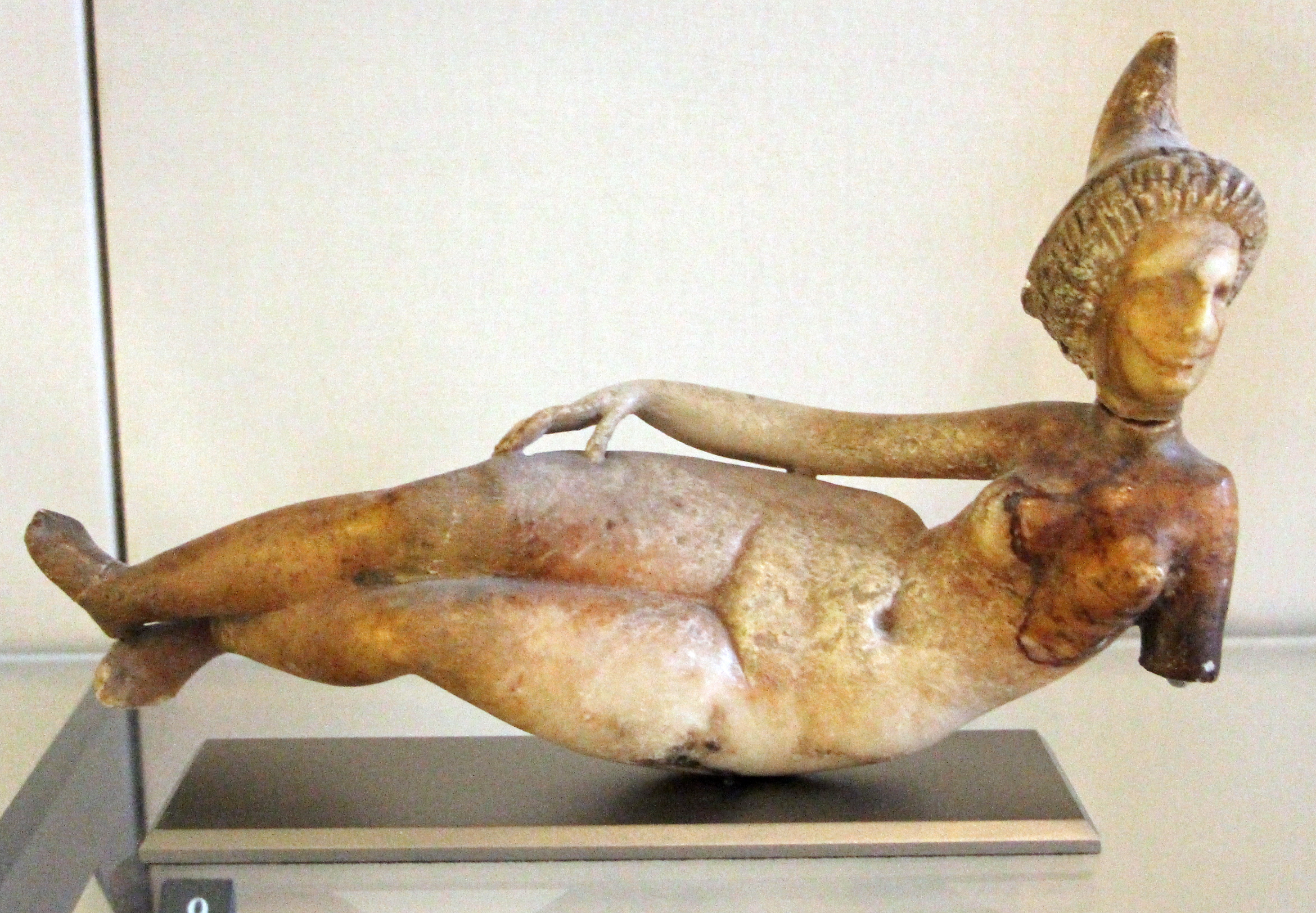
Statuette en albâtre d'une femme allongée, portant un bonnet phrygien en stuc. Babylone, Ier – IIe siècle. Musée du Louvre.

### Les plaques en terre cuite
Une des formes d'art caractéristiques des premiers siècles du IIe millénaire av. J.-C. sont les plaques en terre cuite. Elles représentent souvent des divinités, avec leurs symboles, ainsi que des scènes mythologiques et parfois des scènes profanes ou érotiques. Ces objets étaient sans doute les plus accessibles au peuple babylonien. Ils pouvaient être offerts à des temples, ou avaient une fonction protectrice dans des maisons, ou avaient pu servir d'images cultuelles dans de petits sanctuaires. C'est sans doute la forme d'art la moins élitiste qui soit connue.

Plaques en terre cuite de la période paléo-babylonienne
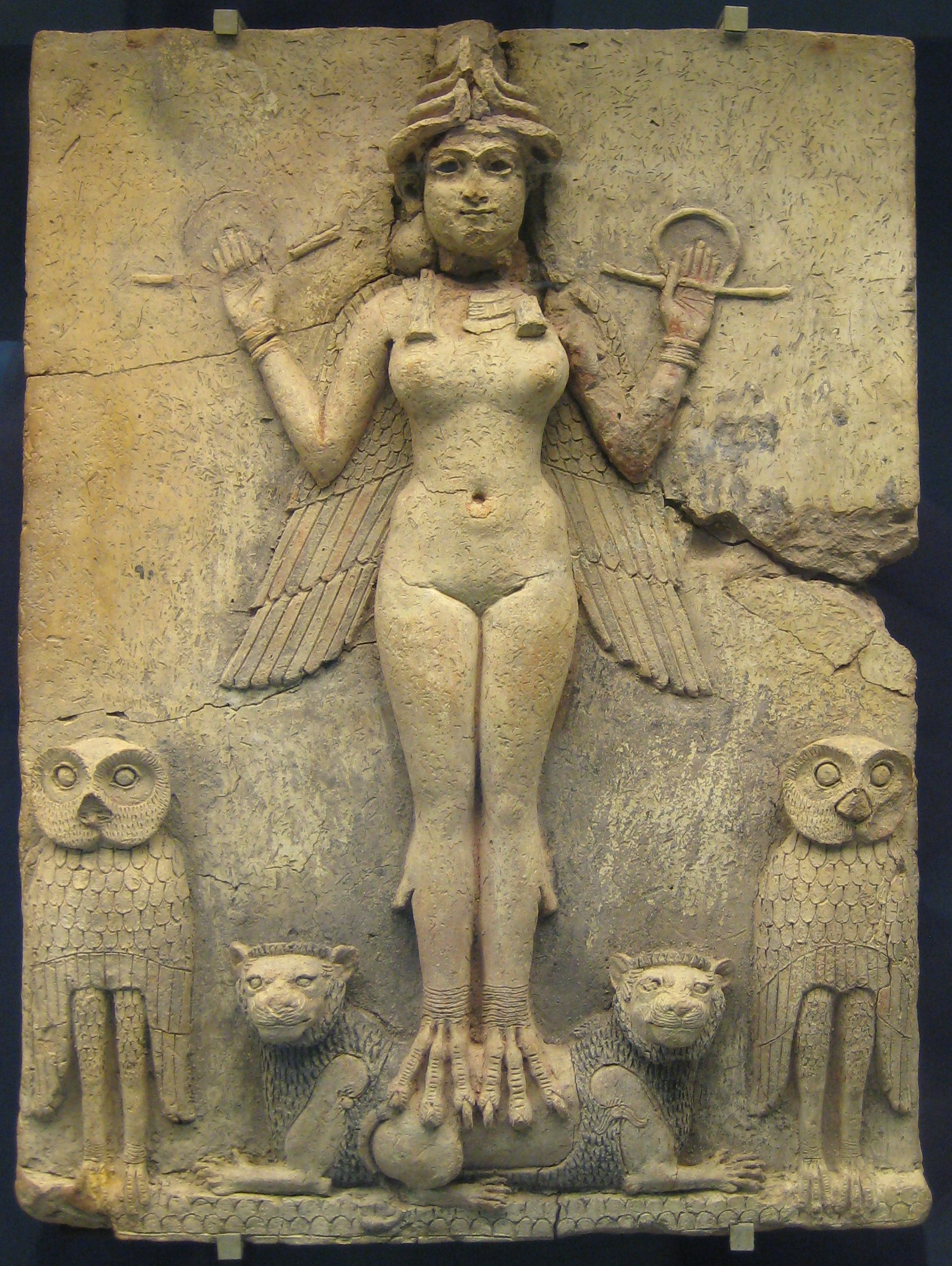
Le bas-relief de la « Reine de la nuit » (Ishtar ?) ou « plaque Burney ». British Museum.
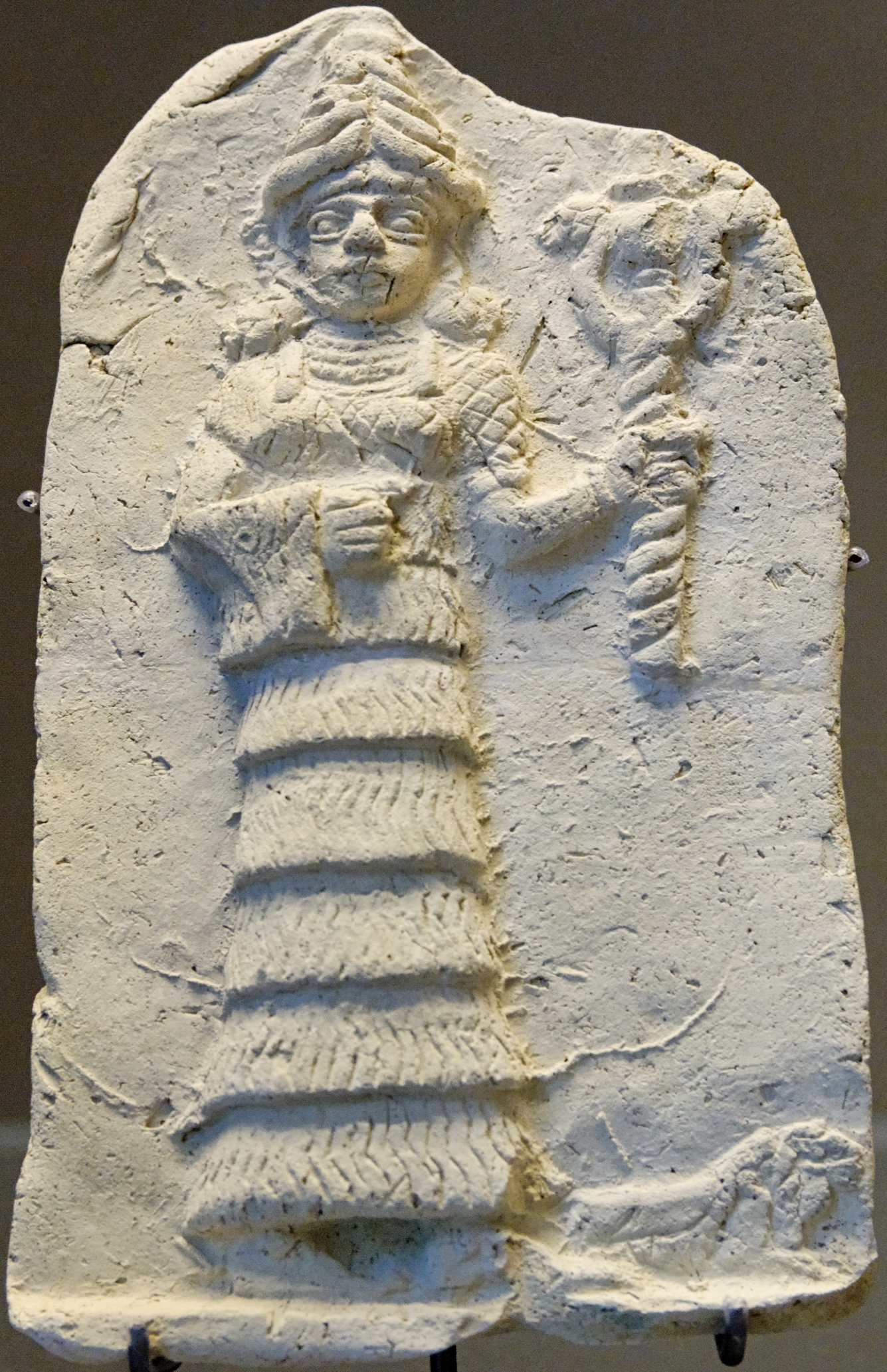
Représentation d'une déesse, peut-être Ishtar. Musée du Louvre.
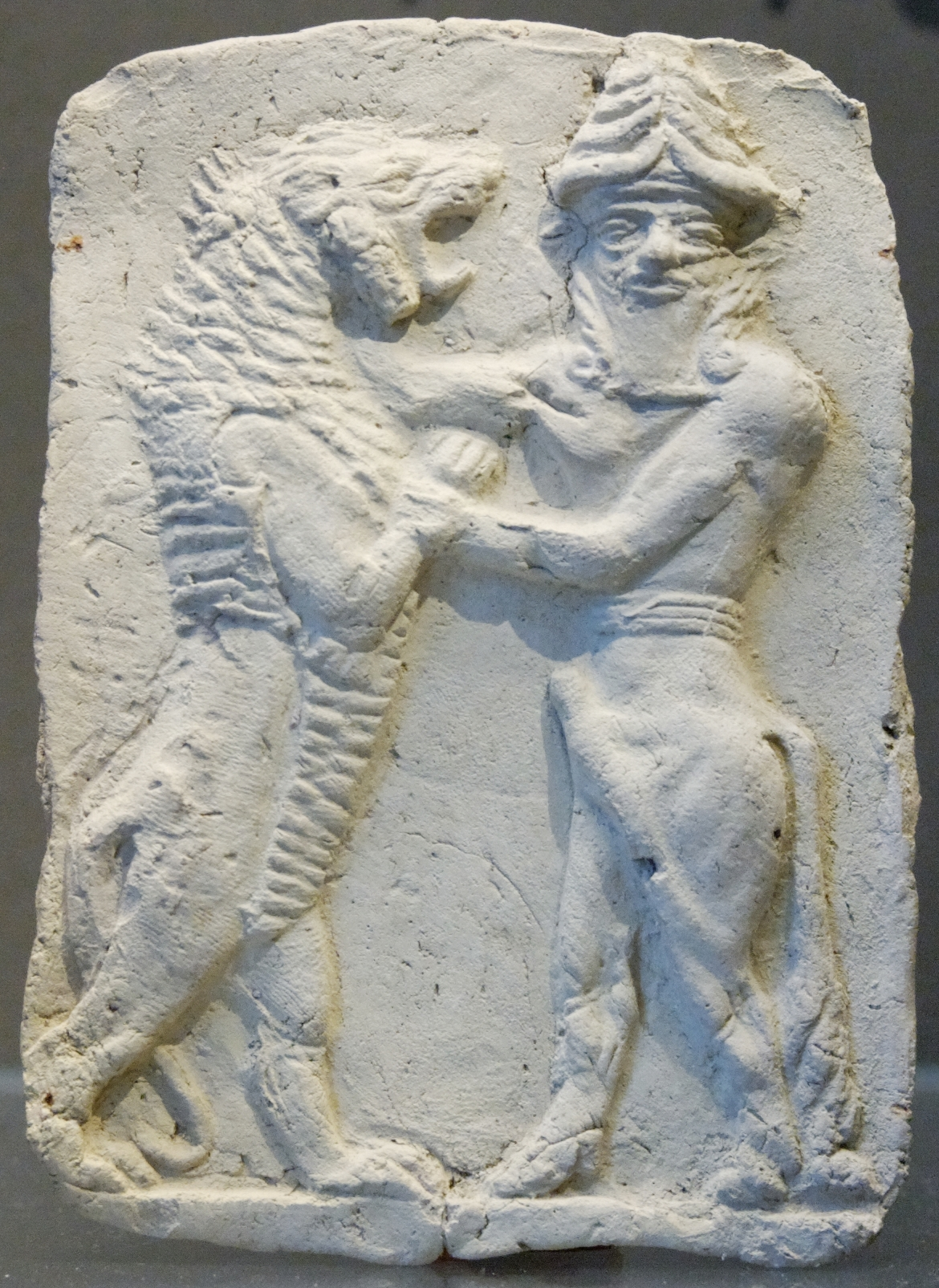
Homme-taureau combattant un lion. Musée du Louvre.
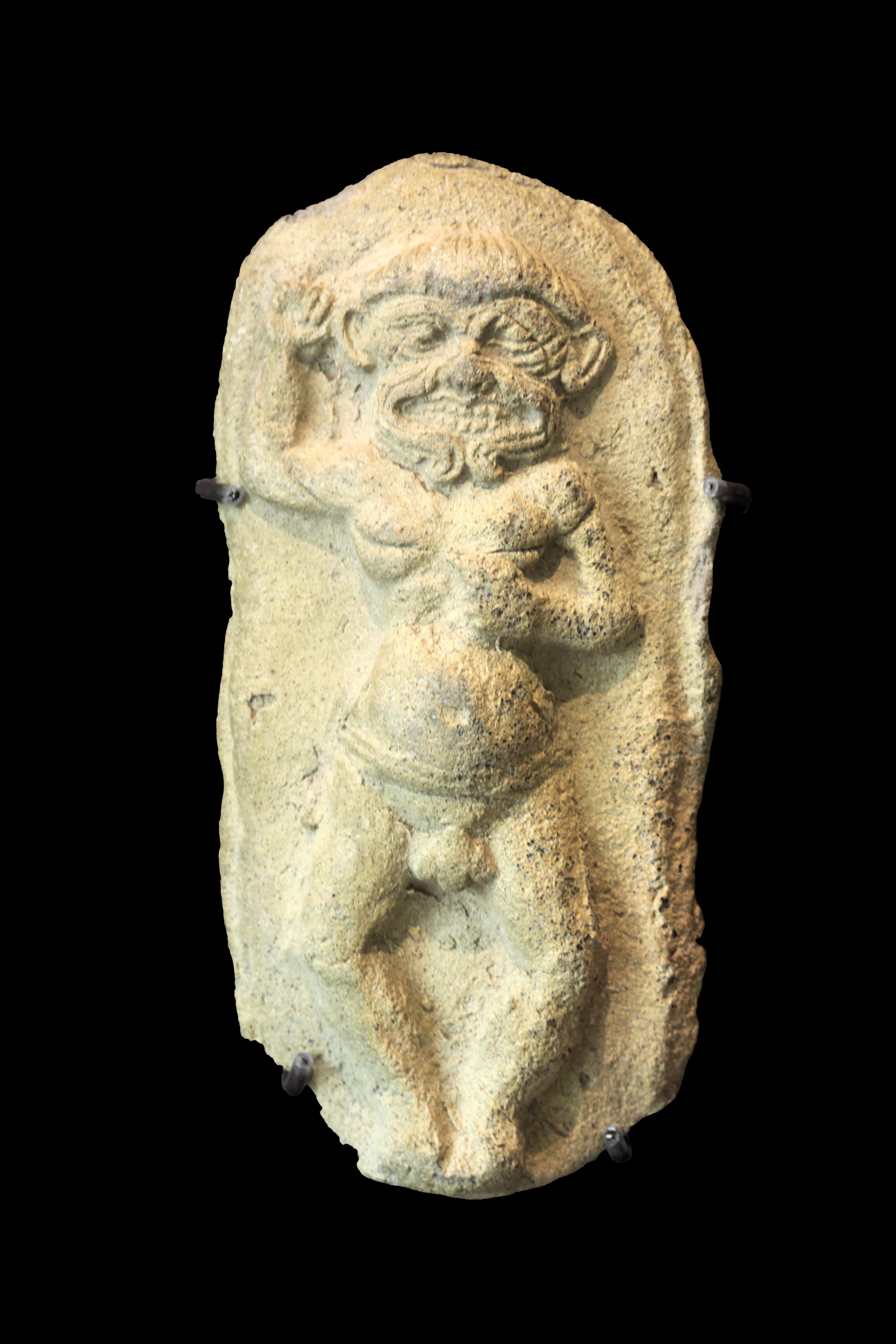
Le démon Humbaba. Musée du Louvre.
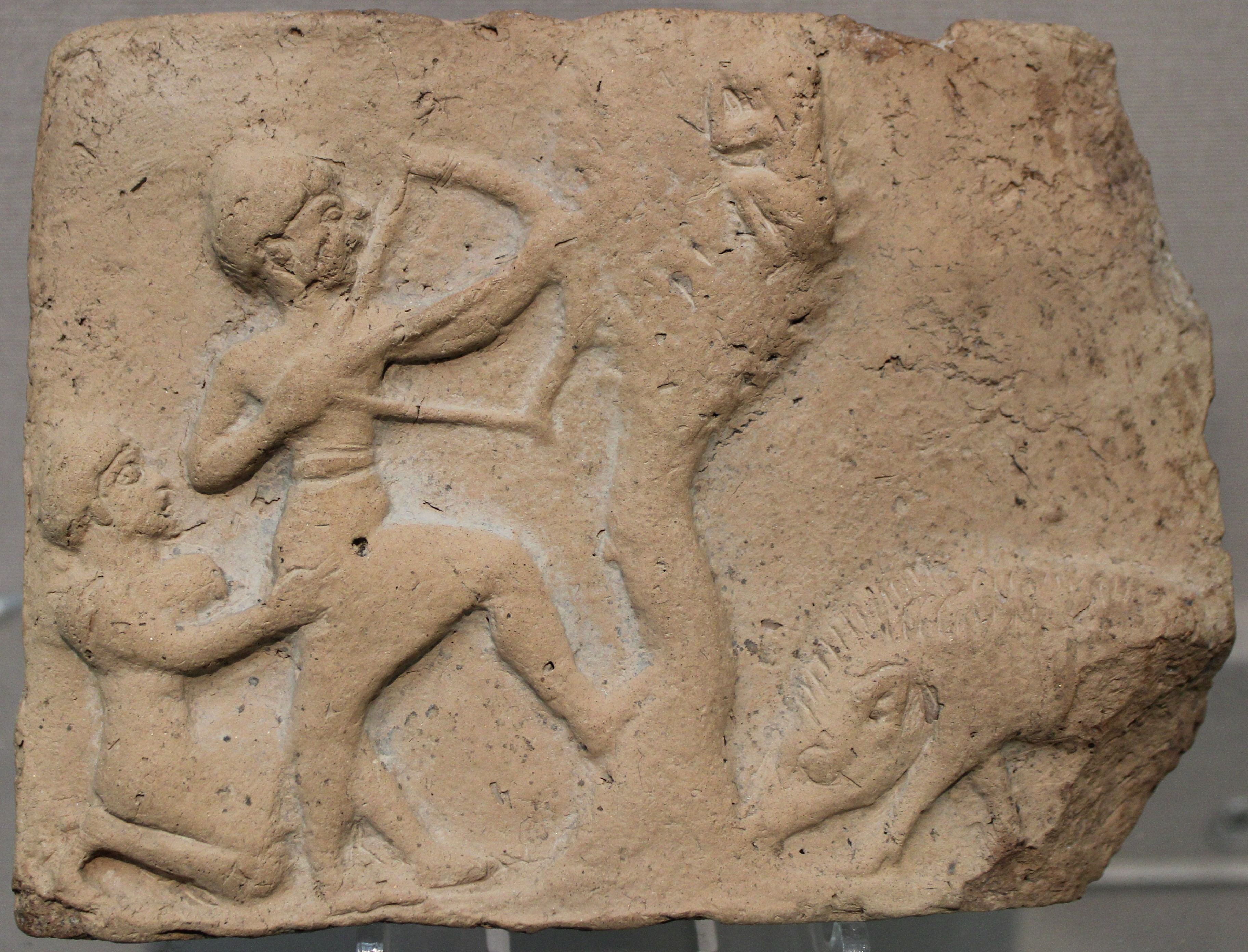
Archer visant un singe monté sur un arbre. British Museum.

### Les stèles en pierre
Les stèles (narû) étaient des documents destinés à être exposés au regard, souvent dans des temples. Sculptées et inscrites, elles portaient souvent une prière, la copie d'une décision ou d'un contrat pour lequel on souhaitait une protection divine et des malédictions en cas d'infraction. Le rôle de l'écrit sur ces objets était important, qu'il s'agisse de courtes dédicaces ou prières, ou de plus longues inscriptions, contenant systématiquement une partie invoquant les dieux. L'inscription occupait donc une place cruciale, devant être lue par un dieu ou des personnes, assurant l'efficacité et la postérité du message.
Le cas le plus célèbre est celui de la stèle en basalte du Code de Hammurabi, qui devait à l'origine être placée dans un temple, sans doute celui du dieu-soleil Shamash, le dieu garant de la justice, à Sippar, où elle devait être accessible à ceux qui voulaient s'imprégner du sens de la justice du roi. Elle a été mise au jour à Suse en Élam où elle avait été emportée en tant que butin au XIIe siècle av. J.-C. Elle représente le roi Hammurabi rendant hommage au dieu assis sur un trône, suivant le principe des scènes de présentation, et contient un long texte rédigé dans une graphie volontairement archaïsante, considérée comme plus solennelle.
Le type de stèles babyloniennes le plus courant est les kudurrus, qui apparaissent à l'époque kassite. Il s'agit de blocs de pierre pouvant atteindre jusqu'à un mètre, ornés de bas-reliefs et comportant une inscription rapportant un acte à portée juridique : surtout des donations royales de terres, ou des octrois de franchise, parfois une vente de terrain entre personnes privées. Ils étaient placés dans les temples, auprès des dieux invoqués dans les malédictions qui concluaient les textes, leur garantissant ainsi une protection divine. L'iconographie de l'époque kassite privilégiait la représentation de symboles divins, souvent disposés sur plusieurs registres, et parfois des divinités sur un trône et une scène de présentation. Les kudurrus de la période post-kassite prirent de plus en plus la forme de grandes tablettes, et représentaient aux côtés des symboles divins des personnages humains, le roi et celui qui reçoit la donation. La « tablette du Dieu-Soleil » retrouvée à Sippar, commémorant la fabrication de la statue du dieu par le roi Nabû-apla-iddina (888-855 av. J.-C.), a une même forme, figurant une scène de présentation devant le dieu, précédant le texte commémoratif.

Stèles sculptées et inscrites babyloniennes
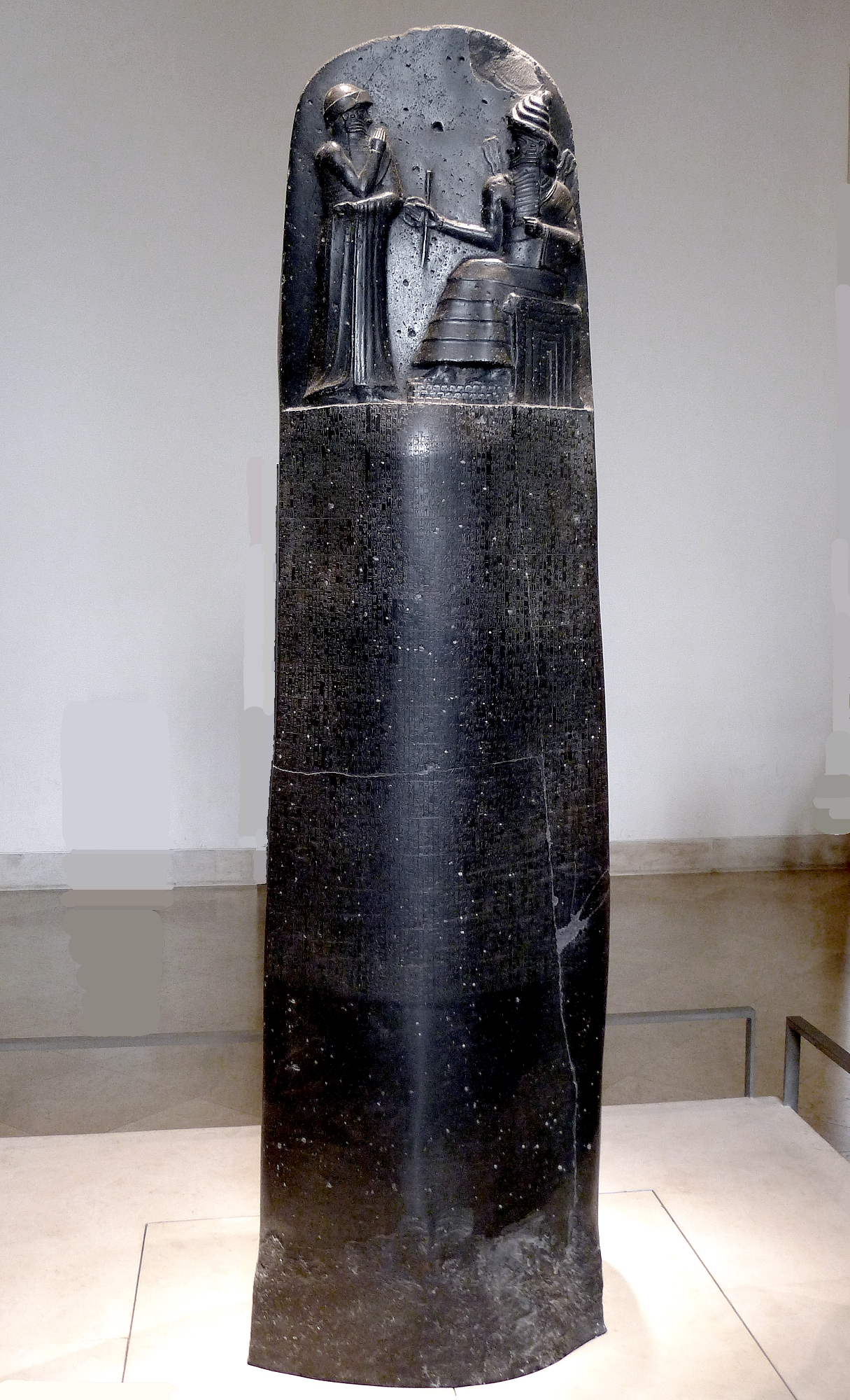
Stèle du Code de Hammurabi. Musée du Louvre.
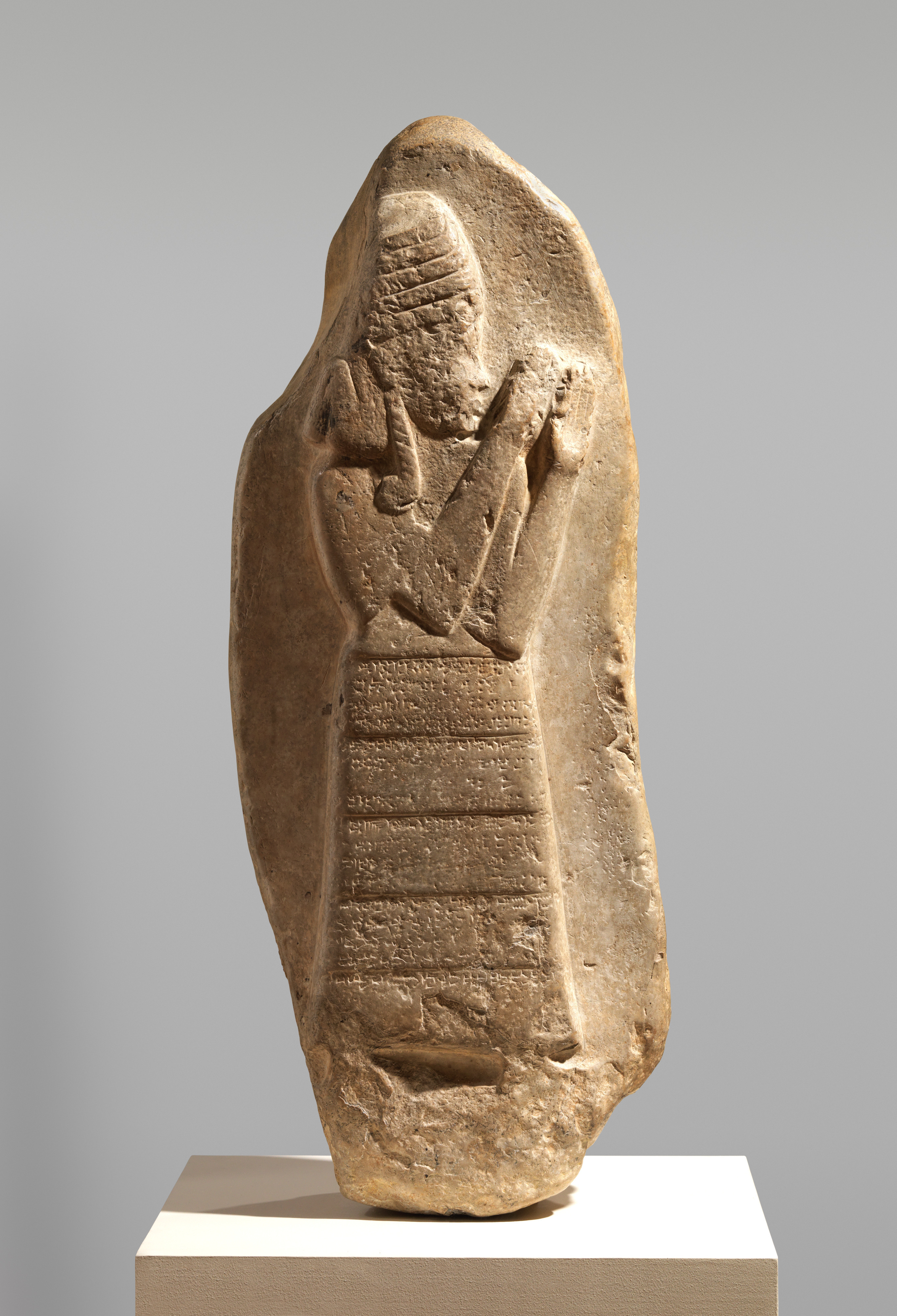
Stèle représentant la déesse protectrice Lam(m)a, dédiée par le roi Nazi-Maruttash à la déesse Ishtar, à Uruk. Metropolitan Museum of Art.
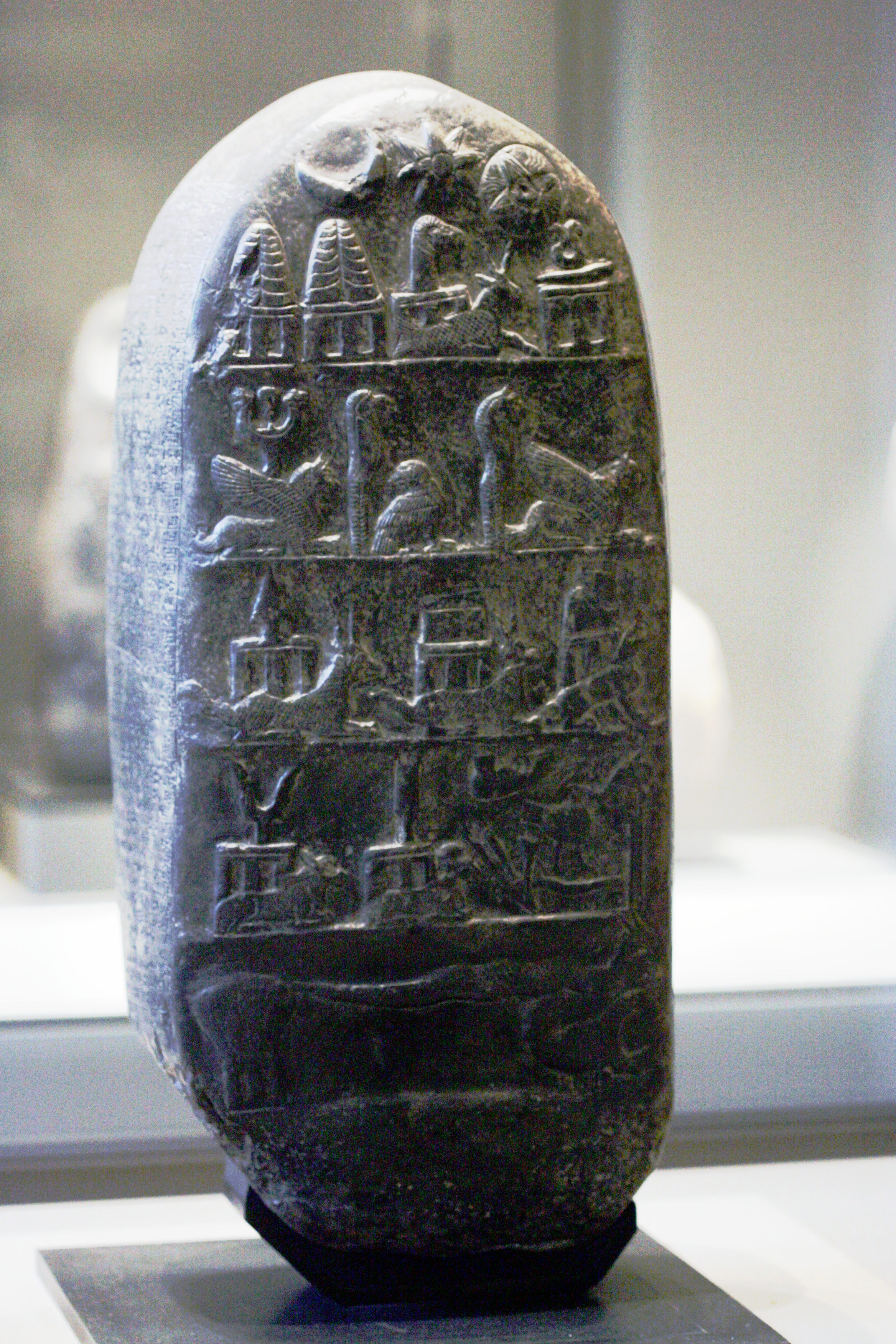
Kudurru de Meli-Shipak, rapportant une donation à Marduk-apla-iddina. Revers de la stèle représentant des symboles divins sur plusieurs registres. Musée du Louvre.
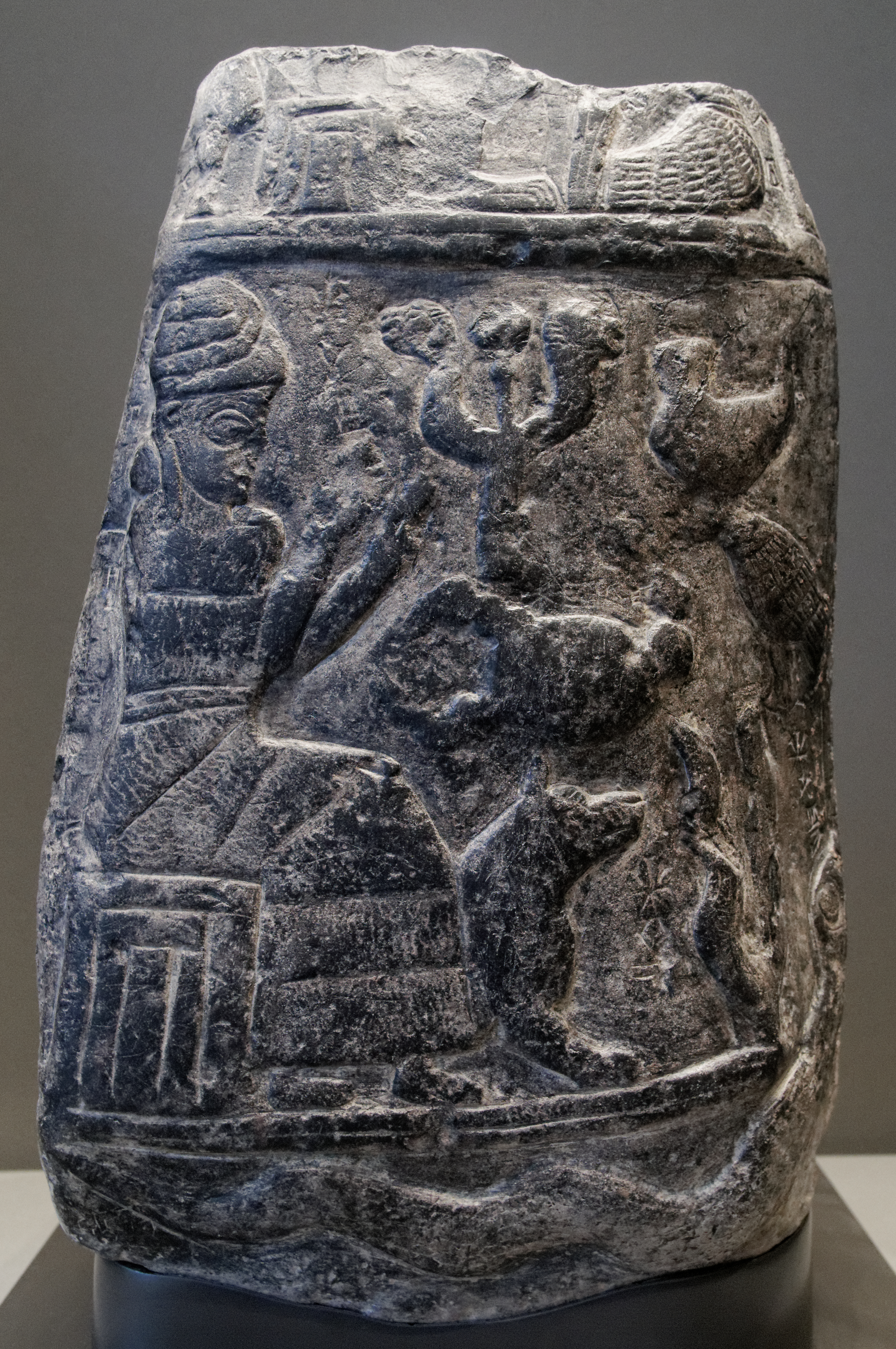
Kudurru de Marduk-apla-iddina, représentant la déesse Gula accompagnée de son chien, avec d'autres symboles divins. Musée du Louvre.
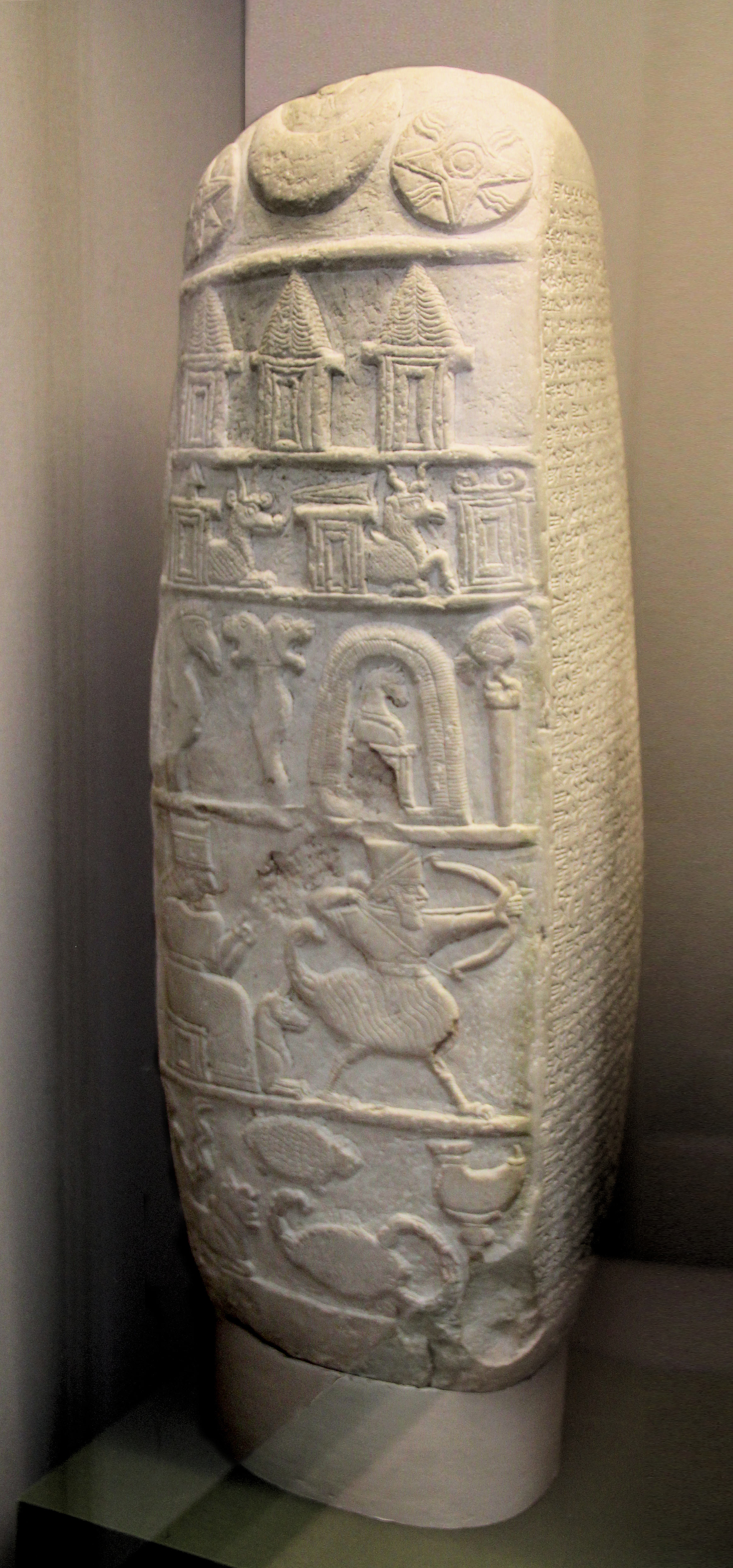
Kudurru rapportant les gratifications octroyées à Shitti-Marduk, chef des chariots de Nabuchodonosor Ier. British Museum.
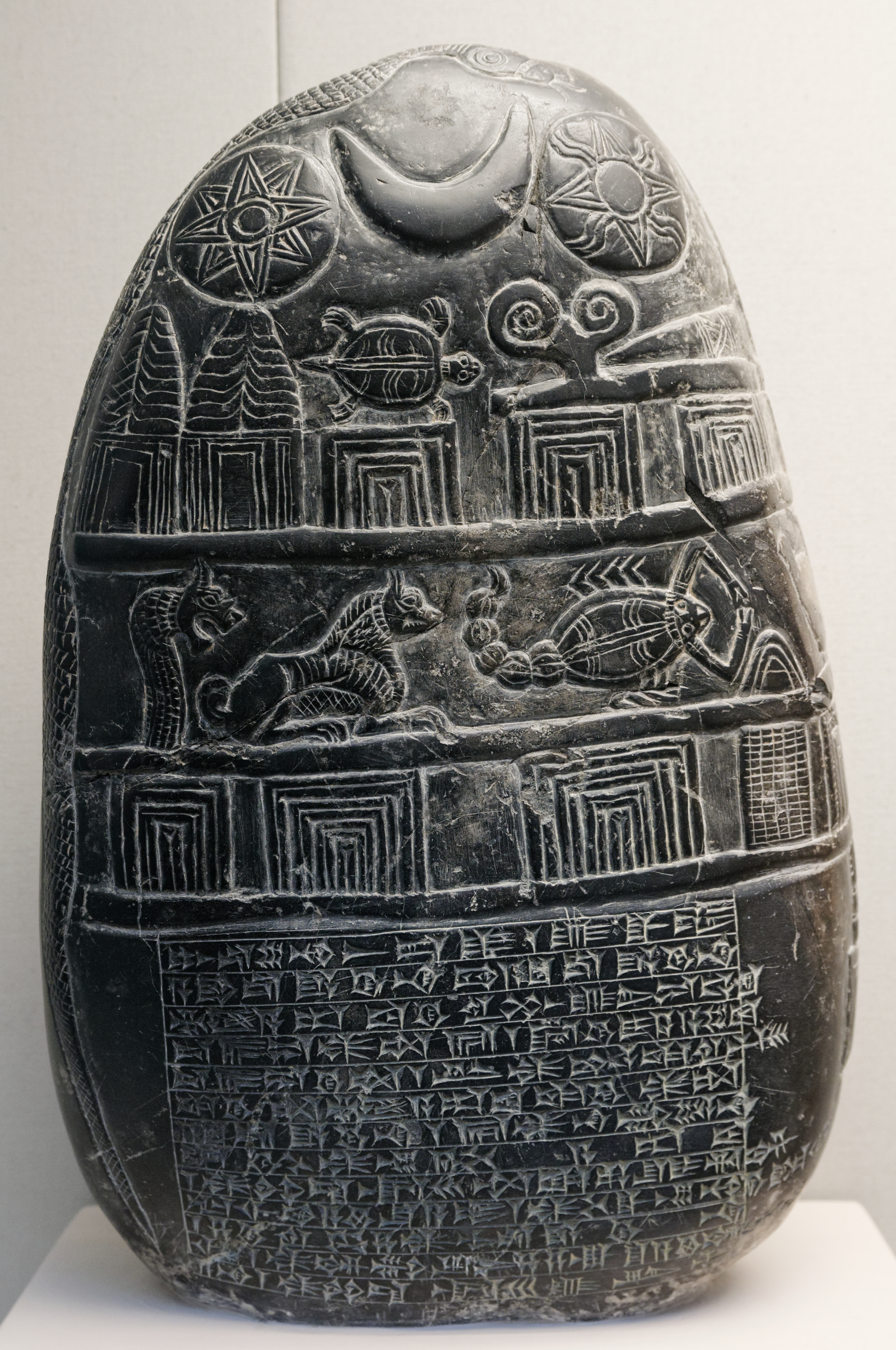
Kudurru rapportant une donation de terres par Eanna-shum-iddina, gouverneur du Pays de la Mer sous la dynastie d'Isin II. British Museum.
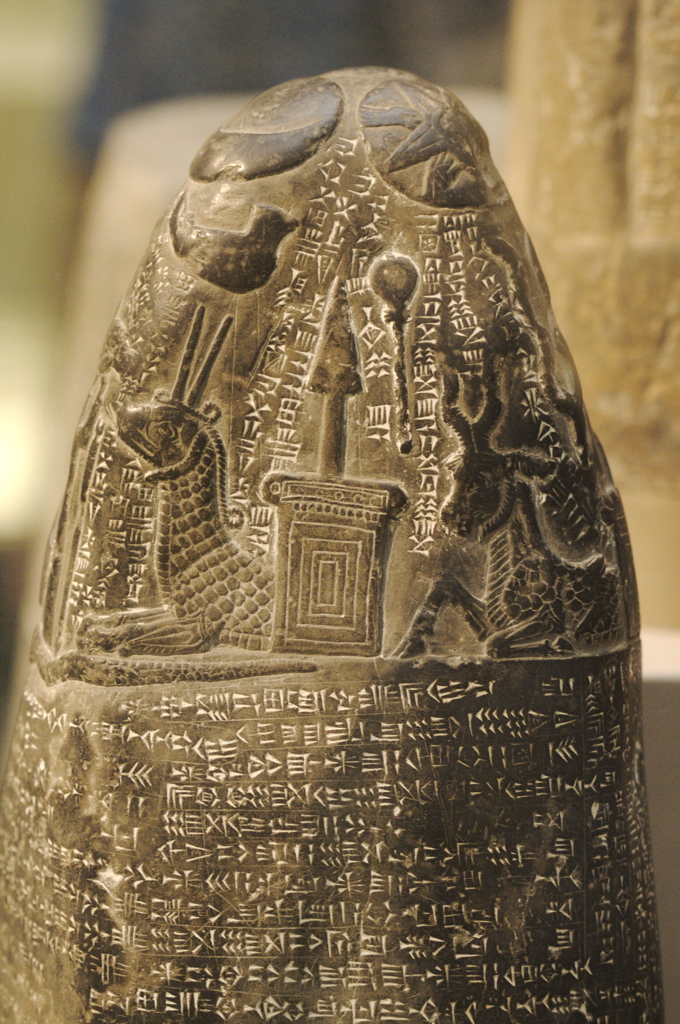
Détail d'un kudurru daté du règne de Marduk-nadin-ahhe et rapportant un achat de terre. British Museum.
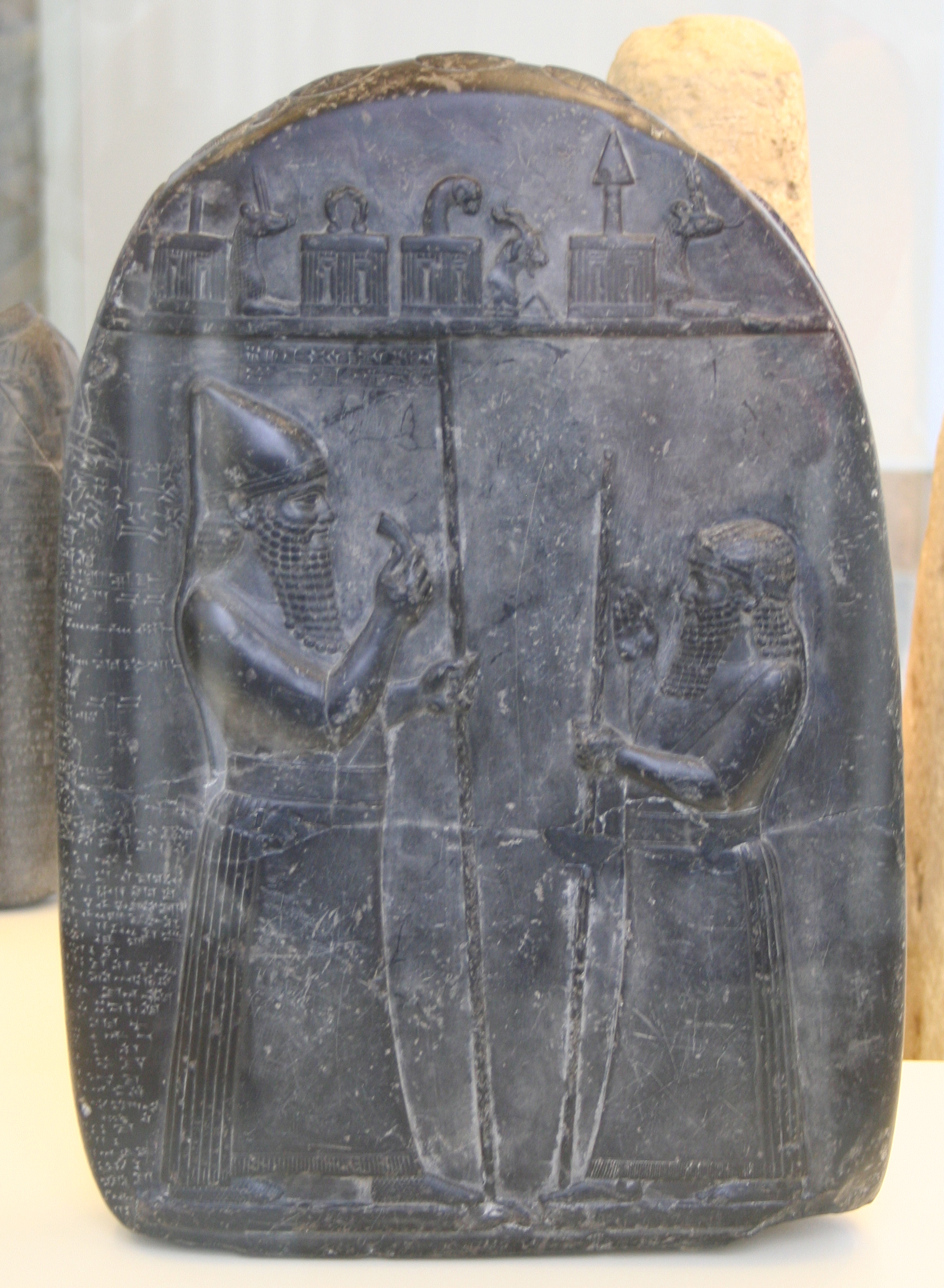
Kudurru de Merodach-Baladan II (Marduk-apla-iddina II). Pergamon Museum.

### Les autres objets cultuels et votifs

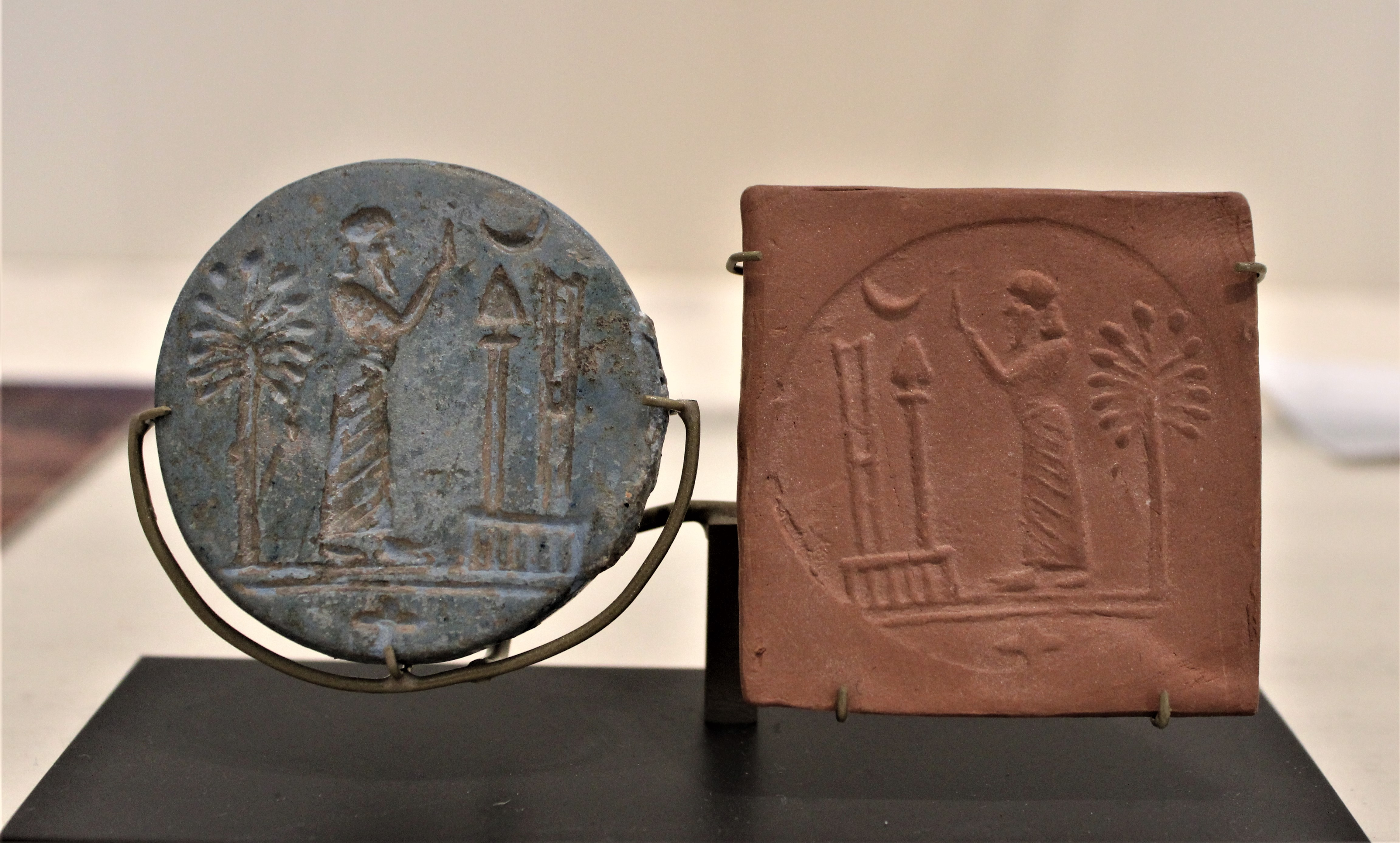
Sceau-cachet en bleu égyptien représentant un personnage en prière devant les emblèmes de Marduk et de Nabû posés sur un autel., musée du Louvre.

Le mobilier des temples comprenait une foule d'objets servant pour le culte, offerts par des fidèles, ou bien confectionnés par les artisans du temple. Il n'en reste quasiment rien, ces objets de luxe ayant disparu dès l'Antiquité, et seuls les textes (notamment des inventaires tenus par les temples) et des représentations figurées permettent de les connaître. Les divinités étaient représentées par des emblèmes et symboles, par exemple un disque solaire pour le dieu Shamash à Sippar, figuré sur un autel sur la stèle de Sippar commémorant la réfection de la statue du dieu, aussi ses armes, comme son « filet » symbolisant les rayons solaires, devant lequel des fidèles prêtaient serment dans des affaires judiciaires. Les archives de l'Eanna d'Uruk d'époque néo-babylonienne indiquent la grande variété du mobilier divin : des autels, des chars, des lits, des tables, de la vaisselle précieuse, des armes, des emblèmes, des parures (tiare, couronne), des bijoux, des perles, des vêtements de qualité, etc. Par ailleurs des objets plus importants étaient déifiés et faisaient l'objet d'un culte, comme les étendards de la déesse Ishtar, son char, son carquois, etc..
Parmi les objets votifs, les ex-voto à proprement parler, offerts à une divinité en remerciement de ses bienfaits ou dans l'attente d'une grâce, sont difficiles à identifier car peu sont présentés comme tels, se contentant en général d'exprimer le fait qu'ils sont voués « pour la vie » d'une personne (le dédicant ou son souverain). Mais on sait par les textes que la pratique existait, certains des objets offerts ayant un lien direct avec le vœu. Les marchands d'Ur prenant les routes du golfe Persique à l'époque du royaume paléo-babylonien de Larsa, peu avant la conquête babylonienne, vouaient ainsi à la déesse Ningal divers objets précieux ramenés de leurs voyages, et aussi des représentations de bateaux en argent, en remerciement de la réussite de leur périple maritime ; d'autres objets étaient donnés en tant que « dîme ».
Par ailleurs, on connaît une grande variété de petits objets votifs mis au jour sur les sites de Babylonie. Ainsi, les parmi les différents objets portant des dédicaces des rois de la période kassite, souvent réalisés dans des pierres précieuses manifestement choisies pour leur aspect visuel, on compte : une tête de masse d'armes en serpentine du prince Ula-burariash, une perle lenticulaire en lapis-lazuli dédiée par Kurigalzu II à Enlil, des perles en agate ou en calcédoine saphirine qui reproduisent l'aspect d'un œil, comme celle dédiée à Shamash par Nazi-Maruttash, et une amulette en amazonite en forme de tête de bovin portant le nom de Kadashman-Turgu.

Petits objets votifs de la période kassite
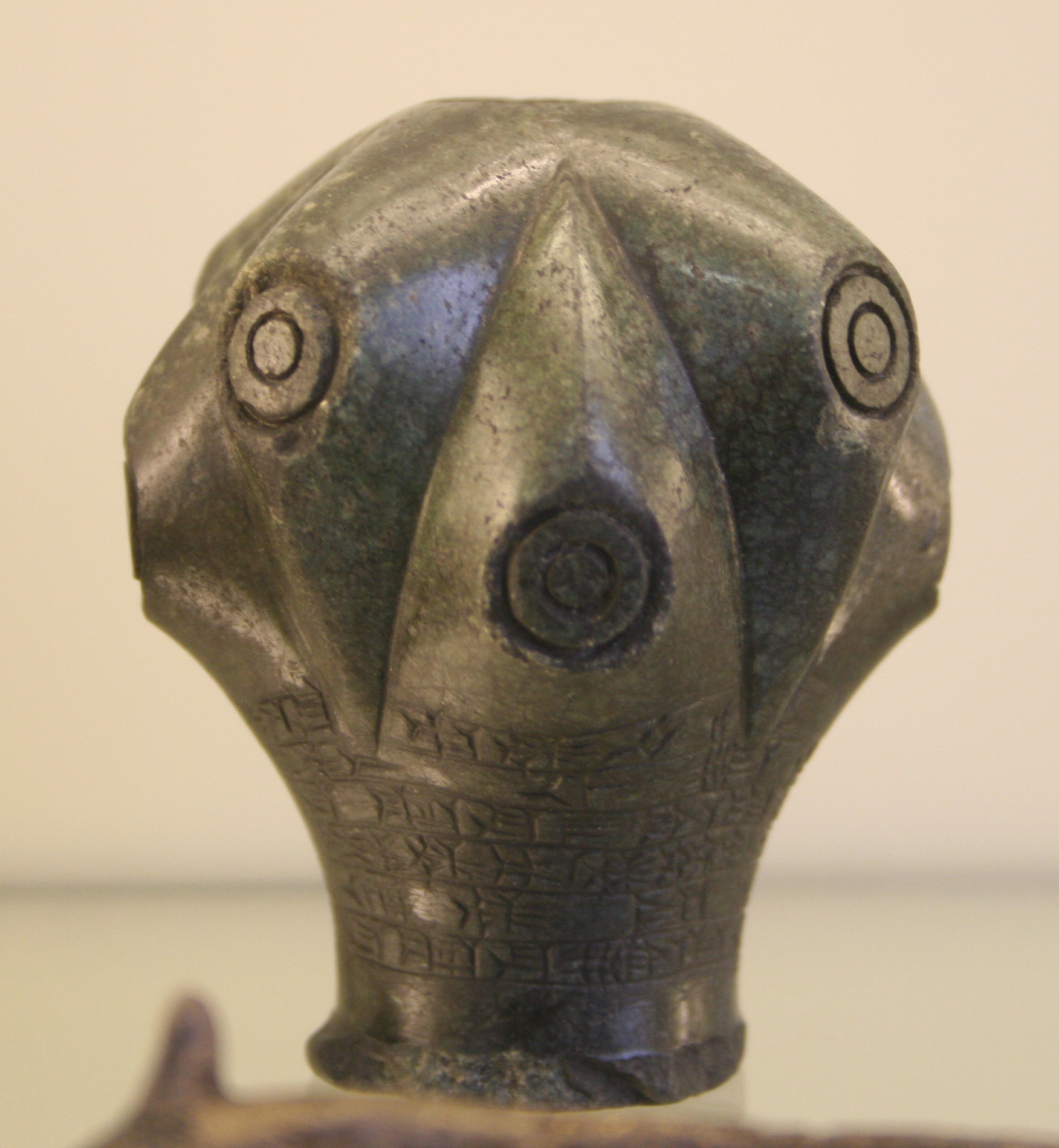
Tête de masse d'armes en serpentine au nom d'Ula-burariash. Pergamon Museum.
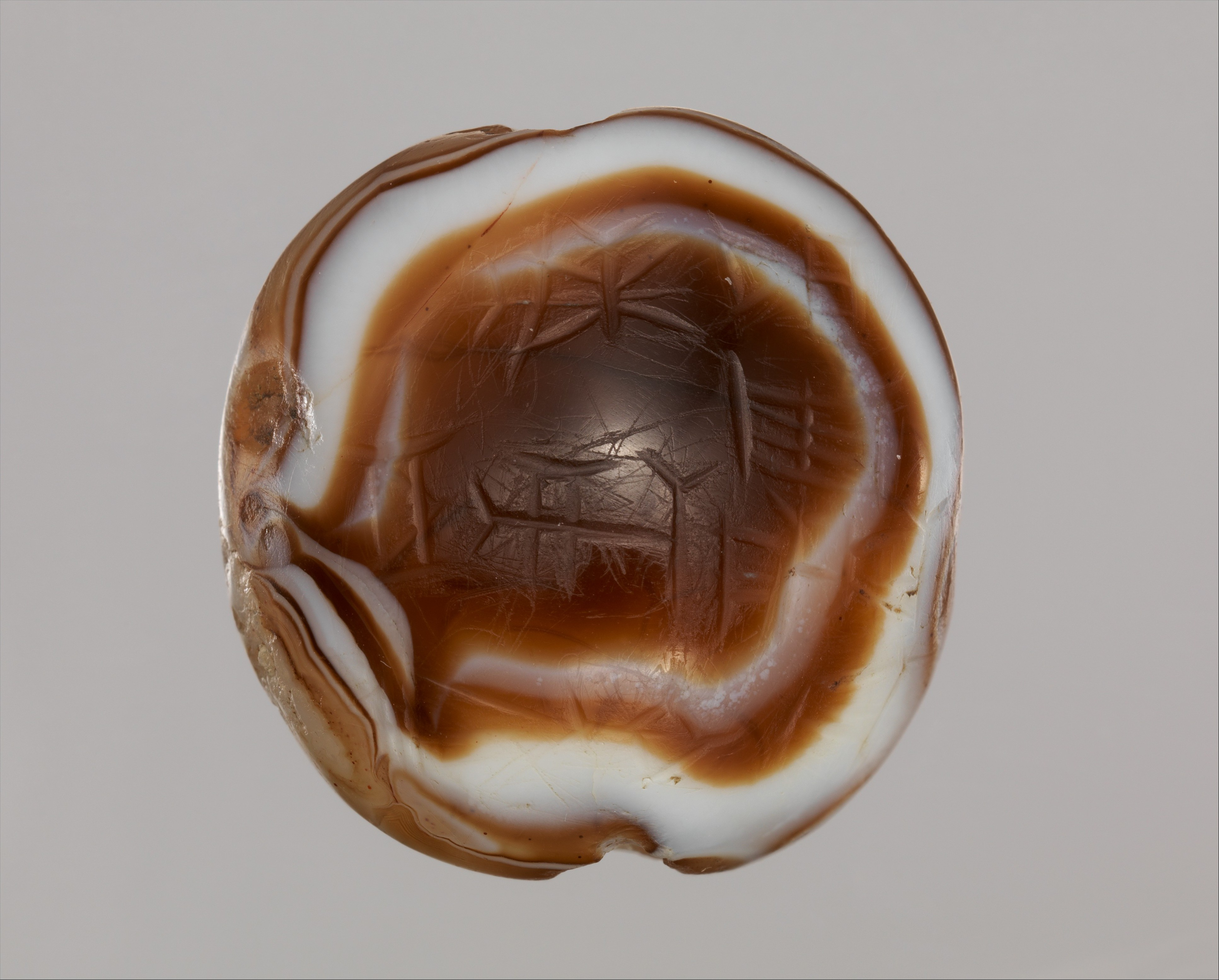
Perle en agate offerte par un des deux rois nommés Kurigalzu pour la déesse Ninlil. Metropolitan Museum of Art.
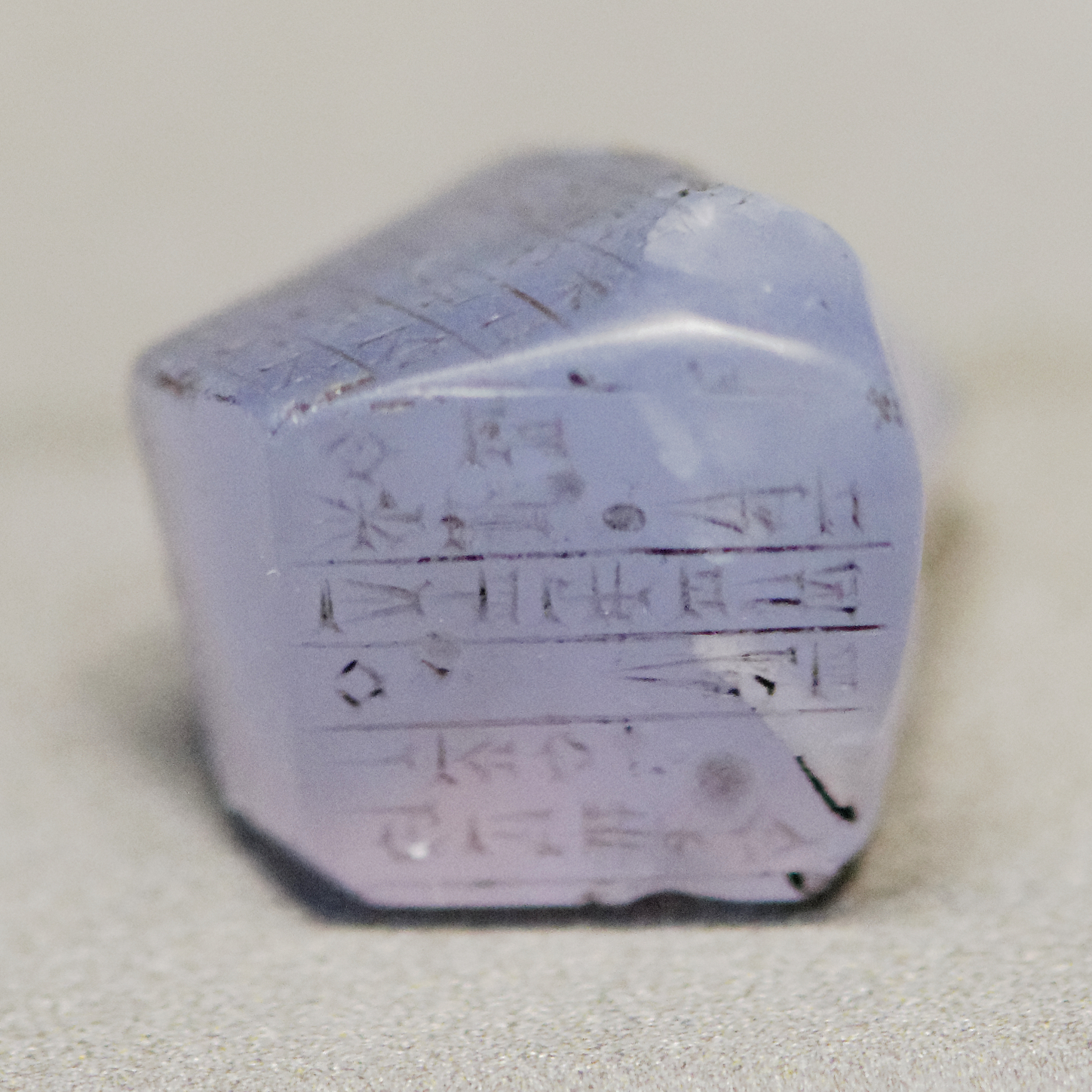
Bloc votif en calcédoine portant le nom de Nazi-Maruttash. Musée du Louvre.
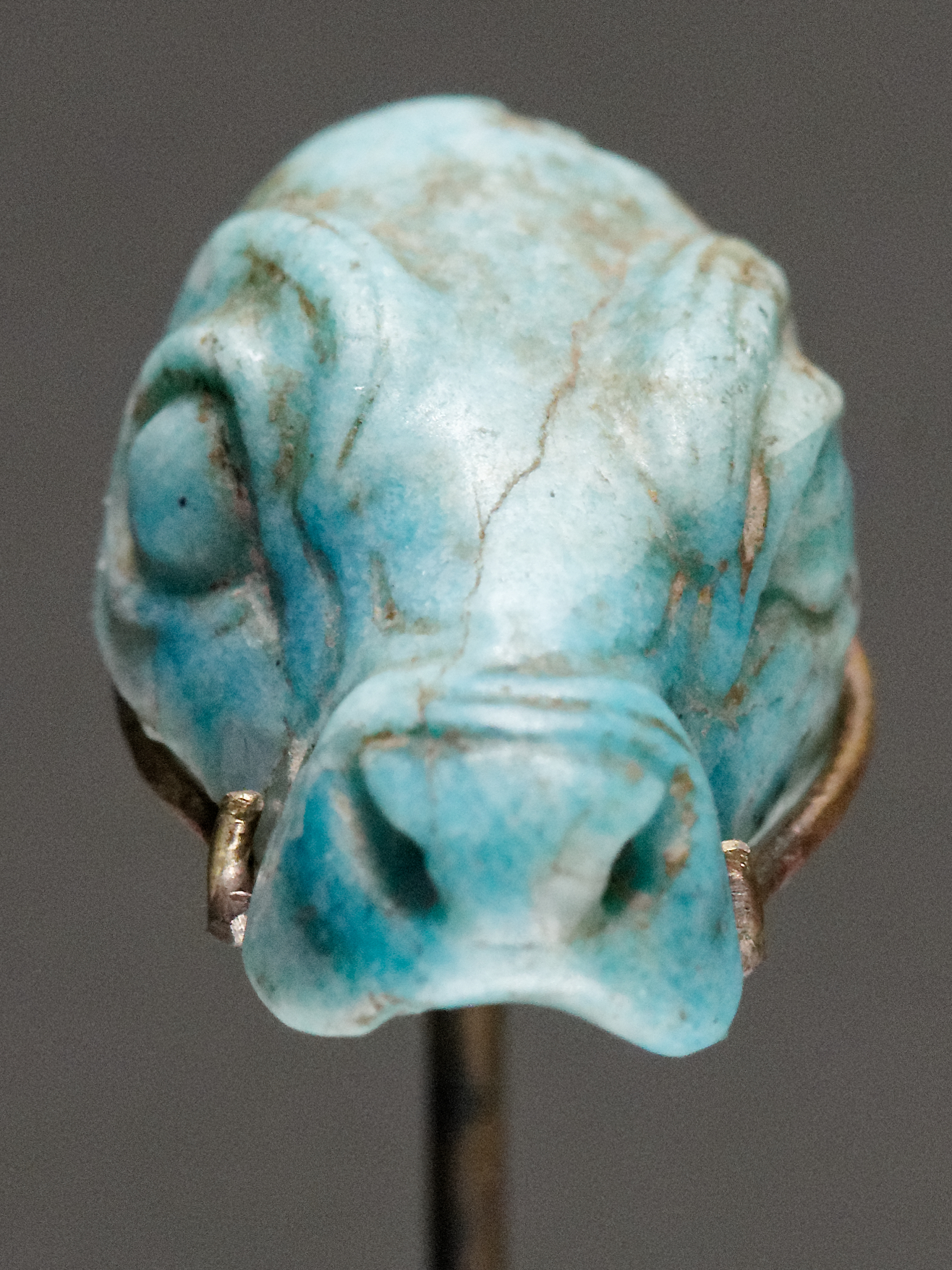
Amulette en forme de tête de bovidé au nom de Kadashman-Turgu. Musée du Louvre.

Des trouvailles isolées de « trésors » d'objets enfouis dans l'Antiquité permettent de mieux connaître les travaux des orfèvres babyloniens. Un fut mis au jour à Dilbat, l'autre à Larsa, et les deux datés couramment de l'époque paléo-babylonienne (le premier étant peut-être plus tardif). Aux côtés de boucles d'oreille ou d'anneaux de nez, on y a retrouvé des symboles divins : croissant de lune de Sîn, foudre d'Adad, disque solaire de Shamash, disques à rosettes peut-être liés à Ishtar, pendeloques représentant la déesse protectrice Lam(m)a. Ces objets avaient manifestement une fonction protectrice en plus de leur rôle ornemental, mais on ne sait pas à qui ils appartenaient ou étaient destinés (une statue divine, un haut personnage ?).

Objets protecteurs en métal
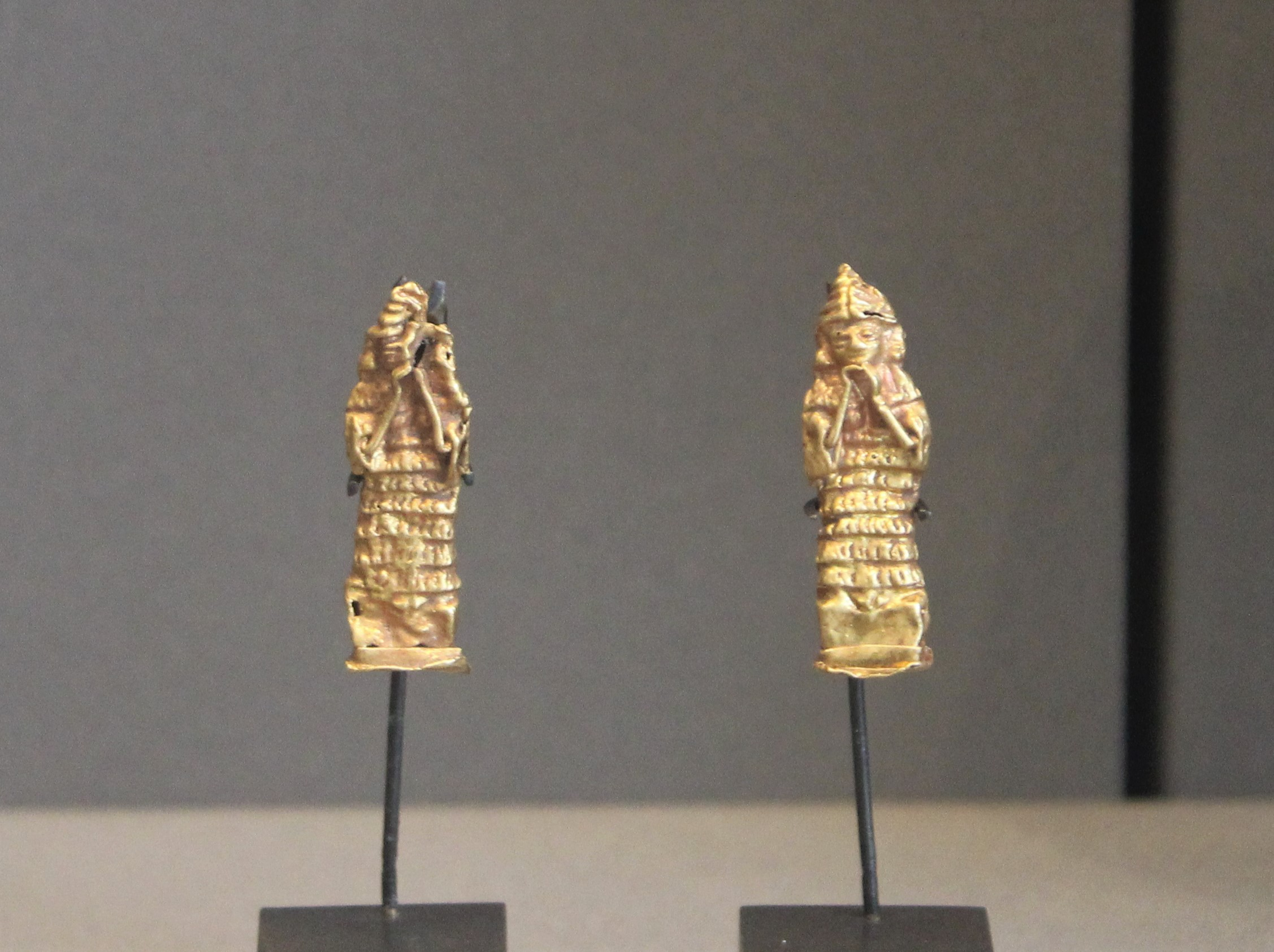
Deux petites pendeloques en or représentant la déesse protectrice Lam(m)a. Début du IIe millénaire av. J.-C. Musée du Louvre.
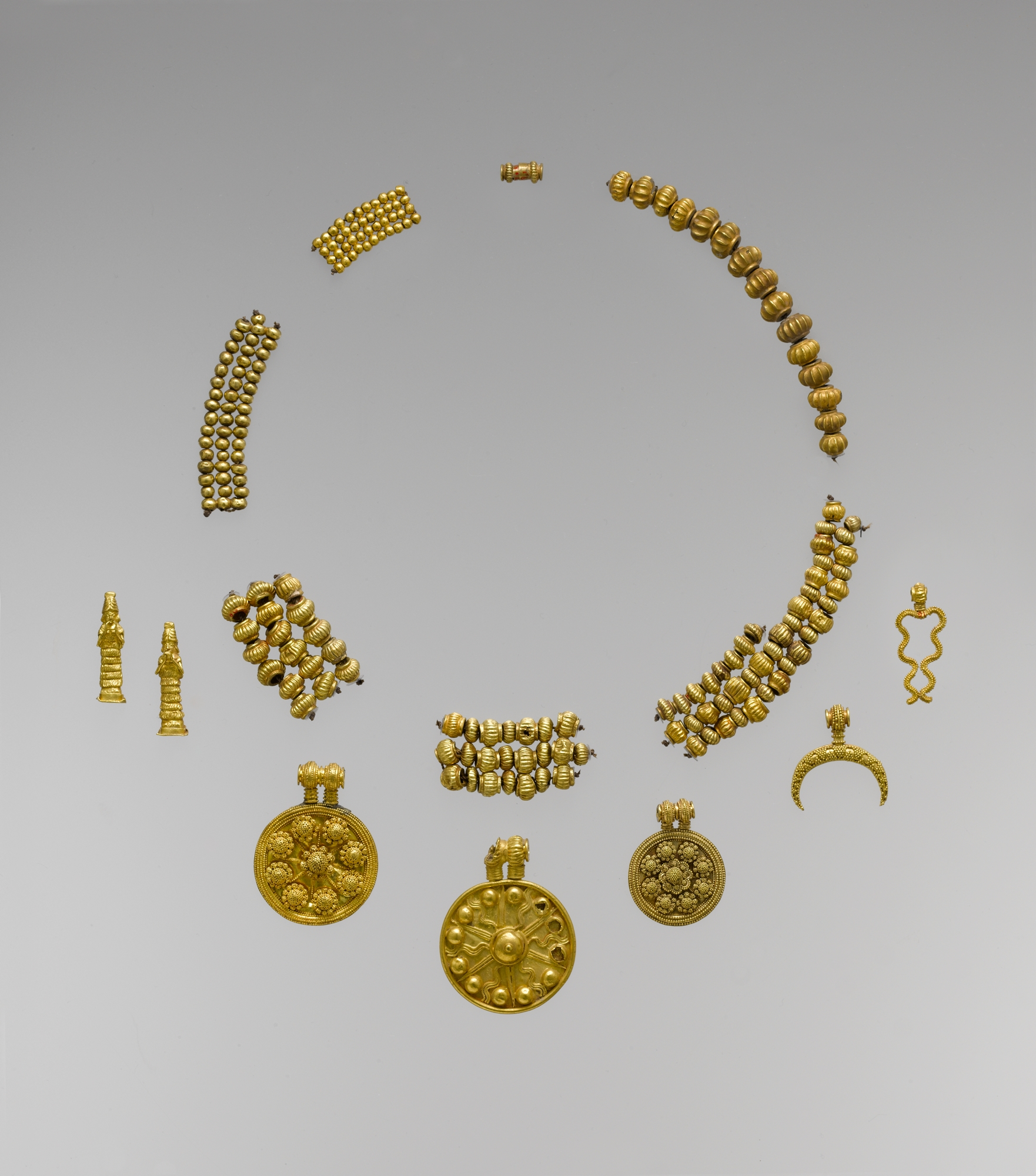
Les perles composant le collier et les pendentifs symbolisant des divinités trouvés dans le « trésor de Dilbat », daté de la fin de la période paléo-babylonienne. Metropolitan Museum of Art.

### Les sceaux et la glyptique
Les sceaux-cylindres étaient depuis ses débuts une des caractéristiques de la culture matérielle mésopotamienne. Il s'agit, comme leur nom l'indique, de petits cylindres en pierre ayant la fonction juridique d'identifier leur détenteur sur des documents et ainsi d'authentifier les actes, en les déroulant sur une surface d'argile. Ils pouvaient aussi avoir une fonction de talisman. L'image qui est gravée sur ce type de support joue un rôle aussi bien dans l'identification que l'aspect magique de l'objet, assez souvent conjointement à un texte plus ou moins développé. Au début du IIe millénaire av. J.-C., ils comprenaient en général un texte identifiant celui qui les portent, parfois accompagné d'une prière, qui devinrent plus longues à l'époque kassite, mais au Ier millénaire av. J.-C. ils ne comportaient en général pas d'inscriptions. Le répertoire iconographique des sceaux-cylindres est une source inestimable pour la connaissance de l'art religieux mésopotamien. Ceux de l'époque paléo-babylonienne privilégiaient des scènes de présentation d'un humain devant le roi ou une divinité, ainsi que les représentations d'un personnage royal portant une massue devant une divinité. Les sceaux d'époque kassite représentaient souvent des divinités assises seules ou avec un orant, associés à des symboles divins, des personnages héroïques maîtrisant les forces de la nature, et des animaux. Les scènes animales restaient courantes durant l'époque post-kassite et néo-babylonienne, et se répandirent les représentations de héros combattant des animaux sauvages ou de génies (sans doute d'inspiration assyrienne), et des scènes cultuelles. Le milieu du Ier millénaire av. J.-C. vit s'amorcer la disparition des sceaux-cylindres, supplantés par les sceaux-cachets, reprenant des thèmes similaires.

Sceaux babyloniens
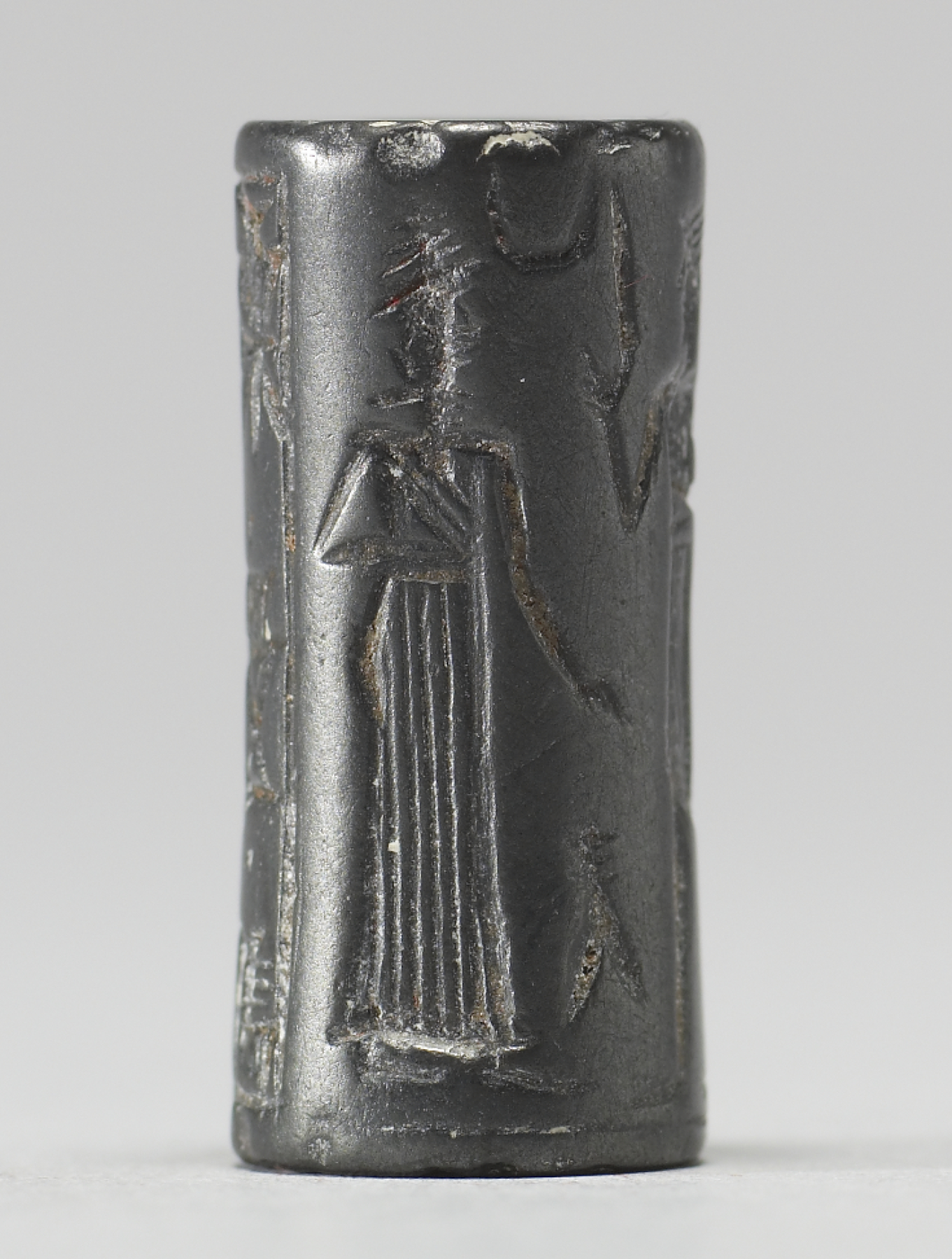
Sceau-cylidre en hématite d'époque paléo-babylonienne. Walters Art Museum.
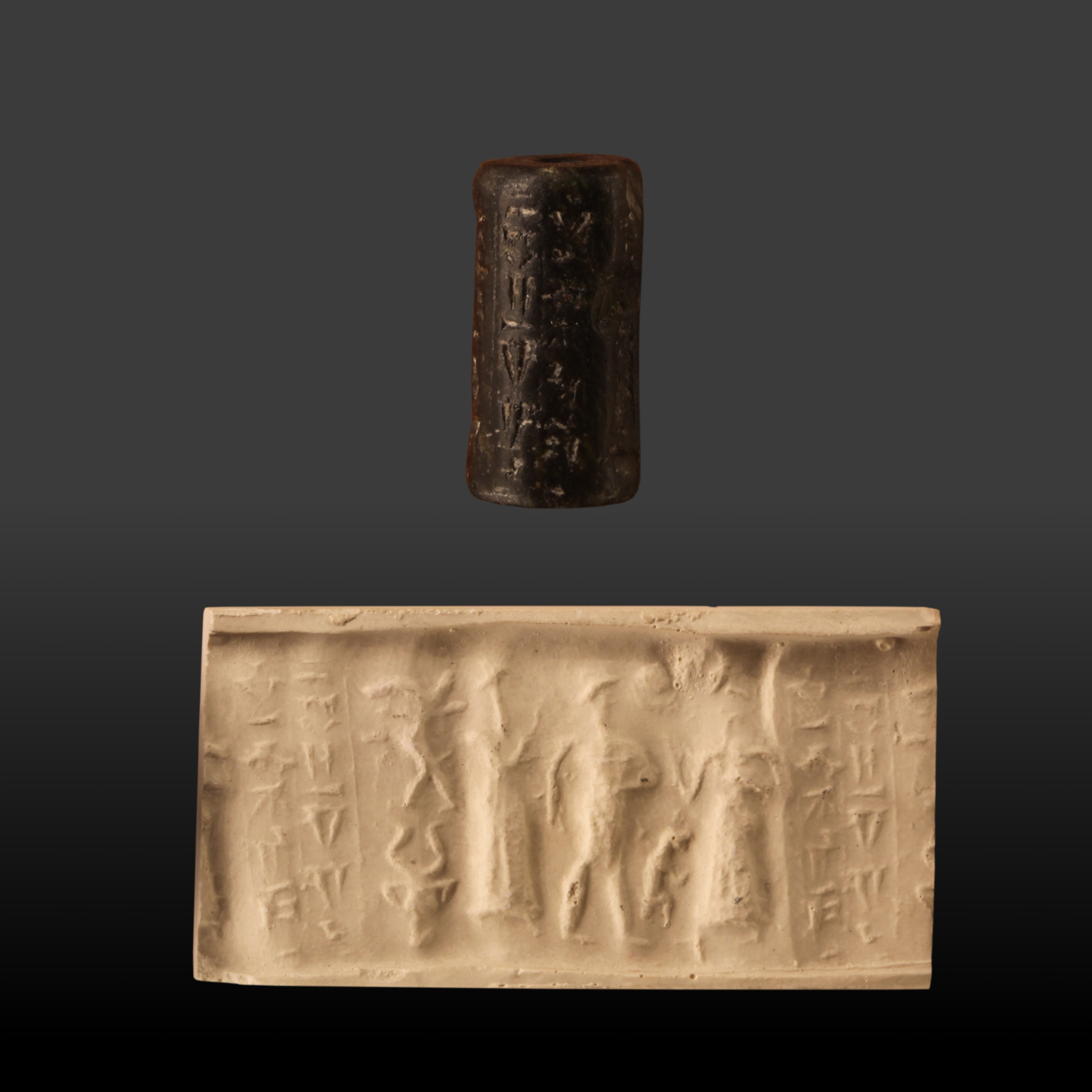
Sceau-cylindre en serpentine avec impression d'époque paléo-babylonienne : scène de présentation à une divinité. Musée des beaux-arts de Lyon.
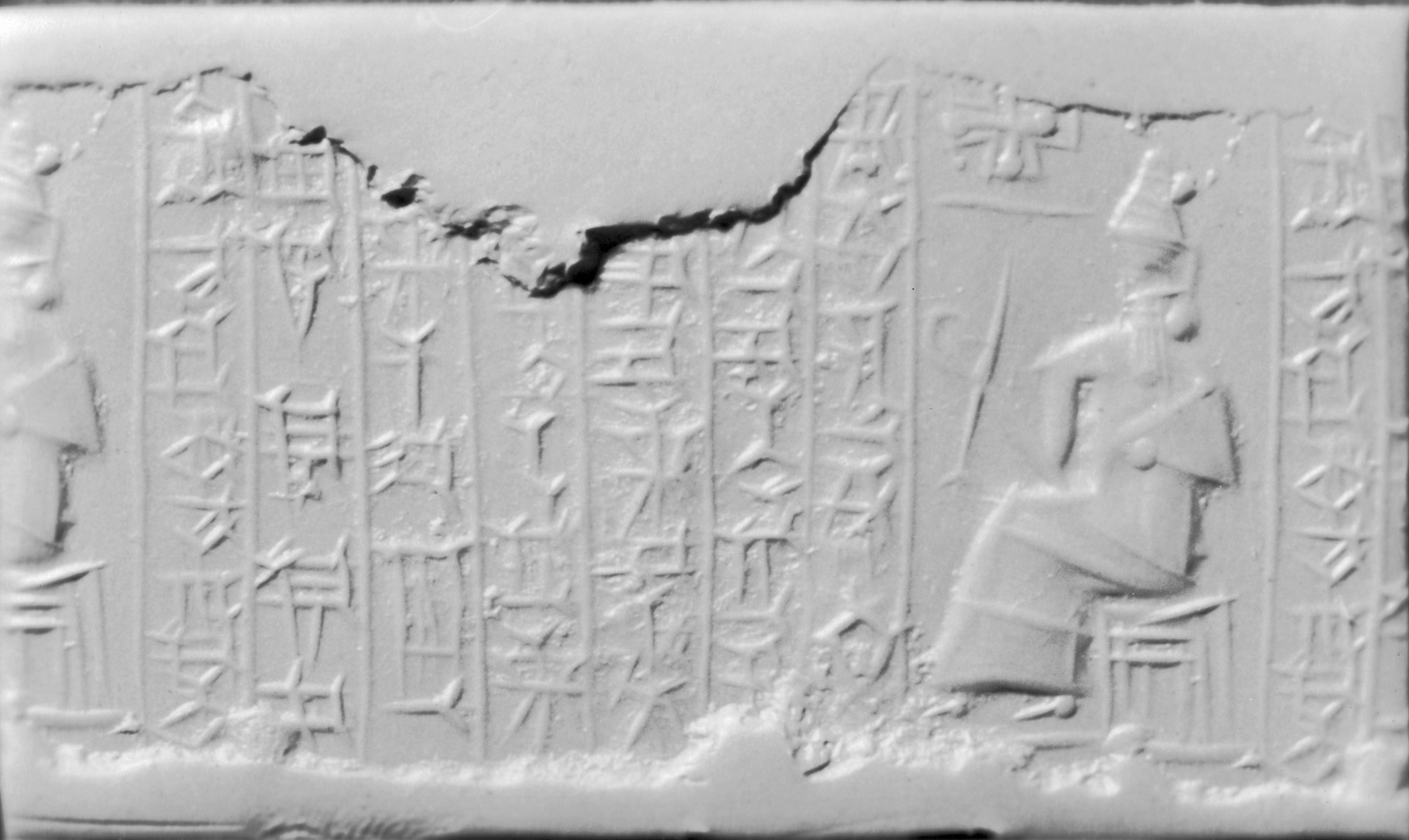
Impression de sceau-cylindre représentant une divinité assise sur un trône. Période kassite. Walters Art Museum.
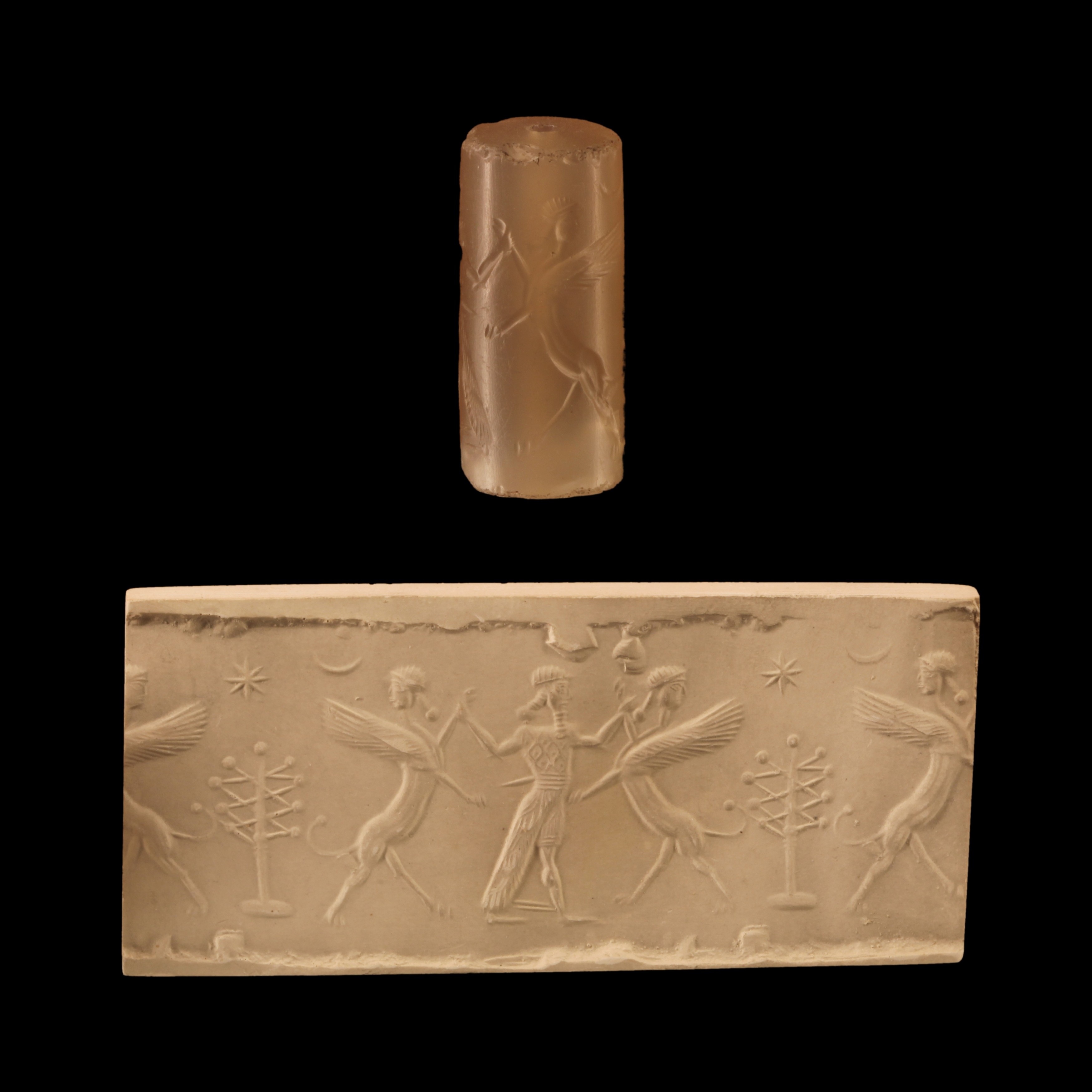
Sceau-cylindre en calcédoine blonde avec impression d'époque néo-assyrienne ou néo-babylonienne : héros maîtrisant deux démons ailés. Musée des beaux-arts de Lyon.
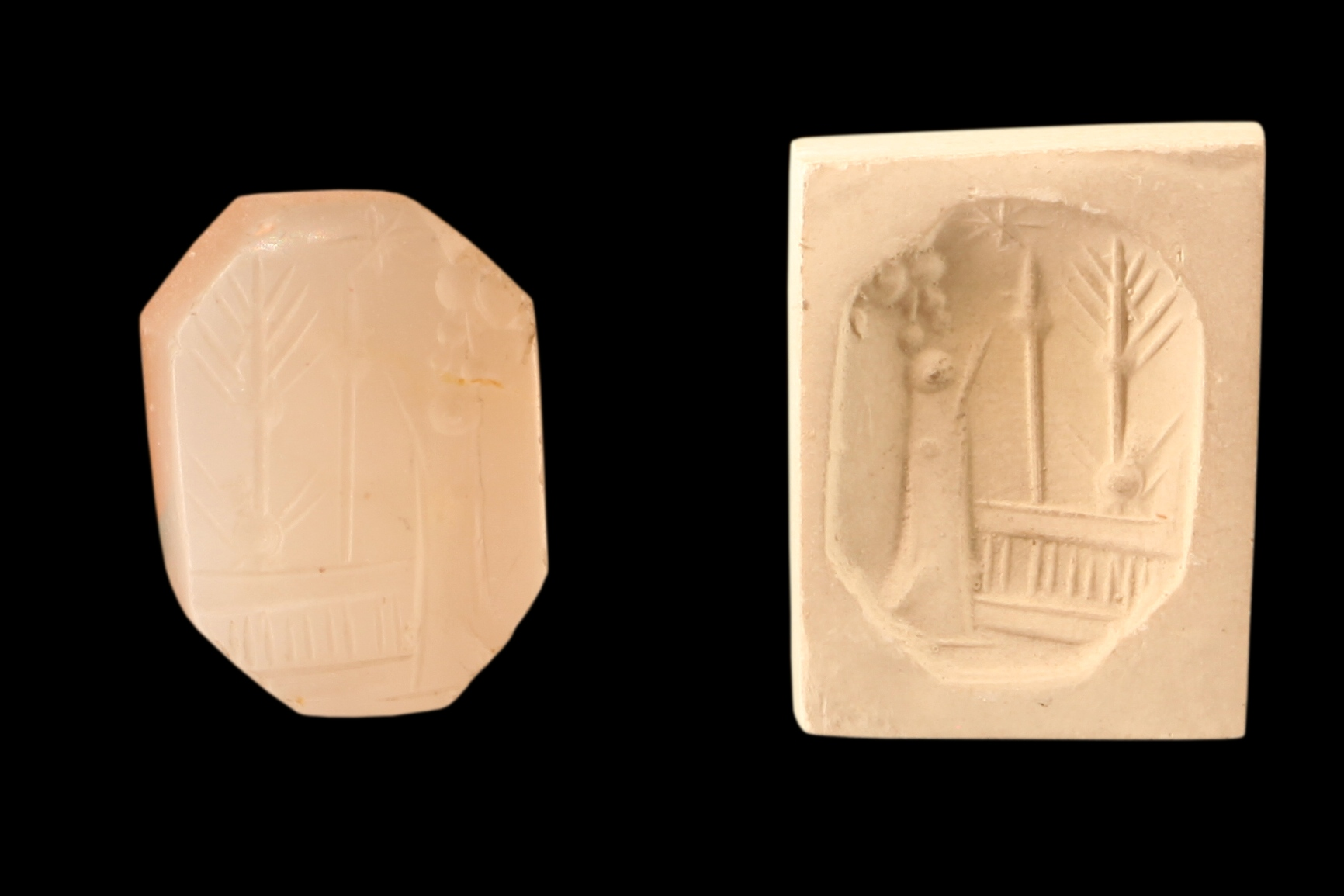
Sceau-cachet en calcédoine avec impression, époque néo-babylonienne : prêtre ou orant devant un autel. Musée des beaux-arts de Lyon.
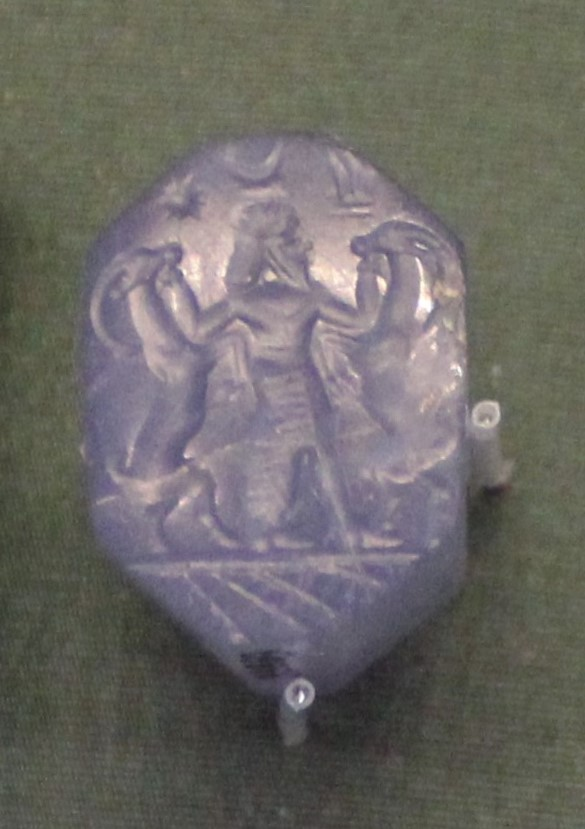
Sceau-cachet en calcédoine bleue représentant un homme maîtrisant deux ibex, période babylonienne tardive. British Museum.

### Les décors architecturaux et muraux et la monumentalité
Concernant les décorations sur les murs des édifices monumentaux, dont les revêtements extérieurs (sur les murs externes des édifices et dans les cours intérieures) sont en général en briques cuites, plus solides que les briques séchées, elles étaient dans la plupart des cas relativement simples, constituées d'alternances de saillants et de rentrants, et des demi-colonnes engagées dans les cas les plus élaborés, notamment les niches associées à des demi-colonnes torsadées dans une cour du temple de Shamash à Larsa datant de l'époque paléo-babylonienne. Des décorations plus élaborées en briques moulées firent leur apparition à l'époque kassite avec les reliefs du temple construit par le roi Kara-indash dans le temple d'Ishtar d'Uruk. Ils représentent des déesses protectrices portant des vases aux eaux jaillissantes. L'aspect monumental des édifices paraît par ailleurs se renforcer à cette période, notamment avec le palais de Dur-Kurigalzu, bien plus vaste que les édifices palatiaux antérieurs. Il atteste notamment de progrès dans la technique de la voûte, apparemment employée pour la couverture des grandes pièces de l'édifice sur des portées allant jusqu'à 7 mètres. Une autre originalité de l'édifice consiste en ses peintures murales. Elles représentaient des processions de dignitaires, peut-être liées à la fonction de l'édifice dans des rituels liés à la royauté, notamment le couronnement.
Le principe des décors de briques moulées évolua au Ier millénaire av. J.-C., avec le progrès de la maîtrise de la technique de la glaçure, qui permit la réalisation de décors de briques colorées à grande échelle sur les murs de Babylone. On les retrouve notamment sur la porte d'Ishtar, une des principales portes de la ville, dont les murs sont décorés de briques glaçurées bleues avec des représentations de dragons-serpents, symboles du dieu Marduk, et de taureaux, symboles du dieu Adad. Des lions, animaux symbolisant la déesse Ishtar, figurent sur les murs de la voie processionnelle conduisant de la porte jusqu'au sanctuaire de Marduk. Les décors comprennent également des frises de motifs géométriques et floraux (rosettes). On retrouve ce même type de décoration dans le palais royal. Les représentations d'animaux symbolisant les dieux étaient destinées à renforcer la protection symbolique des édifices, notamment les murailles et les entrées des villes, qui étaient par ailleurs dotés de noms cérémoniels symbolisant leur rôle défensif (la porte d'Ishtar était ainsi nommée « Ishtar terrasse ses ennemis »). Ils symbolisaient aussi l'emprise des dieux, en premier lieu Marduk, sur la ville. Certaines briques émaillées portaient par ailleurs des inscriptions de fondation du roi Nabuchodonosor II, qui indiquent également que des statues colossales en bronze de dragons-serpents et de taureaux se trouvaient à l'entrée de la ville.

Décors en briques babyloniens
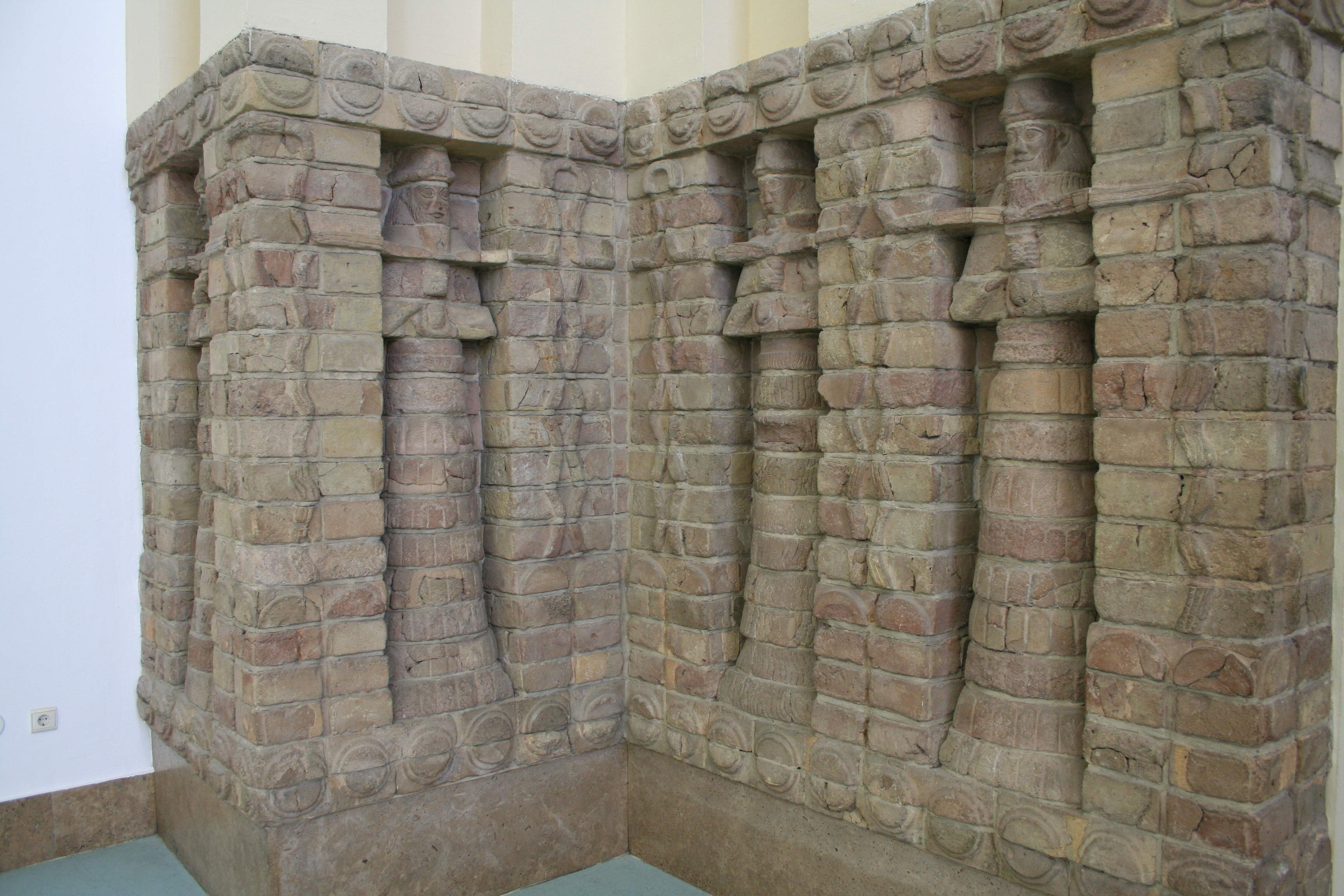
Façade du temple de Kara-indash à Uruk. (fin du XVe siècle av. J.-C.), Musée de Pergame.
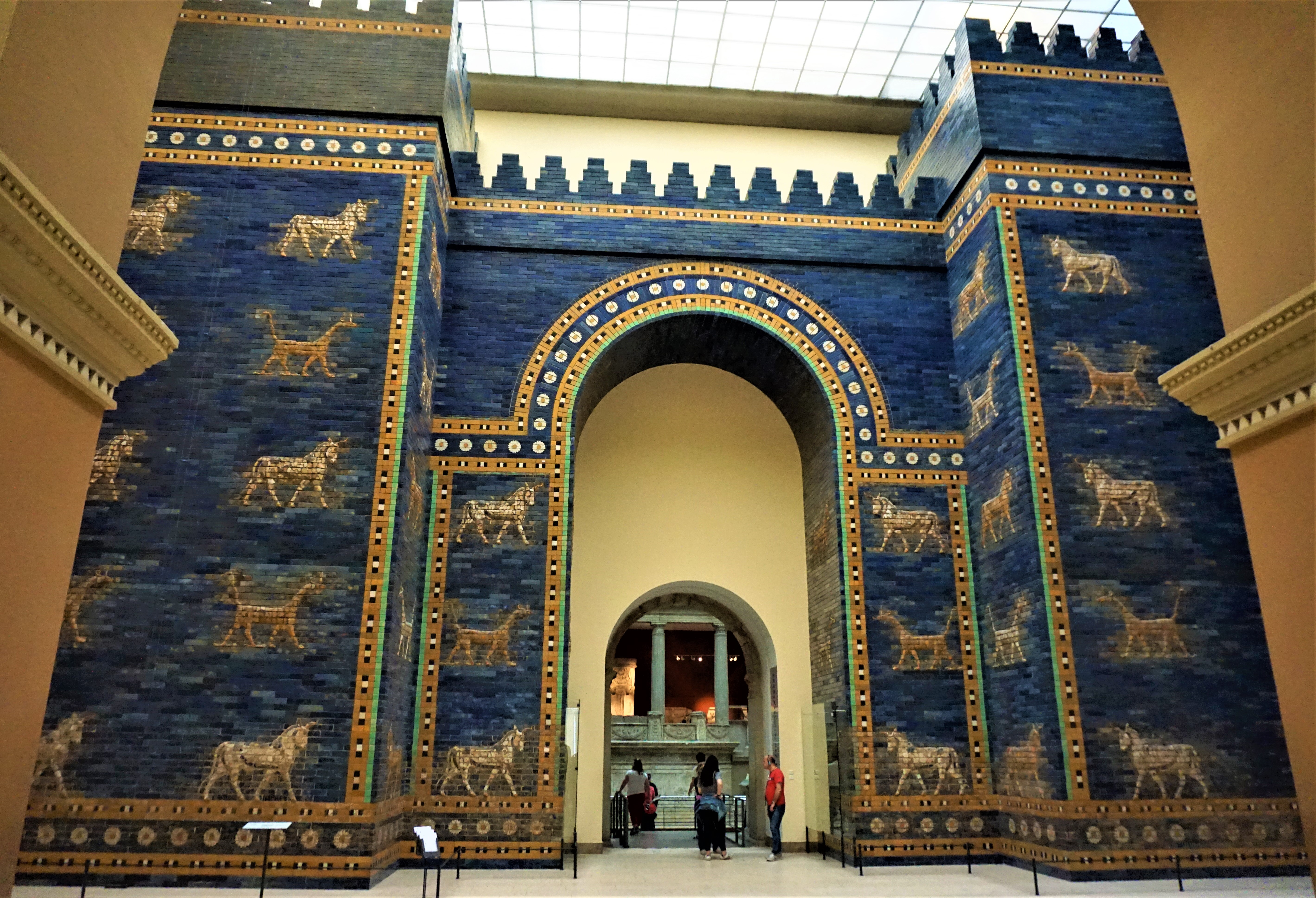
La porte d'Ishtar reconstituée au Pergamon Museum.
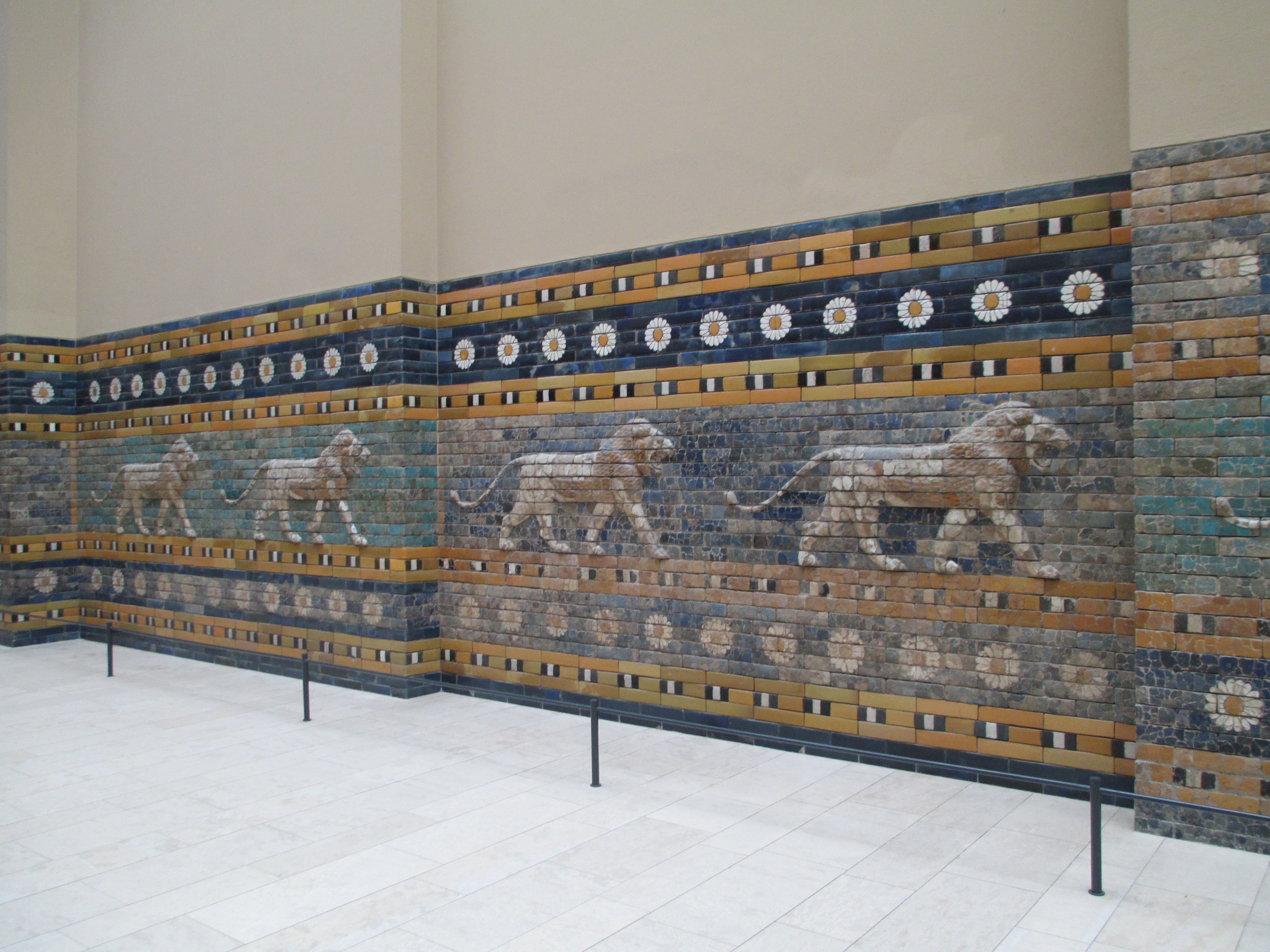
Lions sur les murs de la voie processionnelle de Babylone.
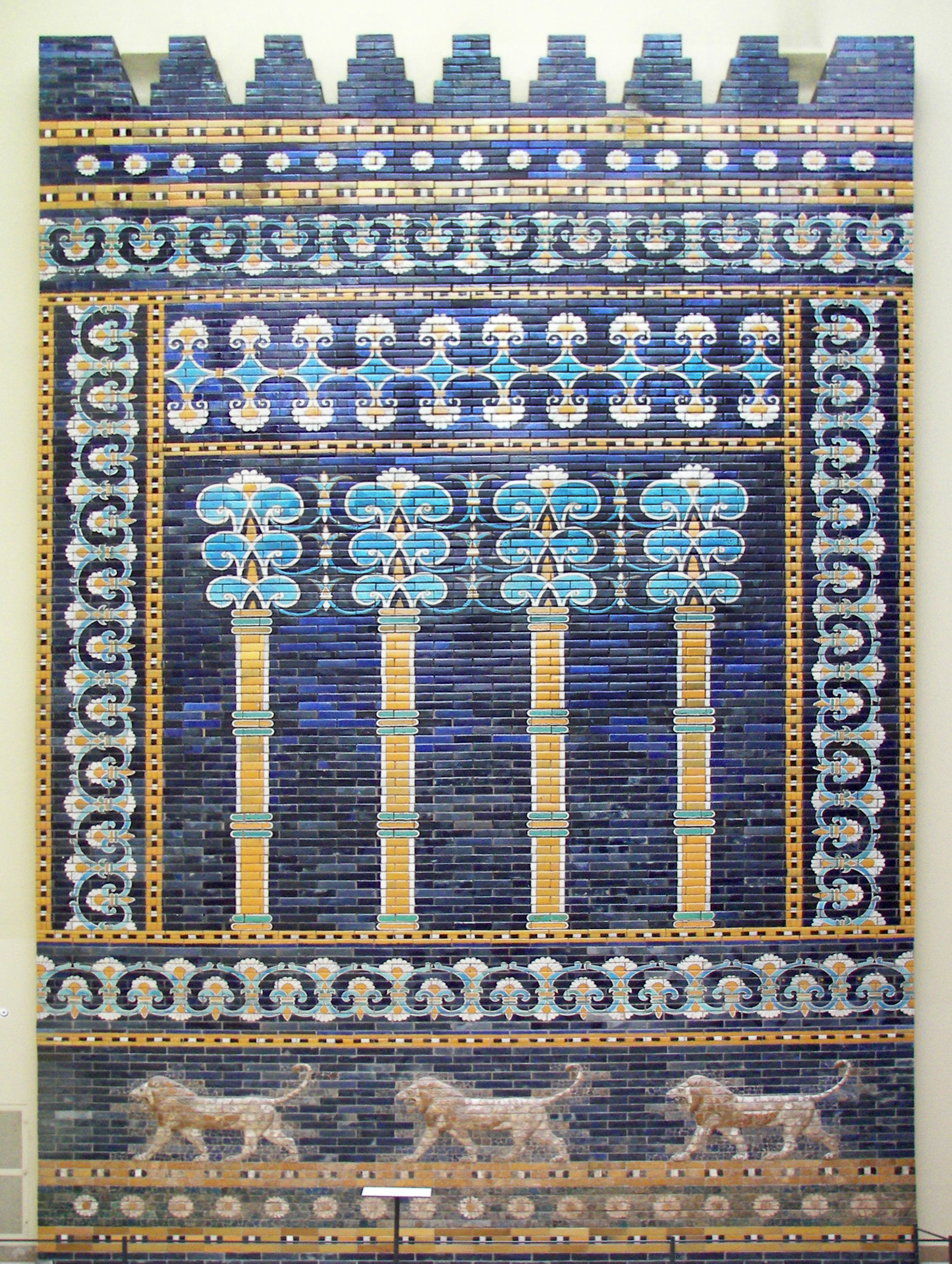
Décorations en briques à glaçure des murs de la salle du trône du palais Sud.
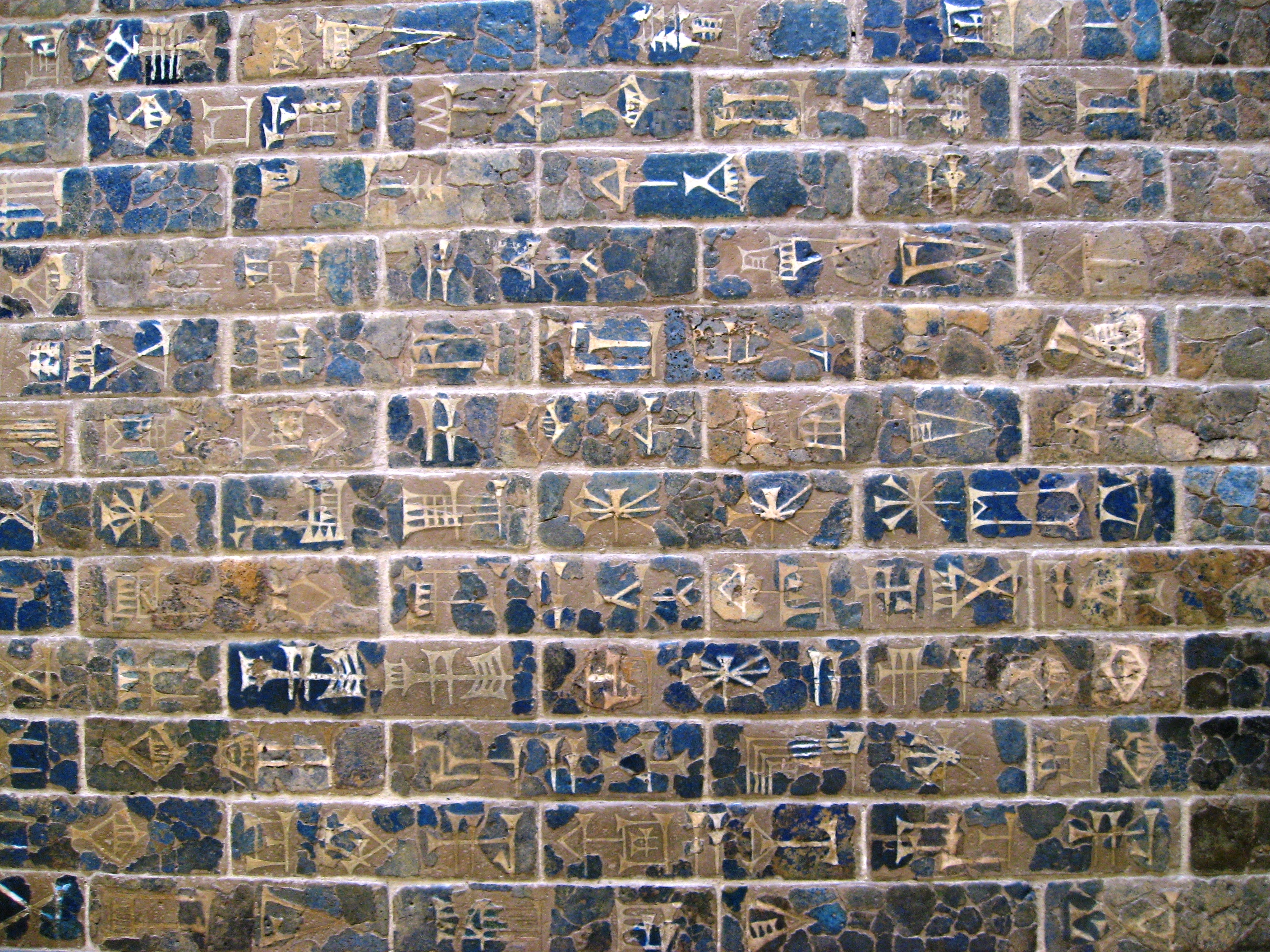
Inscription sur briques glaçurées de Nabuchodonosor II à Babylone.

Ce vaste programment de décoration, non attesté dans d'autres villes mésopotamiennes à cette échelle (on le trouve normalement dans des palais ou des temples), montre qu'ici c'est la ville tout entière qui est conçue comme un monument. En plus de leur aspect symbolique et magique, la dimension et le décor des édifices dégagent une impression de monumentalité qui devait produire une expérience sensorielle sur les visiteurs de la cité.

### Généralités sur le Proche-Orient ancien et la Mésopotamie
- (en) Jack M. Sasson (dir.), Civilizations of the Ancient Near East, New York, Scribner, 1995 (ISBN 0-684-19279-9)
- (en) Eric M. Meyers (dir.), Oxford Encyclopaedia of Archaeology in the Near East, Oxford et New York, Oxford University Press, 1997, 489 p. (ISBN 9780195065121)
- (en) Daniel T. Potts, Mesopotamian Civilization : The Material Foundations, Ithaca, Cornell University Press, 1997 (ISBN 0-485-93001-3)
- Francis Joannès (dir), Dictionnaire de la civilisation mésopotamienne, Paris, Robert Laffont, coll. « Bouquins », 2001 (ISBN 978-2-221-09207-1)
- Paul Garelli, Jean-Marie Durand, Hatice Gonnet et Catherine Breniquet, Le Proche-Orient asiatique, tome 1 : Des origines aux invasions des peuples de la mer, Paris, Presses universitaires de France, coll. « La Nouvelle Clio », 1997 (ISBN 2-13-047527-2)
- Paul Garelli et André Lemaire, Le Proche-Orient Asiatique, tome 2 : Les empires mésopotamiens, Israël, Paris, Presses universitaires de France, coll. « La Nouvelle Clio », 2001 (ISBN 2-13-052022-7)
- Francis Joannès, Les premières civilisations du Proche-Orient, Paris, Belin, 2006 (ISBN 2-7011-3397-1)
- Pierre Bordreuil, Françoise Briquel-Chatonnet et Cécile Michel (dir.), Les débuts de l'histoire : Le Proche-Orient, de l’invention de l’écriture à la naissance du monothéisme, Paris, Éditions de la Martinière, 2008 (ISBN 978-2-8467-5230-5)
- (en) Benjamin R. Foster et Karen Polinger-Foster, Civilizations of ancient Iraq, Princeton, Princeton University Press, 2009 (ISBN 978-0-691-13722-3)
- Véronique Grandpierre, Histoire de la Mésopotamie, Paris, Gallimard, coll. « Folio Histoire », 2010 (ISBN 978-2-07-039605-4)
- (en) Mario Liverani, The Ancient Near East : History, society and economy, Londres et New York, Routledge, 2014
- Bertrand Lafont, Aline Tenu, Philippe Clancier et Francis Joannès, Mésopotamie : De Gilgamesh à Artaban (3300-120 av. J.-C.), Paris, Belin, coll. « Mondes anciens », 2017, 1040 p. (ISBN 978-2-7011-6490-8)
- Martin Sauvage (dir.), Atlas historique du Proche-Orient ancien, Paris, Les Belles Lettres, 2020, 207 p. (ISBN 978-2-251-45113-8)

### Généralités sur Babylone
- (en) Gwendolyn Leick, The Babylonians : An Introduction, Londres et New York, Routledge, 2003 (ISBN 0-415-25314-4)
- (de) Michael Jursa, Die Babylonier : Geschichte, Gesellschaft, Kultur, Munich, C. H. Beck, 2004 (ISBN 3-406-50849-9)
- (en) Gwendolyn Leick (dir.), The Babylonian World, Londres et New York, Routledge, 2007 (ISBN 978-0-415-35346-5)
- Béatrice André-Salvini (dir.), Babylone, Paris, Hazan - Musée du Louvre éditions, 2008 (ISBN 978-2-35031-173-9)
- (en) Paul-Alain Beaulieu, A History of Babylon, 2200 BC - AD 75, Hoboken et Oxford, Wiley-Blackwell, 2018 (ISBN 978-1-405-18899-9)
- (en) Karen Radner, A Short History of Babylon, Londres et New York, Bloomsbury Academic, 2020

### Études par périodes
- Dominique Charpin, Hammu-rabi de Babylone, Paris, Presses universitaires de France, 2003 (ISBN 978-2-13-053963-6)
- (en) Alexa Bartelmus et Katja Sternitzke (dir.), Karduniaš : Babylonia under the Kassites, Boston et Berlin, De Gruyter, 2017 (ISBN 978-1-5015-1163-9)
- Francis Joannès, La Mésopotamie au Ier millénaire avant J.-C., Paris, Armand Colin, coll. « U », 2000 (ISBN 978-2-200-26120-7)

### Société et droit
- (en) John Nicholas Postgate, Early Mesopotamia : Society and Economy at the Dawn of History, Londres et New York, Routledge, 1992 (ISBN 978-0-415-11032-7)
- (en) Raymond Westbrook, « Old Babylonian Period », dans Raymond Westbrook (dir.), A History of Ancient Near Eastern Law vol. 1, Leyde, Brill, coll. « Handbuch der Orientalistik », 2003 (ISBN 90-04-10794-0), p. 361-430
- (en) Kathryn Slanski, « Middle Babylonian Period », dans Raymond Westbrook (dir.), A History of Ancient Near Eastern Law vol. 1, Leyde, Brill, coll. « Handbuch der Orientalistik », 2003 (ISBN 90-04-10794-0), p. 485-520
- (en) Joachim Oelsner, Bruce Wells et Cornelia Wunsch, « Neo Babylonian Period », dans Raymond Westbrook (dir.), A History of Ancient Near Eastern Law vol. 2, Leyde, Brill, coll. « Handbuch der Orientalistik », 2003 (ISBN 90-04-13585-5), p. 911-974

### Religion et savoirs
- Jean Bottéro, Mésopotamie : L'écriture, la raison et les dieux, Paris, Gallimard, coll. « Folio Histoire », 1997 (1re éd. 1987) (ISBN 978-2-07-040308-0)
- Jean Bottéro, La plus vieille religion : en Mésopotamie, Paris, Gallimard, coll. « Folio Histoire », 1998 (ISBN 978-2-07-032863-5)
- (en) Jeremy Black et Anthony Green, Gods, Demons and Symbols of Ancient Mesopotamia, Londres, British Museum Press, 1998 (ISBN 0-7141-1705-6)
- Dominique Charpin, Lire et écrire à Babylone, Paris, Presses universitaires de France, 2008 (ISBN 978-2-13-056740-0)
- (en) Karen Radner et Eleanor Robson (dir.), The Oxford Handbook of Cuneiform Culture, Oxford, Oxford University Press, 2011 (ISBN 978-0-19-955730-1)

### Art et archéologie
- Agnès Benoit, Art et archéologie : les civilisations du Proche-Orient ancien, Paris, RMN, coll. « Manuels de l'école du Louvre », 2003 (ISBN 2-7118-4443-9)
- Jean-Louis Huot, Une archéologie des peuples du Proche-Orient : tome II, Des hommes des Palais aux sujets des premiers empires (IIe-Ier millénaire av. J-C), Paris, Errances, 2004 (ISBN 2-87772-268-6)
- (en) Daniel T. Potts (dir.), A Companion to the Archaeology of the Ancient Near East, Malden et Oxford, Wiley-Blackwell, coll. « Blackwell companions to the ancient world », 2012 (ISBN 978-1-4051-8988-0)
- (en) Zainab Bahrani, Mesopotamia : Ancient Art and Architecture, Londres, Thames & Hudson, 2017